# Lista de aves do Brasil
|  | Lista de anfíbios do Brasil |  | Lista de aves do Brasil |  | Lista de mamíferos do Brasil |  | Lista de peixes do Brasil |  | Lista de répteis do Brasil |  | Lista de dinossauros do Brasil |  |

Esta lista de aves do Brasil inclui as espécies de aves com registros confirmados no Brasil.  De acordo com a Lista comentada das aves do Brasil pelo Comitê Brasileiro de Registros Ornitológicos (CBRO), até 2015 haviam sido identificadas 1919 espécies de aves no Brasil. Na atualização de 2021 a lista reconhecia a ocorrência de 1971 espécies no país.
Observações:
- A lista segue a última versão do CBRO, de julho de 2021.
- Um único nome popular tem caráter meramente instrumental e de restrição do tamanho do anexo, não devendo ser levado como tentativa de normatização;
- Para outros nomes populares, sinônimos, subespécies e comentários taxonômicos, vide o artigo de cada espécie em particular.

Legenda:
- E = Endêmica
- I = Introduzida
- VA = Vagante
- V = Visitante
- D = Desconhecido
- Ex = Extinto
- ExN = Extinto na natureza
- PO = Possível ocorrência

Espécies não marcadas constituem R, ou seja, são residentes no território nacional.

## RheiformesForbes, 1884

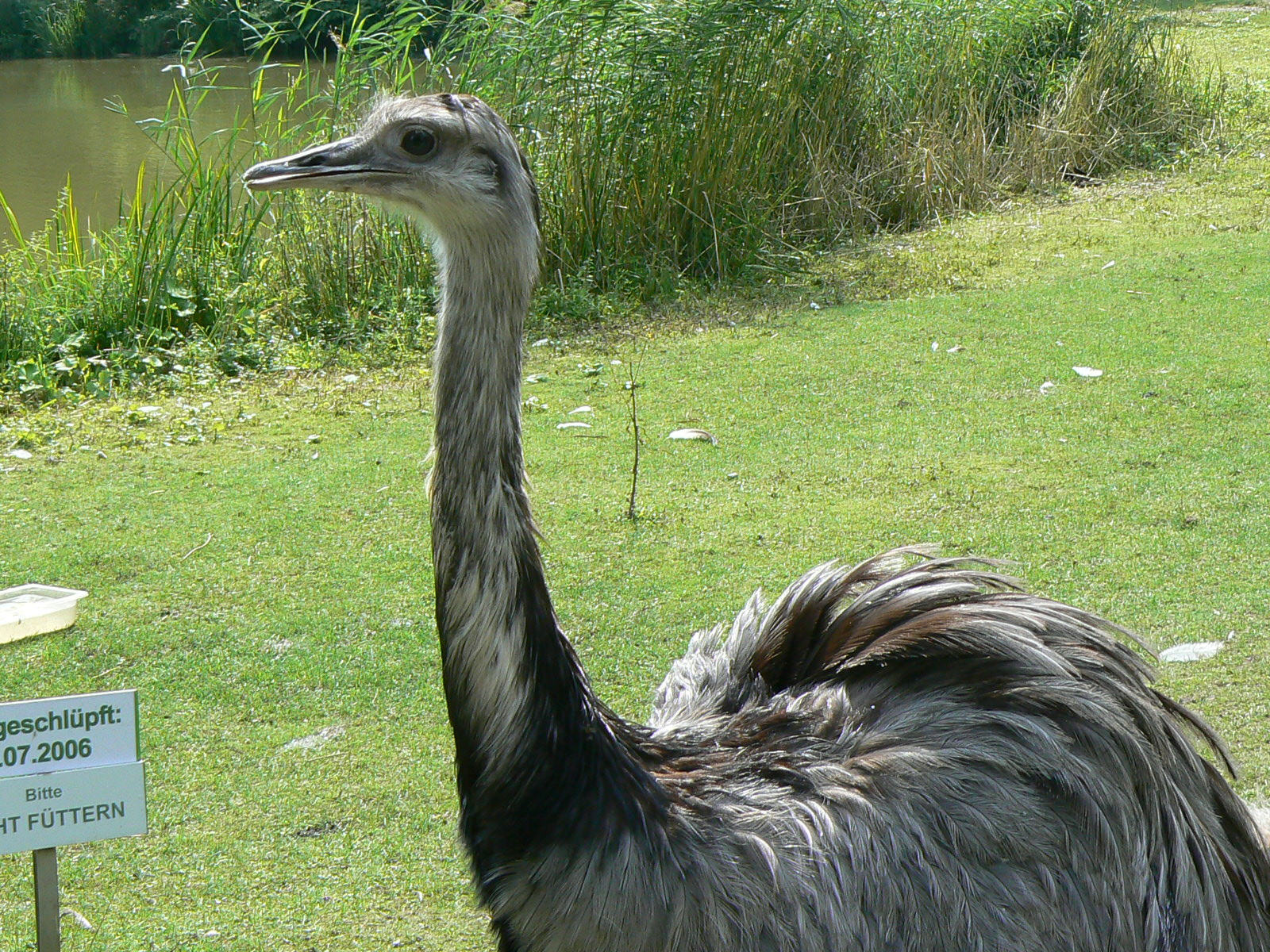
Ema

Família Rheidae Bonaparte, 1849
- Rhea americana (Linnaeus, 1758) - Ema

## TinamiformesHuxley, 1872
Família Tinamidae Gray, 1840
- Tinamus tao (Temminck, 1815) - Azulona
- Tinamus solitarius (Vieillot, 1819) - Macuco
- Tinamus major (Gmelin, 1789) - Inhambu-serra
- Tinamus guttatus (Pelzeln, 1863) - Inhambu-galinha
- Crypturellus cinereus (Gmelin, 1789) - Inhambu-pixuna
- Crypturellus soui (Hermann, 1783) - Tururim
- Crypturellus obsoletus (Temminck, 1815) - Inhambuguaçu
- Crypturellus undulatus (Temminck, 1815) - Jaó

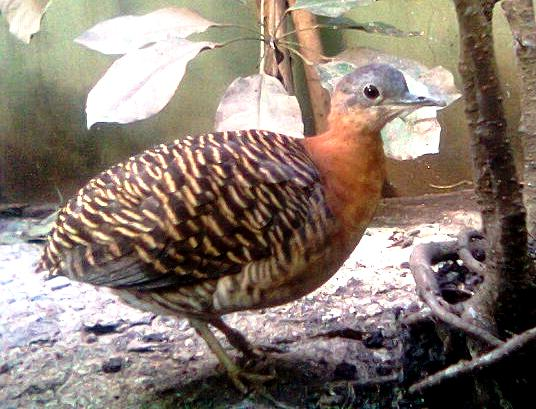
Inhambu-anhangá

- Crypturellus strigulosus (Temminck, 1815) - Inhambu-relógio
- Crypturellus duidae (Zimmer, 1938) - Inhambu-de-pé-cinza
- Crypturellus erythropus (Pelzeln, 1863) - Inhambu-de-perna-vermelha
- Crypturellus zabele (Spix, 1825) - Zabelê E
- Crypturellus noctivagus (Wied, 1820) - Jaó-do-sul E
- Crypturellus atrocapillus (Tschudi, 1844) - Inhambu-de-coroa-preta
- Crypturellus variegatus (Gmelin, 1789) - Inhambu-anhangá
- Crypturellus brevirostris (Pelzeln, 1863) - Inhambu-carijó
- Crypturellus bartletti (Sclater & Salvin, 1873) - Inhambu-anhangaí
- Crypturellus parvirostris (Wagler, 1827) - Inhambu-chororó
- Crypturellus tataupa (Temminck, 1815) - Inhambu-chintã
- Rhynchotus rufescens (Temminck, 1815) - Perdiz
- Nothura boraquira (Spix, 1825) Codorna-do-nordeste
- Nothura minor (Spix, 1825) - Codorna-mineira E
- Nothura maculosa (Temminck, 1815) - Codorna-amarela
- Taoniscus nanus (Temminck, 1815) - Codorna-carapé

## AnseriformesLinnaeus, 1758
Família Anhimidae Stejneger, 1885
- Anhima cornuta (Linnaeus, 1766) - Anhuma
- Chauna torquata (Oken, 1816) - Tachã

Família Anatidae Leach, 1820

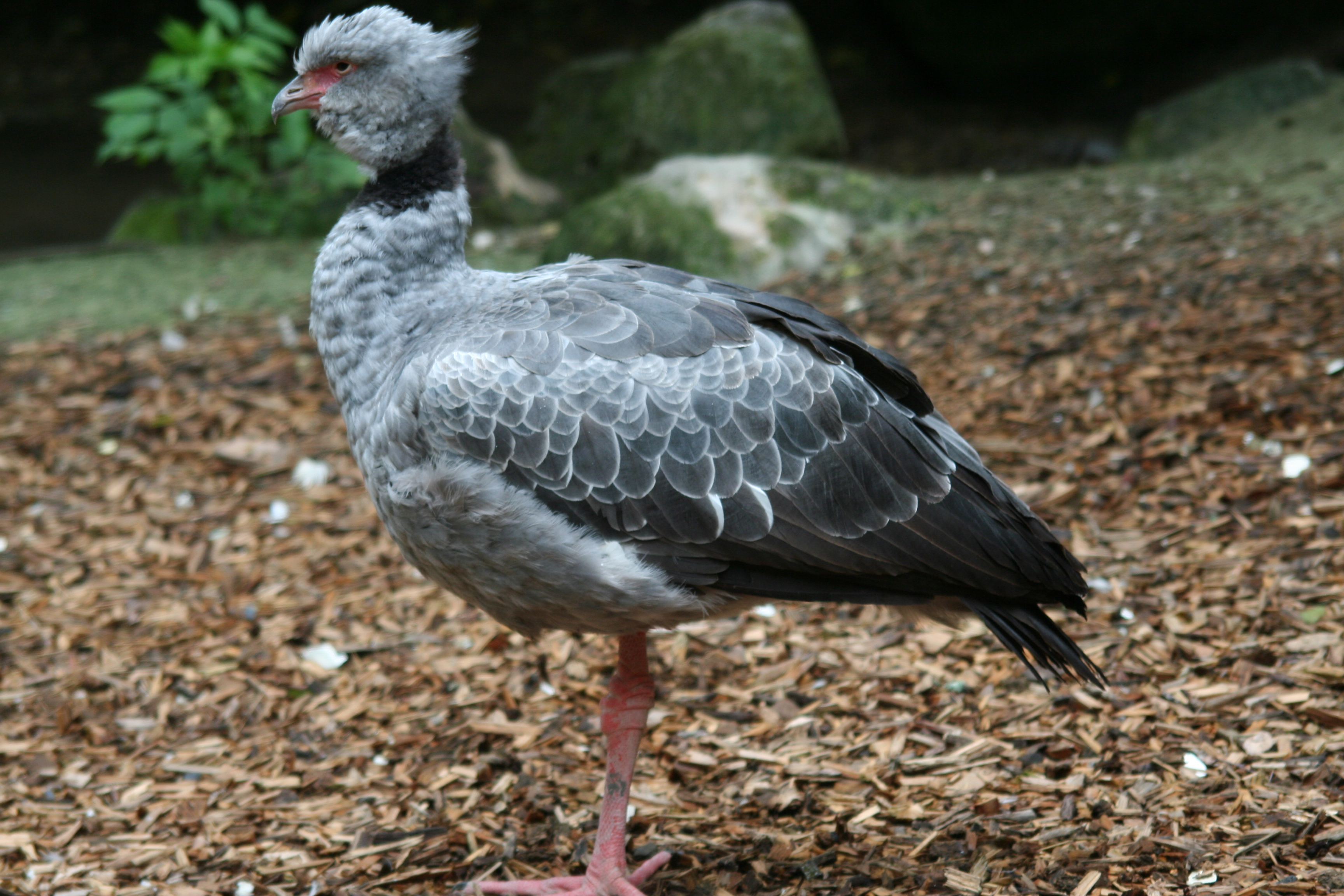
Tachã

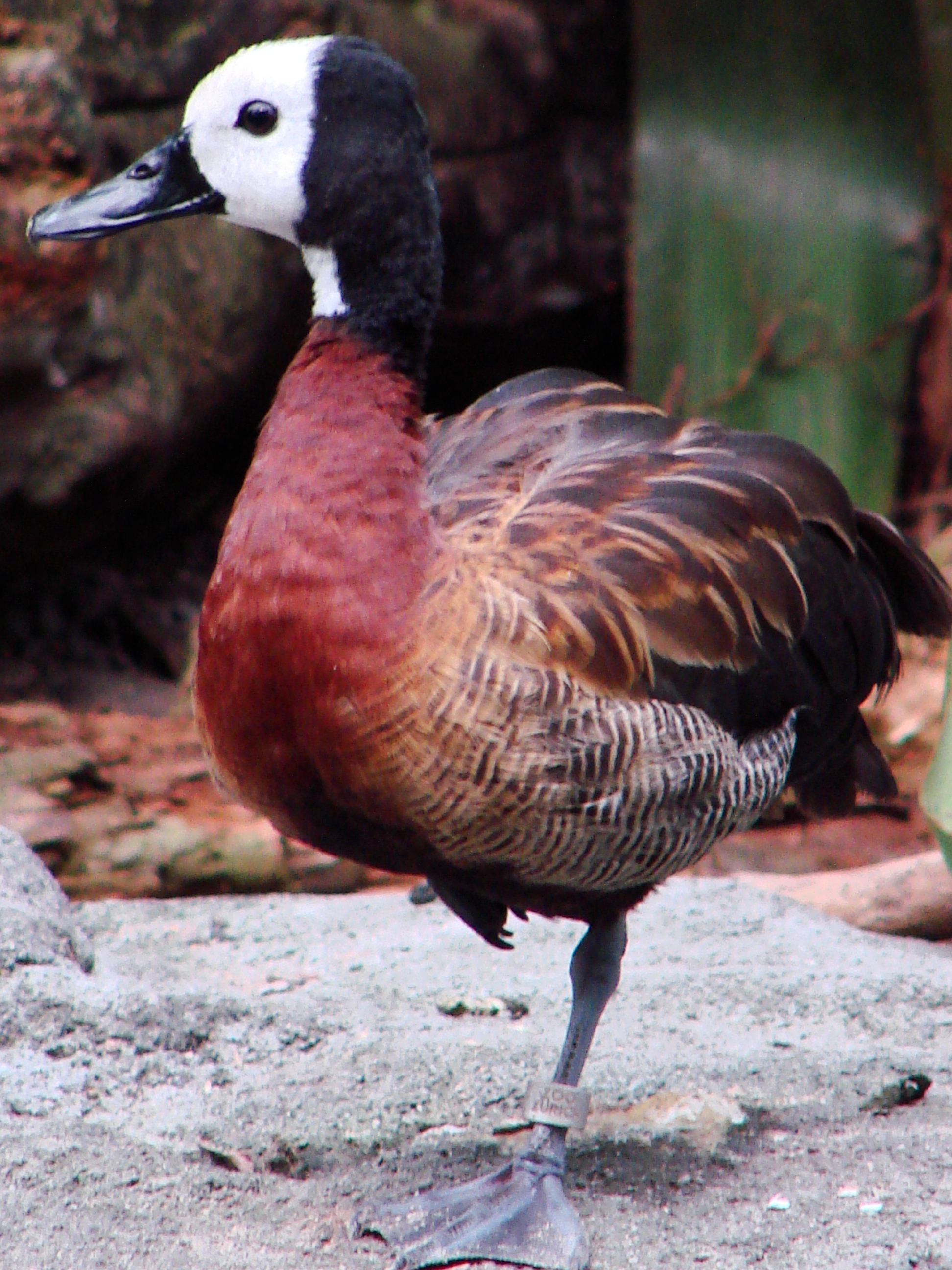
Irerê

Subfamília Dendrocygninae Reichenbach, 1850
- Dendrocygna bicolor (Vieillot, 1816) - Marreca-caneleira
- Dendrocygna viduata (Linnaeus, 1766) - Irerê
- Dendrocygna autumnalis (Linnaeus, 1758) - Marreca-cabocla

Subfamília Anserinae Vigors, 1825
- Cygnus melancoryphus (Molina, 1782) - Cisne-de-pescoço-preto
- Coscoroba coscoroba (Molina, 1782) - Capororoca

Subfamília Anatinae Leach, 1820
- Neochen jubata (Spix, 1825) - Pato-corredor
- Chloephaga picta (Gmelin, 1789) - Ganso-de-magalhães VA
- Cairina moschata (Linnaeus, 1758) - Pato-do-mato
- Sarkidiornis sylvicola Ihering e Ihering, 1907 - Pato-de-crista
- Callonetta leucophrys (Vieillot, 1816) - Marreca-de-coleira
- Amazonetta brasiliensis (Gmelin, 1789) - Marreca-ananaí
- Spatula versicolor Vieillot, 1816 - Marreca-cricri
- Spatula platalea Vieillot, 1816 - Marreca-colhereira
- Spatula discors Linnaeus, 1766 - Marreca-de-asa-azul VA
- Spatula cyanoptera Vieillot, 1816 - Marreca-colorada VA
- Mareca sibilatrix Poeppig, 1829 - Marreca-oveira V
- Anas bahamensis Linnaeus, 1758 - Marreca-toicinho
- Anas acuta Linnaeus, 1758 - Arrabio VA
- Anas georgica Gmelin, 1789 - Marreca-parda
- Anas flavirostris Vieillot, 1816 Marreca-pardinha
- Netta erythrophthalma (Wied, 1832) - Paturi-preta
- Netta peposaca (Vieillot, 1816) - Marrecão V
- Mergus octosetaceus Vieillot, 1817 - Pato-mergulhão
- Heteronetta atricapilla (Merrem, 1841) - Marreca-de-cabeça-preta
- Nomonyx dominicus (Linnaeus, 1766) - Marreca-caucau
- Oxyura vittata (Philippi, 1860) - Marreca-rabo-de-espinho V

## GalliformesLinnaeus, 1758
Família Cracidae Rafinesque, 1815
- Penelope marail (Statius Müller, 1776) - Jacumirim
- Penelope superciliaris Temminck, 1815 - Jacupemba
- Penelope jacquacu Spix, 1825 - Jacu-de-spix
- Penelope obscura Temminck, 1815 - Jacuguaçu
- Penelope pileata Wagler, 1830 - Jacupiranga E

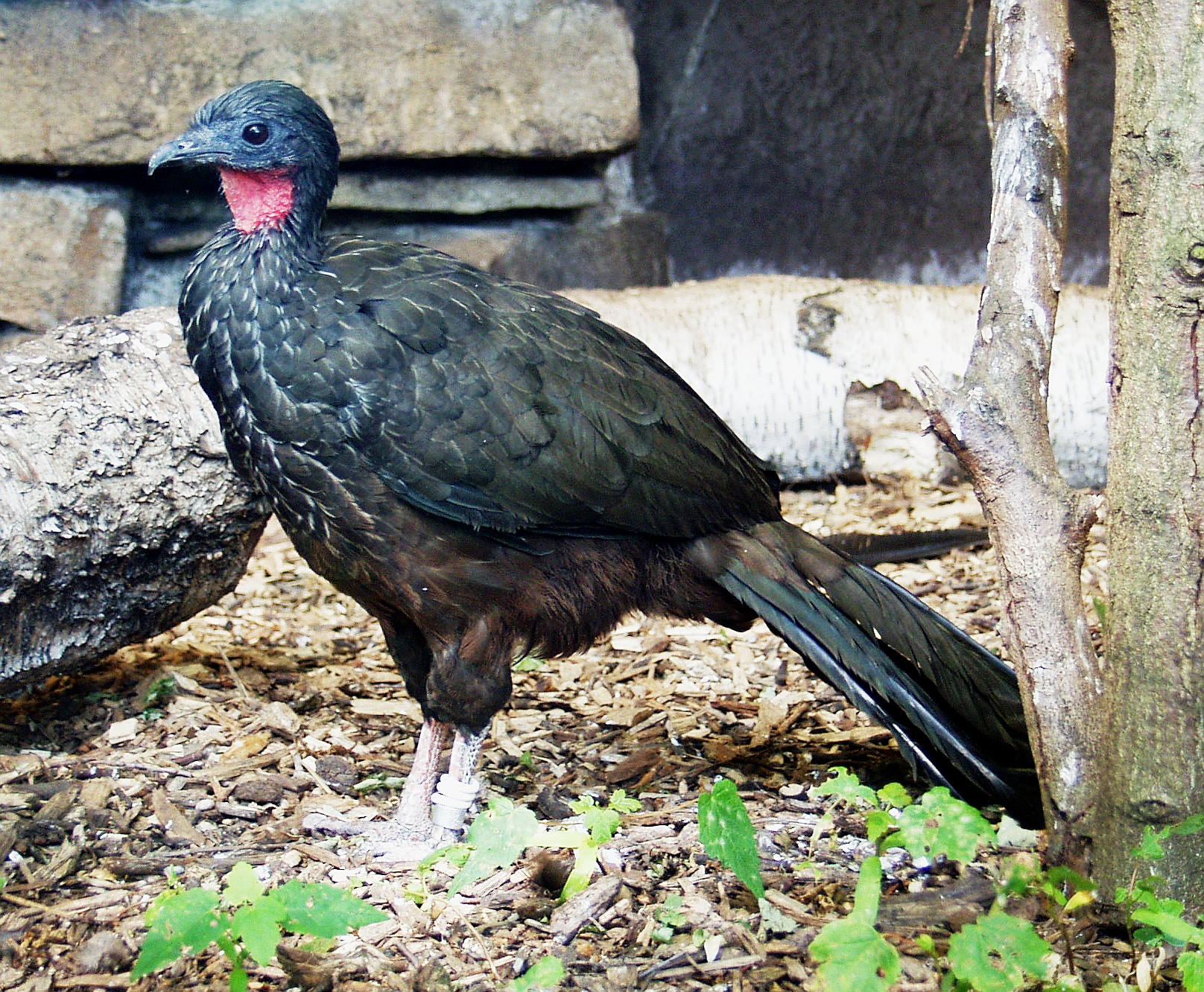
Jacu-de-spix

- Penelope ochrogaster Pelzeln, 1870 - Jacu-de-barriga-castanha E
- Penelope jacucaca Spix, 1825 - Jacucaca E
- Aburria cumanensis (Jacquin, 1784) - Jacutinga-de-garganta-azul
- Aburria cujubi (Pelzeln, 1858) - Cujubi
- Aburria jacutinga (Spix, 1825) - Jacutinga
- Ortalis canicollis (Wagler, 1830) - Aracuã-do-pantanal
- Ortalis guttata (Spix, 1825) - Aracuã-pintado
- Ortalis remota (Pinto, 1960) - Aracuã-guarda-faca E
- Ortalis araucuan (Spix, 1825) - Aracuã-de-barriga-branca E
- Ortalis squamata Lesson, 1829 - Aracuã-escamoso
- Ortalis motmot (Linnaeus, 1766) - Aracuã-pequeno
- Ortalis ruficeps (Wagler, 1830) - Aracuãzinho
- Ortalis superciliaris (Gray, 1867) - Aracuã-de-sobrancelhas E
- Nothocrax urumutum (Spix, 1825) - Urumutum
- Crax alector Linnaeus, 1766 - Mutum-poranga
- Crax globulosa Spix, 1825 - Mutum-de-fava
- Crax fasciolata Spix, 1825 - Mutum-de-penacho
- Crax blumenbachii Spix, 1825 - Mutum-de-bico-vermelho E
- Pauxi tomentosa (Spix, 1825) Mutum-do-norte
- Pauxi tuberosa (Spix, 1825) Mutum-cavalo
- Pauxi mitu (Linnaeus, 1766) Mutum-do-nordeste ExN E

Família Odontophoridae Gould, 1844
- Colinus cristatus (Linnaeus, 1766) - Uru-do-campo
- Odontophorus gujanensis (Gmelin, 1789) - Uru-corcovado
- Odontophorus capueira (Spix, 1825) - Uru
- Odontophorus stellatus (Gould, 1843) - Uru-de-topete

## PhoenicopteriformesFürbringer, 1888

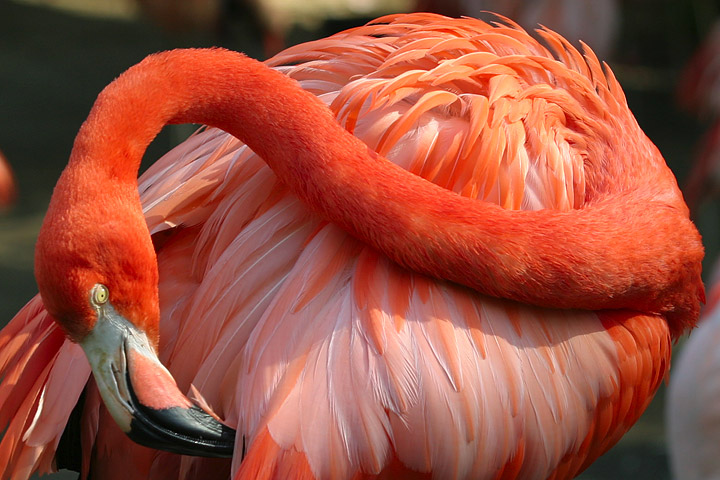
Flamingo-comum

Família Phoenicopteridae Bonaparte, 1831
- Phoenicopterus chilensis Molina, 1782 - Flamingo-chileno S

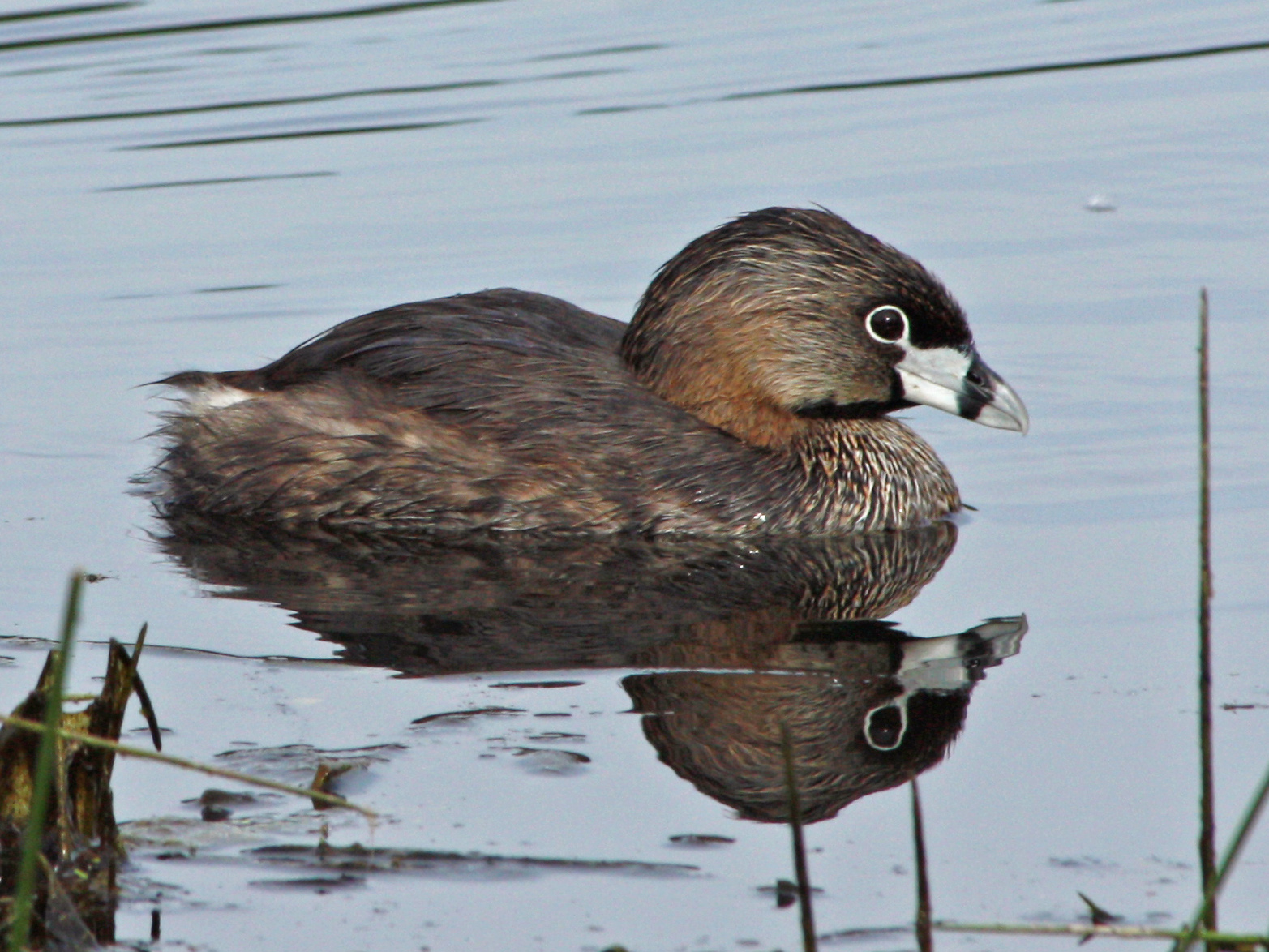
Mergulhão-caçador

- Phoenicopterus ruber Linnaeus, 1758 - Flamingo
- Phoenicoparrus andinus (Philippi, 1854) – Flamingo-dos-andes VA
- Phoenicoparrus jamesi (Sclater, 1886) - Flamingo-da-puna VA

## PodicipediformesFürbringer, 1888
Família Podicipedidae Bonaparte, 1831
- Rollandia rolland (Quoy e Gaimard, 1824) - Mergulhão-de-orelha-branca
- Tachybaptus dominicus (Linnaeus, 1766) - Mergulhão-pequeno
- Podilymbus podiceps (Linnaeus, 1758) - Mergulhão-caçador
- Podicephorus major (Boddaert, 1783) - Mergulhão-grande
- Podiceps occipitalis Garnot, 1826 - Mergulhão-de-orelha-amarela VA

## EurypygiformesFurbringer, 1888

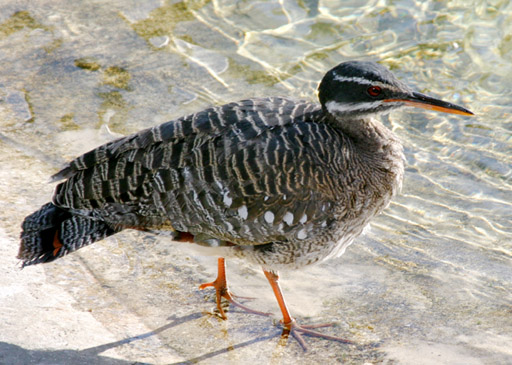
Pavãozinho-do-pará

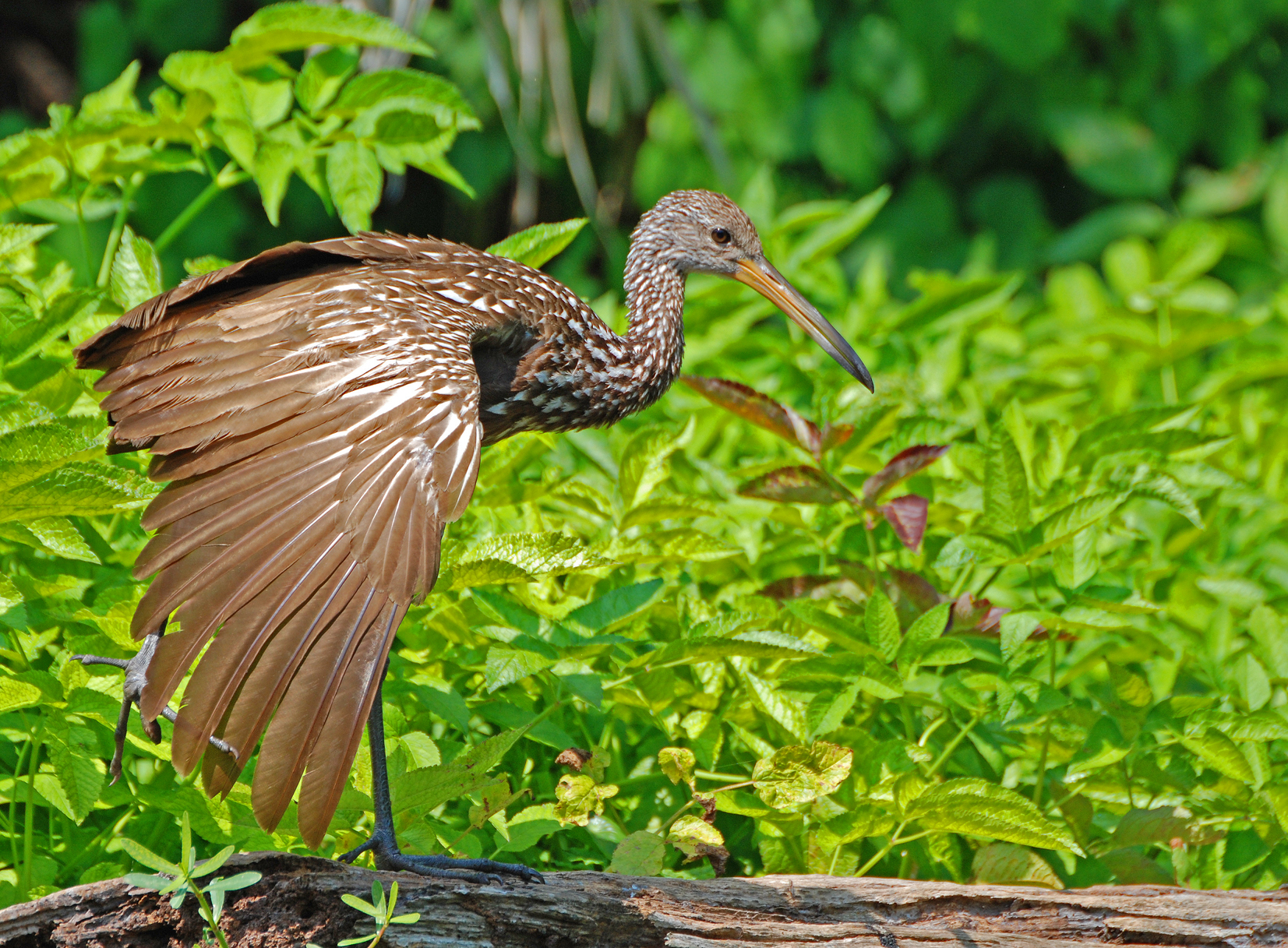
Carão

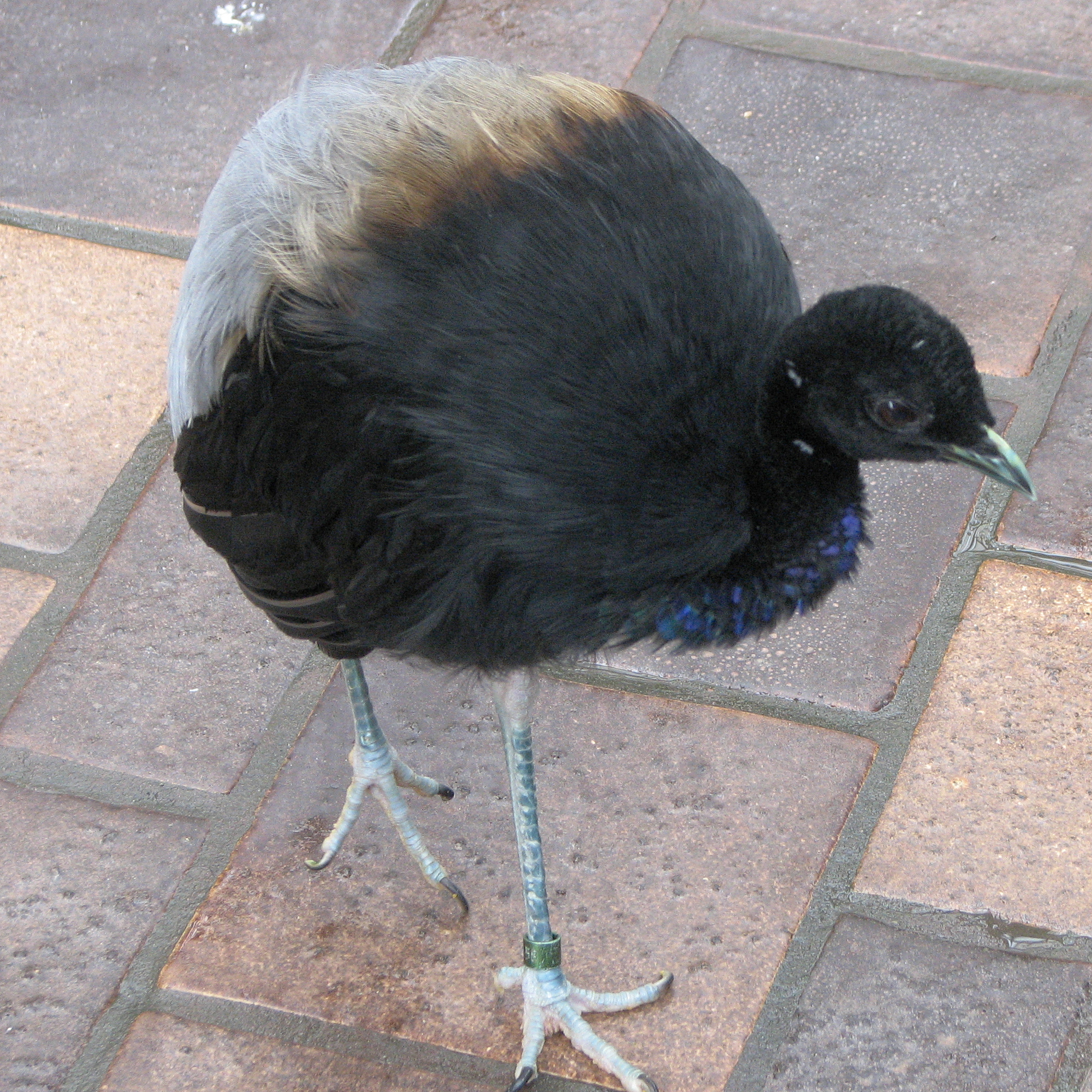
Jacamim-de-costas-cinzentas

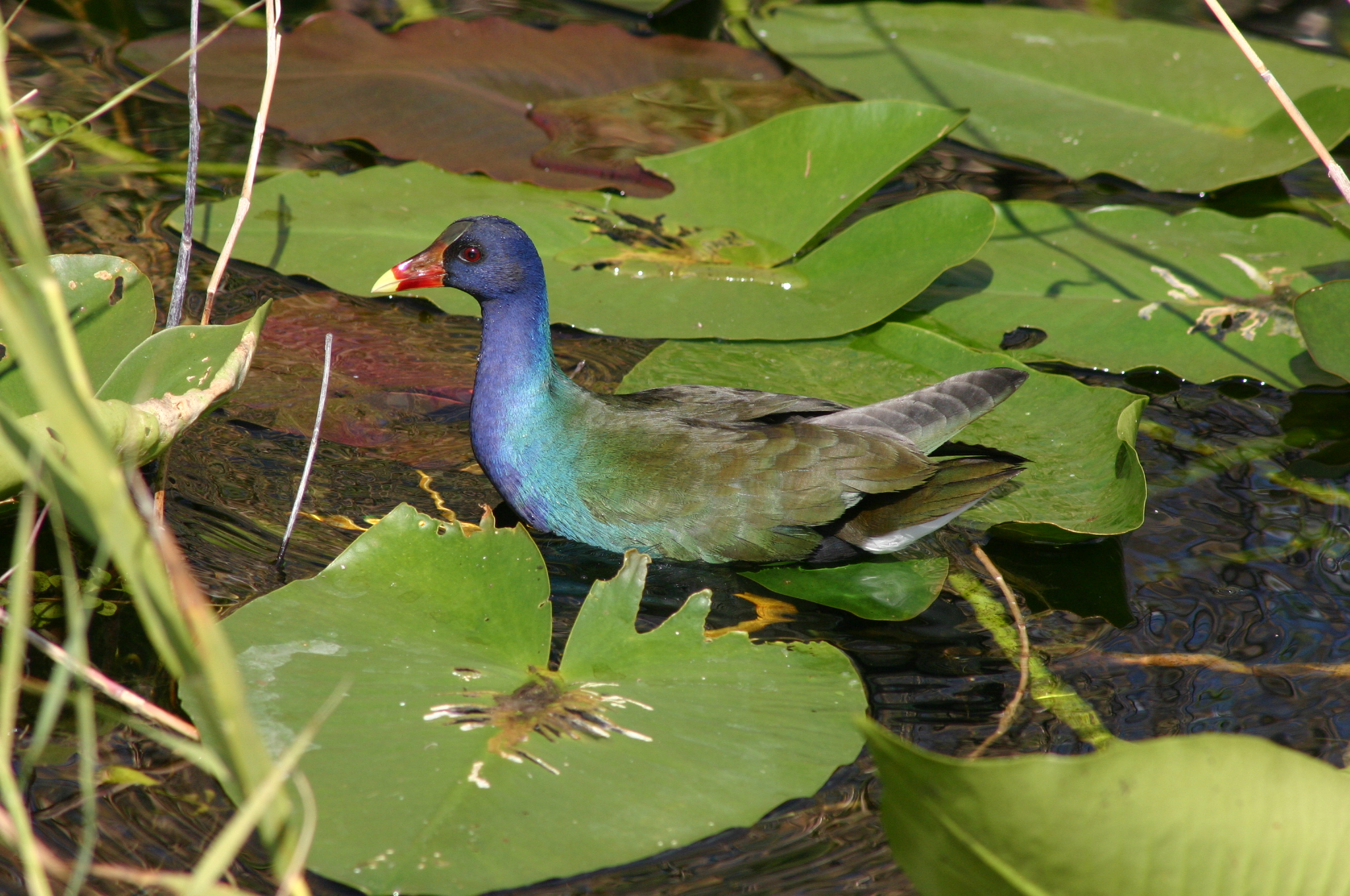
Frango-d'água-azul

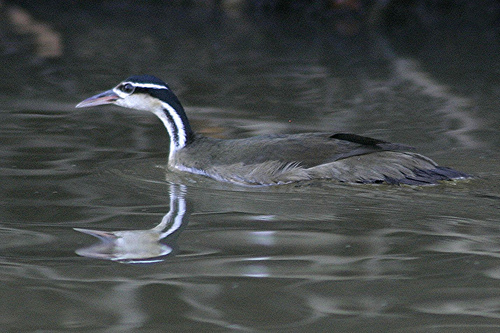
Picaparra

Família Eurypygidae Selby, 1840
- Eurypyga helias (Pallas, 1781) - Pavãozinho-do-pará

## PhaethontiformesSharpe, 1831
Família Phaethontidae Brandt, 1840

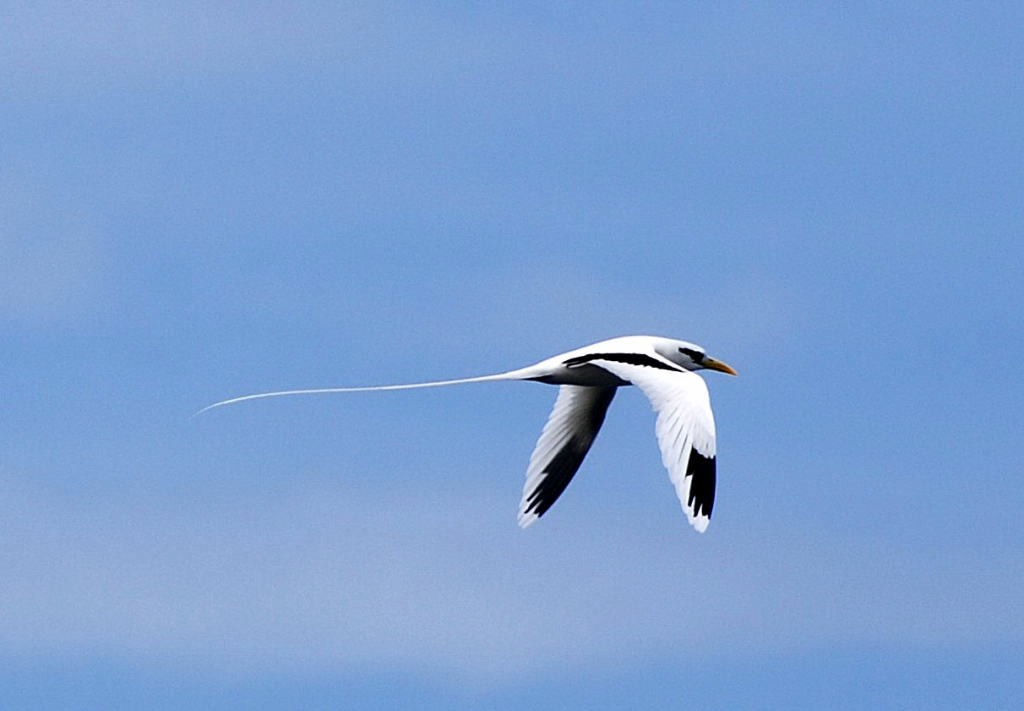
Rabo-de-palha-de-bico-laranja

- Phaethon aethereus Linnaeus, 1758 - Rabo-de-palha-de-bico-vermelho
- Phaethon rubricauda Boddaert, 1783 - Rabo-de-palha-de-cauda-vermelha VA
- Phaethon lepturus Daudin, 1802 - Rabo-de-palha-de-bico-laranja

## SphenisciformesSharpe, 1891
Família Spheniscidae Bonaparte, 1831

Pinguim-de-magalhães

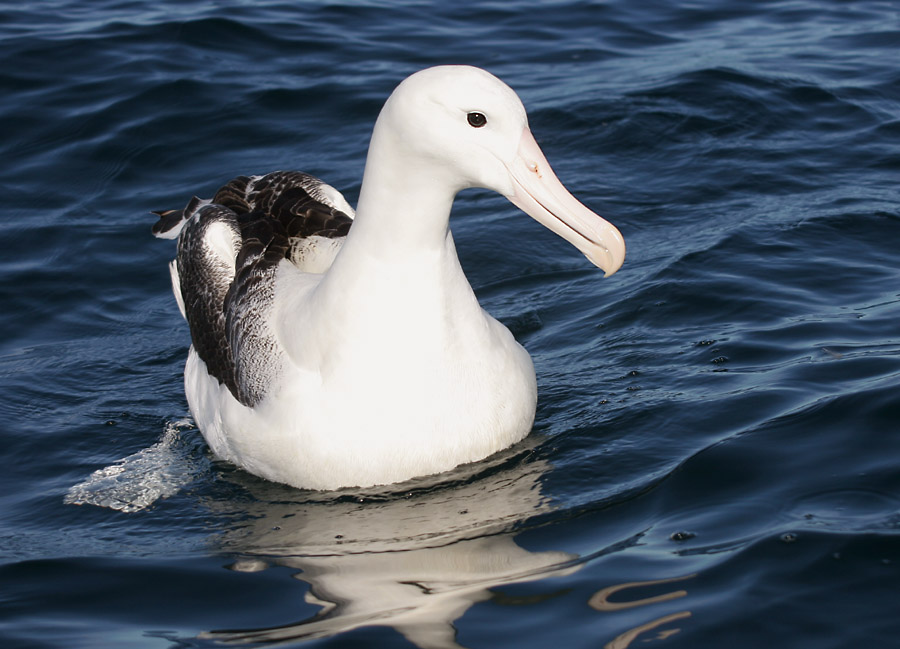
Albatroz-real

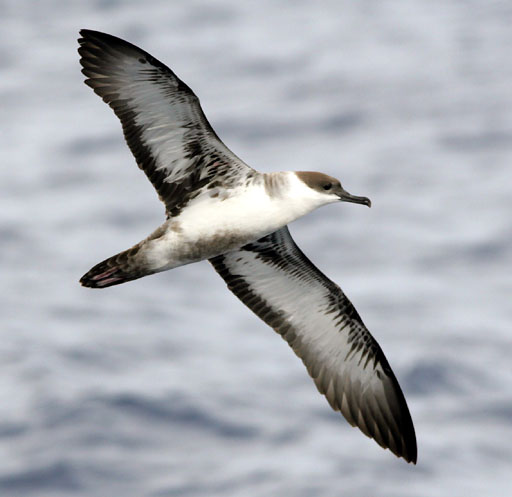
Bobo-grande-de-sobre-branco

- Aptenodytes patagonicus Miller, 1778 - Pinguim-rei VA
- Spheniscus magellanicus (Forster, 1781) - Pinguim-de-magalhães V
- Eudyptes chrysolophus (Brandt, 1837) - Pinguim-macaroni VA
- Eudyptes chrysocome (Forster, 1781) - Pinguim-de-penacho-amarelo VA

## ProcellariiformesFürbringer, 1888
Família Diomedeidae Gray, 1840
- Diomedea epomophora Lesson, 1825 - Albatroz-real V
- Diomedea sanfordi Murphy, 1917 - Albatroz-real-do-norte VA
- Diomedea exulans Linnaeus, 1758 - Albatroz-errante V
- Diomedea dabbenena Mathews, 1929 - Albatroz-de-tristão V
- Phoebetria fusca (Hilsenberg, 1822) - Piau-preto VA
- Phoebetria palpebrata (Forster, 1785) - Piau-de-costas-claras VA
- Thalassarche chlororhynchos (Gmelin, 1789) - Albatroz-de-nariz-amarelo V
- Thalassarche melanophris (Temminck, 1828) - Albatroz-de-sobrancelha V
- Thalassarche chrysostoma (Forster, 1785) - Albatroz-de-cabeça-cinza VA
- Thalassarche cauta (Gould, 1841) - Albatroz-de-coroa-branca VA

Família Oceanitidae Mathews, 1912
- Fregetta grallaria (Vieillot, 1818) - Painho-de-barriga-branca V
- Fregetta tropica (Gould, 1844) - Painho-de-barriga-preta VA
- Oceanites oceanicus (Kuhl, 1820) - Alma-de-mestre V
- Pelagodroma marina (Latham, 1790) - Calcamar VA

Família Hydrobatidae Mathews, 1912

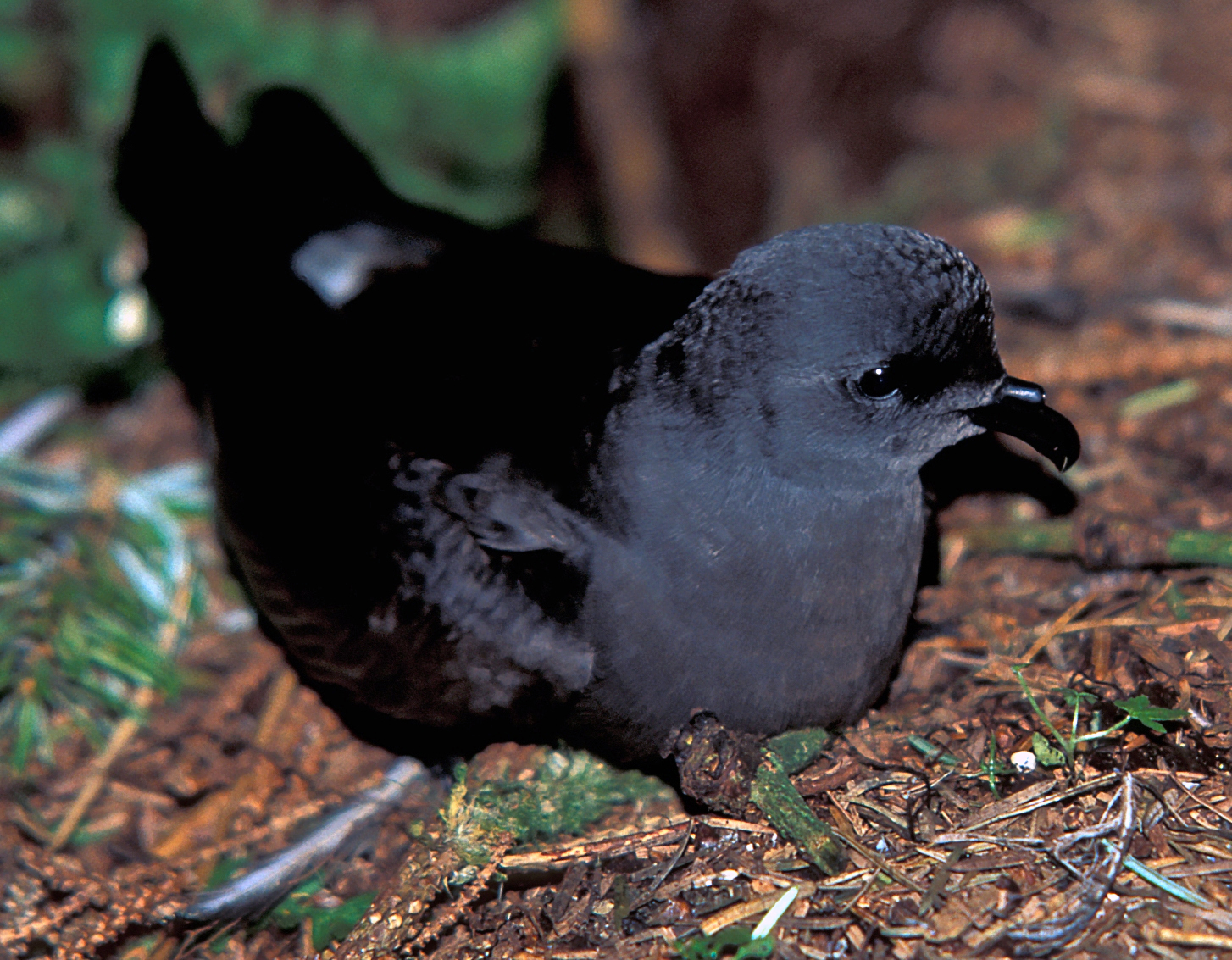
Painho-de-cauda-furcada

- Hydrobates leucorhous (Vieillot, 1818) - Painho-de-cauda-furcada V

Família Procellariidae Leach, 1820
- Macronectes giganteus (Gmelin, 1789) - Petrel-grande V
- Macronectes halli Mathews, 1912 - Petrel-grande-do-norte V
- Fulmarus glacialoides (Smith, 1840) - Pardelão-prateado V
- Daption capense (Linnaeus, 1758) - Pomba-do-cabo V
- Lugensa brevirostris (Lesson, 1831) - Grazina-de-bico-curto VA
- Pterodroma madeira Mathews, 1934 - Grazina-da-madeira PO
- Pterodroma deserta Mathews, 1934 - Grazina-de-desertas PO
- Pterodroma mollis (Gould, 1844) - Grazina-delicada V
- Pterodroma incerta (Schlegel, 1863) - Grazina-de-barriga-branca V
- Pterodroma lessonii (Garnot, 1826) - Grazina-de-cabeça-branca VA
- Pterodroma macroptera (Smith, 1840) - Fura-bucho-de-cara-cinza VA
- Pterodroma arminjoniana (Giglioli e Salvadori, 1869) - Grazina-de-trindade
- Halobaena caerulea (Gmelin, 1789) - Petrel-azul V
- Pachyptila vittata (Forster, 1777) - Faigão-de-bico-largo VA
- Pachyptila desolata (Gmelin, 1789) - Faigão-rola V
- Pachyptila belcheri (Mathews, 1912) - Faigão-de-bico-fino V
- Bulweria bulwerii (Jardine & Selby, 1828) - Alma-negra V
- Procellaria cinerea Gmelin, 1789 - Pardela-cinza VA
- Procellaria aequinoctialis Linnaeus, 1758 - Pardela-preta V
- Procellaria conspicillata Gould, 1844 - Pardela-de-óculos V
- Calonectris diomedea (Scopoli, 1769) - Cagarra-do-mediterrâneo VA
- Calonectris borealis (Cory, 1881) - Cagarra-grande V
- Calonectris edwardsii (Oustalet, 1883) - Cagarra-de-cabo-verde V
- Ardenna tenuirostris (Temminck, 1836) - Pardela-de-cauda-curta VA
- Ardenna grisea (Gmelin, 1789) - Pardela-escura V
- Ardenna gravis (O'Reilly, 1818) - Pardela-de-barrete V
- Puffinus puffinus (Brunnich, 1764) - Pardela-sombria V
- Puffinus boydi (Mathews, 1912) - Pardela-de-cabo-verde V
- Puffinus lherminieri Lesson, 1839 - Pardela-de-asa-larga

Família Pelecanoididae Gray, 1871
- Pelecanoides magellani (Mathews, 1912) - Petrel-mergulhador VA

## CiconiiformesBonaparte, 1854

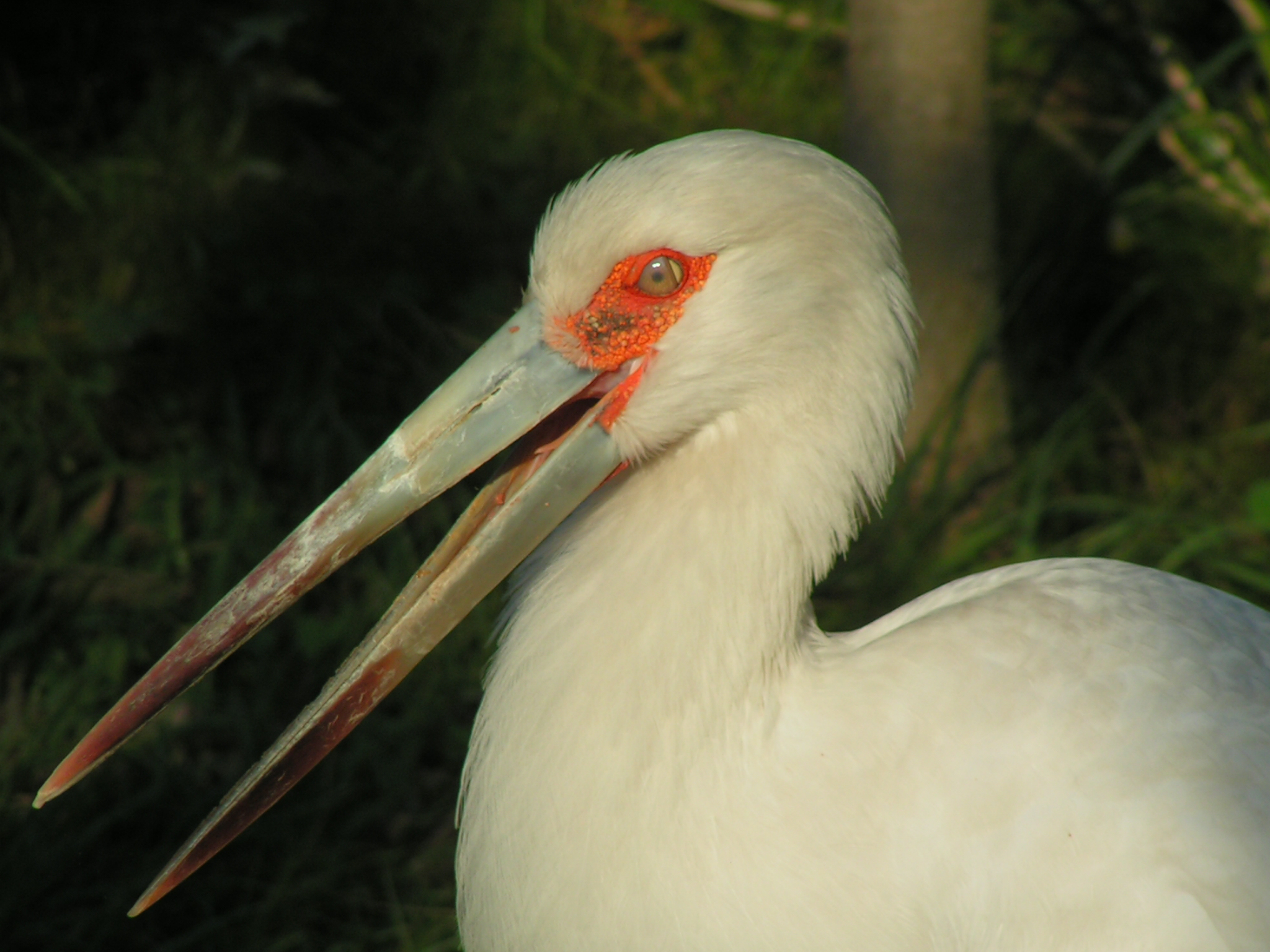
Maguari

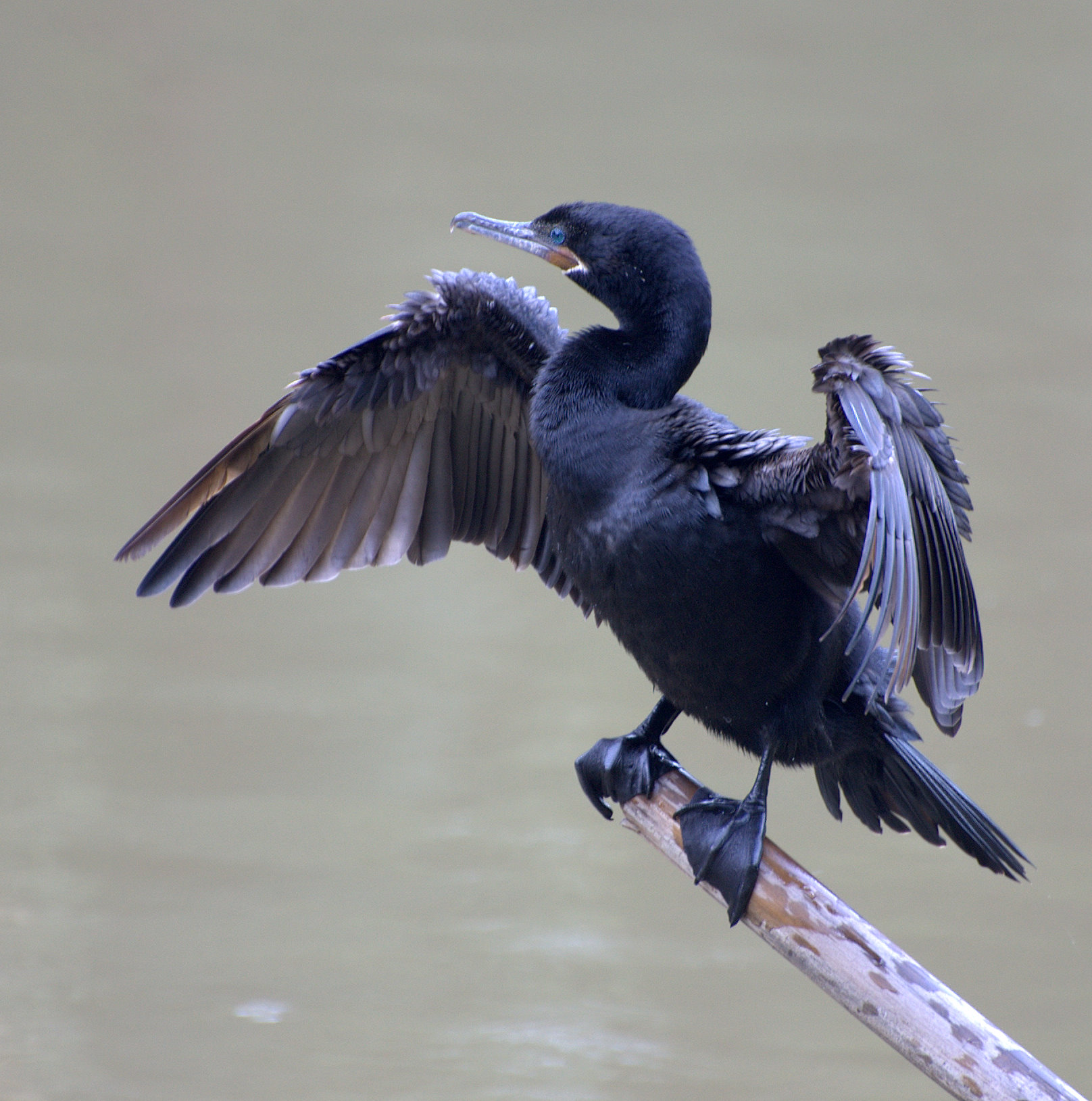
Biguá

Família Ciconiidae Sundevall, 1836
- Ciconia maguari (Gmelin, 1789) - Maguari
- Jabiru mycteria (Lichtenstein, 1819) - Tuiuiú
- Mycteria americana Linnaeus, 1758 - Cabeça-seca

## SuliformesSharpe, 1891
Família Fregatidae Degland e Gerbe, 1867
- Fregata trinitatis Miranda-Ribeiro, 1919 - Fragata-pequena
- Fregata aquila (Linnaeus, 1758) - Fragata-de-ascensão
- Fregata magnificens Mathews, 1914 - Fragata
- Fregata minor (Gmelin, 1789) - Fragata-grande

Família Sulidae Reichenbach, 1849
- Morus bassanus (Linnaeus, 1758) - Atobá-boreal VA
- Morus capensis (Lichtenstein, 1823) - Atobá-do-cabo VA
- Morus serrator Gray, 1843 - Atobá-australiano VA
- Sula dactylatra Lesson, 1831 - Atobá-grande
- Sula sula (Linnaeus, 1766) - Atobá-de-pé-vermelho
- Sula leucogaster (Boddaert, 1783) - Atobá-pardo

Família Anhingidae Reichenbach, 1849
- Anhinga anhinga (Linnaeus, 1766) - Biguatinga

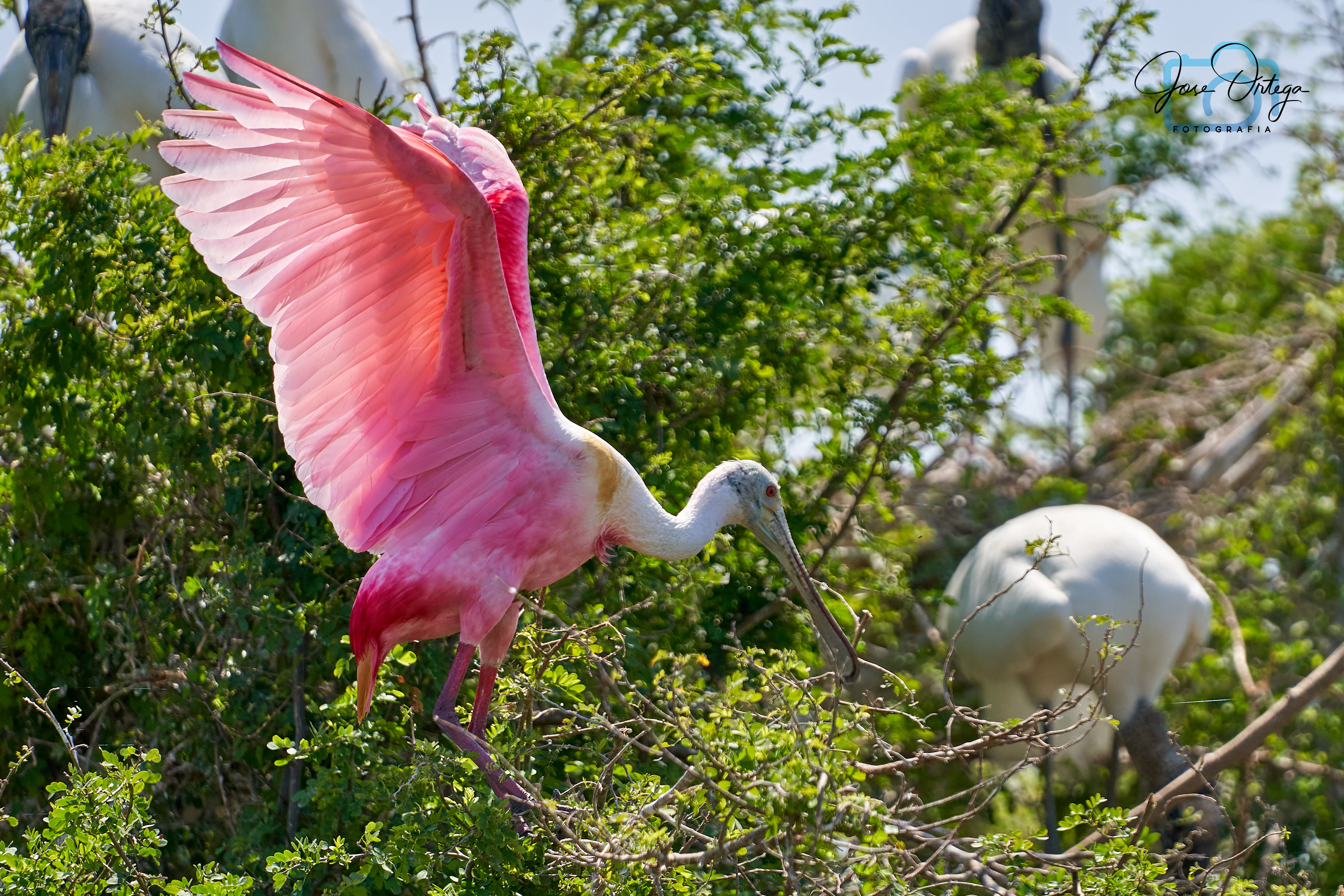
Colhereiro

Família Phalacrocoracidae Reichenbach, 1849
- Nannopterum brasilianum (Gmelin, 1789) - Biguá

## PelecaniformesSharpe, 1891
Família Pelecanidae Rafinesque, 1815
- Pelecanus occidentalis Linnaeus, 1766 - Pelicano VA

Família Ardeidae Leach, 1820
- Tigrisoma lineatum (Boddaert, 1783) - Socó-boi
- Tigrisoma fasciatum (Such, 1825) - Socó-jararaca
- Agamia agami (Gmelin, 1789) - Garça-da-mata

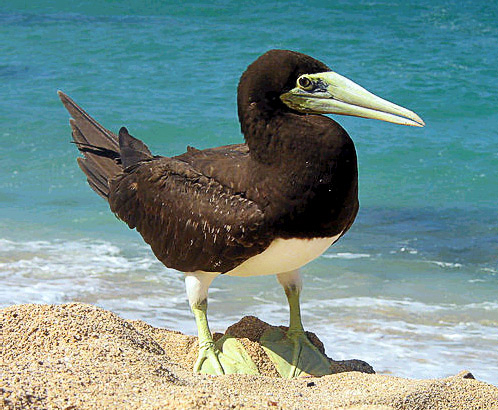
Atobá-pardo

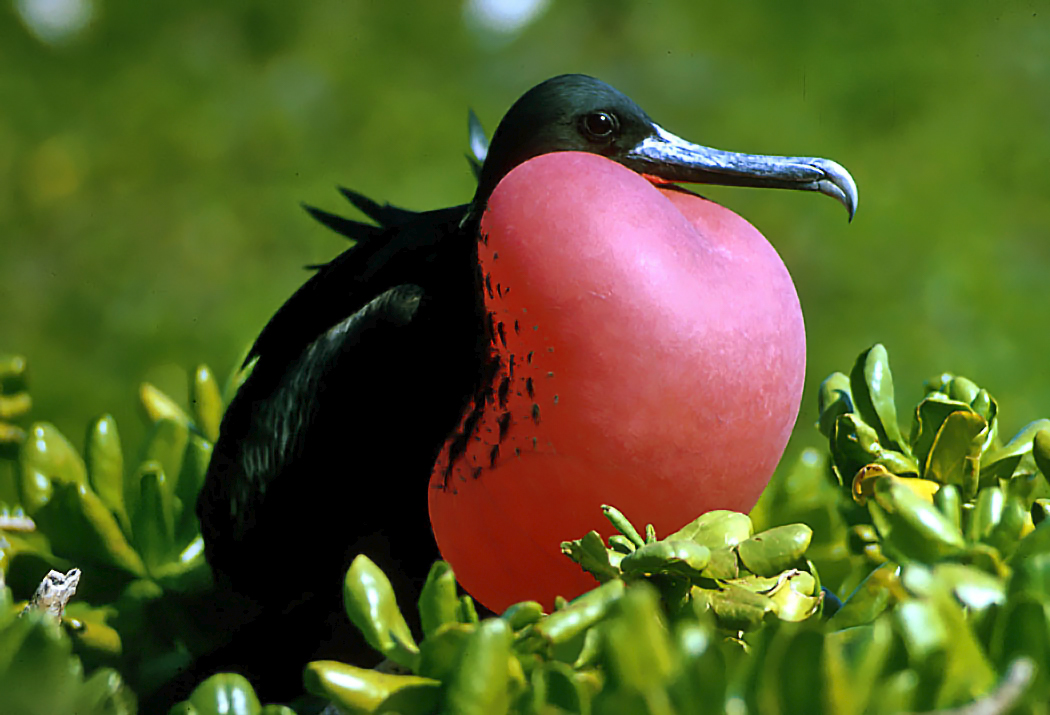
Fragata (macho)

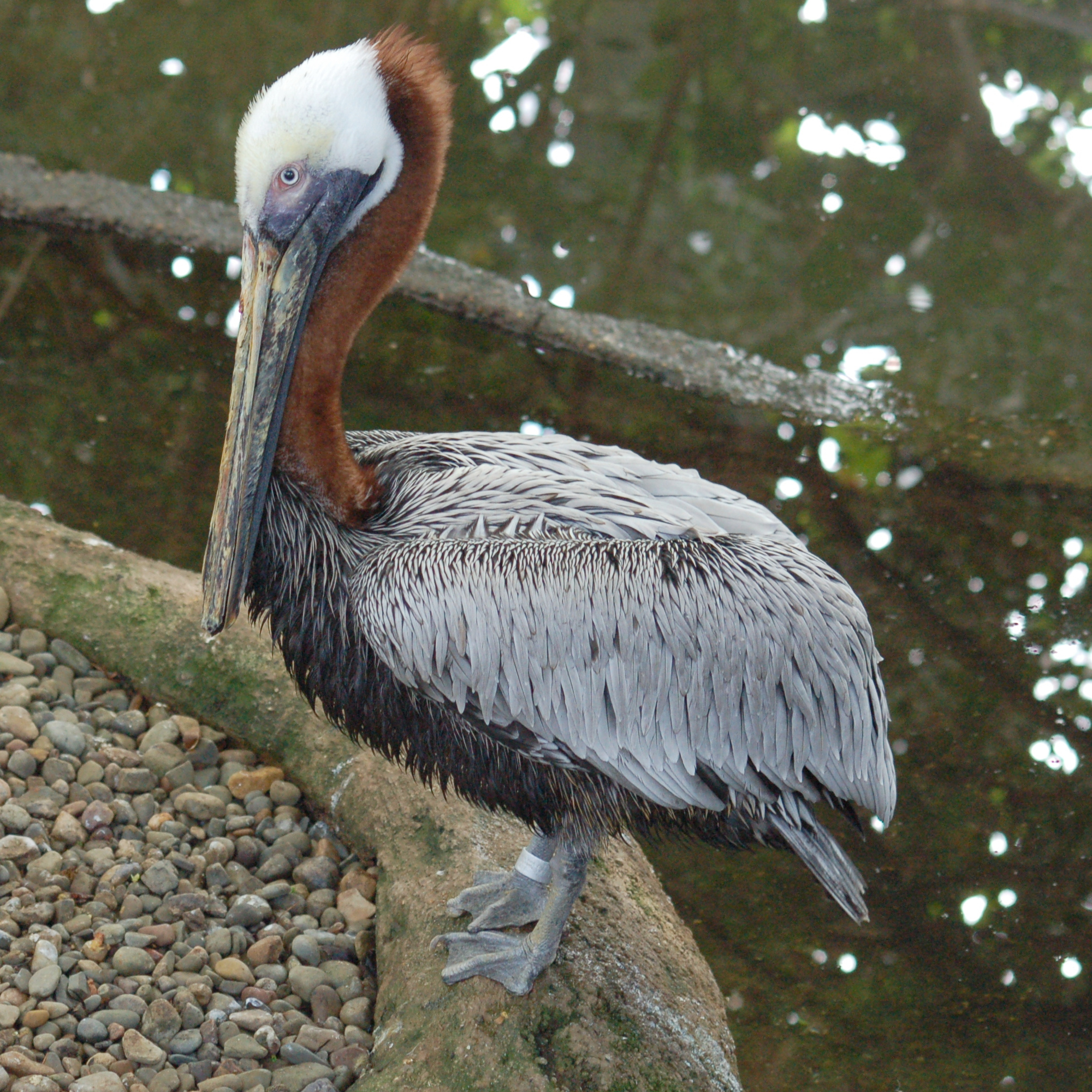
Pelicano-pardo

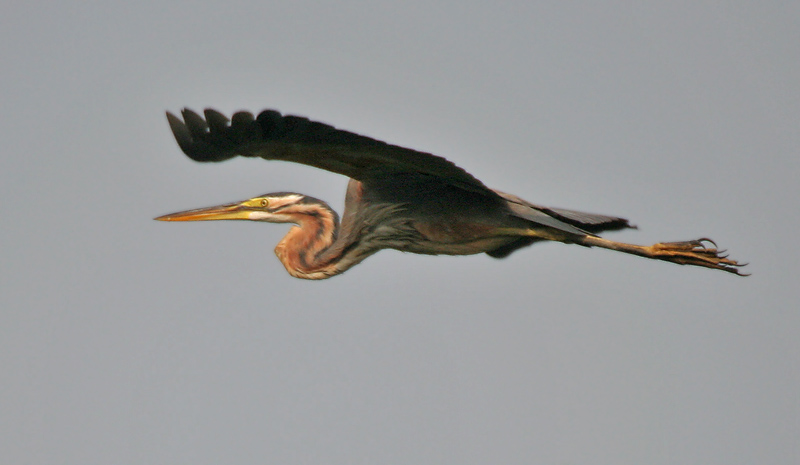
Garça-roxa

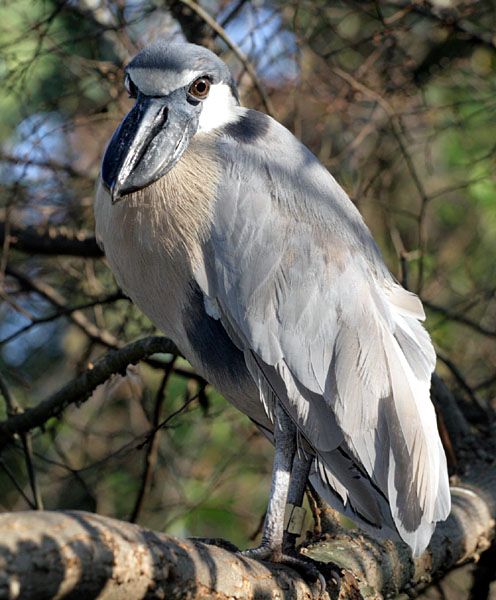
Arapapá

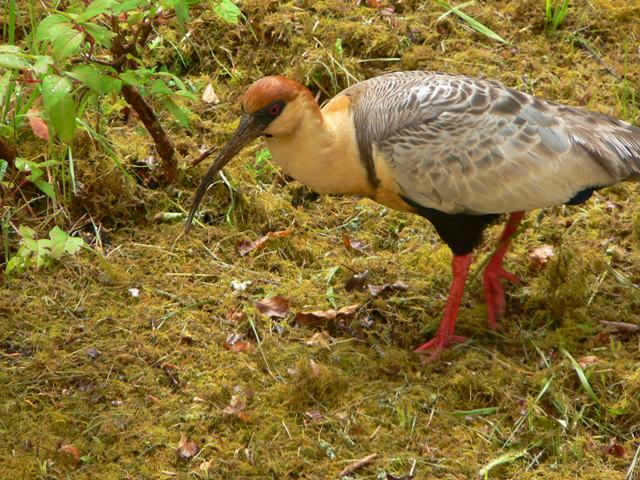
Curicaca

- Cochlearius cochlearius (Linnaeus, 1766) - Arapapá
- Zebrilus undulatus (Gmelin, 1789) - Socoí-zigue-zague
- Botaurus pinnatus (Wagler, 1829) - Socó-boi-baio
- Ixobrychus exilis (Gmelin, 1789) - Socoí-vermelho
- Ixobrychus involucris (Vieillot, 1823) – Socoí-amarelo
- Nycticorax nycticorax (Linnaeus, 1758) - Socó-dorminhoco
- Nyctanassa violacea (Linnaeus, 1758) - Savacu-de-coroa
- Butorides striata (Linnaeus, 1758) – Socozinho
- Ardeola ralloides (Scopoli, 1769) - Garça-caranguejeira VA
- Bubulcus ibis (Linnaeus, 1758) - Garça-vaqueira
- Ardea cinerea Linnaeus, 1758 - Garça-moura-europeia VA
- Ardea herodias Linnaeus, 1758 - Garça-azul-grande PO
- Ardea cocoi Linnaeus, 1766 - Garça-moura
- Ardea purpurea Linnaeus, 1766 - Garça-roxa VA
- Ardea alba (Linnaeus, 1758) - Garça-branca-grande
- Syrigma sibilatrix (Temminck, 1824) - Maria-faceira
- Pilherodius pileatus (Boddaert, 1783) - Garça-real
- Egretta tricolor (Statius Müller, 1776) - Garça-tricolor
- Egretta gularis (Bosc, 1792) – Garça-negra VA
- Egretta garzetta (Linnaeus, 1766) - Garça-pequena-europeia VA
- Egretta thula (Molina, 1782) Garça-branca-pequena
- Egretta caerulea (Linnaeus, 1758) Garça-azul

Família Threskiornithidae Poche, 1904
- Eudocimus ruber (Linnaeus, 1758) - Guará
- Plegadis chihi (Vieillot, 1817) - Caraúna
- Cercibis oxycerca (Spix, 1825) - Trombeteiro
- Mesembrinibis cayennensis (Gmelin, 1789) - Coró-coró
- Phimosus infuscatus (Lichtenstein, 1823) - Tapicuru
- Theristicus caerulescens (Vieillot, 1817) - Curicaca-real
- Theristicus caudatus (Boddaert, 1783) - Curicaca
- Platalea leucorodia Linnaeus, 1758 - Colhereiro-europeu VA
- Platalea ajaja Linnaeus, 1758 - Colhereiro

## CathartiformesSeebohm, 1890
Família Cathartidae Lafresnaye, 1839
- Sarcoramphus papa (Linnaeus, 1758) - Urubu-rei
- Coragyps atratus (Bechstein, 1793) - Urubu-preto

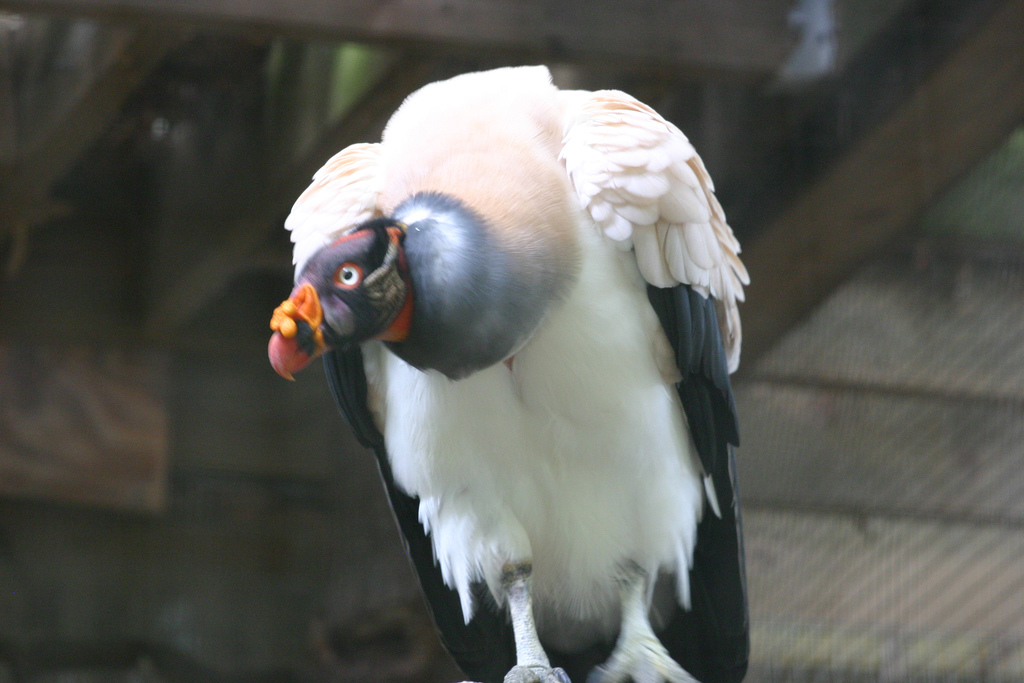
Urubu-rei

- Cathartes aura (Linnaeus, 1758) - Urubu-de-cabeça-vermelha
- Cathartes burrovianus Cassin, 1845 - Urubu-de-cabeça-amarela
- Cathartes melambrotus Wetmore, 1964 - Urubu-da-mata

## AccipitriformesBonaparte, 1831
Família Pandionidae Bonaparte, 1854
- Pandion haliaetus (Linnaeus, 1758) - Águia-pescadora V

Família Accipitridae Vigors, 1824
- Gampsonyx swainsonii Vigors, 1825 - Gaviãozinho
- Elanus leucurus (Vieillot, 1818) - Gavião-peneira

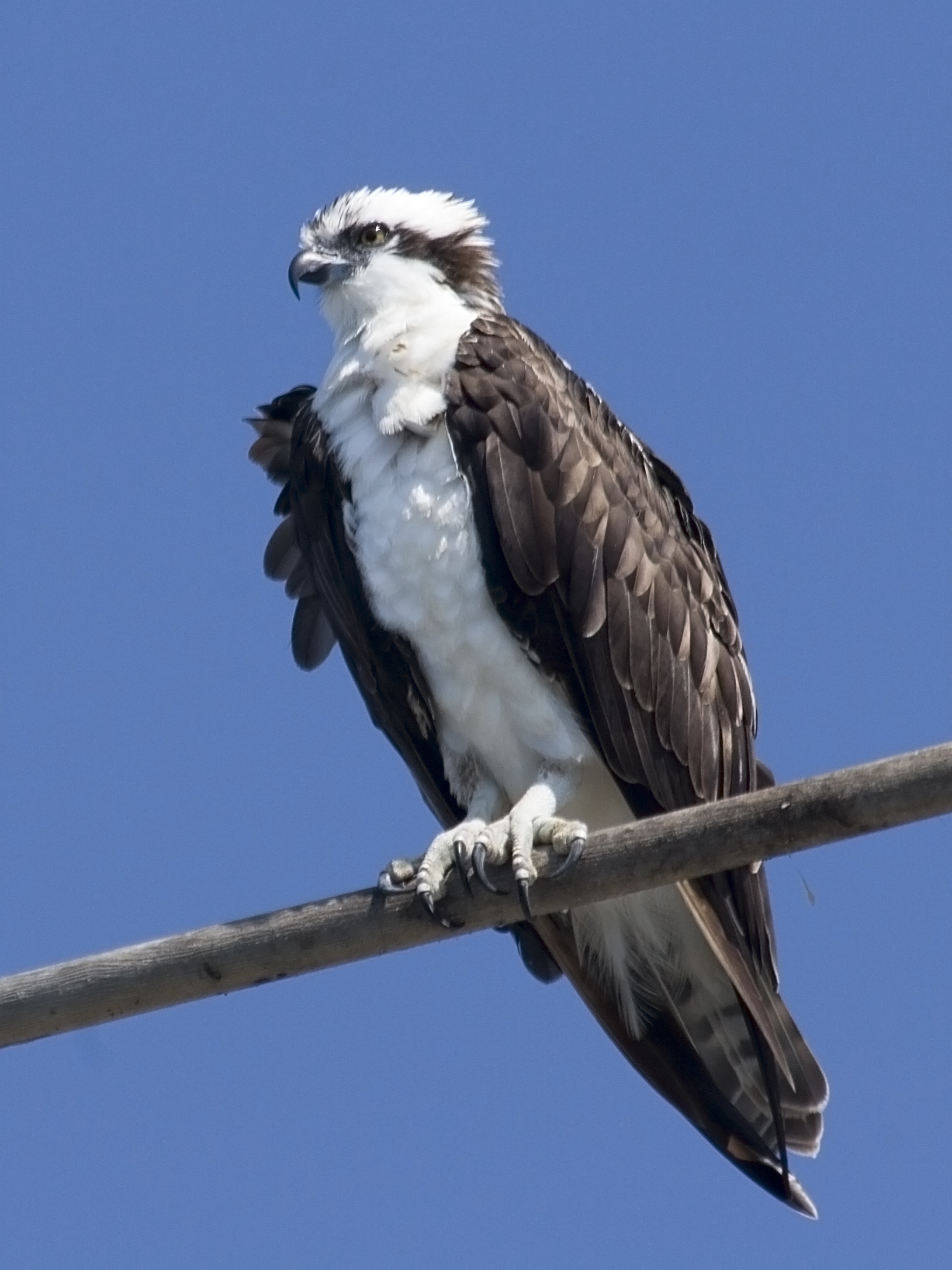
Águia-pescadora

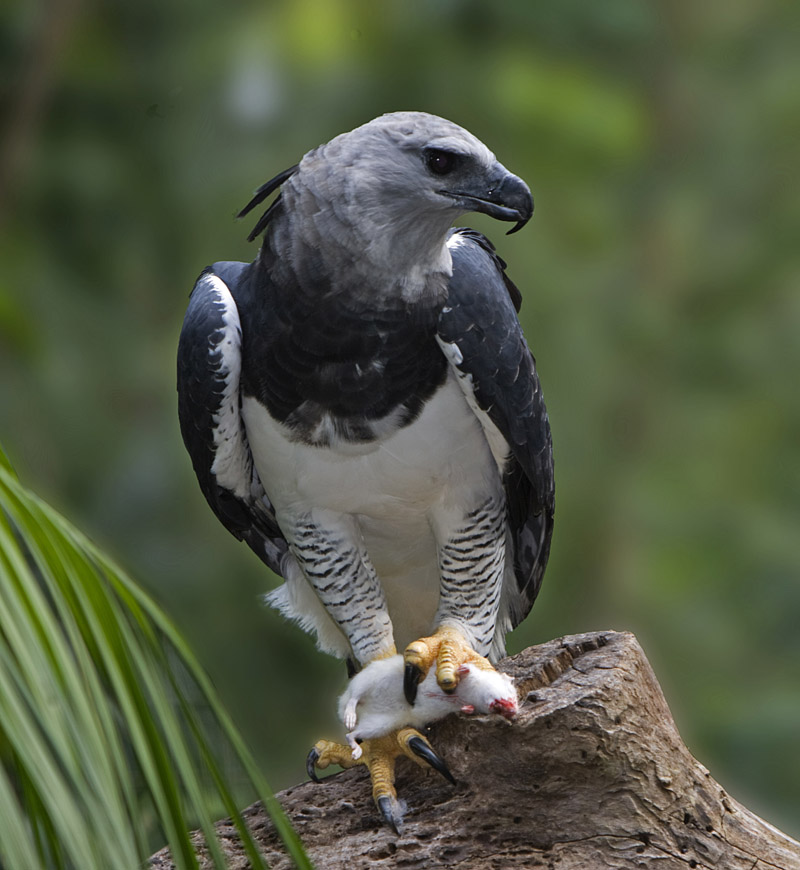
Gavião-real

- Chondrohierax uncinatus (Temminck, 1822) - Gavião-caracoleiro
- Leptodon cayanensis (Latham, 1790) - Gavião-gato
- Leptodon forbesi (Swann, 1922) – Gavião-gato-do-nordeste D E
- Elanoides forficatus (Linnaeus, 1758) - Gavião-tesoura
- Morphnus guianensis (Daudin, 1800) - Uiraçu
- Harpia harpyja (Linnaeus, 1758) - Gavião-real
- Spizaetus tyrannus (Wied, 1820) - Gavião-pega-macaco
- Spizaetus melanoleucus (Vieillot, 1816) - Gavião-pato
- Spizaetus ornatus (Daudin, 1800) - Gavião-de-penacho
- Busarellus nigricollis (Latham, 1790) - Gavião-belo
- Rostrhamus sociabilis (Vieillot, 1817) - Gavião-caramujeiro
- Helicolestes hamatus (Temminck, 1821) - Gavião-do-igapó
- Harpagus bidentatus (Latham, 1790) - Gavião-ripina
- Harpagus diodon (Temminck, 1823) - Gavião-bombachinha
- Ictinia mississippiensis (Wilson, 1811) - Sovi-do-norte V
- Ictinia plumbea (Gmelin, 1788) - Sovi
- Circus cinereus Vieillot, 1816 - Gavião-cinza
- Circus buffoni (Gmelin, 1788) - Gavião-do-banhado
- Hieraspiza superciliosa (Linnaeus, 1766) - Tauató-passarinho
- Accipiter poliogaster (Temminck, 1824) - Tauató-pintado
- Accipiter striatus Vieillot, 1808 - Tauató-miúdo
- Accipiter bicolor (Vieillot, 1817) - Gavião-bombachinha-grande
- Milvus migrans (Boddaert, 1873) - Milhafre-preto VA
- Geranospiza caerulescens (Vieillot, 1817) - Gavião-pernilongo
- Buteogallus schistaceus (Sundevall, 1851) - Gavião-azul
- Buteogallus aequinoctialis (Gmelin, 1788) - Gavião-caranguejeiro
- Heterospizias meridionalis (Latham, 1790) - Gavião-caboclo
- Amadonastur lacernulatus (Temminck, 1827) - Gavião-pombo-pequeno E
- Urubitinga urubitinga (Gmelin, 1788) - Gavião-preto
- Urubitinga solitaria (Vieillot, 1817) - Águia-solitária
- Urubitinga coronata (Vieillot, 1817) - Águia-cinzenta
- Rupornis magnirostris (Gmelin, 1788) – Gavião-carijó
- Parabuteo unicinctus (Temminck, 1824) - Gavião-asa-de-telha
- Parabuteo leucorrhous (Quoy & Gaimard, 1824) - Gavião-de-sobre-branco
- Geranoaetus albicaudatus (Vieillot, 1816) - Gavião-de-rabo-branco
- Geranoaetus melanoleucus (Vieillot, 1819) - Águia-serrana
- Pseudastur albicollis (Latham, 1790) - Gavião-branco
- Pseudastur polionotus (Kaup, 1847) - Gavião-pombo-grande
- Leucopternis melanops (Latham, 1790) - Gavião-de-cara-preta
- Leucopternis kuhli Bonaparte, 1850 - Gavião-vaqueiro
- Buteo nitidus (Latham, 1790) - Gavião-pedrês
- Buteo platypterus (Vieillot, 1823) - Gavião-de-asa-larga V
- Buteo brachyurus Vieillot, 1816 - Gavião-de-cauda-curta
- Buteo swainsoni Bonaparte, 1838 - Gavião-papa-gafanhoto V
- Buteo albonotatus Kaup, 1847 - Gavião-urubu

## GruiformesBonaparte, 1854
Família Aramidae Bonaparte, 1852
- Aramus guarauna (Linnaeus, 1766) – Carão

Família Psophiidae Bonaparte, 1831
- Psophia napensis Sclater & Salvin 1873 - Jacamim-do-napo
- Psophia crepitans Linnaeus, 1758 - Jacamim-de-costas-cinzentas
- Psophia ochroptera Pelzeln,1857 - Jacamim-de-costas-amarelas E
- Psophia leucoptera Spix, 1825 - Jacamim-de-costas-brancas
- Psophia viridis Spix, 1825 - Jacamim-de-costas-verdes E
- Psophia dextralis Conover, 1934 - Jacamim-de-costas-marrons E
- Psophia interjecta Griscom & Greenway, 1937 - Jacamim-do-xingu E
- Psophia obscura Pelzeln, 1854 - Jacamim-de-costas-escuras E

Família Rallidae Rafinesque, 1815
- Crex crex (Linnaeus, 1758) - Codornizão VA
- Rallus longirostris Boddaert, 1783 - Saracura-matraca
- Porphyrio martinica (Linnaeus, 1766) - Frango-d'água-azul
- Porphyrio alleni (Thomson, 1842) - Frango-d'água-africano
- Porphyrio flavirostris (Gmelin, 1789) - Frango-d'água-pequeno
- Anurolimnas castaneiceps (Sclater & Salvin, 1869) - Sanã-de-cabeça-castanha
- Rufirallus viridis (Statius Müller, 1776) - Sanã-castanha
- Laterallus fasciatus (Sclater & Salvin, 1868) - Sanã-zebrada
- Laterallus flaviventer (Boddaert, 1783) Sanã-amarela
- Laterallus melanophaius (Vieillot, 1819) - Sanã-parda
- Laterallus exilis (Temminck, 1831) - Sanã-do-capim
- Laterallus jamaicensis (Gmelin, 1789) - Sanã-preta VA
- Laterallus spilopterus Durnford, 1877 - Sanã-cinza
- Laterallus leucopyrrhus (Vieillot, 1819) - Sanã-vermelha
- Laterallus xenopterus Conover, 1934 - Sanã-de-cara-ruiva D
- Coturnicops notatus (Gould, 1841) - Pinto-d'água-carijó
- Micropygia schomburgkii (Cabanis, 1848) - Maxalalagá
- Mustelirallus albicollis (Vieillot, 1819) - Sanã-carijó
- Neocrex erythrops (Sclater, 1867) - Turu-turu
- Pardirallus maculatus (Boddaert, 1783) - Saracura-carijó
- Pardirallus nigricans (Vieillot, 1819) - Saracura-sanã
- Pardirallus sanguinolentus (Swainson, 1837) – Saracura-do-banhado
- Amaurolimnas concolor (Gosse, 1847) - Saracura-lisa
- Aramides ypecaha (Vieillot, 1819) - Saracuruçu
- Aramides mangle (Spix, 1825) - Saracura-do-mangue
- Aramides cajaneus (Statius Müller, 1776) - Saracura-três-potes
- Aramides calopterus Sclater & Salvin, 1878 - Saracura-de-asa-vermelha
- Aramides saracura (Spix, 1825) - Saracura-do-mato
- Porphyriops melanops (Vieillot, 1819) - Galinha-d'água-carijó
- Porzana carolina (Linnaeus, 1758) - Sora VA
- Paragallinula angulata Sundevall, 1850 - Galinha-d'água-pequena VA
- Gallinula galeata (Lichtenstein, 1818) – Galinha-d'água
- Fulica rufifrons Philippi & Landbeck, 1861 - Carqueja-de-escudo-vermelho
- Fulica armillata Vieillot, 1817 - Carqueja-de-bico-manchado
- Fulica leucoptera Vieillot, 1817 - Carqueja-de-bico-amarelo

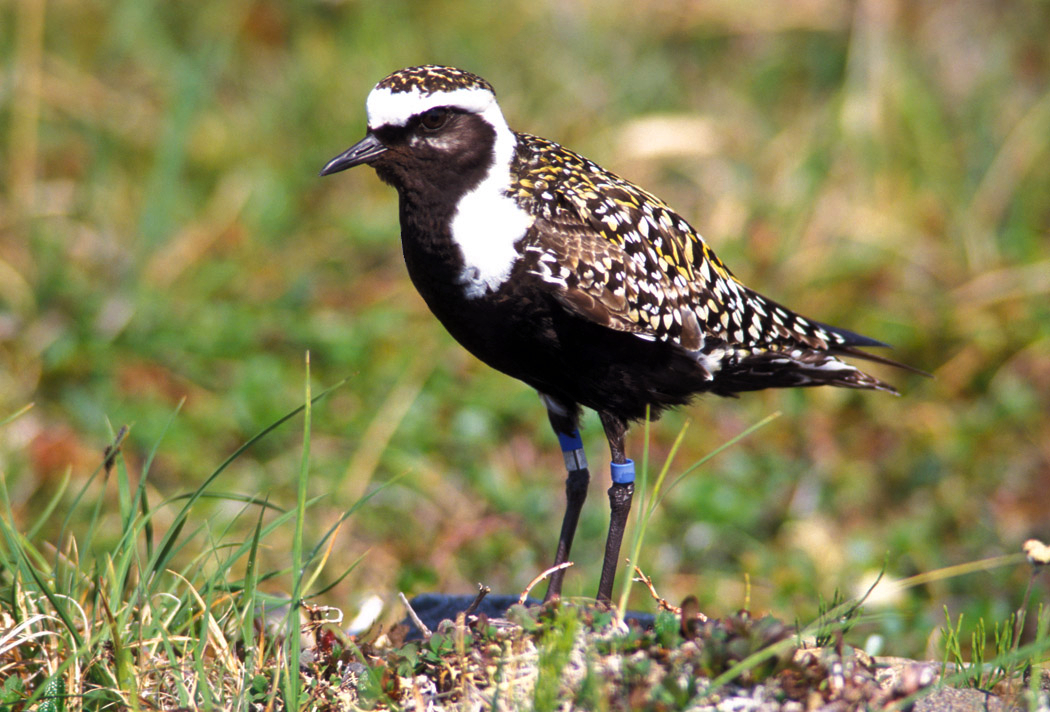
Batuiruçu

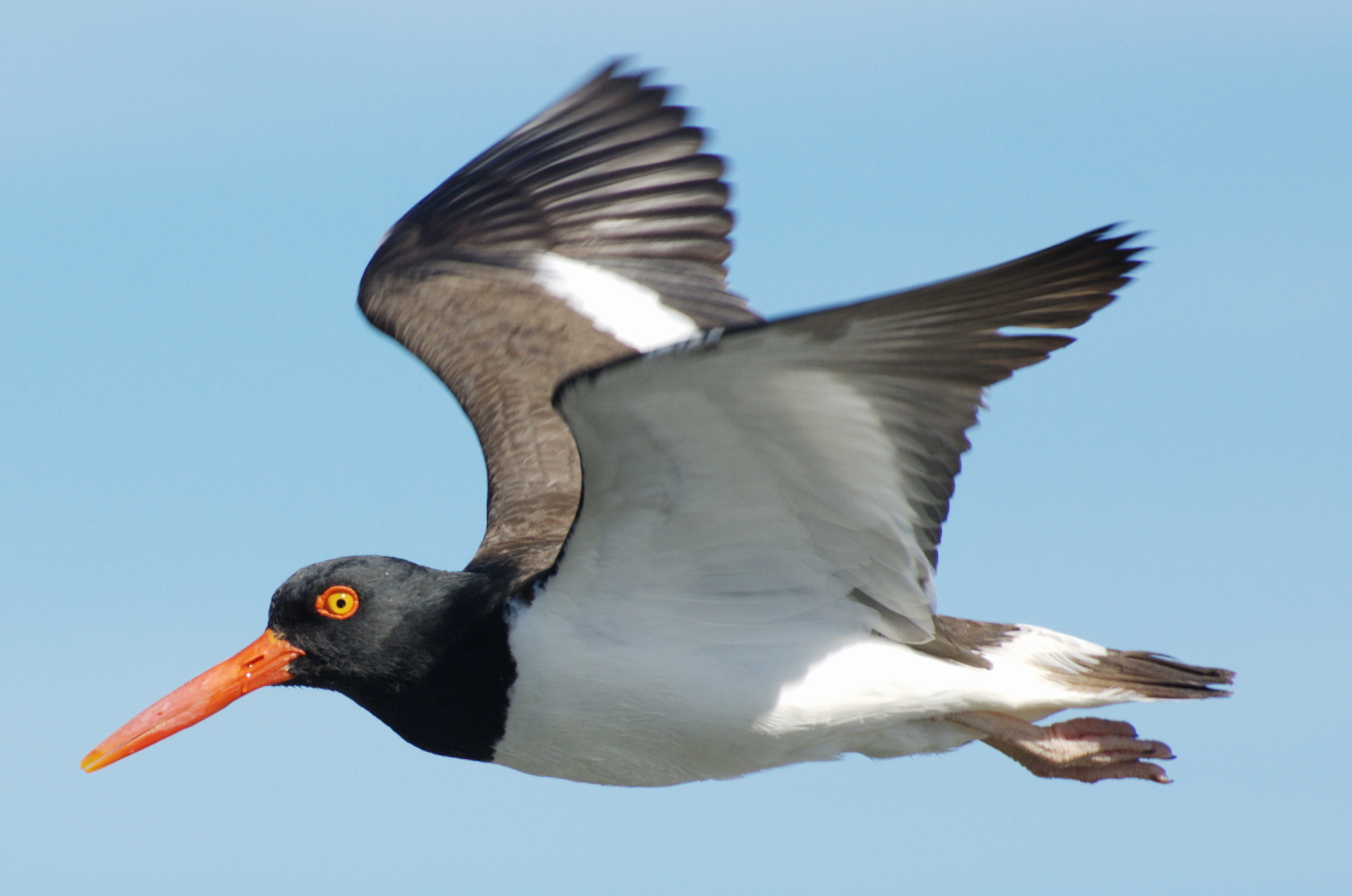
Piru-piru

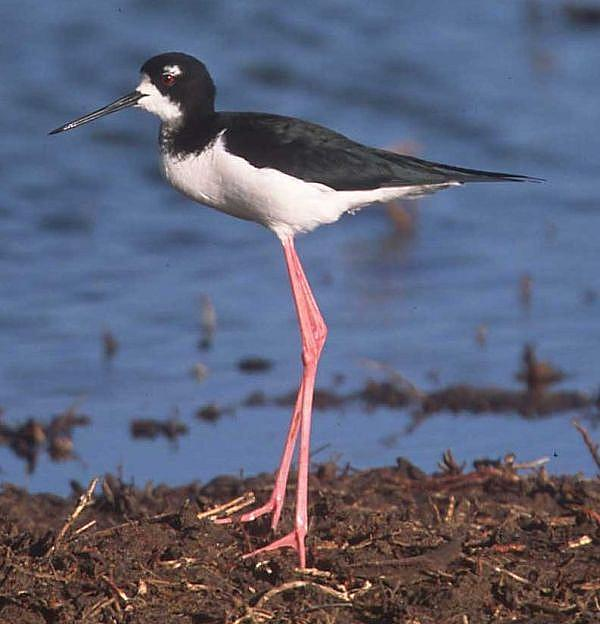
Pernilongo-de-costas-negras

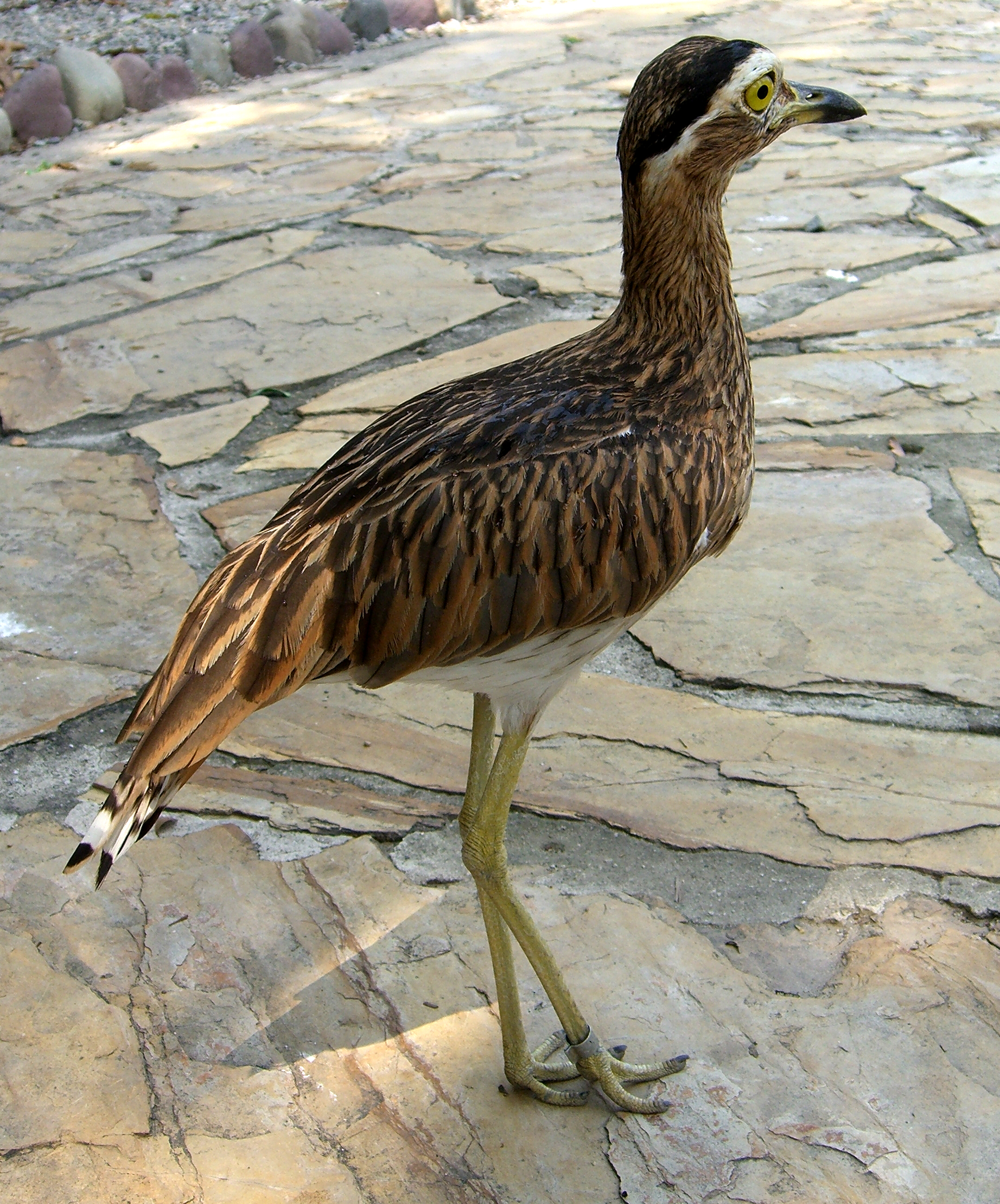
Téu-téu-da-savana

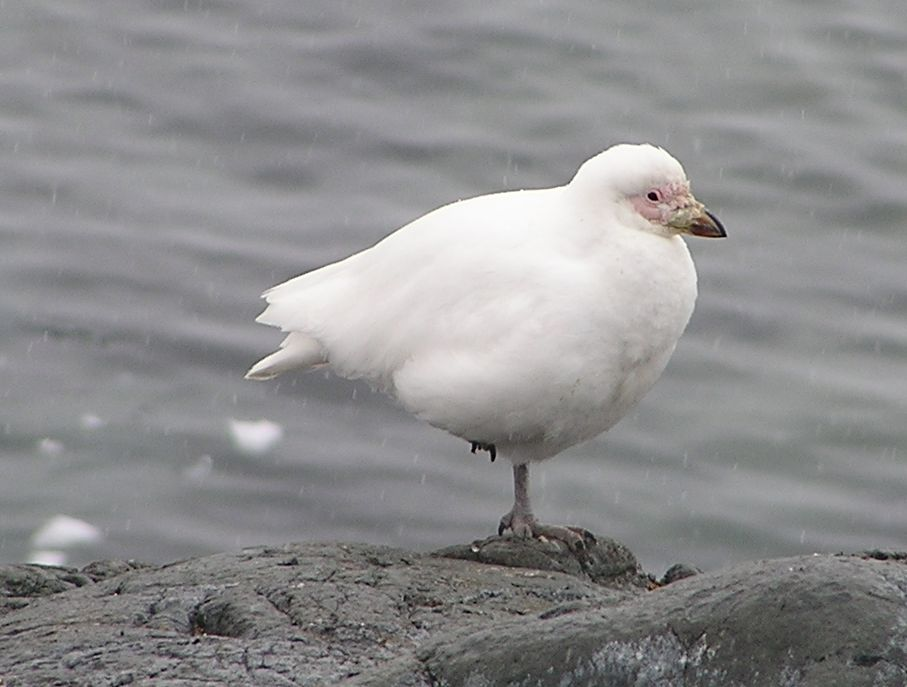
Pomba-antártica

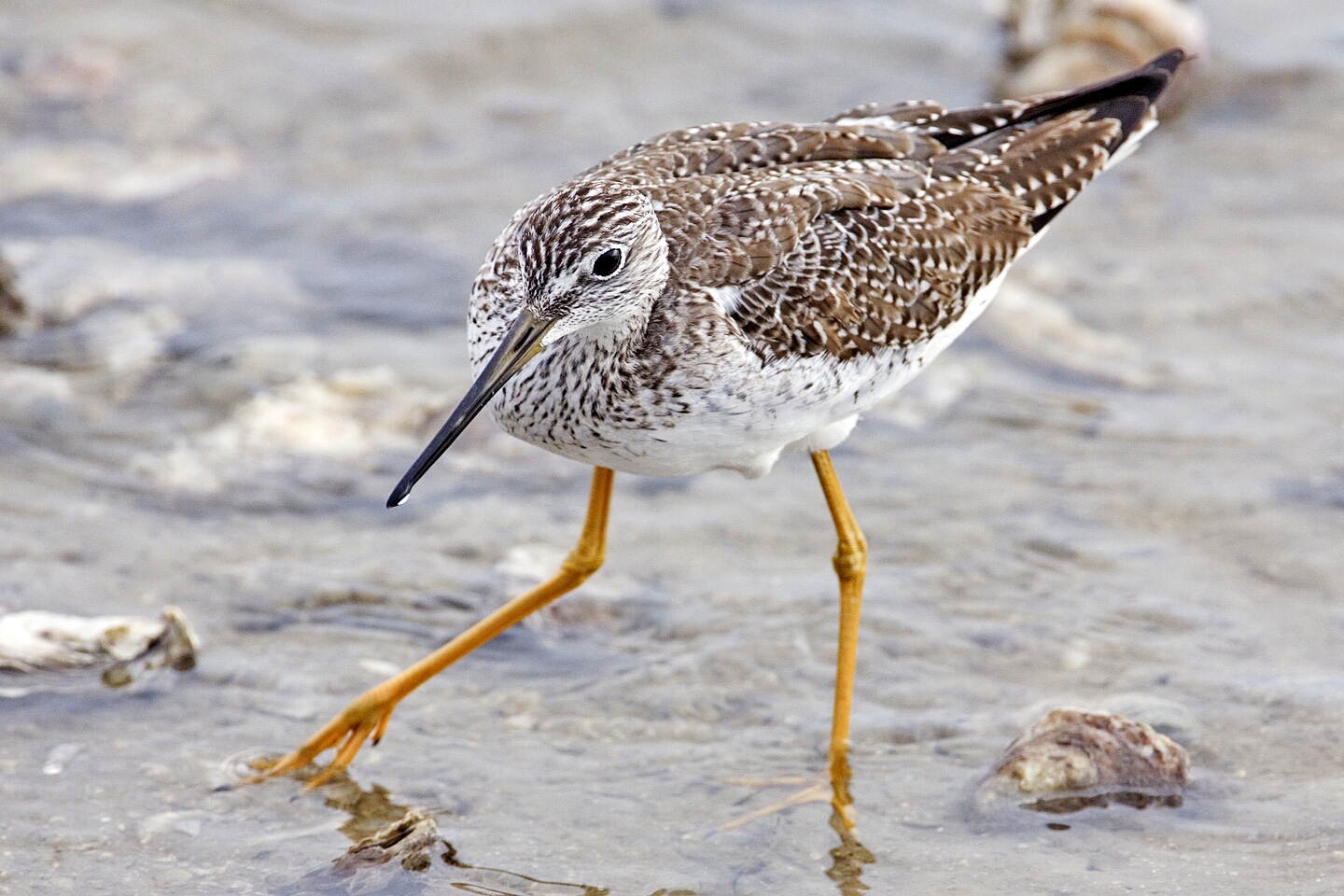
Maçarico-de-perna-amarela

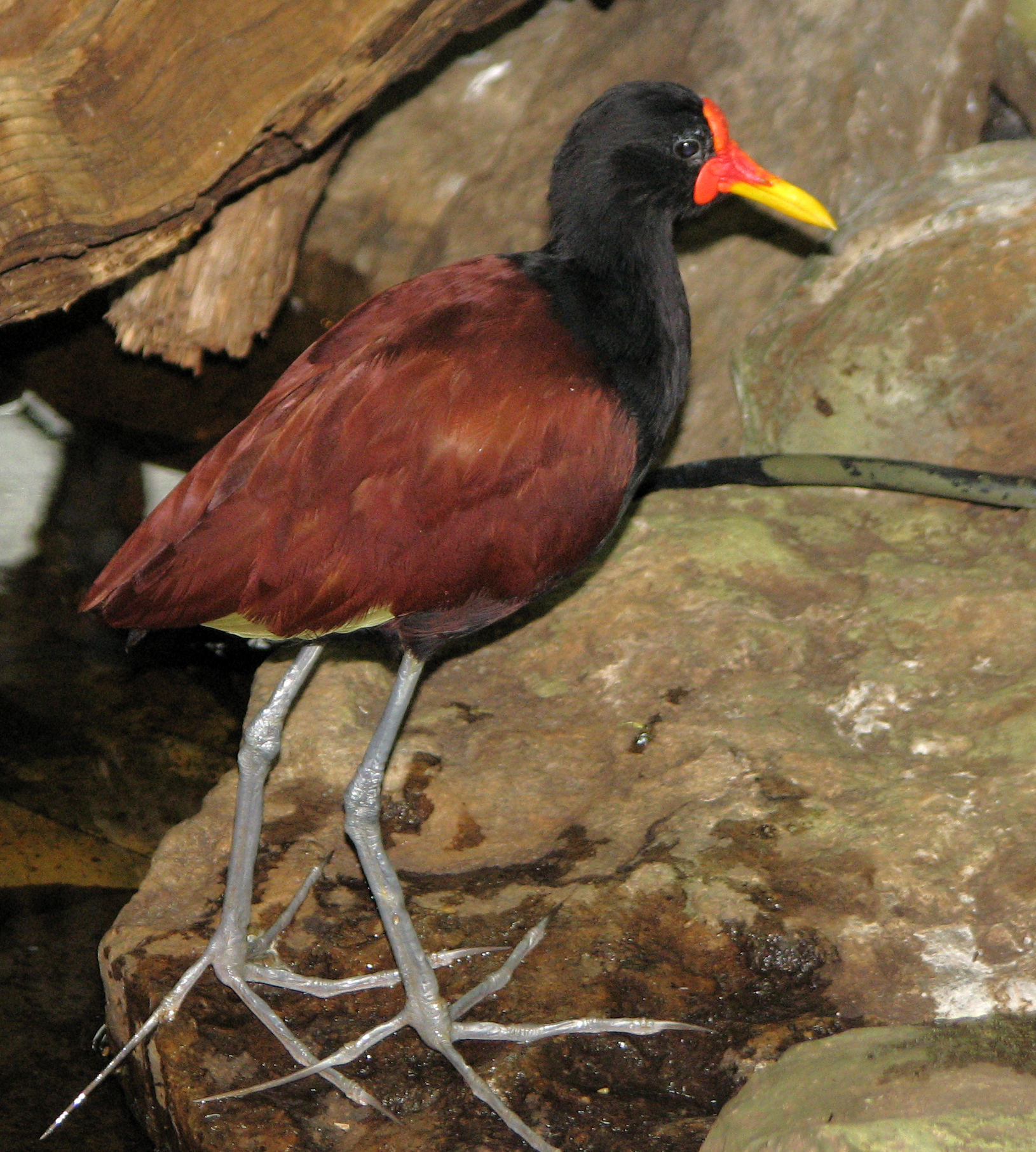
Jaçanã

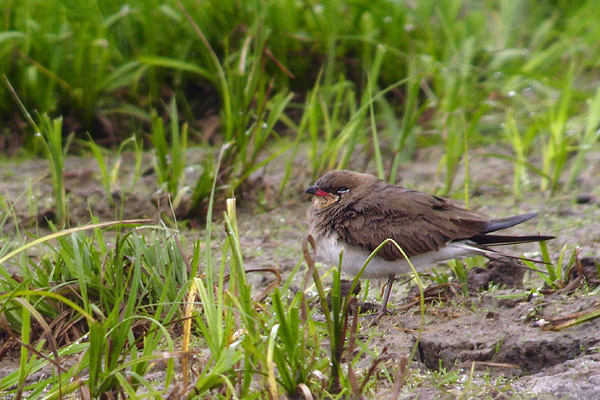
Perdiz-do-mar-comum

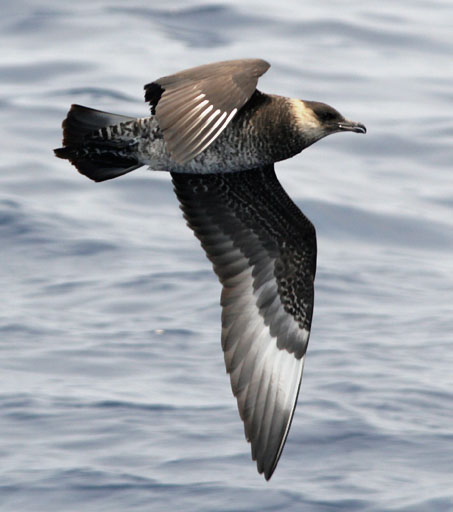
Mandrião-pomarino

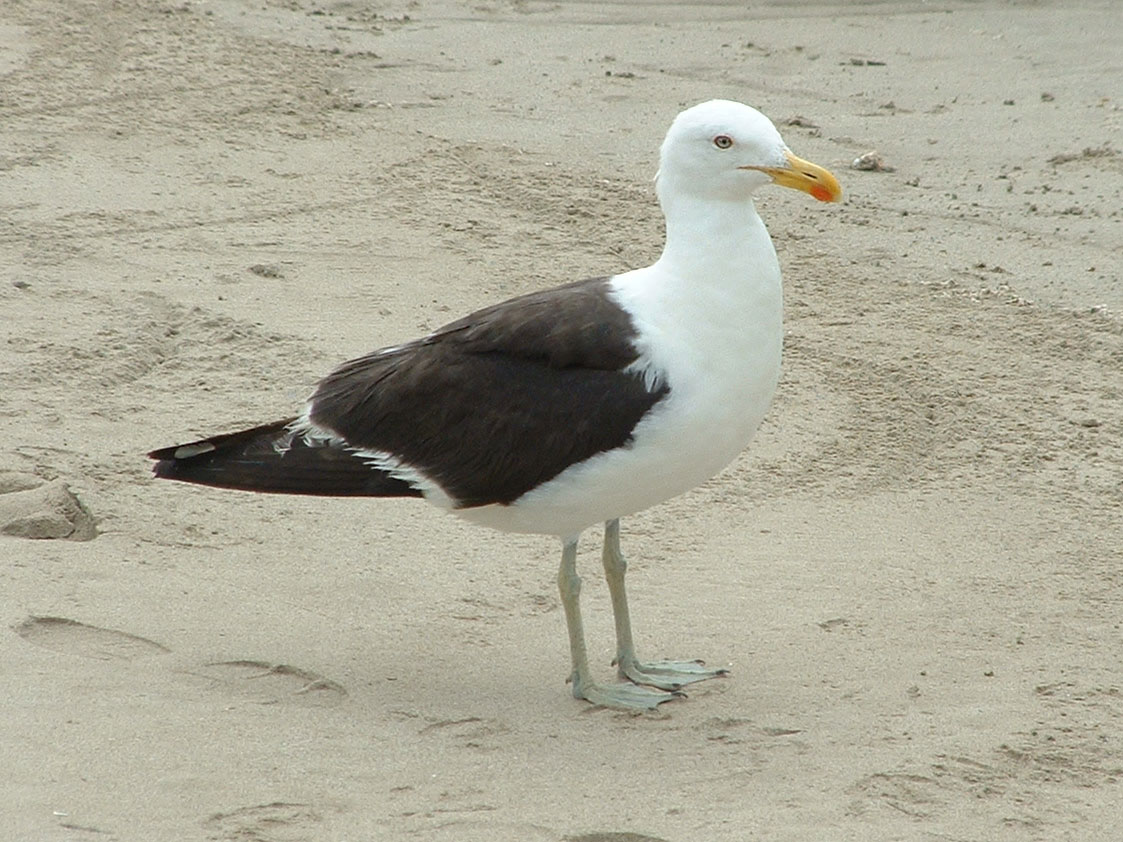
Gaivotão

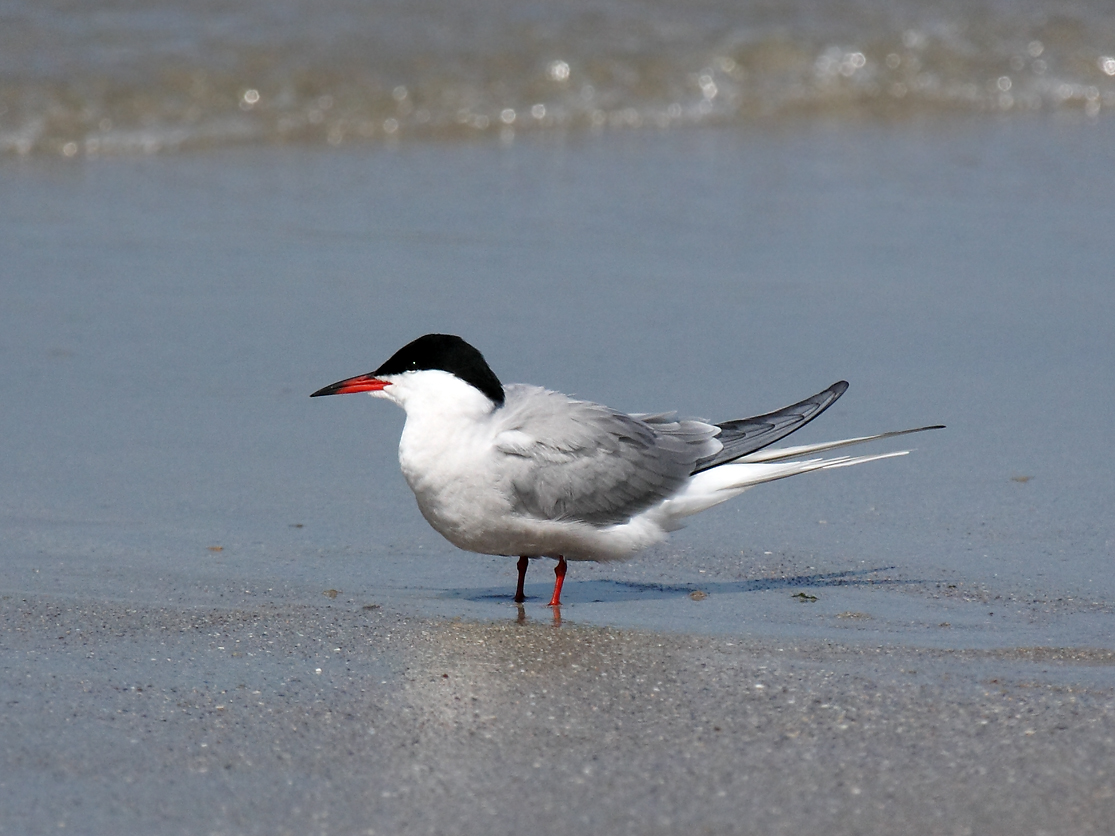
Trinta-réis-boreal

Família Heliornithidae Gray, 1840
- Heliornis fulica (Boddaert, 1783) - Picaparra

## CharadriiformesHuxley, 1867
Família Charadriidae Leach, 1820
- Pluvialis dominica (Statius Müller, 1776) - Batuiruçu V
- Pluvialis squatarola (Linnaeus, 1758) - Batuiruçu-de-axila-preta V
- Oreopholus ruficollis (Wagler, 1829) - Batuíra-de-papo-ferrugíneo V
- Vanellus cayanus (Latham, 1790) - Mexeriqueira
- Vanellus chilensis (Molina, 1782) – Quero-quero
- Charadrius sp. - Batuíra-mascarada V[nota 1]
- Charadrius semipalmatus Bonaparte, 1825 - Batuíra-de-bando V
- Charadrius wilsonia Ord, 1814 - Batuíra-bicuda
- Charadrius collaris Vieillot, 1818 - Batuíra-de-coleira
- Charadrius falklandicus Latham, 1790 - Batuíra-de-coleira-dupla V

Família Haematopodidae Bonaparte, 1838
- Haematopus palliatus Temminck, 1820 - Piru-piru

Família Recurvirostridae Bonaparte, 1831
- Himantopus mexicanus (Statius Müller, 1776) - Pernilongo-de-costas-negras
- Himantopus melanurus Vieillot, 1817 - Pernilongo-de-costas-brancas

Família Burhinidae Mathews, 1912
- Burhinus bistriatus (Wagler, 1829) - Téu-téu-da-savana

Família Chionididae Lesson, 1828
- Chionis albus (Gmelin, 1789) - Pomba-antártica VA

Família Scolopacidae Rafinesque, 1815
- Bartramia longicauda (Bechstein, 1812) - Maçarico-do-campo V
- Numenius borealis (Forster, 1772) Maçarico-esquimó V Ex
- Numenius hudsonicus Lathan, 1790 - Maçarico-de-bico-torto V
- Numenius phaeopus (Linnaeus, 1758) - Maçarico-galego VA
- Limosa lapponica (Linnaeus, 1758) – Fuselo VA
- Limosa haemastica (Linnaeus, 1758) - Maçarico-de-bico-virado V
- Limosa fedoa (Linnaeus, 1758) - Maçarico-marmóreo VA
- Arenaria interpres (Linnaeus, 1758) - Vira-pedras V
- Calidris canutus (Linnaeus, 1758) - Maçarico-de-papo-vermelho V
- Calidris pugnax (Linnaeus, 1758) - Combatente VA
- Calidris himantopus (Bonaparte, 1826) - Maçarico-pernilongo V
- Calidris ferruginea (Pontoppidan, 1763) - Maçarico-de-bico-curvo V
- Calidris alba (Pallas, 1764) - Maçarico-branco V
- Calidris bairdii (Coues, 1861) - Maçarico-de-bico-fino V
- Calidris minuta (Leisler, 1812) - Maçarico-pequeno V
- Calidris minutilla (Vieillot, 1819) - Maçariquinho V
- Calidris fuscicollis (Vieillot, 1819) - Maçarico-de-sobre-branco V
- Calidris subruficollis (Vieillot, 1819) - Maçarico-acanelado V
- Calidris melanotos (Vieillot, 1819) - Maçarico-de-colete V
- Calidris pusilla (Linnaeus, 1766) - Maçarico-rasteirinho V
- Calidris mauri (Cabanis, 1857) - Maçarico-do-alasca V
- Limnodromus griseus (Gmelin, 1789) - Maçarico-de-costas-brancas V
- Gallinago undulata (Boddaert, 1783) - Narcejão
- Gallinago paraguaiae (Vieillot, 1816) - Narceja
- Phalaropus tricolor (Vieillot, 1819) - Pisa-n'água V
- Phalaropus lobatus (Linnaeus, 1758) - Pisa-n'água-de-pescoço-vermelho VA
- Phalaropus fulicarius (Linnaeus, 1758) - Pisa-n'água-de-bico-grosso VA
- Xenus cinereus (Guldenstadt, 1775) - Maçarico-tereque VA
- Actitis macularius (Linnaeus, 1766) – Maçarico-pintado V
- Tringa solitaria Wilson, 1813 - Maçarico-solitário V
- Tringa melanoleuca (Gmelin, 1789) – Maçarico-grande-de-perna-amarela V
- Tringa inornata (Brewster, 1887) - Maçarico-grande-de-asa-branca V
- Tringa semipalmata (Gmelin, 1789) - Maçarico-de-asa-branca V
- Tringa flavipes (Gmelin, 1789) - Maçarico-de-perna-amarela V
- Tringa totanus (Linnaeus, 1758) - Maçarico-de-perna-vermelha VA
- Tringa glareola Linnaeus, 1758 - Maçarico-de-bico-curto VA

Família Thinocoridae Sundevall, 1836
- Thinocorus rumicivorus (Eschscholtz, 1829) - Agachadeira-mirim VA

Família Jacanidae Chenu e Des Murs, 1854
- Jacana jacana (Linnaeus, 1766) – Jaçanã

Família Rostratulidae Mathews, 1914
- Nycticryphes semicollaris (Vieillot, 1816) - Narceja-de-bico-torto

Família Glareolidae Brehm, 1831
- Glareola pratincola (Linnaeus, 1766) - Perdiz-do-mar VA

Família Stercorariidae Gray, 1870
- Stercorarius skua (Brünnich, 1764) - Mandrião-grande V
- Stercorarius chilensis Bonaparte, 1857 - Mandrião-chileno V
- Stercorarius maccormicki Saunders, 1893 - Mandrião-do-sul V
- Stercorarius antarcticus (Lesson, 1831) - Mandrião-antártico V
- Stercorarius pomarinus (Temminck, 1815) - Mandrião-pomarino V
- Stercorarius parasiticus (Linnaeus, 1758) - Mandrião-parasítico V
- Stercorarius longicaudus Vieillot, 1819 - Mandrião-de-cauda-comprida V

Família Laridae Rafinesque, 1815
- Xema sabini (Sabine, 1819) - Gaivota-de-sabine
- Chroicocephalus maculipennis (Lichtenstein, 1823) - Gaivota-maria-velha
- Chroicocephalus cirrocephalus (Vieillot, 1818) - Gaivota-de-cabeça-cinza
- Chroicocephalus ridibundus (Linnaeus, 1766) - Gaivota-de-capuz-escuro
- Leucophaeus modestus Tschudi, 1843 - Gaivota-cinzenta V
- Leucophaeus atricilla Linnaeus, 1758 - Gaivota-alegre V
- Leucophaeus pipixcan Wagler, 1831 - Gaivota-de-franklin VA
- Larus atlanticus Olrog, 1958 - Gaivota-de-rabo-preto V
- Larus delawarensis Ord, 1815 - Gaivota-de-bico-manchado PO
- Larus dominicanus Lichtenstein, 1823 – Gaivotão
- Larus fuscus Linnaeus, 1758 - Gaivota-da-asa-escura VA
- Anous stolidus (Linnaeus, 1758) - Trinta-réis-escuro
- Anous minutus Boie, 1844 - Trinta-réis-preto
- Gygis alba (Sparmann, 1786) - Grazina
- Rynchops niger Linnaeus, 1758 - Talha-mar
- Onychoprion fuscatus (Linnaeus, 1766) - Trinta-réis-das-rocas
- Sternula antillarum Lesson, 1847 - Trinta-réis-miúdo
- Sternula superciliaris (Vieillot, 1819) - Trinta-réis-pequeno
- Phaetusa simplex (Gmelin, 1789) - Trinta-réis-grande
- Gelochelidon nilotica (Gmelin, 1789) - Trinta-réis-de-bico-preto
- Chlidonias niger (Linnaeus, 1758) - Trinta-réis-negro VA
- Chlidonias leucopterus (Temminck, 1815) - Trinta-réis-negro-de-asa-branca
- Sterna hirundo Linnaeus, 1758 - Trinta-réis-boreal V
- Sterna dougallii Montagu, 1813 - Trinta-réis-róseo V
- Sterna paradisaea Pontoppidan, 1763 - Trinta-réis-ártico V
- Sterna hirundinacea Lesson, 1831 - Trinta-réis-de-bico-vermelho
- Sterna vittata Gmelin, 1789 - Trinta-réis-antártico VA
- Sterna trudeaui Audubon, 1838 - Trinta-réis-de-coroa-branca
- Thalasseus acuflavidus (Cabot, 1847) - Trinta-réis-de-bando
- Thalasseus maximus (Boddaert, 1783) - Trinta-réis-real

## ColumbiformesLatham, 1790
Família Columbidae Leach, 1820
- Columba livia Gmelin, 1789 - Pombo-doméstico I
- Patagioenas speciosa (Gmelin, 1789) - Pomba-trocal
- Patagioenas picazuro (Temminck, 1813) - Pomba-asa-branca
- Patagioenas maculosa (Temminck, 1813) - Pomba-do-orvalho
- Patagioenas fasciata (Say, 1823) - Pomba-de-coleira

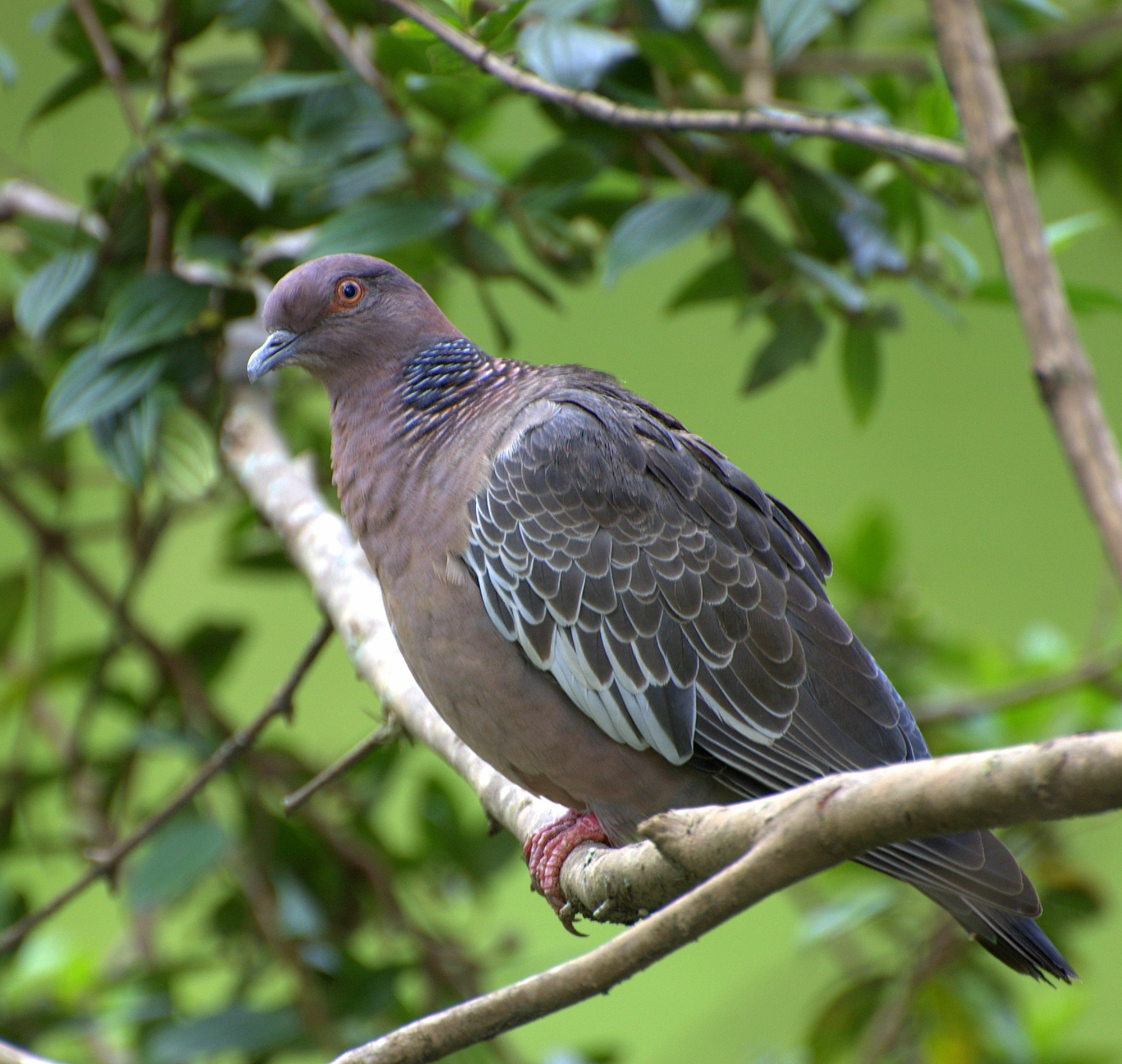
Pomba-asa-branca

- Patagioenas cayennensis (Bonnaterre, 1792) - Pomba-galega
- Patagioenas plumbea (Vieillot, 1818) - Pomba-amargosa
- Patagioenas subvinacea (Lawrence, 1868) - Pomba-botafogo
- Geotrygon saphirina Bonaparte, 1855 - Juriti-safira
- Geotrygon montana (Linnaeus, 1758) Pariri
- Geotrygon violacea (Temminck, 1809) Juriti-vermelha
- Leptotila verreauxi Bonaparte, 1855 - Juriti-pupu
- Leptotila rufaxilla (Richard & Bernard, 1792) - Juriti-de-testa-branca
- Zenaida auriculata (Des Murs, 1847) - Avoante
- Claravis pretiosa (Ferrari-Perez, 1886) - Pararu-azul
- Uropelia campestris (Spix, 1825) - Rolinha-vaqueira
- Paraclaravis geoffroyi (Temminck, 1811) – Pararu-espelho
- Columbina passerina (Linnaeus, 1758) - Rolinha-cinzenta
- Columbina minuta (Linnaeus, 1766) - Rolinha-de-asa-canela
- Columbina talpacoti (Temminck, 1811) - Rolinha-roxa
- Columbina squammata (Lesson, 1831) - Fogo-apagou
- Columbina picui (Temminck, 1813) - Rolinha-picui
- Columbina cyanopis (Pelzeln, 1870) - Rolinha-do-planalto E

## OpisthocomiformesSclater, 1880
Família Opisthocomidae Swainson, 1837
- Opisthocomus hoazin (Statius Müller, 1776) - Cigana

## CuculiformesWagler, 1830
Família Cuculidae Leach, 1820

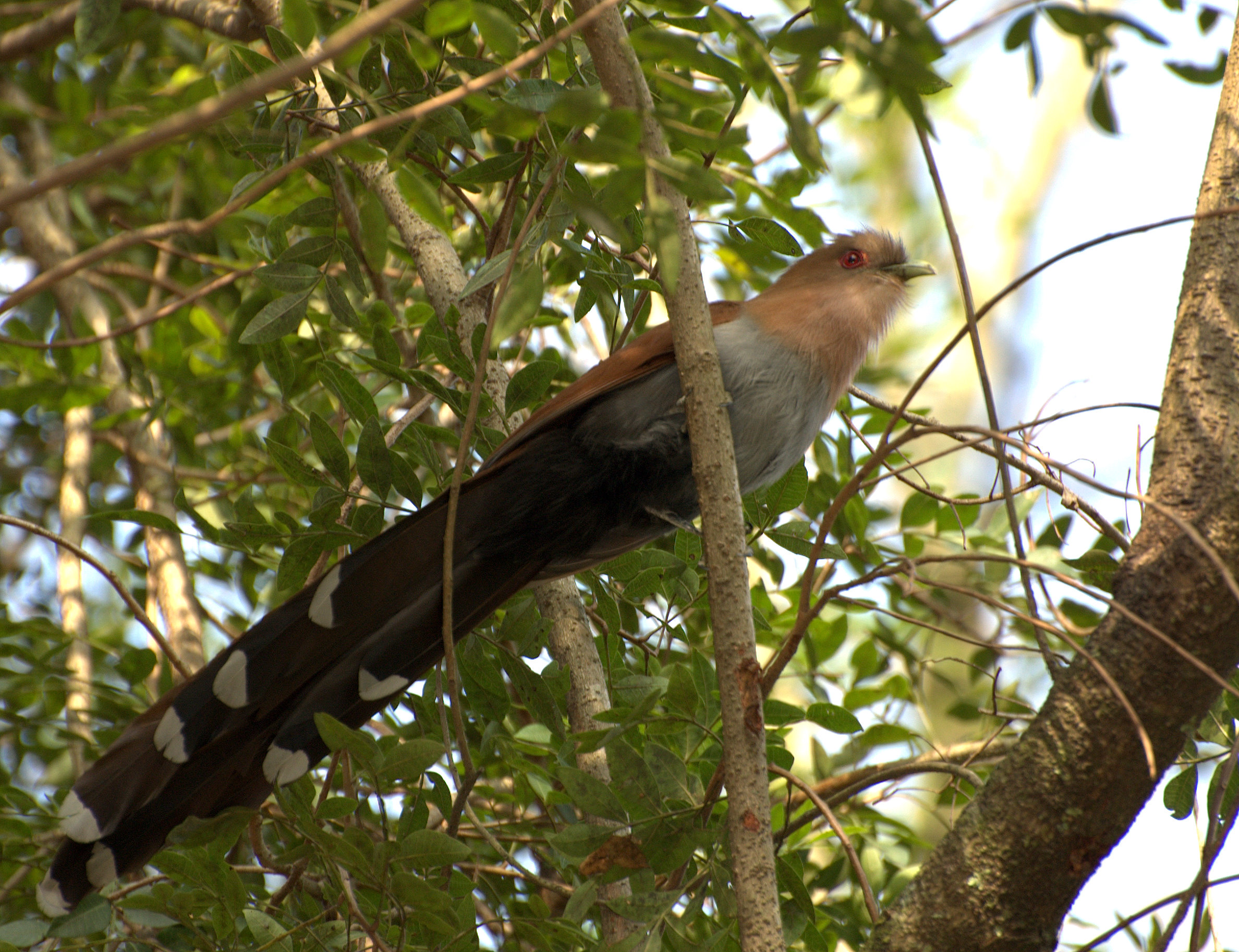
Alma-de-gato

Subfamília Crotophaginae Swainson, 1837
- Guira guira (Gmelin, 1788) - Anu-branco
- Crotophaga major Gmelin, 1788 - Anu-coroca
- Crotophaga ani Linnaeus, 1758 - Anu-preto

Subfamília Taperinae Verheyen, 1956
- Tapera naevia (Linnaeus, 1766) – Saci
- Dromococcyx phasianellus (Spix, 1824) - Peixe-frito
- Dromococcyx pavoninus (Pelzeln, 1870) - Peixe-frito-pavonino

Subfamília Neomorphinae Shelley, 1891
- Neomorphus geoffroyi (Temminck, 1820) - Jacu-estalo
- Neomorphus squamiger Todd, 1925 - Jacu-estalo-escamoso E
- Neomorphus rufipennis (Gray, 1849) - Jacu-estalo-de-asa-vermelha
- Neomorphus pucheranii (Deville, 1851) - Jacu-estalo-de-bico-vermelho

Subfamília Cuculinae Leach, 1820
- Coccycua minuta (Vieillot, 1817) - Chincoã-pequeno
- Micrococcyx pumilus (Strickland, 1852) - Papa-lagarta-de-papo-ferrugem PO
- Micrococcyx cinereus Vieillot, 1817 - Papa-lagarta-cinzento
- Piaya cayana (Linnaeus, 1766) - Alma-de-gato
- Piaya melanogaster (Vieillot, 1817) - Chincoã-de-bico-vermelho
- Coccyzus melacoryphus Vieillot, 1817 - Papa-lagarta-acanelado
- Coccyzus americanus (Linnaeus, 1758) - Papa-lagarta-de-asa-vermelha V
- Coccyzus euleri Cabanis, 1873 - Papa-lagarta-de-euler
- Coccyzus minor (Gmelin, 1788) - Papa-lagarta-do-mangue
- Coccyzus erythropthalmus (Wilson, 1811) - Papa-lagarta-de-bico-preto VA
- Cuculus canorus (Wilson, 1811) - Cuco-canoro VA

## StrigiformesWagler, 1830
Família Tytonidae Mathews, 1912
- Tyto furcata (Scopoli, 1769) - Suindara

Família Strigidae Leach, 1820
- Megascops choliba (Vieillot, 1817) - Corujinha-do-mato
- Megascops roraimae (Salvin, 1897) - Corujinha-de-roraima

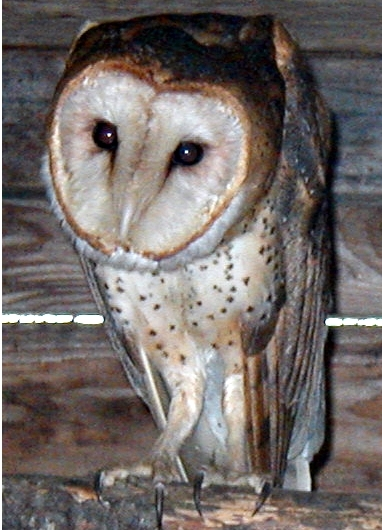
Suindara

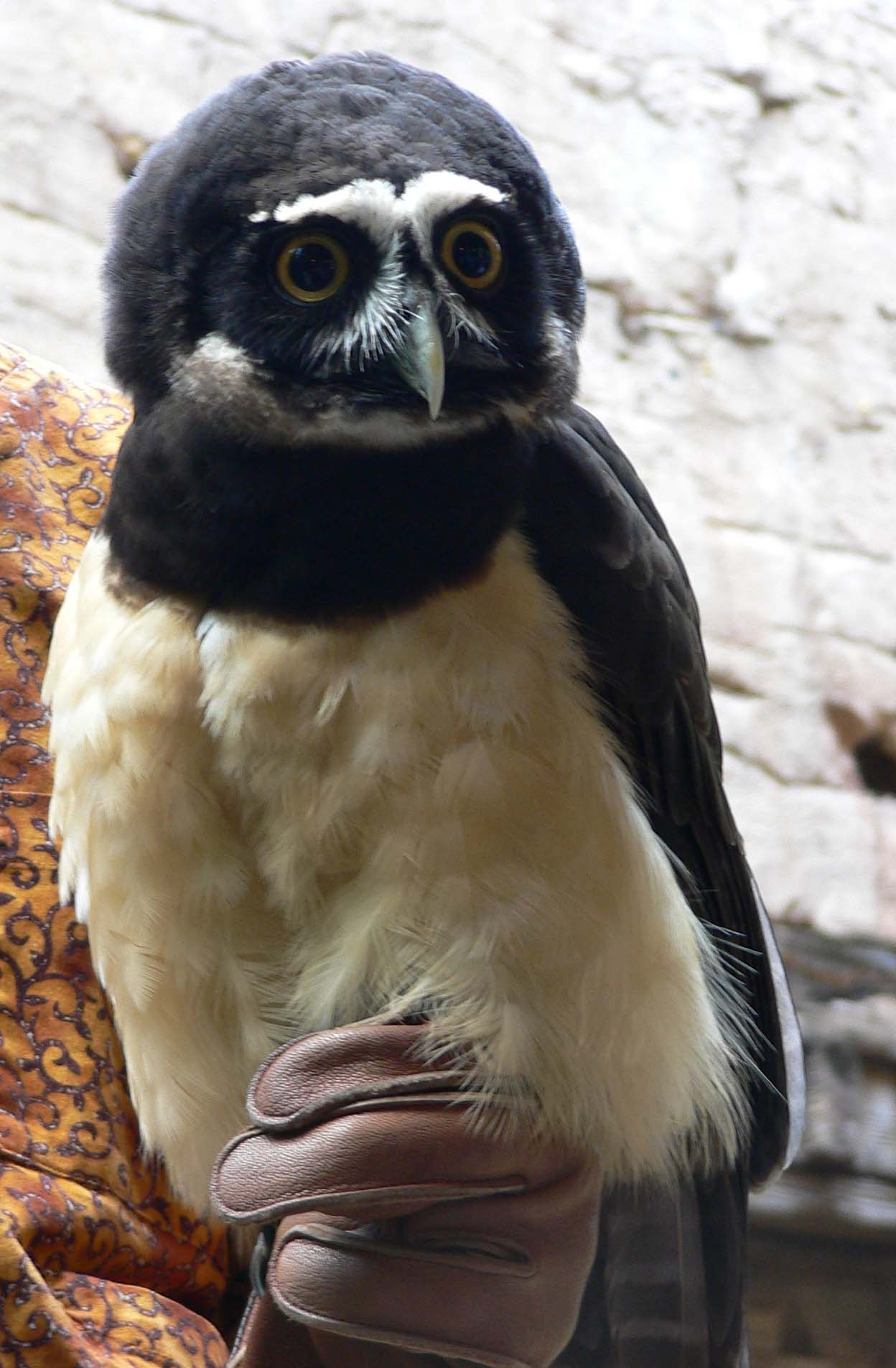
Murucututu

- Megascops sanctaecatarinae (Salvin, 1897) - Corujinha-do-sul
- Megascops watsonii (Cassin, 1849) - Corujinha-das-guianas
- Megascops usta (Sclater, 1858) - Corujinha-relógio
- Megascops stangiae Dantas, Weckstein, Bates, Oliveira, Catanach & Aleixo, 2021 - Corujinha-do-xingu
- Megascops ater Hekstra, 1982 - Corujinha-de-belém
- Megascops alagoensis Dantas, Weckstein, Bates, Oliveira, Catanach & Aleixo, 2021 - Corujinha-de-alagoas
- Megascops atricapilla (Temminck, 1822) - Corujinha-sapo
- Lophostrix cristata (Daudin, 1800) - Coruja-de-crista
- Pulsatrix perspicillata (Latham, 1790) - Murucututu
- Pulsatrix koeniswaldiana (Bertoni & Bertoni, 1901) - Murucututu-de-barriga-amarela
- Bubo virginianus (Gmelin, 1788) - Jacurutu
- Strix hylophila Temminck, 1825 - Coruja-listrada
- Strix virgata (Cassin, 1849) - Coruja-do-mato
- Strix huhula Daudin, 1800 - Coruja-preta
- Glaucidium hardyi (Vielliard, 1990) - Caburé-da-amazônia
- Glaucidium mooreorum (Silva, Coelho & Gonzaga, 2002) - Caburé-de-pernambuco E
- Glaucidium minutissimum (Wied, 1830) - Caburé-miudinho
- Glaucidium brasilianum (Gmelin, 1788) - Caburé
- Athene cunicularia (Molina, 1782) - Coruja-buraqueira
- Aegolius harrisii (Cassin, 1849) - Caburé-acanelado
- Asio clamator (Vieillot, 1808) – Coruja-orelhuda
- Asio stygius (Wagler, 1832) - Mocho-diabo
- Asio flammeus (Pontoppidan, 1763) - Mocho-dos-banhados

## SteatornithiformesSharpe, 1891

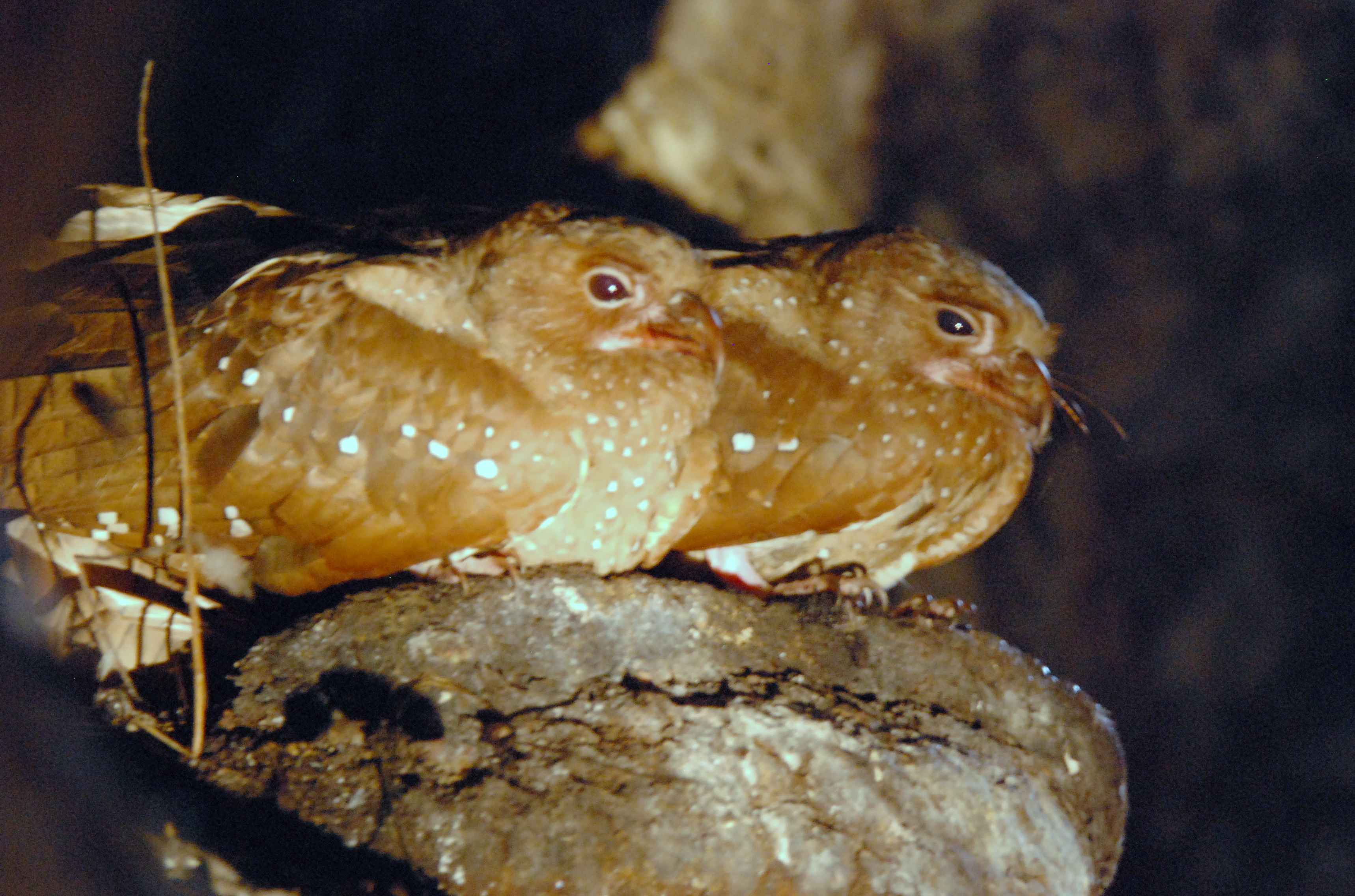
Guácharo

Família Steatornithidae Bonaparte, 1842
- Steatornis caripensis Humboldt, 1817 – Guácharo

## NyctibiiformesYuriet al., 2013
Família Nyctibiidae Chenu & Des Murs, 1851

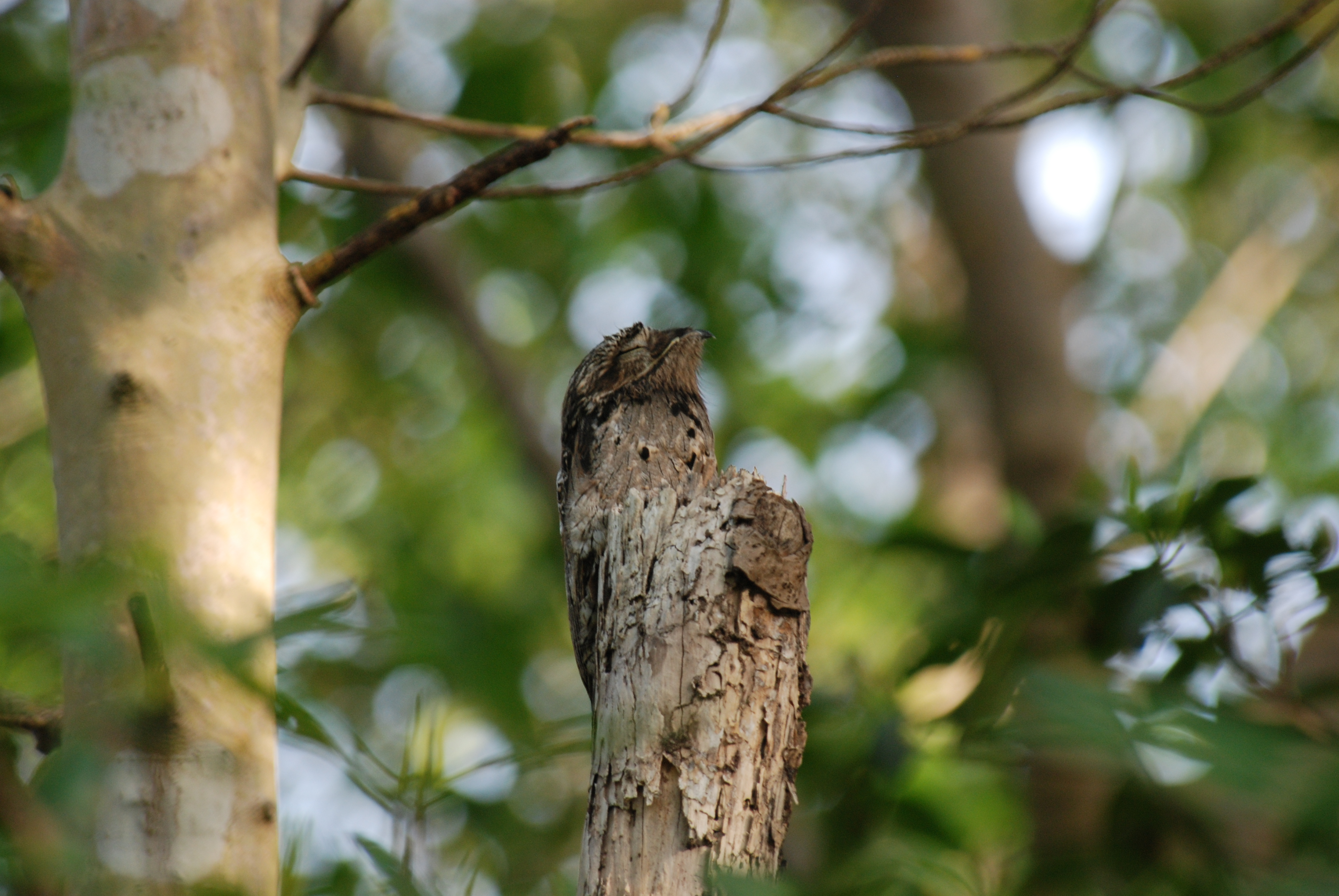
Mãe-da-lua

- Phyllaemulor bracteatus Gould, 1846 - Urutau-ferrugem
- Nyctibius grandis (Gmelin, 1789) - Urutau-grande
- Nyctibius aethereus (Wied, 1820) - Urutau-pardo
- Nyctibius griseus (Gmelin, 1789) – Urutau
- Nyctibius leucopterus (Wied, 1821) - Urutau-de-asa-branca

## CaprimulgiformesRidgway, 1881
Família Caprimulgidae Vigors, 1825
- Nyctiphrynus ocellatus (Tschudi, 1844) - Bacurau-ocelado
- Antrostomus rufus Boddaert, 1783 - João-corta-pau

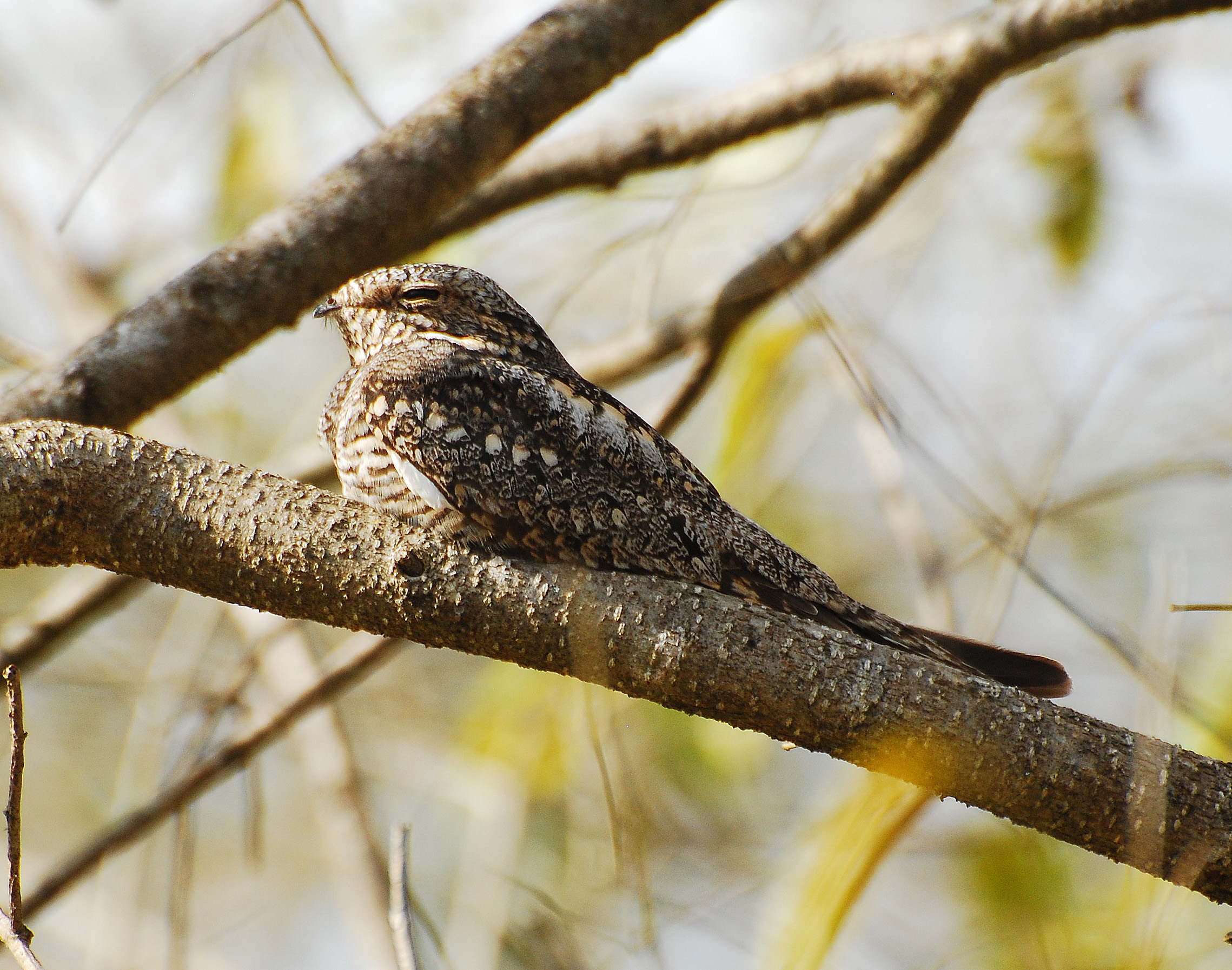
Bacurau-de-asa-fina

- Antrostomus sericocaudatus (Cassin, 1849) - Bacurau-rabo-de-seda
- Lurocalis semitorquatus (Gmelin, 1789) - Tuju
- Nyctiprogne leucopyga (Spix, 1825) - Bacurau-de-cauda-barrada
- Nyctiprogne vielliardi (Lencioni-Neto, 1994) - Bacurau-do-são-francisco E
- Nyctidromus nigrescens (Cabanis, 1848) - Bacurau-de-lajeado
- Nyctidromus albicollis (Gmelin, 1789) - Bacurau
- Nyctidromus hirundinaceus (Spix, 1825) - Bacurauzinho-da-caatinga E
- Hydropsalis heterura (Todd, 1915) - Bacurau-chintã-do-norte
- Hydropsalis parvula (Gould, 1837) - Bacurau-chintã
- Hydropsalis whitelyi (Salvin, 1885) - Bacurau-dos-tepuis
- Hydropsalis anomala (Gould, 1838) - Curiango-do-banhado
- Hydropsalis candicans (Pelzeln, 1867) - Bacurau-de-rabo-branco
- Hydropsalis roraimae (Chapman, 1929) - Bacurau-de-roraima
- Hydropsalis longirostris (Bonaparte, 1825) - Bacurau-da-telha
- Hydropsalis maculicaudus (Lawrence, 1862) - Bacurau-de-rabo-maculado
- Hydropsalis cayennensis (Gmelin, 1789) - Bacurau-de-cauda-branca
- Hydropsalis climacocerca (Tschudi, 1844) - Acurana
- Hydropsalis torquata (Gmelin, 1789) - Bacurau-tesoura
- Hydropsalis forcipata (Nitzsch, 1840) - Bacurau-tesourão
- Nannochordeiles pusillus Gould, 1861 - Bacurauzinho
- Podager nacunda (Vieillot, 1817) - Corucão
- Chordeiles minor (Forster, 1771) – Bacurau-norte-americano V
- Chordeiles gundlachii (Lawrence, 1856) - Bacurau-das-antilhas
- Chordeiles rupestris (Spix, 1825) - Bacurau-da-praia
- Chordeiles acutipennis (Hermann, 1783) - Bacurau-de-asa-fina

## ApodiformesPeters, 1940
Família Apodidae Olphe-Galliard, 1887
- Cypseloides cryptus Zimmer, 1945 - Taperuçu-de-mento-branco
- Cypseloides niger (Gmelin, 1789) - Taperuçu-escuro V
- Cypseloides fumigatus (Streubel, 1848) - Taperuçu-preto
- Cypseloides lemosi Eisenmann & Lehmann, 1962 - Taperuçu-de-peito-branco PO
- Cypseloides senex (Temminck, 1826) - Taperuçu-velho
- Streptoprocne phelpsi (Collins, 1972) - Taperuçu-dos-tepuis
- Streptoprocne zonaris (Shaw, 1796) - Taperuçu-de-coleira-branca
- Streptoprocne biscutata (Sclater, 1866) - Taperuçu-de-coleira-falha
- Chaetura cinereiventris Sclater, 1862 - Andorinhão-de-sobre-cinzento
- Chaetura spinicaudus (Temminck, 1839) - Andorinhão-de-sobre-branco
- Chaetura egregia Todd, 1916 - Taperá-de-garganta-branca
- Chaetura pelagica (Linnaeus, 1758) - Andorinhão-peregrino V
- Chaetura chapmani Hellmayr, 1907 - Andorinhão-de-chapman
- Chaetura meridionalis Hellmayr, 1907 - Andorinhão-do-temporal
- Chaetura brachyura (Jardine, 1846) - Andorinhão-de-rabo-curto
- Aeronautes montivagus (d'Orbigny e Lafresnaye, 1837) - Andorinhão-serrano
- Tachornis squamata (Cassin, 1853) - Andorinhão-do-buriti
- Panyptila cayennensis (Gmelin, 1789) - Andorinhão-estofador

Família Trochilidae Vigors, 1825
Subfamília Florisuginae Bonaparte, 1853
- Topaza pella (Linnaeus, 1758) - Beija-flor-brilho-de-fogo
- Topaza pyra (Gould, 1846) - Topázio-de-fogo
- Florisuga mellivora (Linnaeus, 1758) - Beija-flor-azul-de-rabo-branco
- Florisuga fusca (Vieillot, 1817) - Beija-flor-preto

Subfamília Phaetornithinae Jardine, 1833
- Ramphodon naevius (Dumont, 1818) - Beija-flor-rajado E
- Glaucis dohrnii (Bourcier & Mulsant, 1852) - Balança-rabo-canela E
- Glaucis hirsutus (Gmelin, 1788) - Balança-rabo-de-bico-torto
- Threnetes leucurus (Linnaeus, 1766) - Balança-rabo-de-garganta-preta
- Threnetes niger (Linnaeus, 1758) - Balança-rabo-escuro
- Anopetia gounellei (Boucard, 1891) - Rabo-branco-de-cauda-larga E
- Phaethornis squalidus (Temminck, 1822) - Rabo-branco-pequeno E
- Phaethornis rupurumii Boucard, 1892 - Rabo-branco-do-rupununi
- Phaethornis maranhaoensis Grantsau, 1968 - Rabo-branco-do-maranhão E
- Phaethornis aethopygus Zimmer, 1950 - Rabo-branco-do-tapajós E
- Phaethornis idaliae (Bourcier & Mulsant, 1856) - Rabo-branco-mirim E
- Phaethornis nattereri Berlepsch, 1887 - Besourão-de-sobre-amarelo
- Phaethornis griseogularis Gould, 1851 - Rabo-branco-de-garganta-cinza
- Phaethornis ruber (Linnaeus, 1758) - Rabo-branco-rubro
- Phaethornis subochraceus Todd, 1915 - Rabo-branco-de-barriga-fulva
- Phaethornis augusti (Bourcier, 1847) - Rabo-branco-cinza-claro
- Phaethornis pretrei (Lesson & Delattre, 1839) - Rabo-branco-acanelado
- Phaethornis eurynome (Lesson, 1832) - Rabo-branco-de-garganta-rajada
- Phaethornis hispidus (Gould, 1846) - Rabo-branco-cinza
- Phaethornis philippii (Bourcier, 1847) - Rabo-branco-amarelo
- Phaethornis major Hinkelmann, 1989) - Rabo-branco-de-barriga-cinza
- Phaethornis bourcieri (Lesson, 1832) - Rabo-branco-de-bico-reto
- Phaethornis superciliosus (Linnaeus, 1766) - Rabo-branco-de-bigodes
- Phaethornis malaris (Nordmann, 1835) - Besourão-de-bico-grande
- Phaethornis margarettae Ruschi, 1972 - Rabo-branco-de-margarette E
- Phaethornis atrimentalis Lawrence, 1858 - Rabo-branco-de-garganta-escura

Subfamília Polytminae Reichenbach, 1849
- Doryfera johannae (Bourcier, 1847) - Bico-de-lança

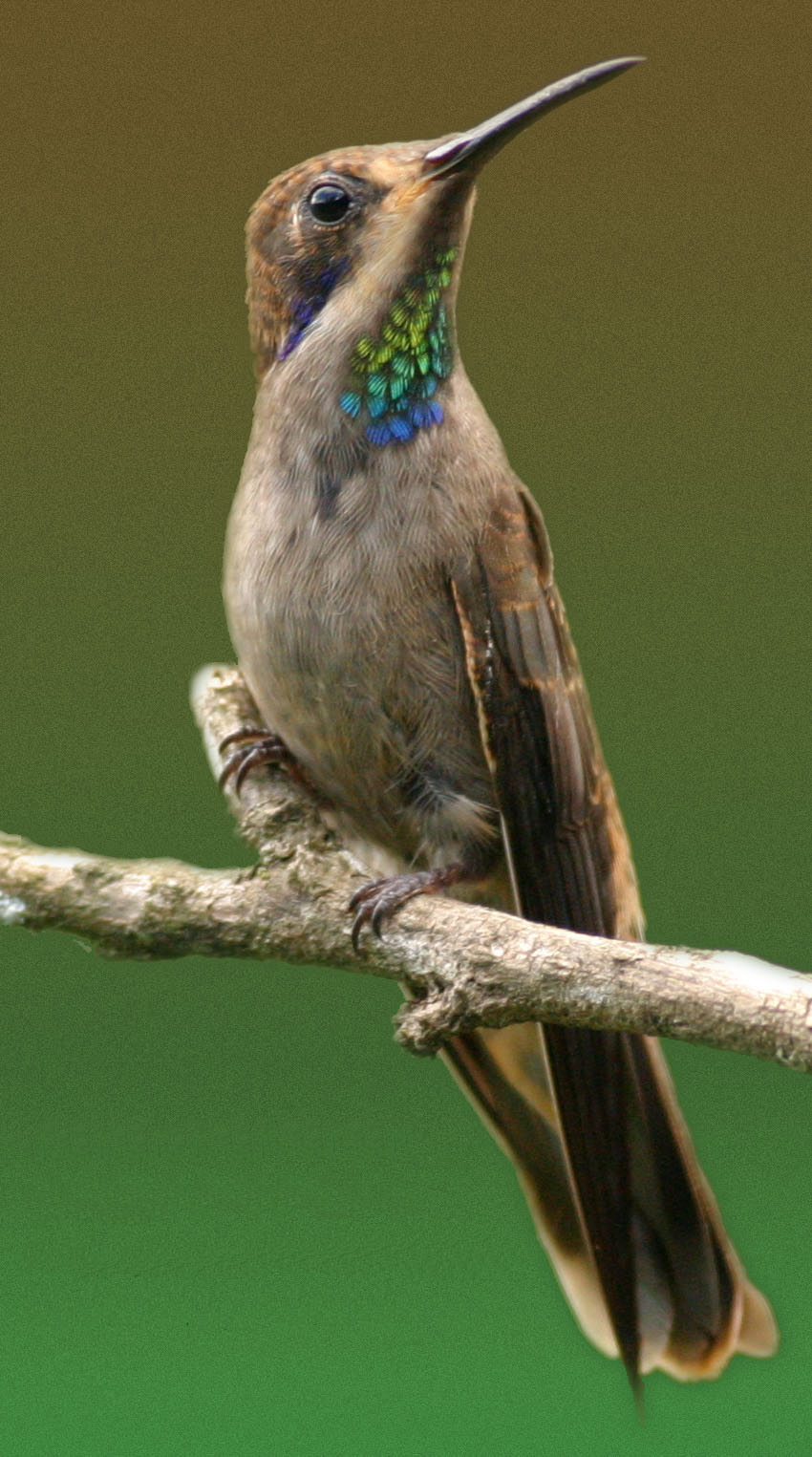
Beija-flor-marrom

- Augastes scutatus (Temminck, 1824) - Beija-flor-de-gravata-verde E
- Augastes lumachella (Lesson, 1838) - Beija-flor-de-gravata-vermelha E
- Colibri delphinae (Lesson, 1839) - Beija-flor-marrom
- Colibri coruscans (Gould, 1846) - Beija-flor-violeta
- Colibri serrirostris (Vieillot, 1816) - Beija-flor-de-orelha-violeta
- Heliactin bilophus (Temminck, 1820) – Chifre-de-ouro
- Heliothryx auritus (Gmelin, 1788) - Beija-flor-de-bochecha-azul
- Polytmus guainumbi (Pallas, 1764) - Beija-flor-de-bico-curvo
- Polytmus theresiae (Da Silva Maia, 1843) - Beija-flor-verde
- Avocettula recurvirostris (Swainson, 1822) - Beija-flor-de-bico-virado
- Chrysolampis mosquitus (Linnaeus, 1758) - Beija-flor-vermelho
- Anthracothorax viridigula (Boddaert, 1783) - Beija-flor-de-veste-verde
- Anthracothorax nigricollis (Vieillot, 1817) - Beija-flor-de-veste-preta

Subfamília Lesbiinae Reichenbach, 1853
- Discosura langsdorffi (Temminck, 1821) - Rabo-de-espinho
- Discosura longicaudus (Gmelin, 1788) - Bandeirinha
- Lophornis ornatus (Boddaert, 1783)  - Beija-flor-de-leque-canela
- Lophornis gouldii (Lesson, 1833) - Topetinho-do-brasil-central
- Lophornis magnificus (Vieillot, 1817) - Topetinho-vermelho
- Lophornis delattrei (Lesson, 1839) - Topetinho-ruivo
- Lophornis chalybeus (Vieillot, 1823) - Topetinho-verde
- Lophornis pavoninus Salvin & Godman, 1882 - Topetinho-pavão
- Heliodoxa xanthogonys Salvin & Godman, 1882 - Brilhante-veludo
- Heliodoxa schreibersii (Bourcier, 1847) - Brilhante-de-garganta-preta
- Heliodoxa aurescens (Gould, 1846) - Beija-flor-estrela
- Heliodoxa rubricauda (Boddaert, 1783) - Beija-flor-rubi E

Subfamília Trochilinae Vigors, 1825
- Heliomaster longirostris (Audebert & Vieillot, 1801) - Bico-reto-cinzento
- Heliomaster squamosus (Temminck, 1823) - Bico-reto-de-banda-branca E
- Heliomaster furcifer (Shaw, 1812) - Bico-reto-azul
- Calliphlox amethystina (Boddaert, 1783) - Estrelinha-ametista
- Chlorostilbon mellisugus (Linnaeus, 1758) - Esmeralda-de-cauda-azul
- Chlorostilbon lucidus (Shaw, 1812) - Besourinho-de-bico-vermelho
- Stephanoxis lalandi (Vieillot, 1818) - Beija-flor-de-topete-verde
- Stephanoxis loddigesii (Gould, 1831) - Beija-flor-de-topete-azul
- Campylopterus largipennis (Boddaert, 1783) - Asa-de-sabre-da-guiana
- Campylopterus obscurus (Gould, 1848) - Asa-de-sabre-de-cauda-escura
- Campylopterus calcirupicola (Lopes, Vasconcelos & Gonzaga, 2017) - Asa-de-sabre-da-mata-seca
- Campylopterus diamantinensis (Ruschi, 1963) - Asa-de-sabre-do-espinhaço
- Campylopterus hyperythrus Cabanis, 1848 - Asa-de-sabre-canela
- Campylopterus duidae Chapman, 1929 - Asa-de-sabre-de-peito-camurça
- Thalurania furcata (Gmelin, 1788) - Beija-flor-tesoura-verde
- Thalurania watertonii (Bourcier, 1847) - Beija-flor-de-costas-violeta E
- Thalurania glaucopis (Gmelin, 1788) - Beija-flor-de-fronte-violeta
- Eupetomena macroura (Gmelin, 1788) - Beija-flor-tesoura
- Aphantochroa cirrochloris (Vieillot, 1818) - Beija-flor-cinza
- Thalaphorus chlorocercus (Gould, 1866) - Beija-flor-pintado
- Saucerottia viridigaster (Bourcier, 1843) - Beija-flor-de-barriga-verde
- Chrysuronia versicolor (Vieillot, 1818) - Beija-flor-de-banda-branca
- Chrysuronia rondoniae (Ruschi, 1982) - Beija-flor-de-cabeça-azul E
- Chrysuronia oenone (Lesson, 1832) - Beija-flor-de-cauda-dourada
- Chrysuronia brevirostris (Lesson, 1829) - Beija-flor-de-bico-preto
- Chrysuronia leucogaster (Gmelin, 1788) - Beija-flor-de-barriga-branca
- Leucochloris albicollis (Vieillot, 1818) - Beija-flor-de-papo-branco
- Chionomesa fimbriata (Gmelin, 1788) - Beija-flor-de-garganta-verde

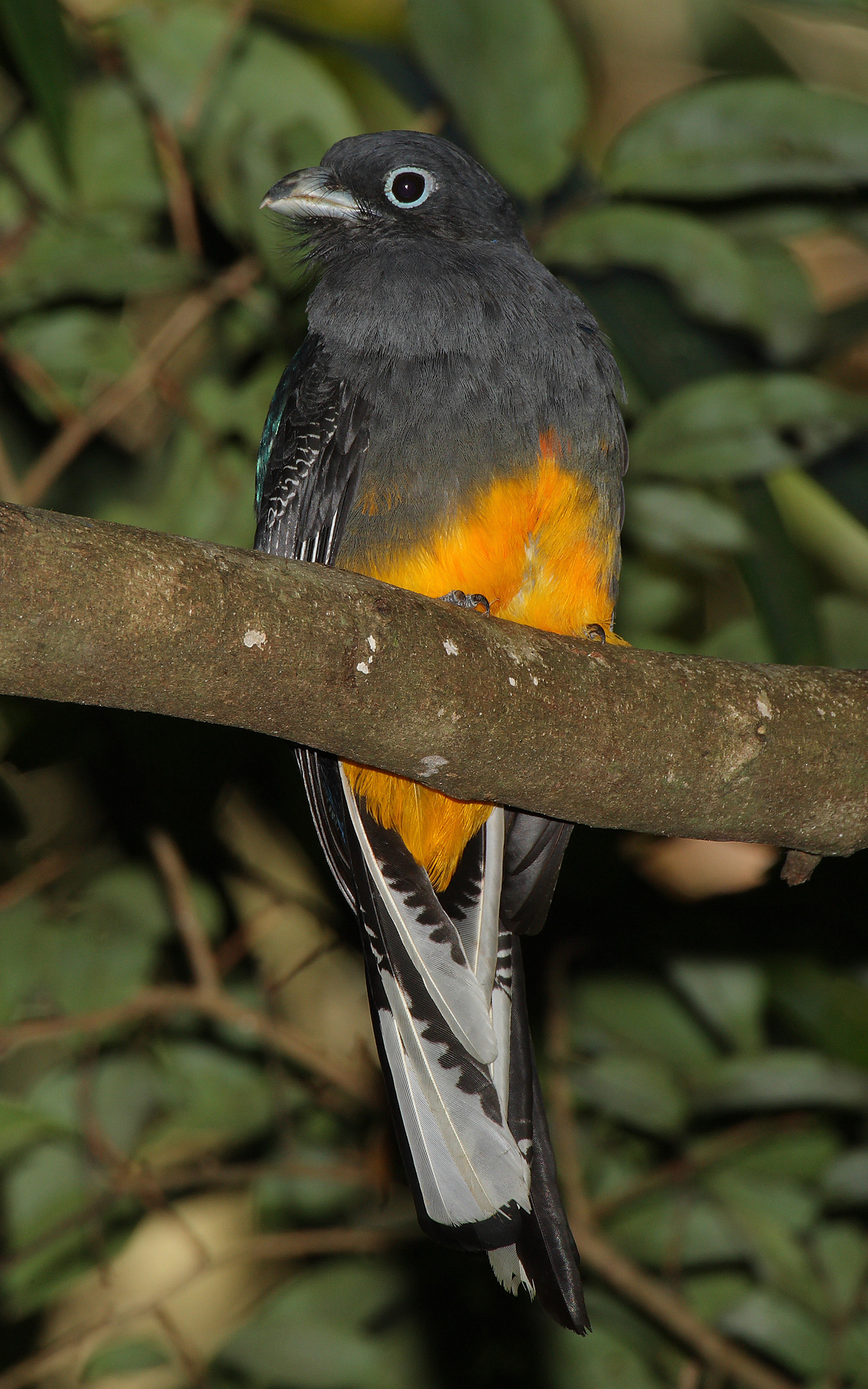
Surucuá-grande-de-barriga-amarela

- Chionomesa lactea (Lesson, 1832) - Beija-flor-de-peito-azul
- Hylocharis sapphirina (Gmelin, 1788) - Beija-flor-safira
- Hylocharis chrysura (Shaw, 1812) - Beija-flor-dourado
- Elliotomyia chionogaster (Tschudi, 1845) - Beija-flor-verde-e-branco
- Chlorestes cyanus (Vieillot, 1818) - Beija-flor-roxo
- Chlorestes notata (Reich, 1793) - Beija-flor-de-garganta-azul

## TrogoniformesA.O.U., 1886
Família Trogonidae Lesson, 1828
- Pharomachrus pavoninus (Spix, 1824) - Quetzal-pavão
- Trogon melanurus Swainson, 1838 - Surucuá-de-cauda-preta
- Trogon viridis Linnaeus, 1766 - Surucuá-de-barriga-amarela
- Trogon ramonianus Deville & DesMurs, 1849 - Surucuá-pequeno
- Trogon surrucura Vieillot, 1817 - Surucuá-variado
- Trogon violaceus Gmelin, 1788 - Surucuá-violáceo
- Trogon curucui Linnaeus, 1766 - Surucuá-de-barriga-vermelha
- Trogon rufus Gmelin, 1788 - Surucuá-dourado-da-amazônia
- Trogon muriciensis Dickens, Bitton, Bravo & Silveira, 2021 - Surucuá-de-murici
- Trogon chrysochloros Pelzeln, 1856 - Surucuá-dourado
- Trogon collaris Vieillot, 1817 - Surucuá-de-coleira
- Trogon personatus Gould, 1842 - Surucuá-mascarado

## CoraciiformesForbes, 1844
Família Momotidae Gray, 1840
- Electron platyrhynchum (Leadbeater, 1829) - Udu-de-bico-largo
- Baryphthengus martii (Spix, 1824) - Juruva-ruiva

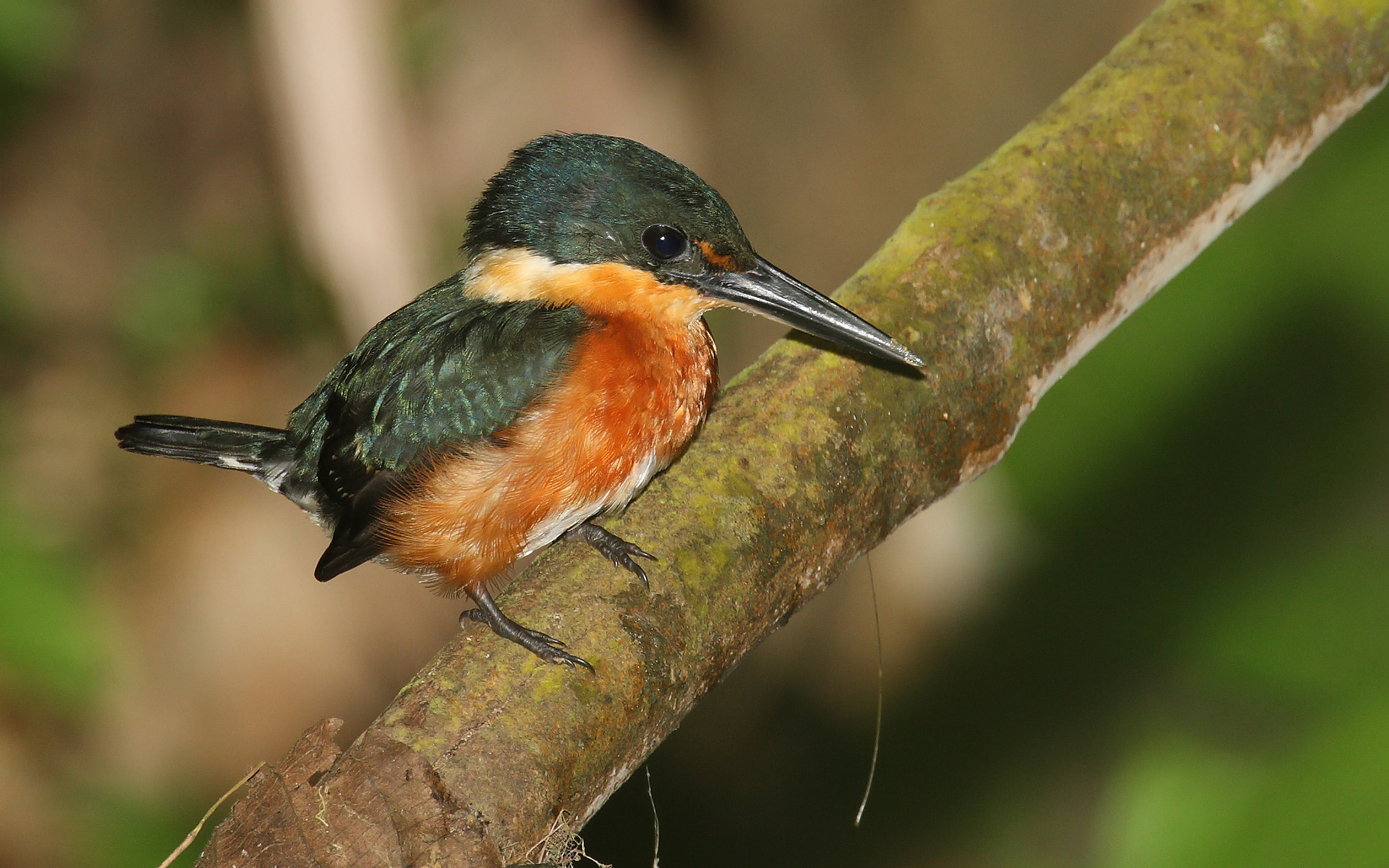
Martim-pescador-miúdo

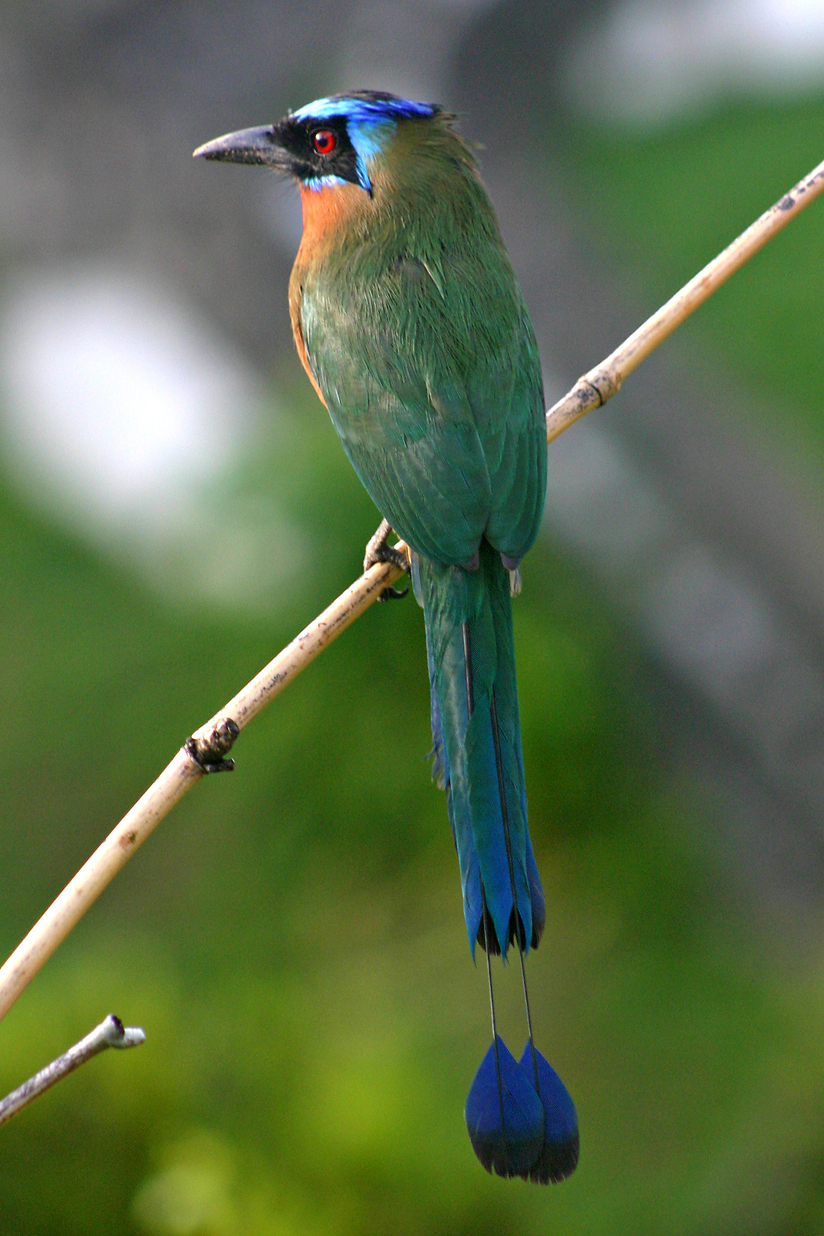
Udu-de-coroa-azul

- Baryphthengus ruficapillus (Vieillot, 1818) - Juruva
- Momotus momota (Linnaeus, 1766) - udu-de-coroa-azul

Família Alcedinidae Rafinesque, 1815
- Megaceryle torquatus (Linnaeus, 1766) - Martim-pescador-grande
- Chloroceryle amazona (Latham, 1790) - Martim-pescador-verde
- Chloroceryle aenea (Pallas, 1764) - Martim-pescador-miúdo
- Chloroceryle americana (Gmelin, 1788) - Martim-pescador-pequeno
- Chloroceryle inda (Linnaeus, 1766) - Martim-pescador-da-mata

## GalbuliformesFürbringer, 1888
Família Galbulidae Vigors, 1825

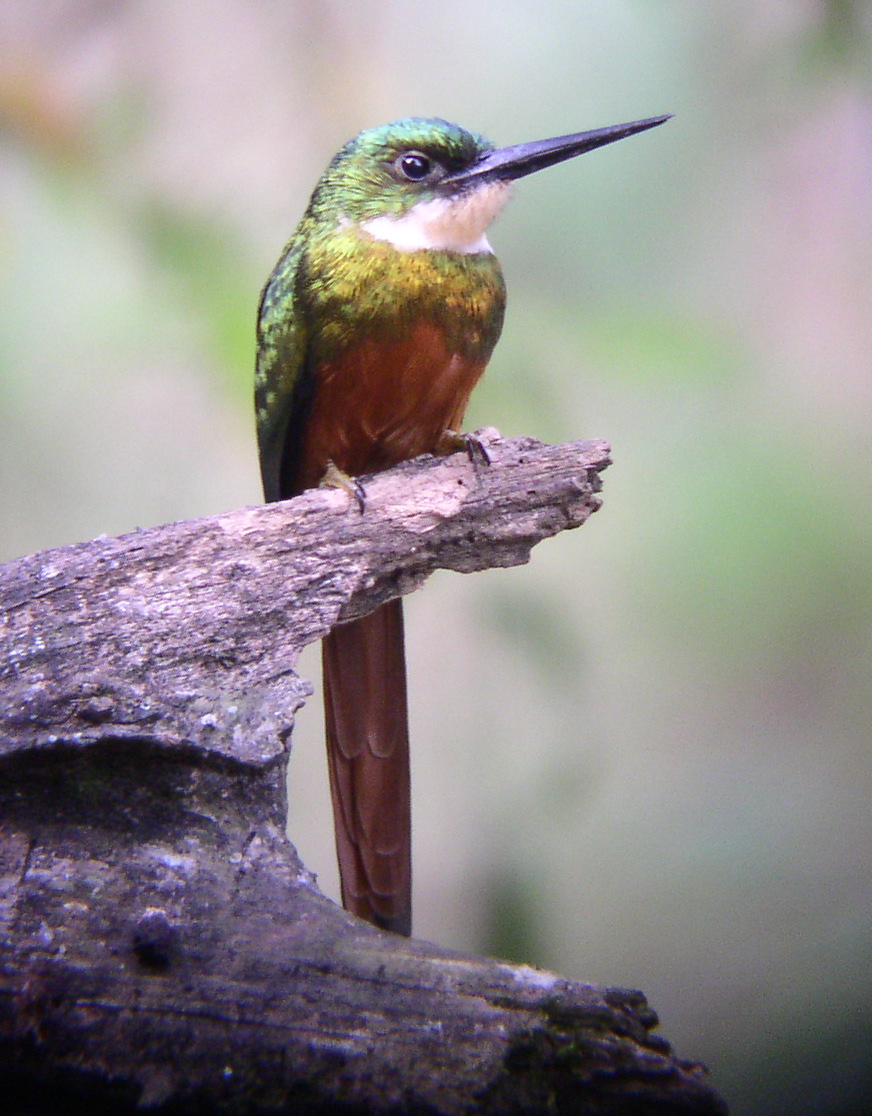
Ariramba-de-cauda-ruiva

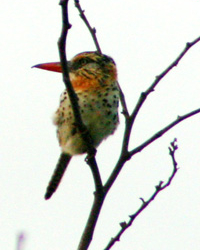
Rapazinho-dos-velhos

- Galbalcyrhynchus leucotis Des Murs, 1845 - Ariramba-vermelha
- Galbalcyrhynchus purusianus Goeldi, 1904 - Ariramba-castanha
- Brachygalba albogularis (Spix, 1824) - Agulha-de-garganta-branca
- Brachygalba lugubris (Swainson, 1838) - Ariramba-preta
- Jacamaralcyon tridactyla (Vieillot, 1817) - Cuitelão E
- Galbula albirostris Latham, 1790 - Ariramba-de-bico-amarelo
- Galbula cyanicollis Cassin, 1851 - Ariramba-da-mata
- Galbula ruficauda Cuvier, 1816 - Ariramba-de-cauda-ruiva
- Galbula galbula (Linnaeus, 1766) - Ariramba-de-cauda-verde
- Galbula tombacea Spix, 1824 - Ariramba-de-barba-branca
- Galbula cyanescens Deville, 1849 - Ariramba-da-capoeira
- Galbula chalcothorax Sclater, 1854 - Ariramba-violácea
- Galbula leucogastra Vieillot, 1817 - Ariramba-bronzeada
- Galbula dea (Linnaeus, 1758) - Ariramba-do-paraíso
- Jacamerops aureus (Statius Müller, 1776) - Jacamaraçu

Família Bucconidae Horsfield, 1821
- Chelidoptera tenebrosa (Pallas, 1782) - Urubuzinho
- Monasa atra (Boddaert, 1783) - Chora-chuva-de-asa-branca
- Monasa morphoeus (Hahn & Küster, 1823) - Chora-chuva-de-cara-branca
- Monasa nigrifrons (Spix, 1824) - Chora-chuva-preto
- Monasa flavirostris Strickland, 1850 - Chora-chuva-de-bico-amarelo
- Nonnula ruficapilla (Tschudi, 1844) - Freirinha-de-coroa-castanha
- Nonnula amaurocephala Chapman, 1921 - Freirinha-de-cabeça-castanha E
- Nonnula sclateri Hellmayr, 1907 - Freirinha-amarelada
- Nonnula rubecula (Spix, 1824) - Macuru
- Malacoptila fusca (Gmelin, 1788) - Barbudo-pardo
- Malacoptila semicincta Todd, 1925 - Barbudo-de-coleira
- Malacoptila minor (Sassi, 1911) - Barbudo-rajado-pequeno E
- Malacoptila striata (Spix, 1824) - Barbudo-rajado E
- Malacoptila rufa (Spix, 1824) - Barbudo-de-pescoço-ferrugem
- Micromonacha lanceolata (Deville, 1849) - Macuru-papa-mosca
- Notharchus tectus (Boddaert, 1783) - Macuru-pintado
- Notharchus hyperrhynchus (Sclater, 1856) - Macuru-de-testa-branca
- Notharchus swainsoni (Gray, 1846) - Macuru-de-barriga-castanha
- Notharchus macrorhynchos (Gmelin, 1788) - Macuru-de-pescoço-branco
- Notharchus ordii (Cassin, 1851) - Macuru-de-peito-marrom
- Cyphos macrodactylus Spix, 1824 - Rapazinho-de-boné-vermelho
- Tamatia tamatia (Gmelin, 1788) - Rapazinho-carijó
- Bucco capensis Linnaeus, 1766 - Rapazinho-de-colar
- Nystalus maculatus (Gmelin, 1788) - Rapazinho-dos-velhos E
- Nystalus striatipectus (Sclater, 1854) - Rapazinho-do-chaco
- Nystalus obamai Whitney, Piacentini, Schunck, Aleixo, Sousa, Silveira & Rêgo, 2013 - Rapazinho-estriado-do-oeste
- Nystalus striolatus (Pelzeln, 1856) - Rapazinho-estriado-de-rondônia
- Nystalus torridus Bond & Meyer de Schauensee, 1940 - Rapazinho-estriado-do-leste E
- Nystalus chacuru (Vieilloy, 1816) - João-bobo

## PiciformesMeyer e Wolf, 1810
Família Capitonidae Bonaparte, 1838
- Capito aurovirens (Cuvier, 1829) - Capitão-de-coroa
- Capito dayi Cherrie, 1916 - Capitão-de-cinta

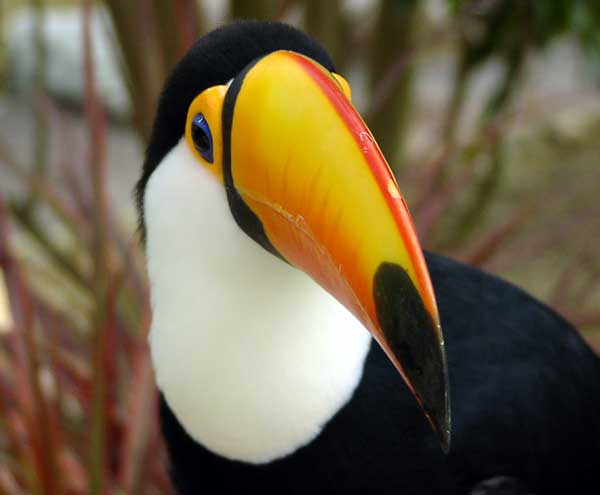
Tucanuçu

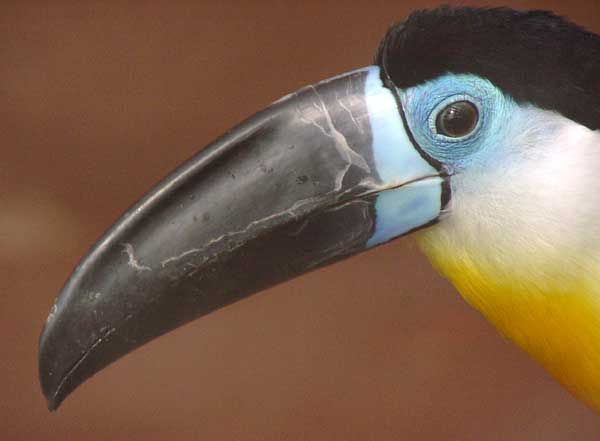
Tucano-de-bico-preto

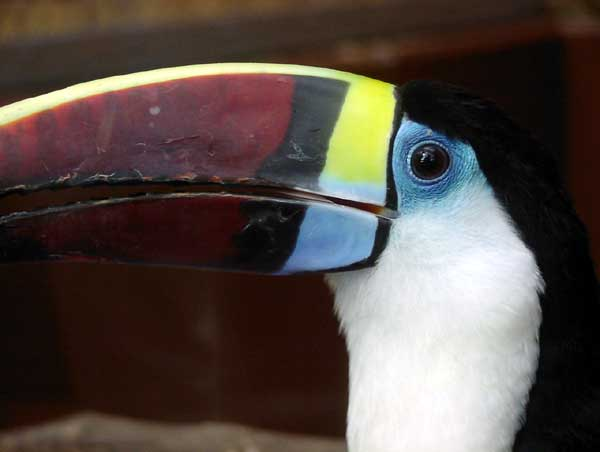
Tucano-grande-de-papo-branco

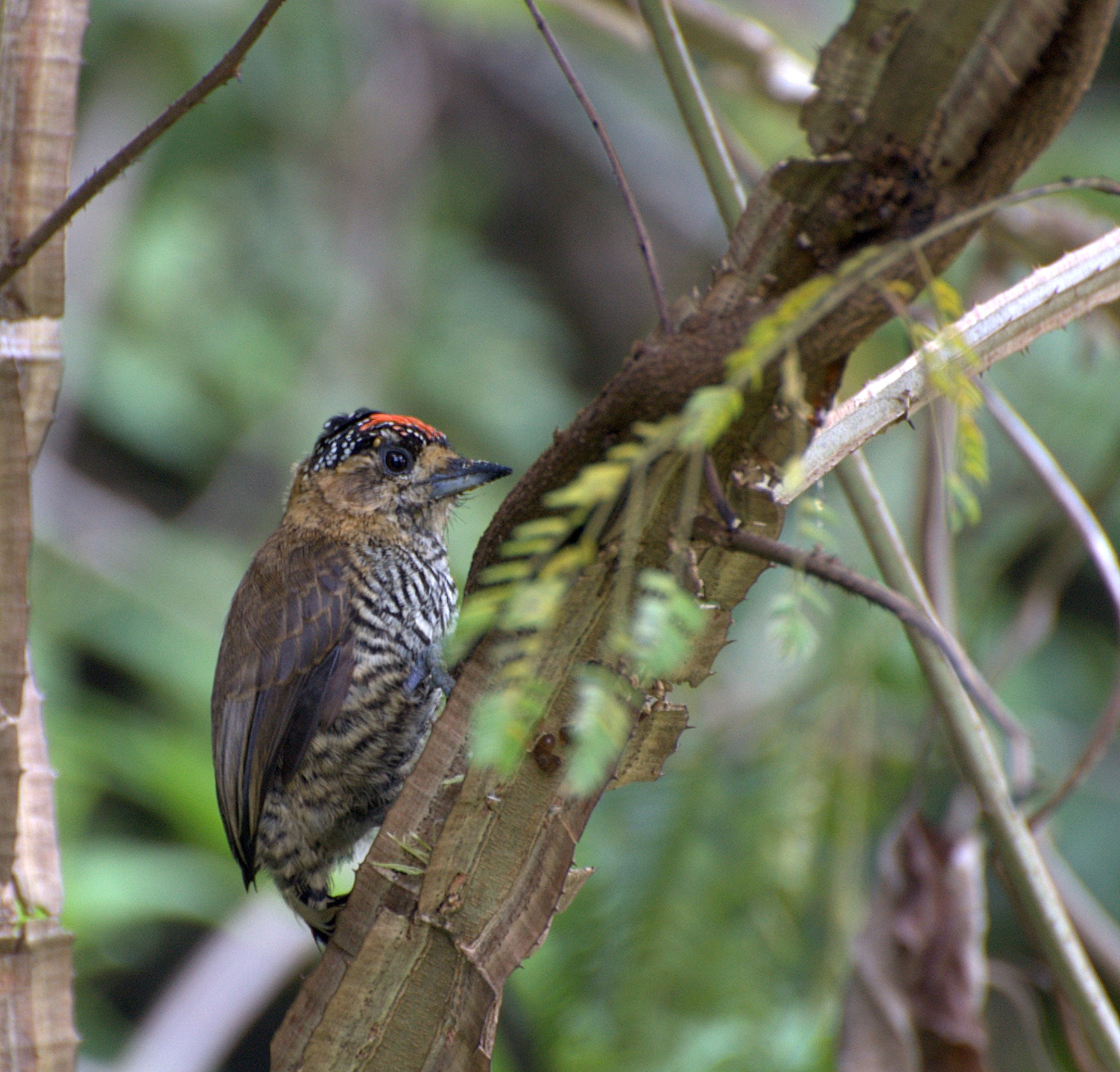
Pica-pau-anão-de-coleira

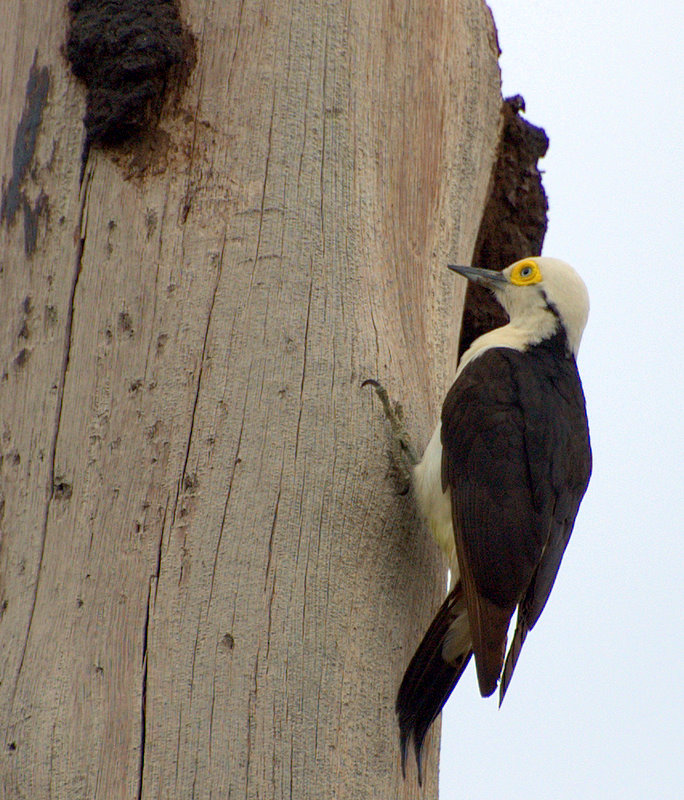
Pica-pau-branco

- Capito brunneipectus Chapman, 1921 - Capitão-de-peito-marrom E
- Capito niger (Statius Müller, 1776) - Capitão-de-bigode-carijó
- Capito auratus (Dumont, 1816) - Capitão-de-fronte-dourada
- Eubucco richardsoni (Gray, 1846) - Capitão-de-bigode-limão
- Eubucco tucinkae (Seilern, 1913) - Capitão-de-colar-amarelo

Família Ramphastidae Vigors, 1825
- Ramphastos toco Statius Müller, 1776 - Tucanuçu
- Ramphastos tucanus Linnaeus, 1778 - Tucano-de-papo-branco
- Ramphastos vitellinus Lichtenstein, 1823 - Tucano-de-bico-preto
- Ramphastos dicolorus Linnaeus, 1766 - Tucano-de-bico-verde
- Aulacorhynchus atrogularis (Sturm & Sturm, 1841) - Tucaninho-de-nariz-amarelo
- Aulacorhynchus whitelianus (Salvin & Godman, 1882) - Tucaninho-verde
- Selenidera piperivora (Linnaeus, 1766) - Araçari-negro
- Selenidera reinwardtii (Wagler, 1827) - Saripoca-de-coleira
- Selenidera nattereri (Gould, 1836) - Saripoca-de-bico-castanho
- Selenidera gouldii (Natterer, 1837) - Saripoca-de-gould
- Selenidera maculirostris (Lichtenstein, 1823) - Araçari-poca
- Pteroglossus bailloni (Vieillot, 1819) - Araçari-banana
- Pteroglossus viridis (Linnaeus, 1766) - Araçari-miudinho
- Pteroglossus inscriptus Swainson, 1822 - Araçari-de-bico-riscado
- Pteroglossus aracari (Linnaeus, 1758) - Araçari-de-bico-branco
- Pteroglossus castanotis Gould, 1834 - Araçari-castanho
- Pteroglossus pluricinctus Gould, 1835 - Araçari-de-cinta-dupla
- Pteroglossus azara (Vieillot, 1819) - Araçari-de-bico-de-marfim E
- Pteroglossus flavirostris Fraser, 1840 - Araçari-de-bico-amarelo
- Pteroglossus mariae Gould, 1854 - Araçari-de-bico-marrom
- Pteroglossus beauharnaesii Wagler, 1832 - Araçari-mulato
- Pteroglossus bitorquatus Vigors, 1826 - Araçari-de-pescoço-vermelho

Família Picidae Leach, 1820
- Picumnus aurifrons Pelzeln, 1870 - Picapauzinho-dourado
- Picumnus pumilus Cabanis e Heine, 1863 - Picapauzinho-do-orinoco
- Picumnus lafresnayi Malherbe, 1862 - Picapauzinho-do-amazonas
- Picumnus undulatus Hargitt, 1889 - Picapauzinho-ondulado
- Picumnus buffonii Lafresnaye, 1845 - Picapauzinho-de-costas-pintadas
- Picumnus pernambucensis Zimmer, 1947 - Picapauzinho-de-pernambuco
- Picumnus exilis (Lichtenstein, 1823) - Picapauzinho-de-pintas-amarelas
- Picumnus spilogaster Sundevall, 1866 - Picapauzinho-de-pescoço-branco
- Picumnus limae Snethlage, 1924 - Picapauzinho-da-caatinga
- Picumnus pygmaeus (Lichtenstein, 1823) - Picapauzinho-pintado E
- Picumnus varzeae Snethlage, 1912 - Picapauzinho-da-várzea E
- Picumnus cirratus Temminck, 1825 - Picapauzinho-barrado
- Picumnus temminckii Lafresnaye, 1845 - Picapauzinho-de-coleira
- Picumnus albosquamatus d'Orbigny, 1840 - Picapauzinho-escamoso
- Picumnus fuscus Pelzeln, 1870 - Picapauzinho-fusco
- Picumnus rufiventris Bonaparte, 1838 - Picapauzinho-vermelho
- Picumnus nebulosus Sundevall, 1866 - Picapauzinho-carijó
- Picumnus castelnau Malherbe, 1862 - Picapauzinho-creme
- Picumnus subtilis Stager, 1968 - Picapauzinho-de-barras-finas
- Melanerpes candidus (Otto, 1796) - Pica-pau-branco
- Melanerpes cruentatus (Boddaert, 1783) - Benedito-de-testa-vermelha
- Melanerpes flavifrons (Vieillot, 1818) - Benedito-de-testa-amarela
- Melanerpes cactorum (d'Orbigny, 1840) - Pica-pau-de-testa-branca
- Veniliornis kirkii (Malherbe, 1845) - Pica-pau-de-sobre-vermelho
- Veniliornis cassini (Malherbe, 1862) - Pica-pau-de-colar-dourado
- Veniliornis affinis (Swainson, 1821) - Pica-pau-avermelhado
- Veniliornis maculifrons (Spix, 1824) - Pica-pau-de-testa-pintada E
- Veniliornis passerinus (Linnaeus, 1766) - Pica-pau-pequeno
- Veniliornis spilogaster (Wagler, 1827) - Pica-pau-verde-carijó
- Veniliornis mixtus (Boddaert, 1783) - Pica-pau-chorão
- Campephilus rubricollis (Boddaert, 1783) - Pica-pau-de-barriga-vermelha
- Campephilus robustus (Lichtenstein, 1818) - Pica-pau-rei
- Campephilus melanoleucos (Gmelin, 1788) - Pica-pau-de-topete-vermelho
- Campephilus leucopogon (Valenciennes, 1826) - Pica-pau-de-barriga-preta
- Dryocopus lineatus (Linnaeus, 1766) - Pica-pau-de-banda-branca
- Celeus torquatus (Boddaert, 1783) - Pica-pau-de-coleira
- Celeus galeatus (Temminck, 1822) - Pica-pau-de-cara-canela
- Celeus undatus (Linnaeus, 1766) - Pica-pau-barrado
- Celeus flavus (Statius Müller, 1776) - Pica-pau-amarelo
- Celeus spectabilis Sclater & Salvin, 1880 - Pica-pau-lindo
- Celeus obrieni Short, 1973 - Pica-pau-da-taboca E
- Celeus ochraceus (Spix, 1824) - Pica-pau-ocráceo
- Celeus elegans (Statius Müller, 1776) - Pica-pau-chocolate
- Celeus lugubris (Malherbe, 1851) - Pica-pau-louro
- Celeus flavescens (Gmelin, 1788) - Pica-pau-de-cabeça-amarela
- Piculus leucolaemus (Natterer & Malherbe, 1845) - Pica-pau-de-garganta-branca
- Piculus flavigula (Boddaert, 1783) – Pica-pau-bufador
- Piculus capistratus (Malherbe, 1862) - Pica-pau-de-garganta-barrada
- Piculus laemostictus Todd, 1937 - Pica-pau-de-garganta-pintada
- Piculus paraensis (Snethlage, 1907) - Pica-pau-dourado-de-belém E
- Piculus chrysochloros (Vieillot, 1818) - Pica-pau-dourado-escuro
- Piculus  polyzonus (Valenciennes, 1826) - Pica-pau-dourado-grande E
- Piculus aurulentus (Temminck, 1821) - Pica-pau-dourado
- Colaptes rubiginosus (Swainson, 1820) - Pica-pau-oliváceo
- Colaptes punctigula (Boddaert, 1783) - Pica-pau-de-peito-pontilhado
- Colaptes melanochloros (Gmelin, 1788) - Pica-pau-verde-barrado
- Colaptes campestris (Vieillot, 1818) - Pica-pau-do-campo

## CariamiformesFurbringer, 1888

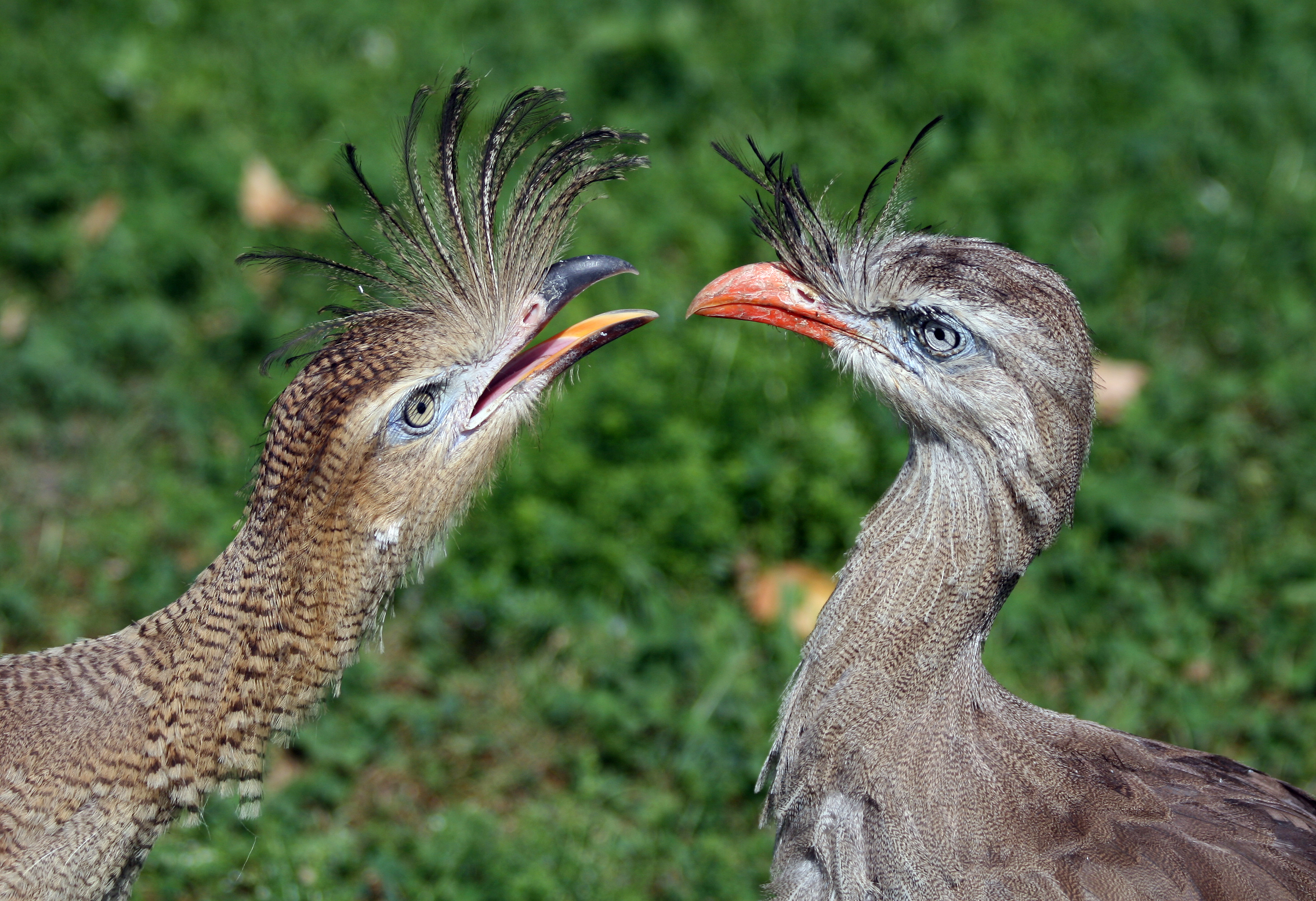
Seriema

Família Cariamidae Bonaparte, 1850
- Cariama cristata (Linnaeus, 1766) - Seriema

## FalconiformesBonaparte, 1831
Família Falconidae Leach, 1820

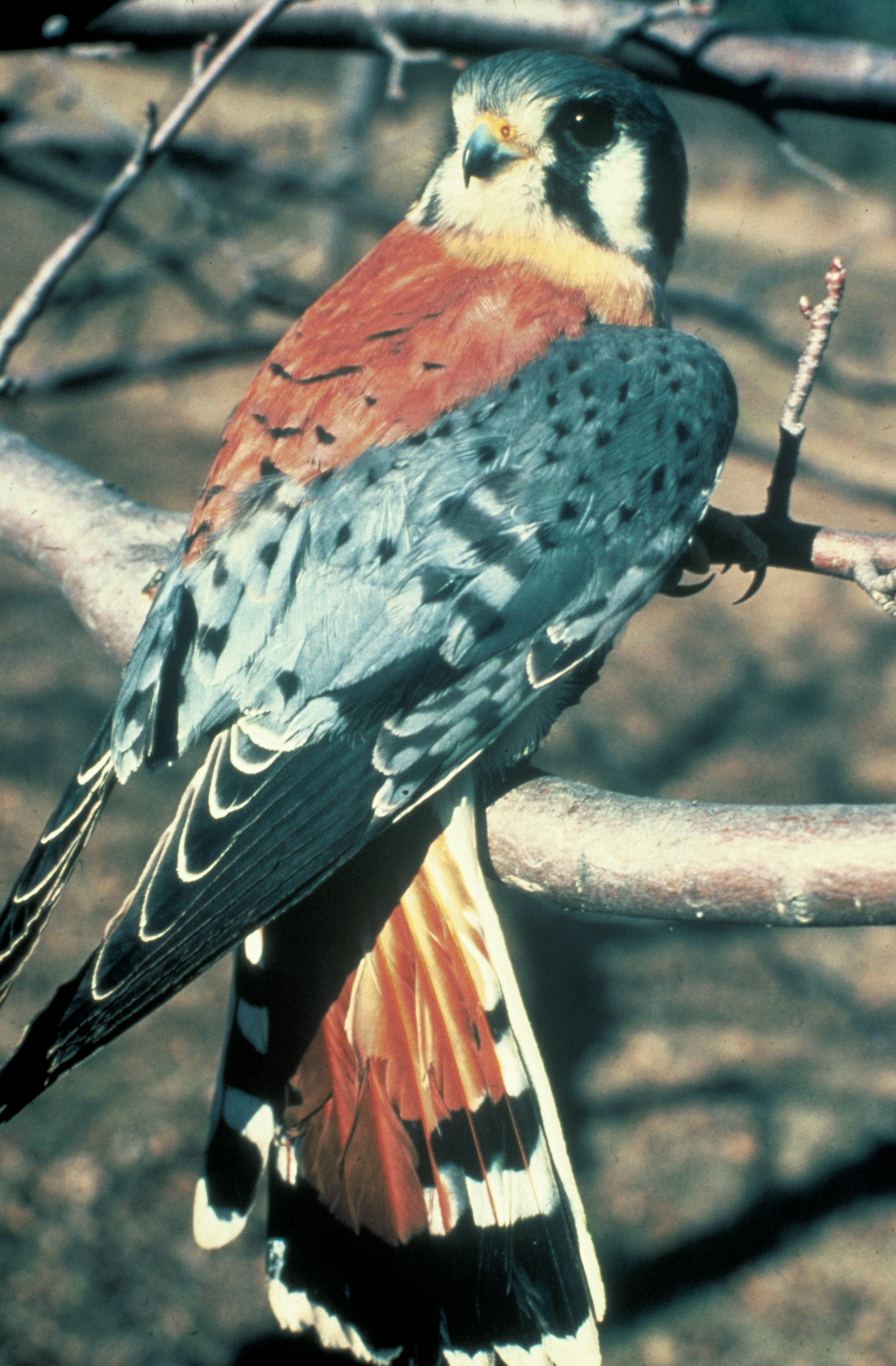
Quiriquiri

- Herpetotheres cachinnans (Linnaeus, 1758) - Acauã
- Micrastur ruficollis (Vieillot, 1817) - Falcão-caburé
- Micrastur gilvicollis (Vieillot, 1817) - Falcão-mateiro
- Micrastur mintoni Whittaker, 2002 - Falcão-críptico
- Micrastur mirandollei (Schlegel, 1862) - Tanatau
- Micrastur semitorquatus (Vieillot, 1817) - Falcão-relógio
- Micrastur buckleyi Swann, 1919 - Falcão-de-buckley
- Caracara plancus (Miller, 1777) - Carcará
- Ibycter americanus (Boddaert, 1783) - Cancão
- Daptrius ater Vieillot, 1816 - Gavião-de-anta
- Milvago chimachima (Vieillot, 1816) - Carrapateiro
- Milvago chimango (Vieillot, 1816) - Chimango
- Falco tinnunculus Linnaeus, 1758 - Peneireiro-de-dorso-malhado VA
- Falco sparverius Linnaeus, 1758 - Quiriquiri
- Falco columbarius Linnaeus, 1758 - Esmerilhão V
- Falco aesalon Tunstall, 1771 - Esmerilhão-europeu VA
- Falco rufigularis Daudin, 1800 - Cauré
- Falco deiroleucus Temminck, 1825 - Falcão-de-peito-laranja
- Falco femoralis Temminck, 1822 - Falcão-de-coleira
- Falco peregrinus Tunstall, 1771 - Falcão-peregrino V

## PsittaciformesWagler, 1830
Família Psittacidae Rafinesque, 1815
- Touit huetii (Temminck, 1830) - Apuim-de-asa-vermelha
- Touit purpuratus (Gmelin, 1788) - Apuim-de-costas-azuis

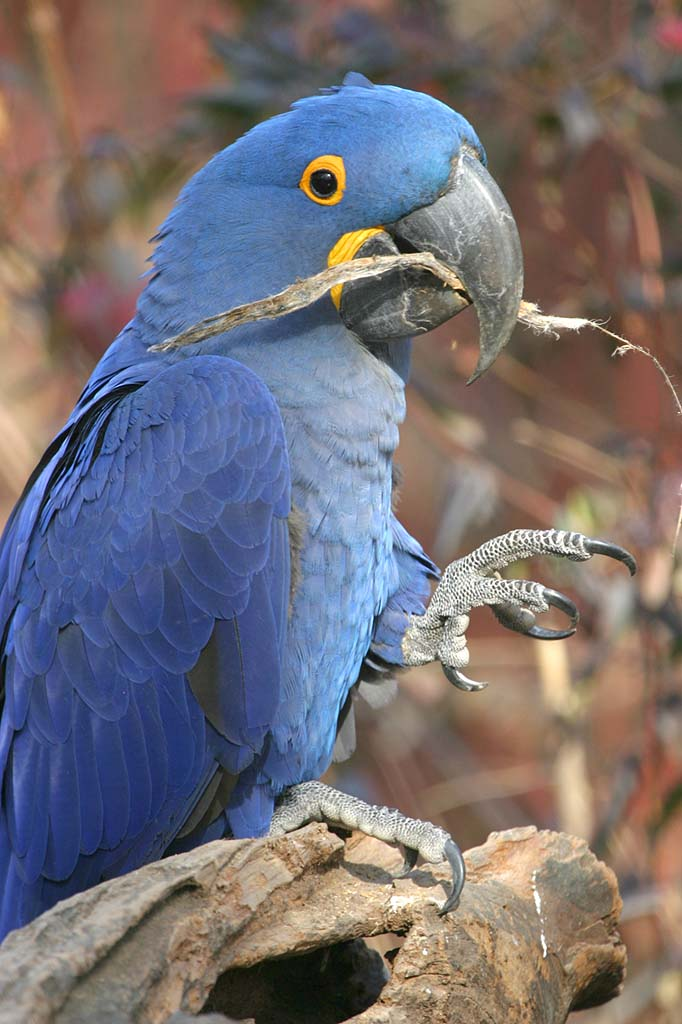
Arara-azul-grande

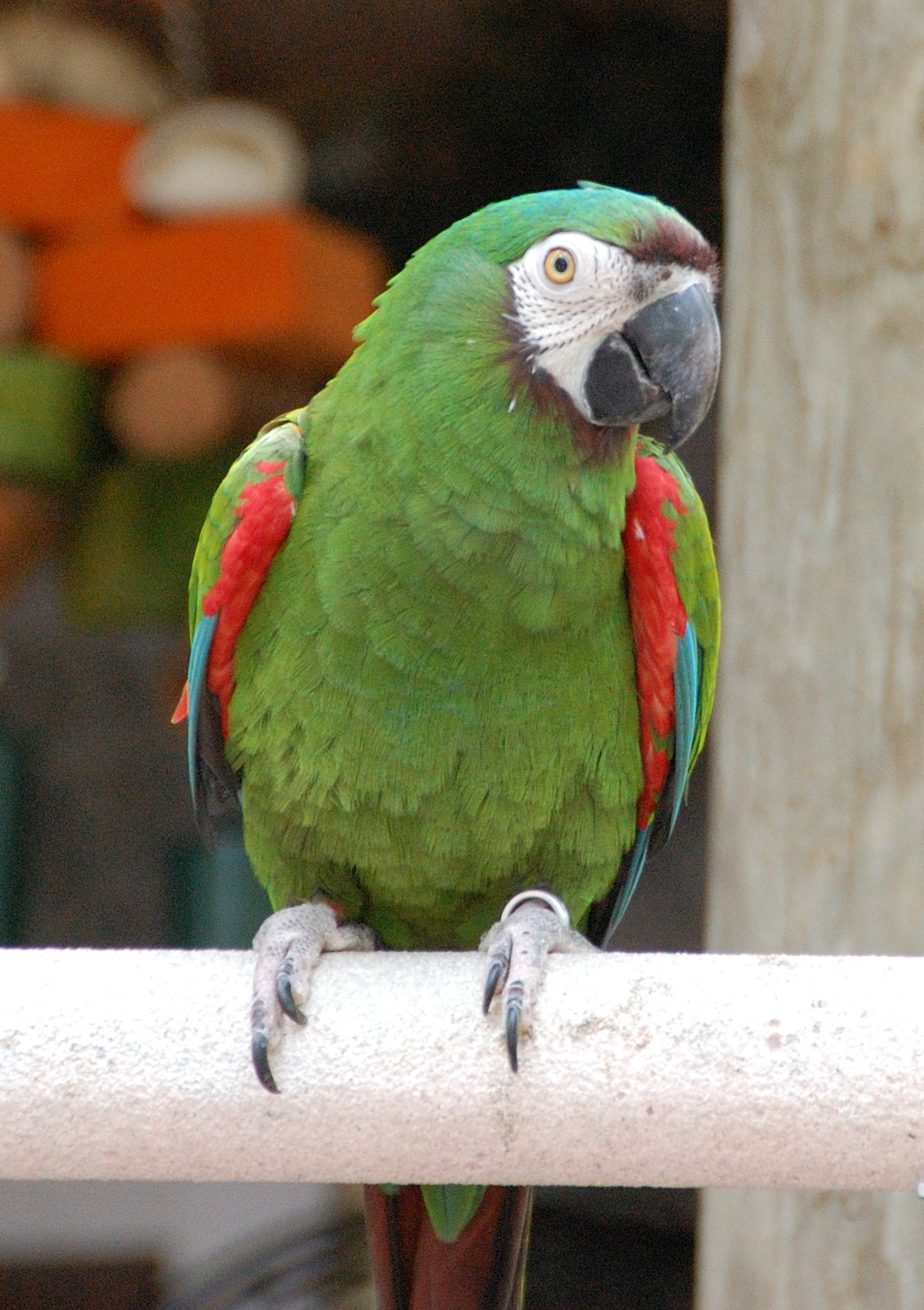
Maracanã-guaçu

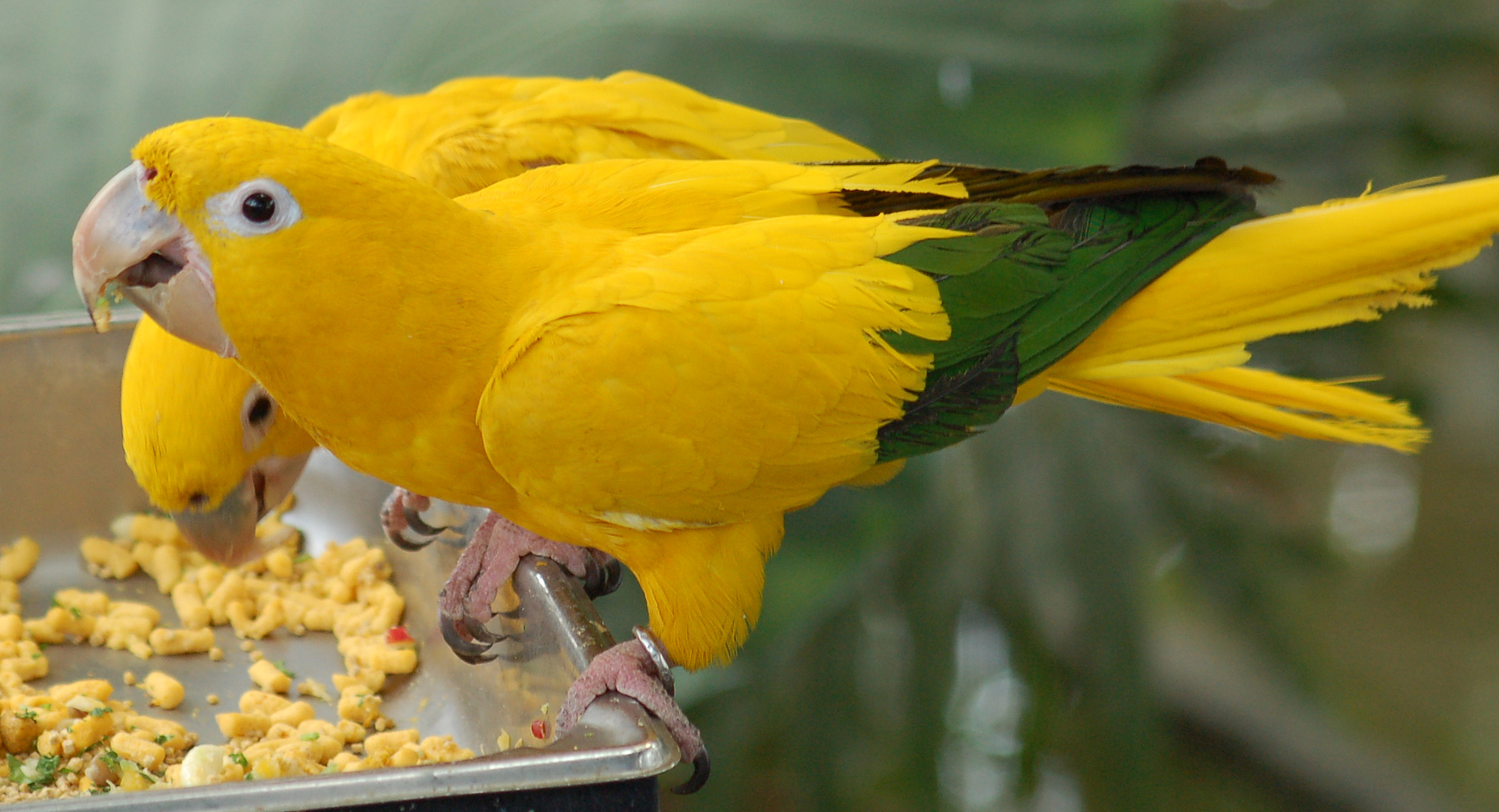
Ararajuba

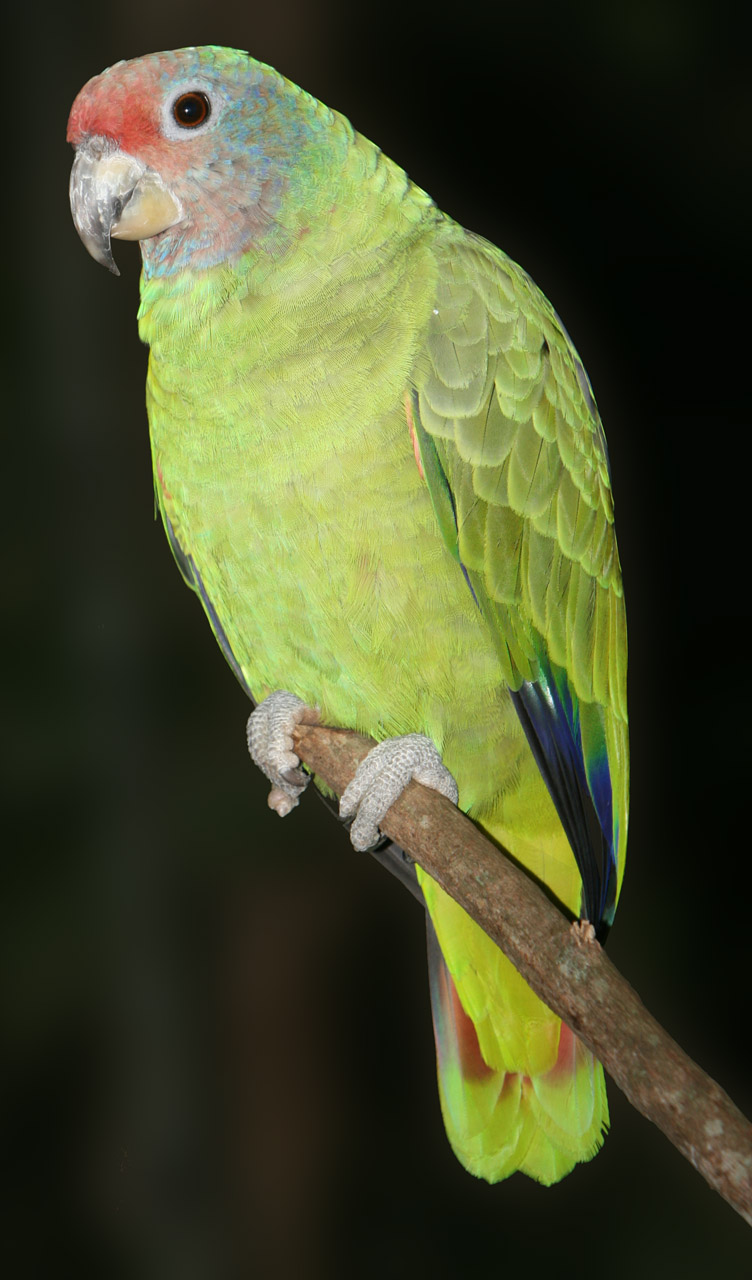
Papagaio-de-cara-roxa

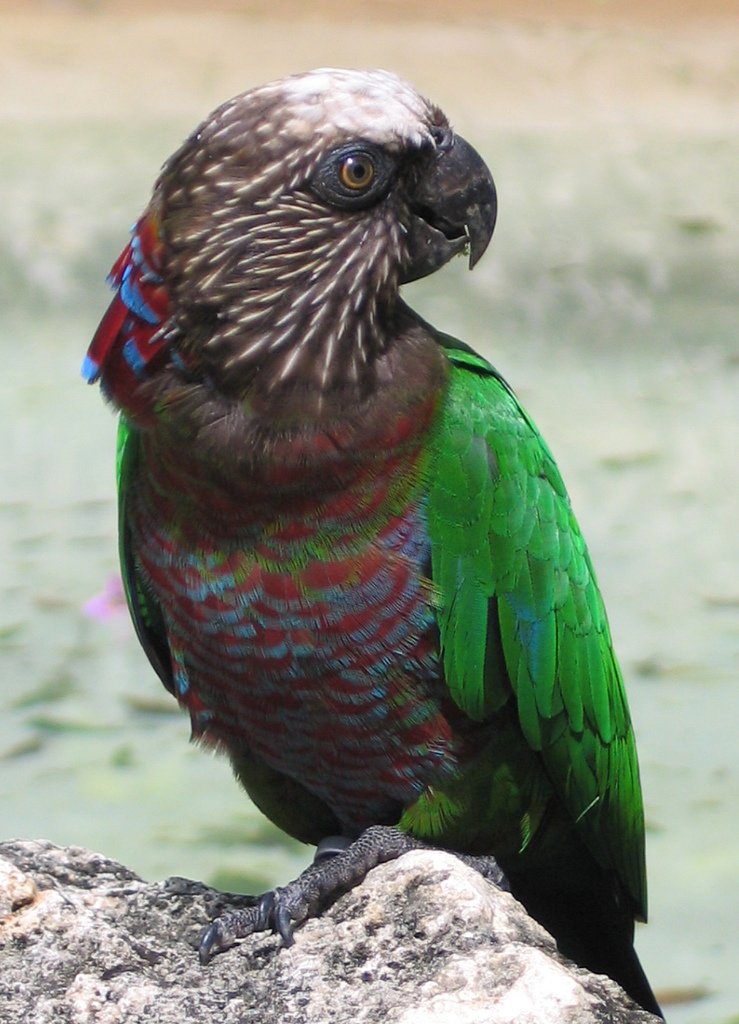
Anacã

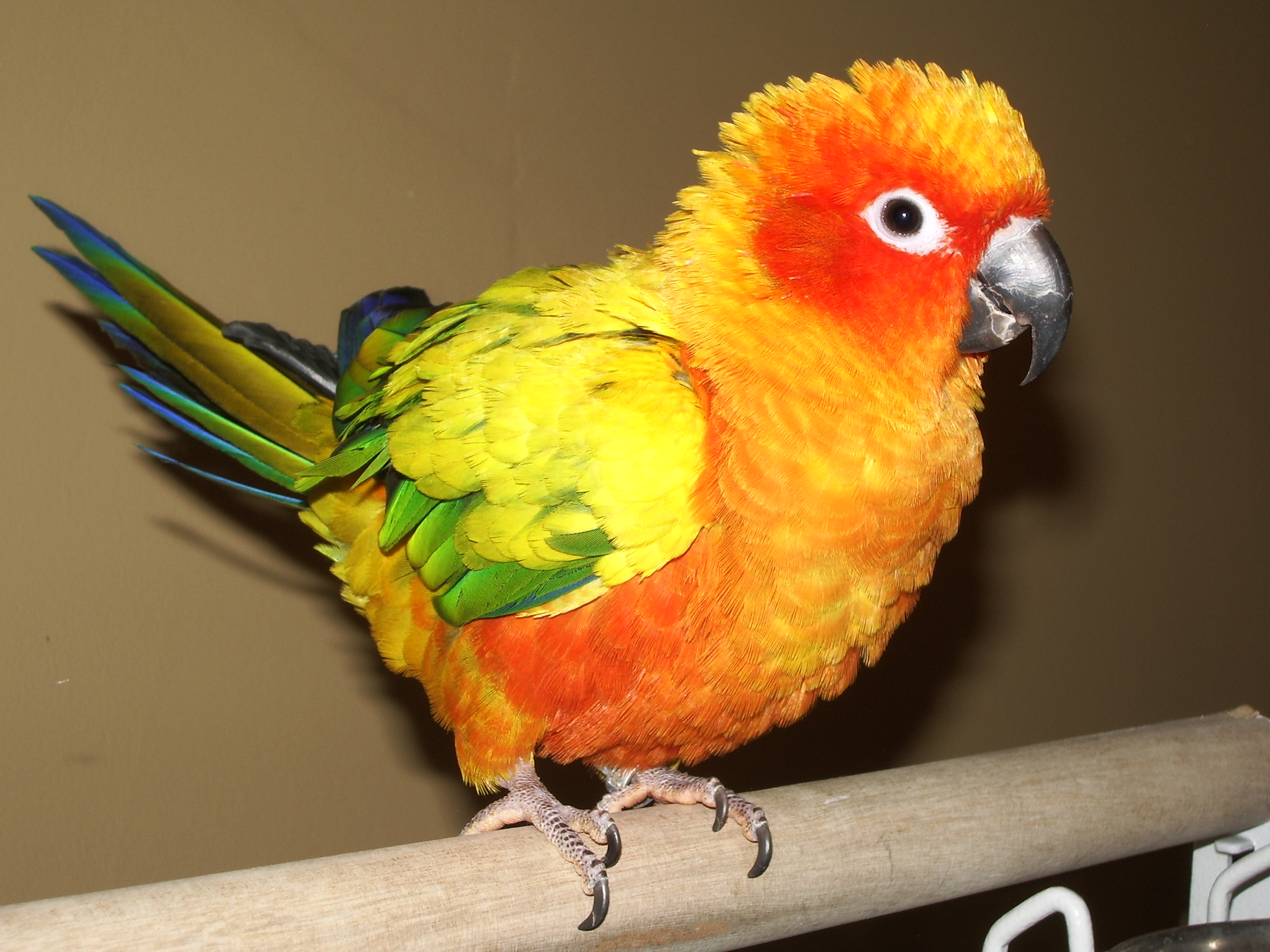
Jandaia-amarela

- Touit melanonotus (Wied, 1820) - Apuim-de-costas-pretas E
- Touit surdus (Kuhl, 1820) - Apuim-de-cauda-amarela E
- Nannopsittaca panychlora (Salvin & Godman, 1883) - Periquito-dos-tepuis
- Nannopsittaca dachilleae O'Neill, Munn & Franke, 1991 - Periquito-da-amazônia
- Myiopsitta monachus (Boddaert, 1783) - Caturrita
- Brotogeris sanctithomae (Statius Müller, 1776) Periquito-testinha
- Brotogeris tirica (Gmelin, 1788) - Periquito-rico E
- Brotogeris versicolurus (Statius Müller, 1776) - Periquito-de-asa-branca
- Brotogeris chiriri (Vieillot, 1818) - Periquito-de-encontro-amarelo
- Brotogeris cyanoptera (Pelzeln, 1870) - Periquito-de-asa-azul
- Brotogeris chrysoptera (Linnaeus, 1766) - Periquito-de-asa-dourada
- Pionopsitta pileata (Scopoli, 1769) - Cuiú-cuiú
- Triclaria malachitacea (Spix, 1824) - Sabiá-cica E
- Pyrilia barrabandi (Kuhl, 1820) - Curica-de-bochecha-laranja
- Pyrilia caica (Latham, 1790) - Curica-de-chapéu-preto
- Pyrilia aurantiocephala (Gaban-Lima, Raposo & Höfling, 2002) - Papagaio-de-cabeça-laranja E
- Pyrilia vulturina (Kuhl, 1820) - Curica-urubu E
- Pionus fuscus (Statius Müller, 1776) - Maitaca-roxa
- Pionus maximiliani (Kuhl, 1820) - Maitaca-verde
- Pionus menstruus (Linnaeus, 1766) - Maitaca-de-cabeça-azul
- Pionus reichenowi Heine, 1844 - Maitaca-de-barriga-azul E
- Graydidascalus brachyurus (Kuhl, 1820) - Curica-verde
- Alipiopsitta xanthops (Spix, 1824) - Papagaio-galego
- Amazona festiva (Linnaeus, 1758) - Papagaio-da-várzea
- Amazona vinacea (Kuhl, 1820) - Papagaio-de-peito-roxo
- Amazona pretrei (Temminck, 1830) - Papagaio-charão
- Amazona autumnalis (Linnaeus, 1758) - Papagaio-diadema
- Amazona dufresniana (Shaw, 1812) - Papagaio-de-bochecha-azul D
- Amazona rhodocorytha (Salvadori, 1890) - Chauá E
- Amazona ochrocephala (Gmelin, 1788) - Papagaio-campeiro
- Amazona aestiva (Linnaeus, 1758) - Papagaio-verdadeiro
- Amazona farinosa (Boddaert, 1783) - Papagaio-moleiro
- Amazona kawalli Grantsau & Camargo, 1989 - Papagaio-dos-garbes E
- Amazona brasiliensis (Linnaeus, 1758) - Papagaio-de-cara-roxa E
- Amazona amazonica (Linnaeus, 1766) - Curica
- Forpus modestus (Cabanis, 1848) - Periquito-santo-do-norte
- Forpus sclateri (Gray, 1859) - Periquito-santo-de-bico-escuro
- Forpus xanthopterygius (Spix, 1824) - Tuim
- Forpus passerinus (Linnaeus, 1758) - Periquito-santo
- Pionites melanocephalus (Linnaeus, 1758) - Marianinha-de-cabeça-preta
- Pionites leucogaster (Kuhl, 1820) - Marianinha-de-cabeça-amarela
- Deroptyus accipitrinus (Linnaeus, 1758) - Anacã
- Pyrrhura cruentata (Wied, 1820) - Tiriba-grande E
- Pyrrhura devillei (Massena & Souancé, 1854) - Tiriba-fogo
- Pyrrhura frontalis (Vieillot, 1817) - Tiriba-de-testa-vermelha
- Pyrrhura anerythra Neumann, 1927) - Tiriba-do-xingu E
- Pyrrhura coerulescens Neumann, 1927) - Tiriba-pérola E
- Pyrrhura perlata (Spix, 1824) - Tiriba-de-barriga-vermelha
- Pyrrhura molinae (Massena & Souancé, 1854) Cara-suja-do-pantanal
- Pyrrhura griseipectus Salvadori, 1900 - Cara-suja E
- Pyrrhura leucotis (Kuhl, 1820) - Tiriba-de-orelha-branca E
- Pyrrhura pfrimeri Miranda-Ribeiro, 1920 - Tiriba-do-paranã E
- Pyrrhura picta (Statius Müller, 1776) - Tiriba-de-testa-azul
- Pyrrhura amazonum Hellmayr, 1906 - Tiriba-de-hellmayr E
- Pyrrhura pallescens Miranda-Ribeiro, 1926 - Tiriba-do-madeira
- Pyrrhura lucianii (Deville, 1851) - Tiriba-de-deville E
- Pyrrhura roseifrons (Gray, 1859) - Tiriba-de-cabeça-vermelha
- Pyrrhura egregia (Sclater, 1881) - Tiriba-de-cauda-roxa
- Pyrrhura melanura (Spix, 1824) - Tiriba-fura-mata
- Pyrrhura rupicola (Tschudi, 1844) - Tiriba-rupestre
- Anodorhynchus hyacinthinus (Latham, 1790) - Arara-azul
- Anodorhynchus glaucus (Vieillot, 1816) - Arara-azul-pequena Ex
- Anodorhynchus leari Bonaparte, 1856 - Arara-azul-de-lear E
- Eupsittula aurea (Gmelin, 1788) - Periquito-rei
- Eupsittula pertinax (Linnaeus, 1758) - Periquito-de-bochecha-parda
- Eupsittula cactorum (Kuhl, 1820) - Periquito-da-caatinga E
- Aratinga weddellii (Deville, 1851) - Periquito-de-cabeça-suja
- Aratinga nenday (Vieillot, 1823) - Periquito-de-cabeça-preta
- Aratinga solstitialis (Linnaeus, 1766) - Jandaia-amarela
- Aratinga maculata (Statius Müller, 1876) - Cacaué
- Aratinga jandaya (Gmelin, 1788) – Jandaia-verdadeira E
- Aratinga auricapillus (Kuhl, 1820) Jandaia-de-testa-vermelha E
- Cyanopsitta spixii (Wagler, 1832) - Ararinha-azul ExN E
- Orthopsittaca manilatus (Boddaert, 1783) – Maracanã-do-buriti
- Primolius maracana (Vieillot, 1854) - Maracanã
- Primolius couloni (Sclater, 1876) - Maracanã-de-cabeça-azul
- Primolius auricollis (Cassin, 1853) - Maracanã-de-colar
- Ara ararauna (Linnaeus, 1758) - Arara-canindé
- Ara severus (Linnaeus, 1758) - Maracanã-guaçu
- Ara macao (Linnaeus, 1758) - Araracanga
- Ara chloropterus Gray, 1859 - Arara-vermelha
- Guaruba guarouba (Gmelin, 1788) - Ararajuba E
- Thectocercus acuticaudatus (Vieillot, 1818) - Aratinga-de-testa-azul
- Diopsittaca nobilis (Linnaeus, 1758) - Maracanã-pequena
- Psittacara leucophthalmus (Statius Müller, 1776) - Periquitão

## PasseriformesLinnaeus, 1758
Família Thamnophilidae Swainson, 1824

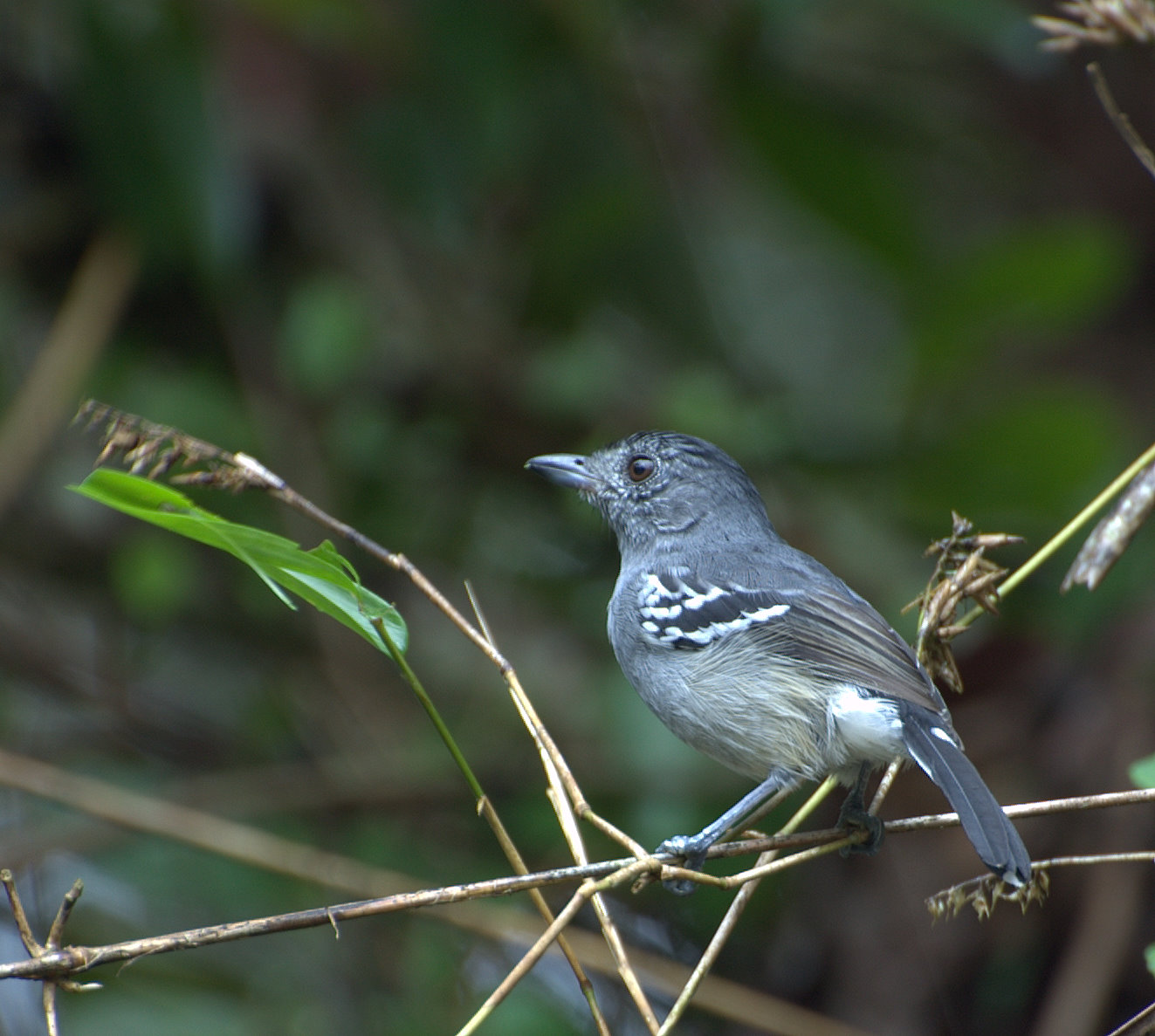
Choca-da-mata

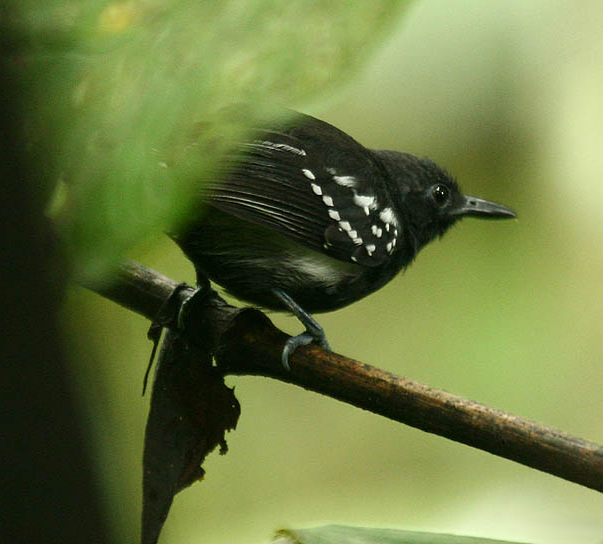
Choquinha-de-flanco-branco

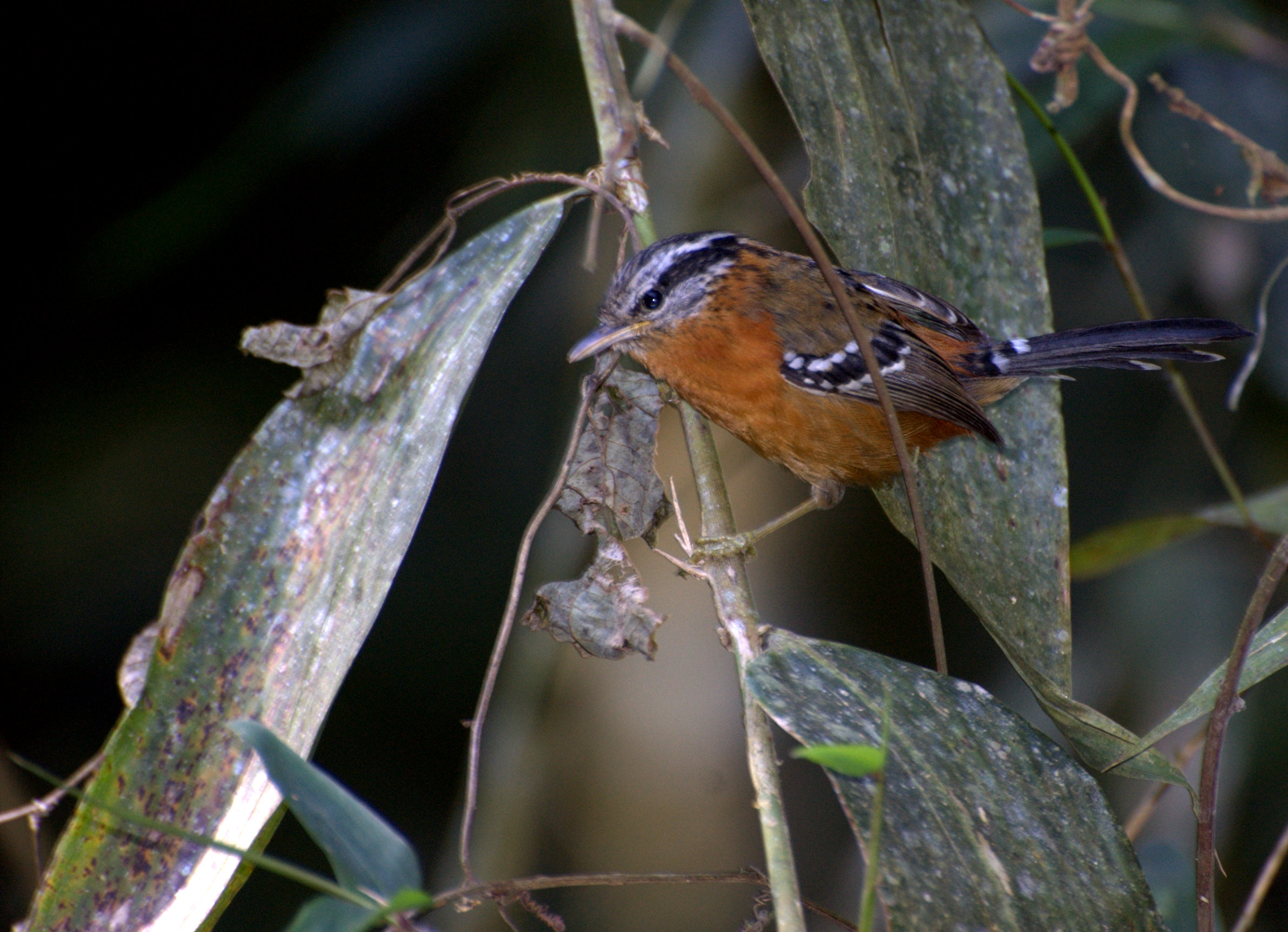
Trovoada

Subfamília Euchrepomidinae Bravo, Remsen, Whitney & Brumfield, 2012
- Euchrepomis humeralis (Sclater e Salvin, 1880) - Zidedê-de-encontro
- Euchrepomis spodioptila (Sclater & Salvin, 1881) - Zidedê-de-asa-cinza

Subfamília Myrmornithinae Sundevall, 1872
- Myrmornis torquata (Boddaert, 1783) - Pinto-do-mato-carijó
- Pygiptila stellaris (Spix, 1825) - Choca-cantadora

Subfamília Thamnophilinae Swainson, 1824
- Microrhopias quixensis (Cornalia, 1849) - Papa-formiga-de-bando
- Myrmorchilus strigilatus (Wied, 1831) - Tem-farinha-aí
- Neoctantes niger (Pelzeln, 1859) - Choca-preta
- Clytoctantes atrogularis Lanyon, Stotz e Willard, 1991 - Choca-de-garganta-preta E
- Epinecrophylla gutturalis (Sclater & Salvin, 1881) - Choquinha-de-barriga-parda
- Epinecrophylla leucophthalma (Pelzeln, 1868) - Choquinha-de-olho-branco
- Epinecrophylla haematonota (Sclater, 1857) - Choquinha-de-garganta-carijó
- Epinecrophylla pyrrhonota (Sclater & Salvin, 1873) - Choquinha-do-rio-negro
- Epinecrophylla amazonica (Ihering, 1905) - Choquinha-do-madeira
- Epinecrophylla dentei Whitney, Isler, Bravo, Aristizábal, Schunck, Silveira & Piacentini, 2013 - Choquinha-do-rio-roosevelt E
- Epinecrophylla ornata (Sclater, 1853) - Choquinha-ornada
- Epinecrophylla erythrura Sclater, 1890 - Choquinha-de-cauda-ruiva
- Aprositornis disjuncta (Friedmann, 1945) - Formigueiro-de-yapacana
- Ammonastes pelzelni (Sclater, 1890) - Formigueiro-de-barriga-cinza
- Myrmophylax atrothorax (Boddaert, 1783) - Formigueiro-de-peito-preto
- Myrmochanes hemileucus (Sclater & Salvin, 1866) - Formigueiro-preto-e-branco
- Terenura sicki Teixeira & Gonzaga, 1983 - Zidedê-do-nordeste E
- Terenura maculata (Wied, 1831) Zidedê
- Myrmotherula brachyura (Hermann, 1783) - Choquinha-miúda
- Myrmotherula obscura Griscom, 1929 - Choquinha-de-bico-curto
- Myrmotherula ambigua Zimmer, 1932 - Choquinha-de-coroa-listrada
- Myrmotherula sclateri Snethlage, 1912 - Choquinha-de-garganta-amarela
- Myrmotherula surinamensis (Gmelin, 1788) - Choquinha-estriada
- Myrmotherula multostriata Sclater, 1858 - Choquinha-estriada-da-amazônia
- Myrmotherula cherriei Berlepsch & Hartert, 1902 - Choquinha-de-peito-riscado
- Myrmotherula klagesi Todd, 1927 - Choquinha-do-tapajós E
- Myrmotherula axillaris (Vieillot, 1817) - Choquinha-de-flanco-branco
- Myrmotherula sunensis Chapman, 1925 - Choquinha-do-oeste
- Myrmotherula minor Salvadori, 1864 - Choquinha-pequena E
- Myrmotherula longipennis Pelzeln, 1868 - Choquinha-de-asa-comprida
- Myrmotherula urosticta (Sclater, 1857) - Choquinha-de-rabo-cintado E
- Myrmotherula iheringi Snethlage, 1914 - Choquinha-de-ihering E
- Myrmotherula oreni Miranda, Aleixo, Whitney, Silveira, Guilherme, Santos & Schneider, 2013 - Choquinha-do-bambu
- Myrmotherula heteroptera Todd, 1927 - Choquinha-do-purus
- Myrmotherula fluminensis Gonzaga, 1988 - Choquinha-fluminense E
- Myrmotherula unicolor (Menetries, 1835) - Choquinha-cinzenta E
- Myrmotherula snowi Teixeira & Gonzaga, 1985 - Choquinha-de-alagoas E
- Myrmotherula behni Berlepsch & Leverkuhn, 1890 - Choquinha-de-asa-lisa
- Myrmotherula menetriesii (d'Orbigny, 1837) - Choquinha-de-garganta-cinza
- Myrmotherula assimilis Pelzeln, 1868 - Choquinha-da-várzea
- Formicivora iheringi Hellmayr, 1909 - Formigueiro-do-nordeste E
- Formicivora erythronotos Hartlaub, 1852 - Formigueiro-de-cabeça-negra E
- Formicivora grisea (Boddaert, 1783) - Papa-formiga-pardo
- Formicivora serrana Hellmayr, 1929 - Formigueiro-da-serra E
- Formicivora littoralis Gonzaga & Pacheco, 1990 - Formigueiro-do-litoral E
- Formicivora melanogaster Pelzeln, 1868 - Formigueiro-de-barriga-preta
- Formicivora rufa (Wied, 1831) - Papa-formiga-vermelho
- Formicivora grantsaui Gonzaga, Carvalhaes & Buzzetti, 2007 - Papa-formiga-do-sincorá E
- Formicivora paludicola Buzzetti, Belmonte-Lopes, Reinert, Silveira & Bornschein, 2014 - Bicudinho-do-brejo-paulista
- Formicivora acutirostris Bornschein, Reinert & Teixeira, 1995 - Bicudinho-do-brejo E
- Isleria hauxwelli (Sclater, 1857) - Choquinha-de-garganta-clara
- Isleria guttata (Vieillot, 1825) - Choquinha-de-barriga-ruiva
- Thamnomanes ardesiacus (Sclater & Salvin, 1867) - Uirapuru-de-garganta-preta
- Thamnomanes saturninus (Pelzeln, 1878) - Uirapuru-selado
- Thamnomanes caesius (Temminck, 1820) - Ipecuá
- Thamnomanes schistogynus Hellmayr, 1911 - Uirapuru-azul
- Dichrozona cincta (Pelzeln, 1868) - Tovaquinha
- Rhopias gularis (Spix, 1825) - Choquinha-de-garganta-pintada E
- Megastictus margaritatus (Sclater, 1855) – Choca-pintada
- Sakesphoroides cristatus (Wied, 1831) - Choca-do-nordeste E
- Dysithamnus stictothorax (Temminck, 1823) - Choquinha-de-peito-pintado E
- Dysithamnus mentalis (Temminck, 1823) - Choquinha-lisa
- Dysithamnus xanthopterus Burmeister, 1856 - Choquinha-de-asa-ferrugem E
- Dysithamnus plumbeus (Wied, 1831) - Choquinha-chumbo E
- Herpsilochmus pectoralis Sclater, 1857 - Chorozinho-de-papo-preto E
- Herpsilochmus roraimae Hellmayr, 1903 - Chorozinho-de-roraima
- Herpsilochmus longirostris Pelzeln, 1868 - Chorozinho-de-bico-comprido
- Herpsilochmus sticturus Salvin, 1885 - Chorozinho-de-cauda-pintada
- Herpsilochmus frater (Sclater & Salvin, 1880) - Chorozinho-de-asa-vermelha-do-norte
- Herpsilochmus rufimarginatus (Temminck, 1822) - Chorozinho-de-asa-vermelha
- Herpsilochmus stictocephalus Todd, 1927 - Chorozinho-de-cabeça-pintada
- Herpsilochmus dorsimaculatus Pelzeln, 1868 - Chorozinho-de-costas-manchadas
- Herpsilochmus praedictus Cohn-Haft & Bravo, 2013 - Chorozinho-esperado E
- Herpsilochmus stotzi Whitney, Cohn-Haft, Bravo, Schunck & Silveira, 2013 - Chorozinho-do-aripuanã E
- Herpsilochmus atricapillus Pelzeln, 1868 - Chorozinho-de-chapéu-preto
- Herpsilochmus pileatus (Lichtenstein, 1823) - Chorozinho-de-boné E
- Sakesphorus canadensis (Linnaeus, 1766) - Choca-de-crista-preta
- Sakesphorus luctuosus (Lichtenstein, 1823) - Choca-d'água E
- Thamnophilus doliatus (Linnaeus, 1764) - Choca-barrada
- Thamnophilus capistratus Lesson, 1840 - Choca-barrada-do-nordeste E
- Thamnophilus ruficapillus Vieillot, 1816 - Choca-de-chapéu-vermelho
- Thamnophilus torquatus Swainson, 1825 - Choca-de-asa-vermelha
- Thamnophilus palliatus (Lichtenstein, 1823) - Choca-listrada
- Thamnophilus schistaceus d'Orbigny, 1835 - Choca-de-olho-vermelho
- Thamnophilus murinus Sclater & Salvin, 1868 - Choca-murina
- Thamnophilus cryptoleucus (Menegaux & Hellmayr, 1906) - Choca-selada
- Thamnophilus nigrocinereus Sclater, 1855 - Choca-preta-e-cinza
- Thamnophilus punctatus (Shaw, 1809) - Choca-bate-cabo
- Thamnophilus stictocephalus Pelzeln, 1868 - Choca-de-natterer
- Thamnophilus sticturus Pelzeln, 1868 - Choca-da-bolívia
- Thamnophilus pelzelni Hellmayr, 1924 - Choca-do-planalto E
- Thamnophilus ambiguus Swainson, 1825 - Choca-de-sooretama E
- Thamnophilus caerulescens Vieillot, 1816 - Choca-da-mata
- Thamnophilus aethiops Sclater, 1858 - Choca-lisa
- Thamnophilus melanothorax (Sclater, 1857) - Choca-de-cauda-pintada
- Thamnophilus amazonicus Sclater, 1858 - Choca-canela
- Thamnophilus insignis Salvin & Godman, 1884 - Choca-de-roraima
- Thamnophilus divisorius Whitney, Oren & Brumfield, 2004 - Choca-do-acre
- Cymbilaimus lineatus (Leach, 1814) - Papa-formiga-barrado
- Cymbilaimus sanctaemariae Gyldenstolpe, 1941 - Choca-do-bambu
- Taraba major (Vieillot, 1816) - Choró-boi
- Hypoedaleus guttatus (Vieillot, 1816) - Chocão-carijó
- Batara cinerea (Vieillot, 1819) - Matracão
- Mackenziaena leachii (Such, 1825) - Borralhara-assobiadora
- Mackenziaena severa (Lichtenstein, 1823) – Borralhara-preta
- Frederickena viridis (Vieillot, 1816) - Borralhara-do-norte
- Frederickena unduliger (Pelzeln, 1868) - Borralhara-ondulada
- Radinopsyche sellowi (Whitney & Pacheco, 2000) - Chorozinho-da-caatinga
- Biatas nigropectus (Lafresnaye, 1850) - Papo-branco
- Myrmoderus ferrugineus (Statius Müller, 1776) - Formigueiro-ferrugem
- Myrmoderus ruficauda (Wied, 1831) - Formigueiro-de-cauda-ruiva E
- Myrmoderus loricatus (Lichtenstein, 1823) - Formigueiro-assobiador E
- Myrmoderus squamosus (Pelzeln, 1868) - Papa-formiga-de-grota E
- Hypocnemoides maculicauda (Pelzeln, 1868) - Solta-asa
- Hypocnemoides melanopogon (Sclater, 1857) - Solta-asa-do-norte
- Hylophylax naevius (Gmelin, 1789) - Guarda-floresta
- Hylophylax punctulatus (Des Murs, 1856) - Guarda-várzea
- Sclateria naevia (Gmelin, 1788) - Papa-formiga-do-igarapé
- Myrmelastes saturatus (Salvin, 1885) - Formigueiro-de-roraima
- Myrmelastes schistaceus (Sclater, 1858) - Formigueiro-cinza
- Myrmelastes hyperythrus (Sclater, 1855) - Formigueiro-chumbo
- Myrmelastes rufifacies (Hellmayr, 1929) - Formigueiro-de-cara-ruiva E
- Myrmelastes leucostigma (Pelzeln, 1868) - Formigueiro-de-asa-pintada
- Myrmelastes humaythae (Hellmayr, 1907) - Formigueiro-de-cauda-curta
- Myrmelastes caurensis (Hellmayr, 1906) - Formigueiro-do-caura
- Myrmeciza longipes (Swainson, 1825) - Formigueiro-de-barriga-branca
- Myrmoborus melanurus (Sclater & Salvin, 1866) - Formigueiro-de-cauda-preta
- Myrmoborus lophotes (Hellmayr & Seilern, 1914) - Formigueiro-do-bambu
- Myrmoborus myotherinus (Spix, 1825) - Formigueiro-de-cara-preta
- Myrmoborus leucophrys (Tschudi, 1844) - Papa-formiga-de-sobrancelha
- Myrmoborus berlepschi (Hellmayr, 1910) - Formigueiro-liso-do-solimões
- Myrmoborus stictoperus Todd, 1927 - Formigueiro-liso-do-rio-negro
- Myrmoborus lugubris (Cabanis, 1847) - Formigueiro-liso-do-pará
- Pyriglena maura (Ménétries, 1835) - Papa-taoca-do-pantanal
- Pyriglena similis Zimmer, 1931 - Papa-taoca-do-tapajós
- Pyriglena leuconota (Spix, 1824) - Papa-taoca-de-belém
- Pyriglena pernambucensis Zimmer,1931 - Papa-taoca-de-pernambuco E
- Pyriglena atra (Swainson, 1825) - Papa-taoca-da-bahia E
- Pyriglena leucoptera (Vieillot, 1818) - Papa-taoca-do-sul
- Rhopornis ardesiacus (Wied, 1831) - Gravatazeiro E
- Percnostola rufifrons (Gmelin, 1789) - Formigueiro-de-cabeça-preta
- Percnostola subcristata Hellmayr, 1908 - Formigueiro-de-hellmayr E
- Percnostola minor Pelzeln, 1868 - Formigueiro-de-pelzeln
- Akletos melanoceps (Spix, 1825) - Formigueiro-grande
- Akletos goeldii (Snethlage, 1908) - Formigueiro-de-goeldi
- Hafferia fortis (Sclater & Salvin, 1868) - Formigueiro-de-taoca
- Sciaphylax hemimelaena Sclater, 1857 - Formigueiro-de-cauda-castanha
- Sciaphylax pallens (Berlepsch & Hellmayr, 1905) - Formigueiro-de-cauda-baia
- Cercomacra manu Fitzpatrick & Willard, 1990 - Chororó-de-manu
- Cercomacra brasiliana Hellmayr, 1905 - Chororó-cinzento E
- Cercomacra cinerascens (Sclater, 1857) - Chororó-pocuá
- Cercomacra melanaria (Ménétries, 1835) - Chororó-do-pantanal
- Cercomacra ferdinandi Snethlage, 1928 - Chororó-de-goiás E
- Cercomacra carbonaria Sclater & Salvin, 1873 - Chororó-do-rio-branco
- Cercomacroides nigrescens (Cabanis & Heine, 1859) - Chororó-negro
- Cercomacroides fuscicauda (Zimmer, 1931) - Chororó-negro-do-acre
- Cercomacroides laeta Todd, 1920 - Chororó-didi E
- Cercomacroides tyrannina (Sclater, 1855) - Chororó-escuro
- Cercomacroides serva (Sclater, 1858) - Chororó-preto
- Drymophila ferruginea (Temminck, 1822) - Dituí E
- Drymophila rubricollis (Bertoni, 1901) - Choquinha-dublê
- Drymophila genei (Filippi, 1847) - Choquinha-da-serra E
- Drymophila ochropyga (Hellmayr, 1906) - Choquinha-de-dorso-vermelho E
- Drymophila malura (Temminck, 1825) - Choquinha-carijó
- Drymophila squamata (Lichtenstein, 1823) - Pintadinho E
- Drymophila devillei (Menegaux & Hellmayr, 1906) - Choquinha-listrada
- Hypocnemis hypoxantha Sclater, 1869 - Cantador-amarelo
- Hypocnemis subflava Cabanis, 1873 - Cantador-galego
- Hypocnemis cantator (Boddaert, 1783) - Cantador-da-guiana
- Hypocnemis flavescens Sclater, 1864 - Cantador-sulfúreo
- Hypocnemis peruviana Taczanowski, 1884 - Cantador-sinaleiro
- Hypocnemis ochrogyna Zimmer, 1932 - Cantador-ocráceo
- Hypocnemis rondoni Whitney, Isler, Bravo, Aristizábal, Schunck, Silveira, Piacentini, Cohn-Haft & Rêgo, 2013 - Cantador-de-rondon E
- Hypocnemis striata (Spix, 1825) - Cantador-estriado E
- Pithys albifrons (Linnaeus, 1766) - Papa-formiga-de-topete
- Willisornis poecilinotus (Cabanis, 1847) - Rendadinho
- Willisornis vidua (Hellmayr, 1905) - Rendadinho-do-xingu
- Phlegopsis nigromaculata (d'Orbigny & Lafresnaye, 1837) - Mãe-de-taoca
- Phlegopsis borbae Hellmayr, 1907 - Mãe-de-taoca-dourada E
- Phlegopsis erythroptera (Gould, 1855) - Mãe-de-taoca-avermelhada
- Gymnopithys leucaspis (Sclater, 1855) - Mãe-de-taoca-bochechuda
- Gymnopithys rufigula (Boddaert, 1783) - Mãe-de-taoca-de-garganta-vermelha
- Oneillornis salvini (Berlepsch, 1901) – Mãe-de-taoca-de-cauda-barrada
- Rhegmatorhina gymnops Ridgway, 1888 - Mãe-de-taoca-de-cara-branca E
- Rhegmatorhina berlepschi (Snethlage, 1907) - Mãe-de-taoca-arlequim E
- Rhegmatorhina hoffmannsi (Hellmayr, 1907) - Mãe-de-taoca-papuda E
- Rhegmatorhina cristata (Pelzeln, 1868) - Mãe-de-taoca-cristada
- Rhegmatorhina melanosticta (Sclater & Salvin, 1880) - Mãe-de-taoca-cabeçuda

Família Melanopareiidae Irestedt, Fjelsda, Jahanson e Ericson, 2002
- Melanopareia torquata (Wied, 1831) – Tapaculo-de-colarinho

Família Conopophagidae Sclater & Salvin, 1873
- Conopophaga lineata (Wied, 1831) - Chupa-dente
- Conopophaga aurita (Gmelin, 1789) - Chupa-dente-de-cinta
- Conopophaga roberti Hellmayr, 1905 - Chupa-dente-de-capuz E
- Conopophaga melanogaster Menetries, 1835 - Chupa-dente-grande
- Conopophaga peruviana Des Murs, 1856 - Chupa-dente-do-peru
- Conopophaga melanops (Vieillot, 1818) - Cuspidor-de-máscara-preta E

Família Grallariidae Sclater & Salvin, 1873
- Grallaria varia (Boddaert, 1783) - Tovacuçu-malhado
- Grallaria eludens Lowery & O'Neill, 1969 - Tovacuçu-xodó
- Hylopezus macularius (Temminck, 1823) - Torom-carijó
- Hylopezus dilutus (Hellmayr, 1910) - Torom-do-imeri
- Hylopezus whittakeri Carneiro, Gonzaga, Rêgo, Sampaio, Schneider & Aleixo, 2012 - Torom-de-alta-floresta E
- Hylopezus paraensis Snethlage, 1910 - Torom-do-pará E
- Hylopezus berlepschi (Hellmayr, 1903) - Torom-torom
- Hylopezus ochroleucus (Wied, 1831) - Torom-do-nordeste E
- Hylopezus nattereri (Pinto, 1937) - Pinto-do-mato
- Myrmothera campanisona (Hermann, 1783) - Tovaca-patinho
- Myrmothera simplex (Salvin & Godman, 1884) - Torom-de-peito-pardo

Família Rhinocryptidae Wetmore, 1930
Subfamília Scytalopodinae Müller, 1846
- Merulaxis ater Lesson, 1830 - Entufado E
- Merulaxis stresemanni (Sick, 1960) - Entufado-baiano E
- Scytalopus diamantinensis Bornschein, Maurício, Belonte-Lopes, Mata & Bonato, 2007 - Tapaculo-da-chapada-diamantina E
- Scytalopus petrophilus Whitney, Vasconcelos, Silveira & Pacheco, 2010 - Tapaculo-serrano E
- Scytalopus speluncae (Ménétriès, 1835) - Tapaculo-preto E
- Scytalopus iraiensis Bornschein, Reinert & Pichorim, 1998 - Macuquinho-da-várzea E
- Scytalopus pachecoi Maurício, 2005 - Tapaculo-ferreirinho
- Scytalopus novacapitalis Sick, 1958 - Tapaculo-de-brasília E
- Eleoscytalopus indigoticus (Wied, 1831) - Macuquinho E
- Eleoscytalopus psychopompus (Teixeira & Carnevalli, 1989) - Macuquinho-baiano E

Subfamília Rhinocryptinae Wetmore, 1926 (1837)
- Liosceles thoracicus (Sclater, 1865) - Corneteiro-da-mata
- Psilorhamphus guttatus (Ménétriès, 1835) - Tapaculo-pintado

Família Formicariidae Gray, 1840
- Formicarius colma Boddaert, 1783 - Galinha-do-mato

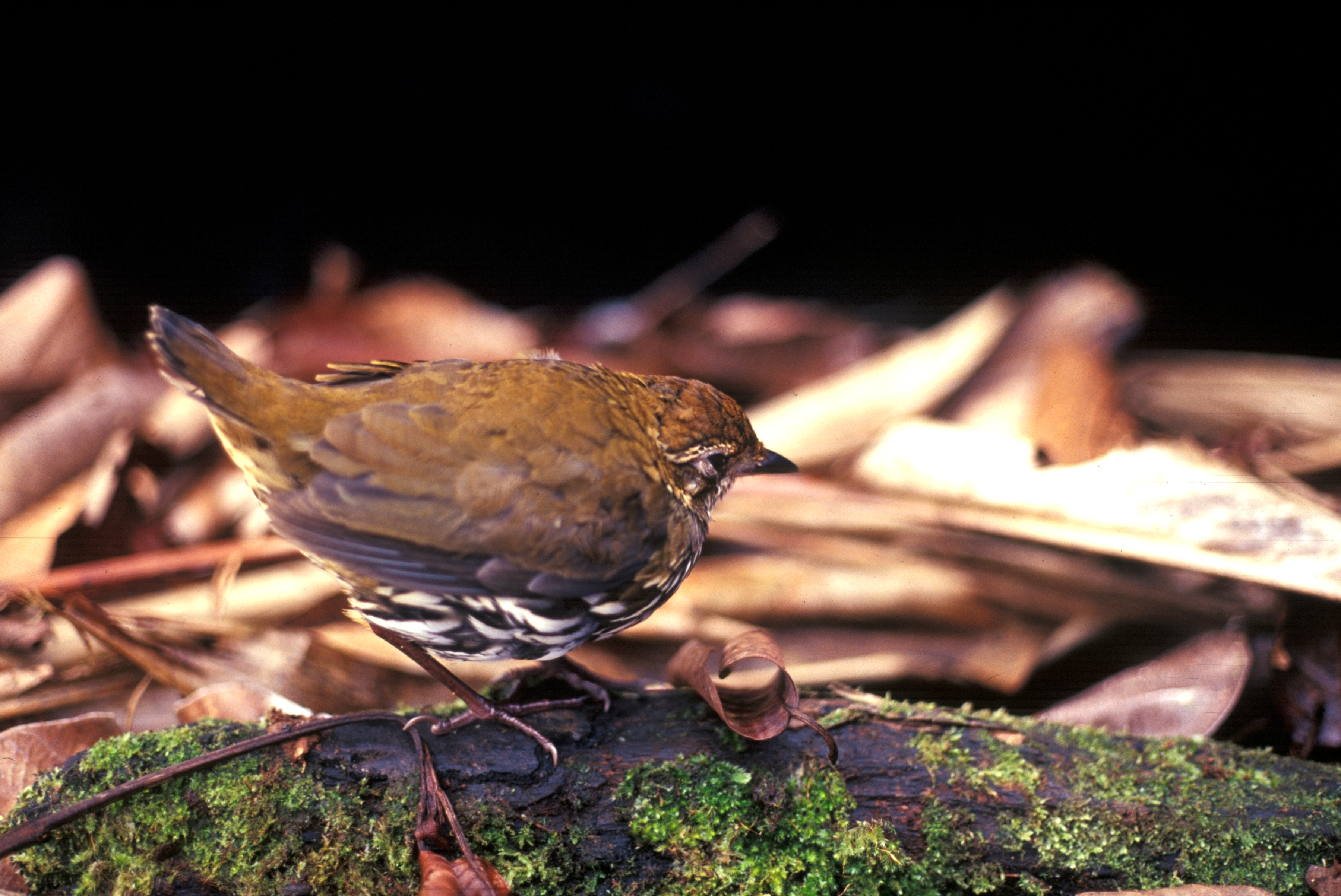
Tovaca-estriada

- Formicarius analis (d'Orbigny & Lafresnaye, 1837) - Pinto-do-mato-de-cara-preta
- Formicarius rufifrons Blake, 1957 - Pinto-do-mato-de-fronte-ruiva
- Chamaeza campanisona (Lichtenstein, 1823) - Tovaca-campainha
- Chamaeza nobilis Gould, 1855 - Tovaca-estriada
- Chamaeza meruloides Vigors, 1825 - Tovaca-cantadora E
- Chamaeza ruficauda (Cabanis & Heine, 1859) - Tovaca-de-rabo-vermelho E

Família Scleruridae Swainson, 1827
- Sclerurus macconnelli Chubb, 1919 - Vira-folha-de-peito-vermelho
- Sclerurus rufigularis Pelzeln, 1868 - Vira-folha-de-bico-curto
- Sclerurus caudacutus (Vieillot, 1816) - Vira-folha-pardo
- Sclerurus albigularis Sclater & Salvin, 1869 - Vira-folha-de-garganta-cinza
- Sclerurus cearensis Snethlage, 1924 - Vira-folha-cearense E
- Sclerurus scansor (Menetries, 1835) - Vira-folha
- Geositta poeciloptera (Wied, 1830) - Andarilho
- Geositta cunicularia (Vieillot, 1816) - Curriqueiro

Família Dendrocolaptidae Gray, 1840
Subfamília Sittasominae Ridgway, 1911

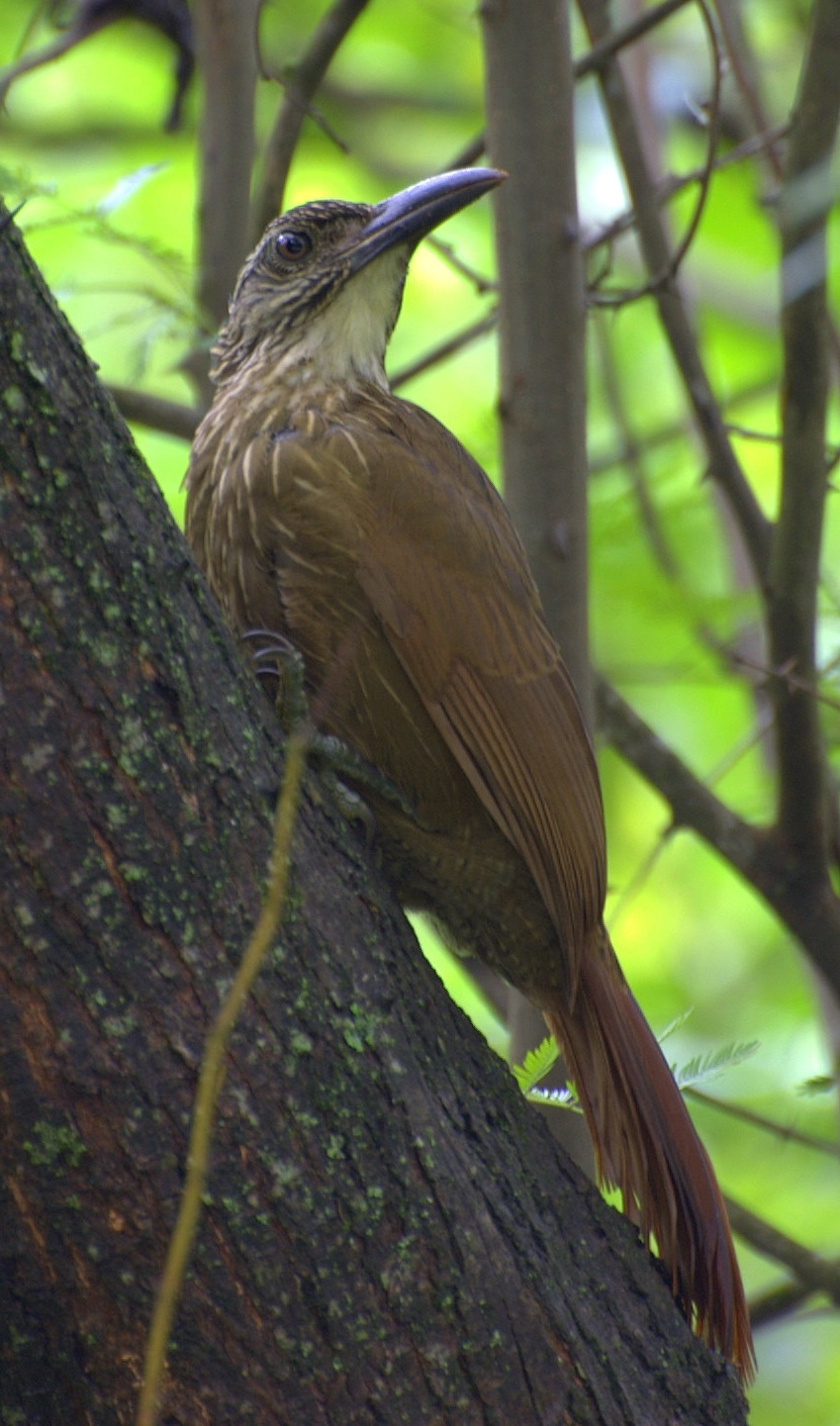
Arapaçu-de-garganta-branca

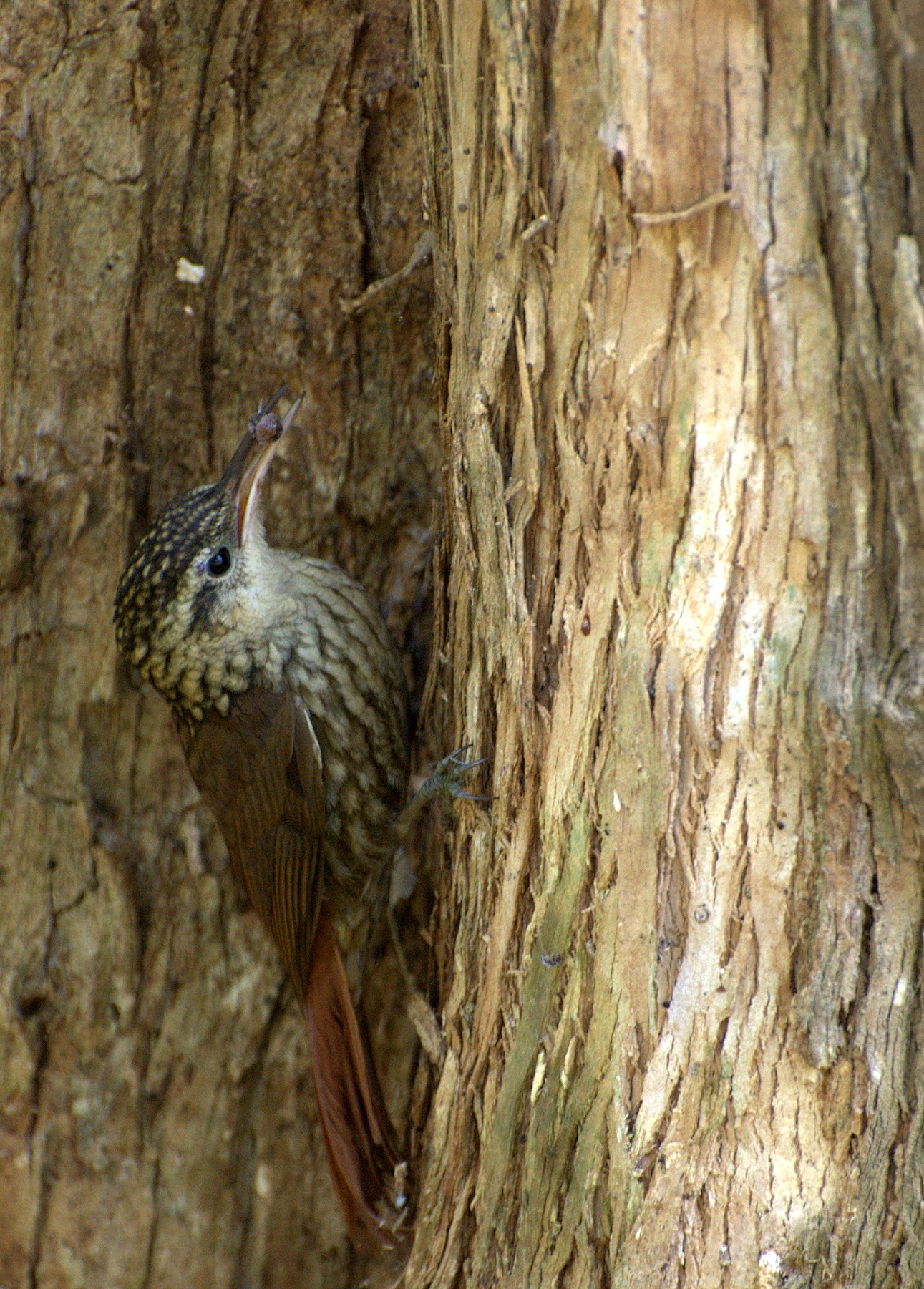
Arapaçu-escamado-do-sul

- Dendrocincla fuliginosa (Vieillot, 1818) - Arapaçu-pardo
- Dendrocincla taunayi Pinto, 1939 - Arapaçu-pardo-do-nordeste E
- Dendrocincla turdina (Lichtenstein, 1820) - Arapaçu-liso
- Dendrocincla merula (Lichtenstein, 1829) - Arapaçu-da-taoca
- Deconychura longicauda (Pelzeln, 1868) - Arapaçu-rabudo
- Sittasomus griseicapillus (Vieillot, 1818) - Arapaçu-verde
- Certhiasomus stictolaemus (Pelzeln, 1868) - Arapaçu-de-garganta-pintada

Subfamília Dendrocolaptinae Gray, 1840
- Glyphorynchus spirurus (Vieillot, 1819) - Arapaçu-de-bico-de-cunha
- Xiphorhynchus atlanticus (Cory, 1916) - Arapaçu-rajado-do-nordeste E
- Xiphorhynchus fuscus (Vieillot, 1818) - Arapaçu-rajado
- Xiphorhynchus chunchotambo (Tschudi, 1844) - Arapaçu-de-tschudi
- Xiphorhynchus beauperthuysii (Lafresnaye, 1850) - Arapaçu-ocelado-do-norte
- Xiphorhynchus ocellatus (Spix, 1824) - Arapaçu-ocelado
- Xiphorhynchus pardalotus (Vieillot, 1818) - Arapaçu-assobiador
- Xiphorhynchus elegans (Pelzeln, 1868) - Arapaçu-elegante
- Xiphorhynchus spixii (Lesson, 1830) - Arapaçu-de-spix E
- Xiphorhynchus obsoletus (Lichtenstein, 1820) - Arapaçu-riscado
- Xiphorhynchus guttatus (Lichtenstein, 1820) - Arapaçu-de-garganta-amarela
- Campylorhamphus falcularius (Vieillot, 1822) - Arapaçu-de-bico-torto
- Campylorhamphus multostriatus (Snethlage, 1907) - Arapaçu-de-bico-curvo-do-xingu E
- Campylorhamphus trochilirostris (Lichtenstein, 1820) - Arapaçu-beija-flor
- Campylorhamphus probatus Zimmer, 1934 - Arapaçu-de-bico-curvo-de-rondônia E
- Campylorhamphus cardosoi Portes, Aleixo, Zimmer, Whittaker, Weckstein, Gonzaga, Ribas, Bates & Lees, 2013 - Arapaçu-do-tapajós E
- Campylorhamphus procurvoides (Lafresnaye, 1850) - Arapaçu-de-bico-curvo
- Campylorhamphus sanus Zimmer, 1934 - Arapaçu-de-bico-curvo-do-napo
- Campylorhamphus gyldenstolpei Aleixo, Portes, Whittaker, Weckstein, Gonzaga, Zimmer, Ribas & Bates, 2013 - Arapaçu-do-tupana
- Drymornis bridgesii (Eyton, 1850) - Arapaçu-platino
- Dendroplex picus (Gmelin, 1788) - Arapaçu-de-bico-branco
- Dendroplex kienerii (Des Murs, 1855) - Arapaçu-ferrugem E
- Lepidocolaptes souleyetii (Des Murs, 1849) - Arapaçu-listrado
- Lepidocolaptes angustirostris (Vieillot, 1818) - Arapaçu-de-cerrado
- Lepidocolaptes squamatus (Lichtenstein, 1822) - Arapaçu-escamado E
- Lepidocolaptes falcinellus (Cabanis & Heine, 1859) - Arapaçu-escamado-do-sul
- Lepidocolaptes wagleri (Spix, 1824) - Arapaçu-de-wagler E
- Lepidocolaptes albolineatus (Lafresnaye, 1845) - Arapaçu-de-listras-brancas
- Lepidocolaptes duidae Zimmer, 1934 - Arapaçu-do-duida
- Lepidocolaptes fatimalimae Rodrigues, Aleixo, Whittaker & Naka, 2013 - Arapaçu-do-inambari
- Lepidocolaptes fuscicapillus (Pelzeln, 1868) - Arapaçu-de-rondônia
- Lepidocolaptes layardi (Sclater, 1873) - Arapaçu-de-listras-brancas-do-leste E
- Nasica longirostris (Vieillot, 1818) - Arapaçu-de-bico-comprido
- Dendrexetastes rufigula (Lesson, 1844) - Arapaçu-galinha
- Dendrocolaptes certhia (Boddaert, 1783) - Arapaçu-barrado
- Dendrocolaptes radiolatus Sclater & Salvin, 1868 - Arapaçu-barrado-do-napo
- Dendrocolaptes juruanus Ihering, 1905 - Arapaçu-barrado-do-juruá
- Dendrocolaptes concolor Pelzeln, 1868 - Arapaçu-concolor
- Dendrocolaptes ridgwayi Hellmayr, 1905 - Arapaçu-barrado-do-tapajós E
- Dendrocolaptes retentus Batista, Aleixo, Vallinoto, Azevedo, Rêgo, Silveira, Sampaio & Schneider, 2013 - Arapaçu-barrado-do-xingu E
- Dendrocolaptes medius Todd, 1920 - Arapaçu-barrado-do-leste E
- Dendrocolaptes picumnus Lichtenstein, 1820 - Arapaçu-meio-barrado
- Dendrocolaptes hoffmannsi Hellmayr, 1909 - Arapaçu-marrom E
- Dendrocolaptes platyrostris Spix, 1825 - Arapaçu-grande
- Xiphocolaptes promeropirhynchus (Lesson, 1840) - Arapaçu-vermelho
- Xiphocolaptes carajaensis Silva, Novaes & Oren, 2002 - Arapaçu-do-carajás E
- Xiphocolaptes falcirostris (Spix, 1824) - Arapaçu-do-nordeste E
- Xiphocolaptes albicollis (Vieillot, 1818) - Arapaçu-de-garganta-branca
- Xiphocolaptes major (Vieillot, 1818) - Arapaçu-do-campo
- Hylexetastes stresemanni Snethlage, 1825 - Arapaçu-de-barriga-pintada
- Hylexetastes perrotii (Lafresnaye, 1844) - Arapaçu-de-bico-vermelho
- Hylexetastes uniformis Hellmayr, 1909- Arapaçu-uniforme
- Hylexetastes brigidai Silva, Novaes & Oren, 1996 - Arapaçu-de-loro-cinza E

Família Xenopidae Bonaparte, 1854
- Xenops tenuirostris Pelzeln, 1859 - Bico-virado-fino
- Xenops minutus (Sparrman, 1788) - Bico-virado-miúdo
- Xenops rutilans Temminck, 1821 - Bico-virado-carijó

Família Furnariidae Gray, 1840

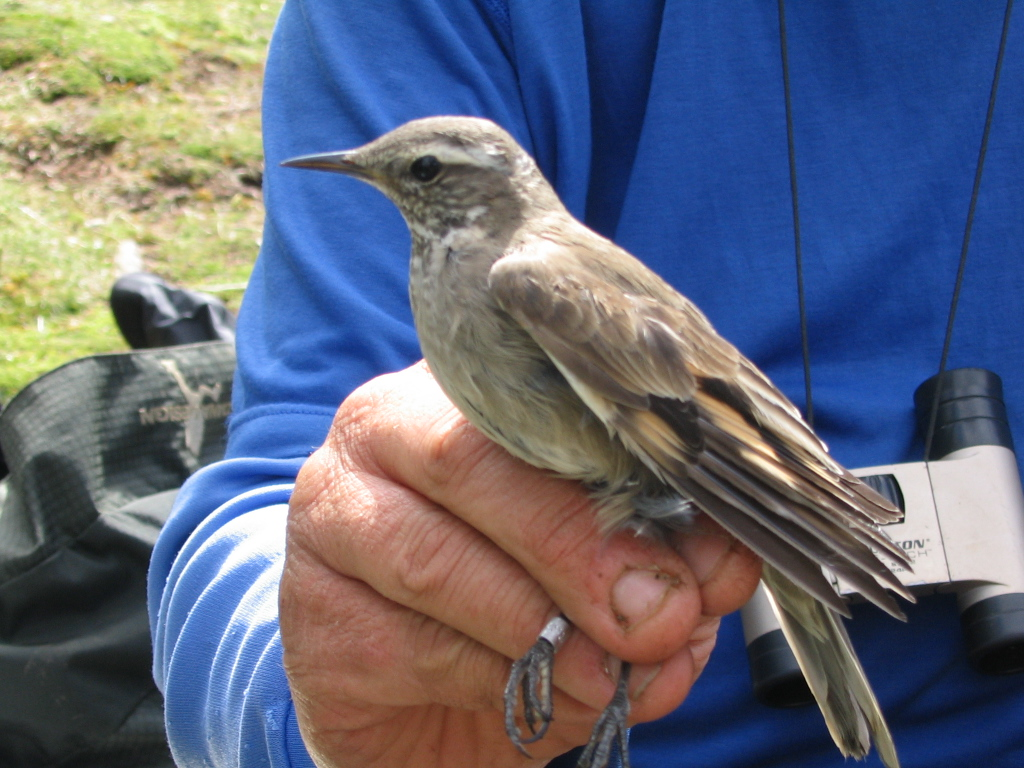
Pedreiro-dos-andes

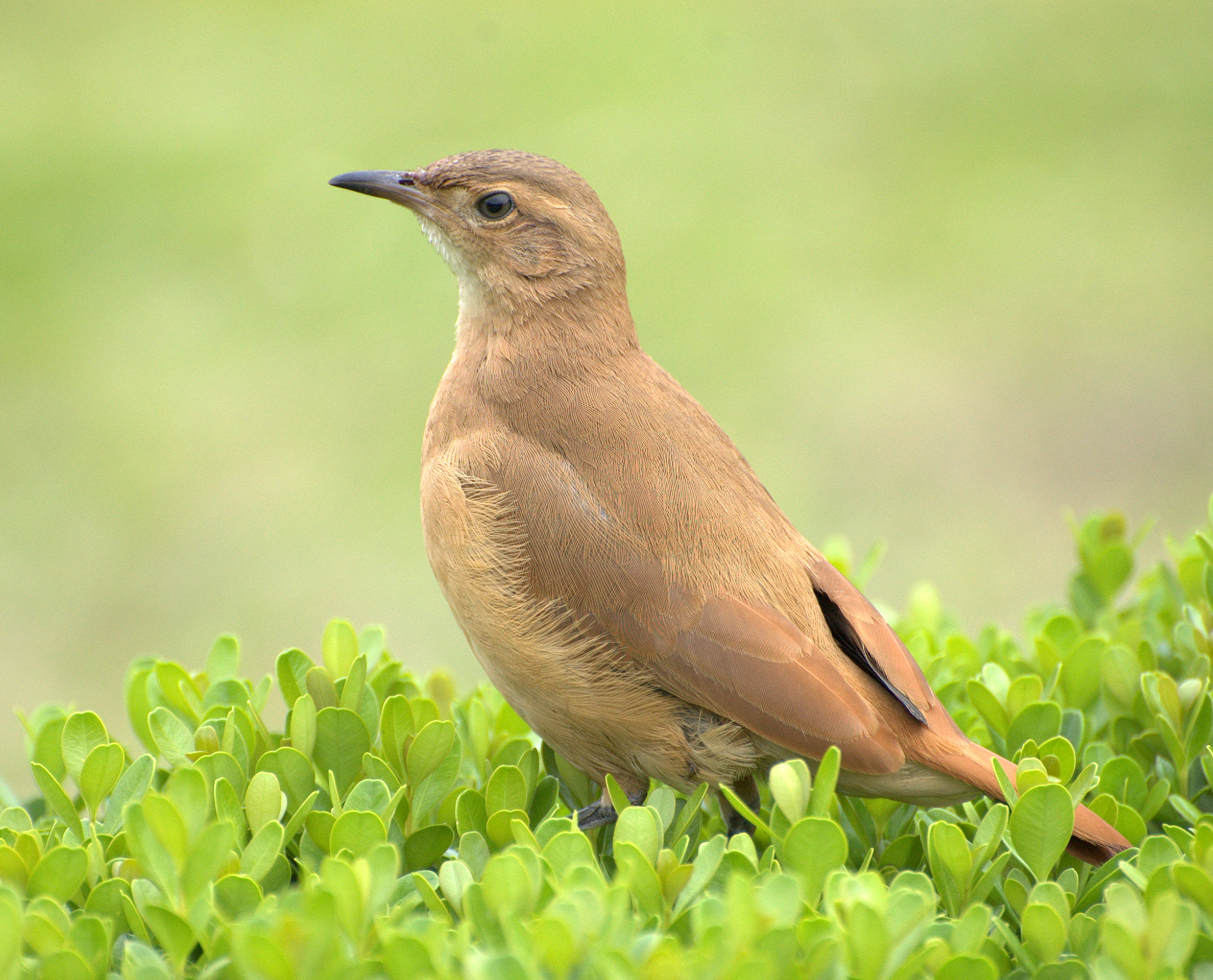
João-de-barro

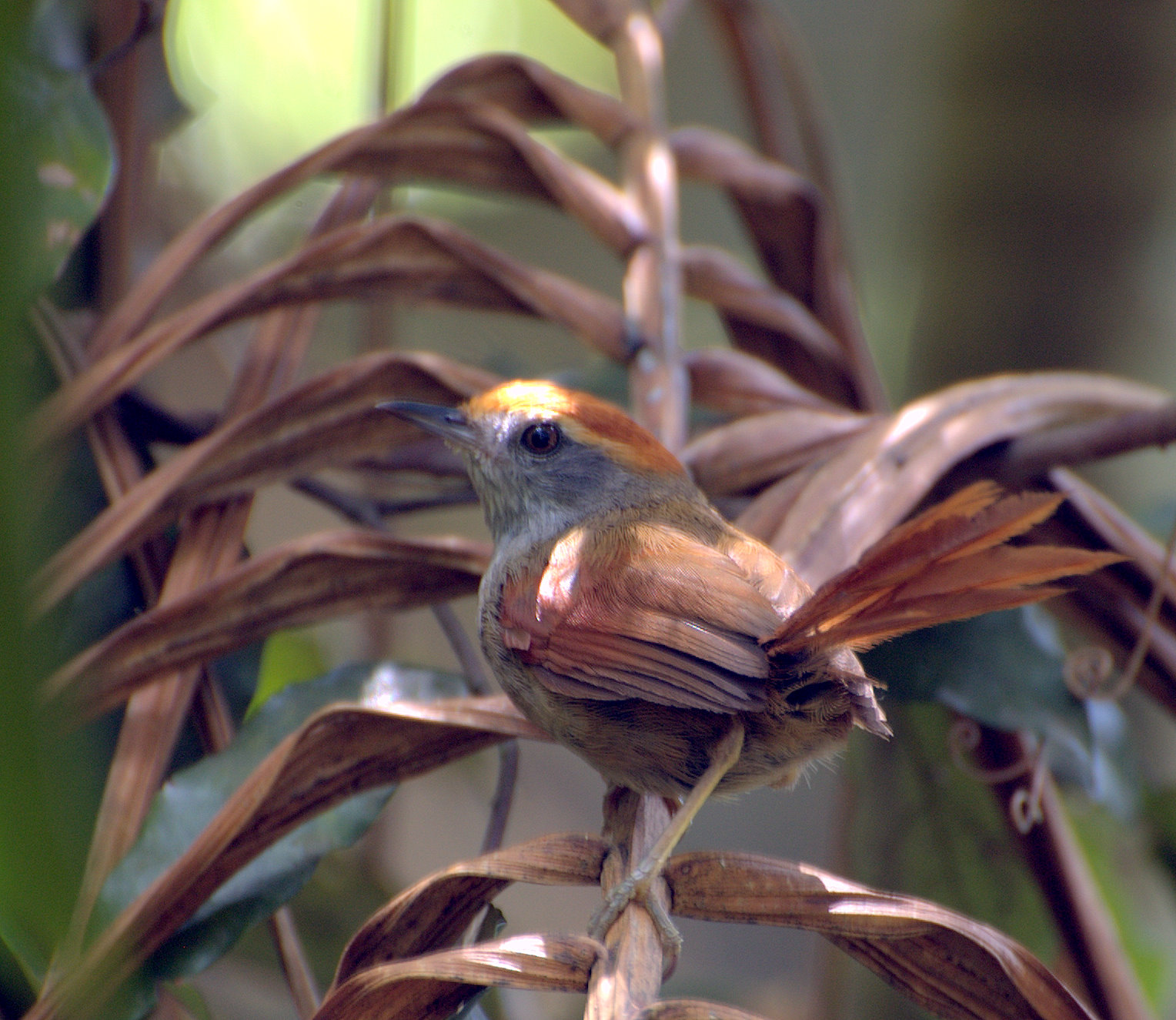
Pichororé

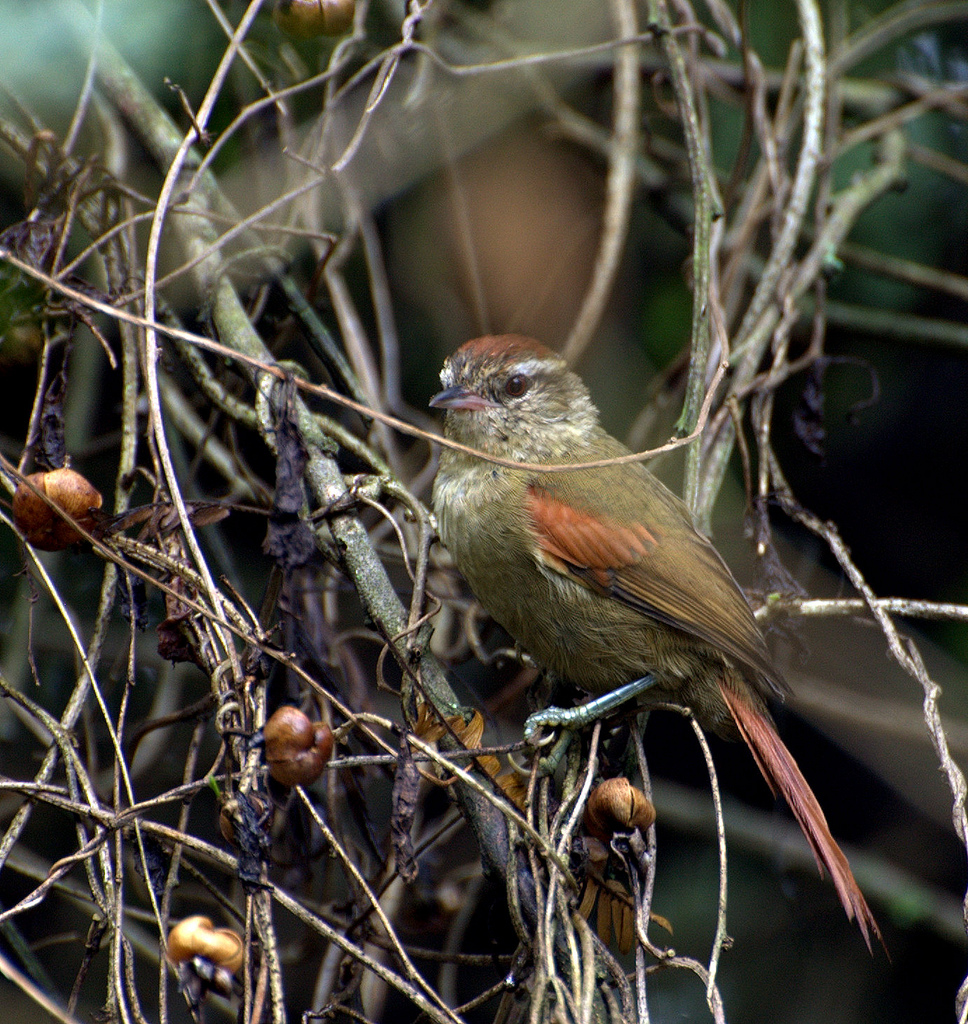
Arredio-pálido

Subfamília Berlepschiinae Ohlson, Irestedt, Ericson & Fjeldså, 2013
- Berlepschia rikeri (Ridgway, 1886) - limpa-folha-do-buriti

Subfamília Pygarrhinchinae Wolters, 1977
- Microxenops milleri Chapman, 1914 - Bico-virado-da-copa

Subfamília Furnariinae Gray, 1840
- Tarphonomus certhioides (d’Orbigny & Lafresnaye, 1838) - joão-chaquenho
- Cinclodes espinhacensis Freitas, Chaves, Costa, Santos & Rodrigues, 2012 - Pedreiro-do-espinhaço E
- Cinclodes pabsti Sick, 1969 - João-pedreiro E
- Cinclodes fuscus (Vieillot, 1818) - Pedreiro-dos-andes V
- Furnarius figulus (Lichtenstein, 1823) - Casaca-de-couro-da-lama E
- Furnarius leucopus Swainson, 1838 - Casaca-de-couro-amarelo
- Furnarius torridus Sclater & Salvin, 1866 - João-de-bico-pálido
- Furnarius minor Pelzeln, 1858 - Joãozinho
- Furnarius rufus (Gmelin, 1788) - João-de-barro
- Limnornis curvirostris Gould, 1839 - João-da-palha
- Phleocryptes melanops (Vieillot, 1817) - Bate-bico
- Lochmias nematura (Lichtenstein, 1823) - João-porca

Subfamília Philydorinae Sclater & Salvin, 1873
- Ancistrops strigilatus (Spix, 1825) - Limpa-folha-picanço
- Clibanornis rectirostris (Wied, 1831) Fura-barreira
- Clibanornis dendrocolaptoides (Pelzeln, 1859) - Cisqueiro
- Clibanornis obscurus (Pelzeln, 1859) - Barranqueiro-ferrugem
- Clibanornis watkinsi (Hellmayr, 1912) - Barranqueiro-ferrugem-do-acre
- Automolus rufipileatus (Pelzeln, 1859) - Barranqueiro-de-coroa-castanha
- Automolus melanopezus (Sclater, 1858) - Barranqueiro-escuro
- Automolus cervicalis Sclater, 1889 - Barranqueiro-pardo-do-norte
- Automolus subulatus (Spix, 1824) - Limpa-folha-riscado
- Automolus ochrolaemus (Tschudi, 1844) - Barranqueiro-camurça
- Automolus infuscatus (Sclater, 1856) - Barranqueiro-pardo
- Automolus paraensis Hartert, 1902 - Barranqueiro-do-pará E
- Automolus lammi Zimmer, 1947 - Barranqueiro-do-nordeste E
- Automolus leucophthalmus (Wied, 1821) - Barranqueiro-de-olho-branco
- Megaxenops parnaguae Reiser, 1905 - Bico-virado-da-caatinga E
- Anabazenops dorsalis (Sclater & Salvin, 1880) - Barranqueiro-de-topete
- Anabazenops fuscus (Vieillot, 1816) - Trepador-coleira E
- Anabacerthia amaurotis (Temminck, 1823) - Limpa-folha-miúdo
- Anabacerthia ruficaudatum (d'Orbigny & Lafresnaye, 1838) - Limpa-folha-de-cauda-ruiva
- Anabacerthia lichtensteini (Cabanis & Heine, 1859) - Limpa-folha-ocráceo
- Philydor erythrocercum (Pelzeln, 1859) - Limpa-folha-de-sobre-ruivo
- Philydor erythropterum (Sclater, 1856) - Limpa-folha-de-asa-castanha
- Philydor novaesi Teixeira & Gonzaga, 1983 - Limpa-folha-do-nordeste E
- Philydor atricapillus (Wied, 1821) - Limpa-folha-coroado
- Philydor rufum (Vieillot, 1818) - Limpa-folha-de-testa-baia
- Philydor pyrrhodes (Cabanis, 1848) - Limpa-folha-vermelho
- Heliobletus contaminatus Berlepsch, 1885 - Trepadorzinho
- Syndactyla rufosuperciliata (Lafresnaye, 1832) - Trepador-quiete
- Syndactyla dimidiata (Pelzeln, 1859) - Limpa-folha-do-brejo
- Syndactyla ucayalae (Chapman, 1928) - Limpa-folha-de-bico-virado
- Syndactyla roraimae Hellmayr, 1917 - Barranqueiro-de-roraima
- Cichlocolaptes leucophrus (Jardine & Selby, 1830) - Trepador-sobrancelha E

Subfamíia Synallaxinae De Selys-Longchamps, 1839 (1836)
- Leptasthenura platensis Reichenbach, 1853 - Rabudinho
- Leptasthenura striolata (Pelzeln, 1856) - Grimpeirinho E
- Leptasthenura setaria (Temminck, 1824) - Grimpeiro
- Spartonoica maluroides (d'Orbigny e Lafresnaye, 1837) - Boininha
- Pseudoseisura cristata (Spix, 1824) - Casaca-de-couro E
- Pseudoseisura unirufa (d'Orbigny & Lafresnaye, 1838) - Casaca-de-couro-da-caatinga
- Pseudoseisura lophotes (Reichenbach, 1853) - Coperete
- Schoeniophylax phryganophilus (Vieillot, 1817) - Bichoita E
- Synallaxis ruficapilla Vieillot, 1819 - Pichororé
- Synallaxis whitneyi Pacheco & Gonzaga, 1995 - João-baiano E
- Synallaxis infuscata Pinto, 1950 - Tatac E
- Synallaxis cinerascens Temminck, 1823 - Pi-puí
- Synallaxis frontalis Pelzeln, 1859 - Petrim
- Synallaxis albescens Temminck, 1823 - Uí-pi
- Synallaxis albigularis Sclater, 1858 - João-de-peito-escuro
- Synallaxis spixi Sclater, 1856 - João-teneném
- Synallaxis hypospodia Sclater, 1874 - João-grilo
- Synallaxis rutilans Temminck, 1823 - Joao-teneném-castanho
- Synallaxis cherriei Gyldenstolpe, 1930 - Puruchém
- Synallaxis propinqua Pelzeln, 1859 - João-de-barriga-branca
- Synallaxis macconnelli Chubb, 1919 - João-escuro
- Synallaxis cabanisi Berlepsch & Leverkuhn, 1890 - João-do-norte D
- Synallaxis gujanensis (Gmelin, 1789) - João-teneném-becuá
- Synallaxis albilora Pelzeln, 1856 - João-do-pantanal
- Synallaxis simoni Hellmayr, 1907 - João-do-araguaia E'
- Synallaxis scutata Sclater, 1859 - Estrelinha-preta
- Synallaxis kollari Pelzeln, 1856 - João-de-barba-grisalha
- Synallaxis hellmayri (Reiser, 1905) - João-chique-chique E
- Cranioleuca vulpina (Pelzeln, 1856) - Arredio-do-rio
- Cranioleuca vulpecula (Sclater & Salvin, 1866) - Arredio-de-peito-branco
- Cranioleuca sulphurifera (Burmeister, 1869) - Arredio-de-papo-manchado
- Cranioleuca pyrrhophia (Vieillot, 1818) - João-arredio
- Cranioleuca obsoleta (Reichenbach, 1853) - Arredio-oliváceo
- Cranioleuca pallida (Wied, 1831) - Arredio-pálido E
- Cranioleuca semicinerea (Reichenbach, 1853) - João-de-cabeça-cinza E
- Cranioleuca demissa (Salvin & Godman, 1884) - João-do-tepui
- Cranioleuca gutturata (d'Orbigny & Lafresnaye, 1838) - João-pintado
- Cranioleuca muelleri (Hellmayr, 1911) - João-escamoso E
- Limnoctites rectirostris (Gould, 1839) - Arredio-do-gravatá
- Certhiaxis cinnamomeus (Gmelin, 1788) - Curutié
- Certhiaxis mustelinus (Sclater, 1874) – João-da-canarana
- Thripophaga macroura (Wied, 1821) - Rabo-amarelo E
- Thripophaga fusciceps Sclater, 1889 - João-liso
- Asthenes baeri (Berlepsch, 1906) - Lenheiro
- Asthenes luizae Vielliard, 1990 - Lenheiro-da-serra-do-cipó E
- Asthenes pyrrholeuca (Vieillot, 1817) - Lenheiro-de-rabo-comprido V
- Asthenes moreirae (Miranda-Ribeiro, 1906) - Garrincha-chorona
- Asthenes hudsoni (Sclater, 1874) - João-platino D
- Phacellodomus rufifrons (Wied, 1821) - João-de-pau
- Phacellodomus sibilatrix Sclater, 1879 - Tio-tio-pequeno
- Phacellodomus striaticollis (d'Orbigny & Lafresnaye, 1838) - Tio-tio
- Phacellodomus ruber (Vieillot, 1817) - Graveteiro
- Phacellodomus erythrophthalmus (Wied, 1821) - João-botina-da-mata E
- Phacellodomus ferrugineigula (Pelzeln, 1858) - João-botina-do-brejo
- Anumbius annumbi (Vieillot, 1817) - Cochicho
- Coryphistera alaudina Burmeister, 1860 - Corredor-crestudo
- Metopothrix aurantiaca Sclater & Salvin, 1866 - João-folheiro
- Acrobatornis fonsecai Pacheco, Whitney & Gonzaga, 1996 - Acrobata E
- Roraimia adusta (Salvin & Godman, 1884) - João-de-roraima

Família Pipridae Rafinesque, 1815
Subfamília Neopelminae Tello, Moyle, Marchese & Cracraft, 2009
- Neopelma pallescens (Lafresnaye, 1853) - Fruxu-do-cerradão

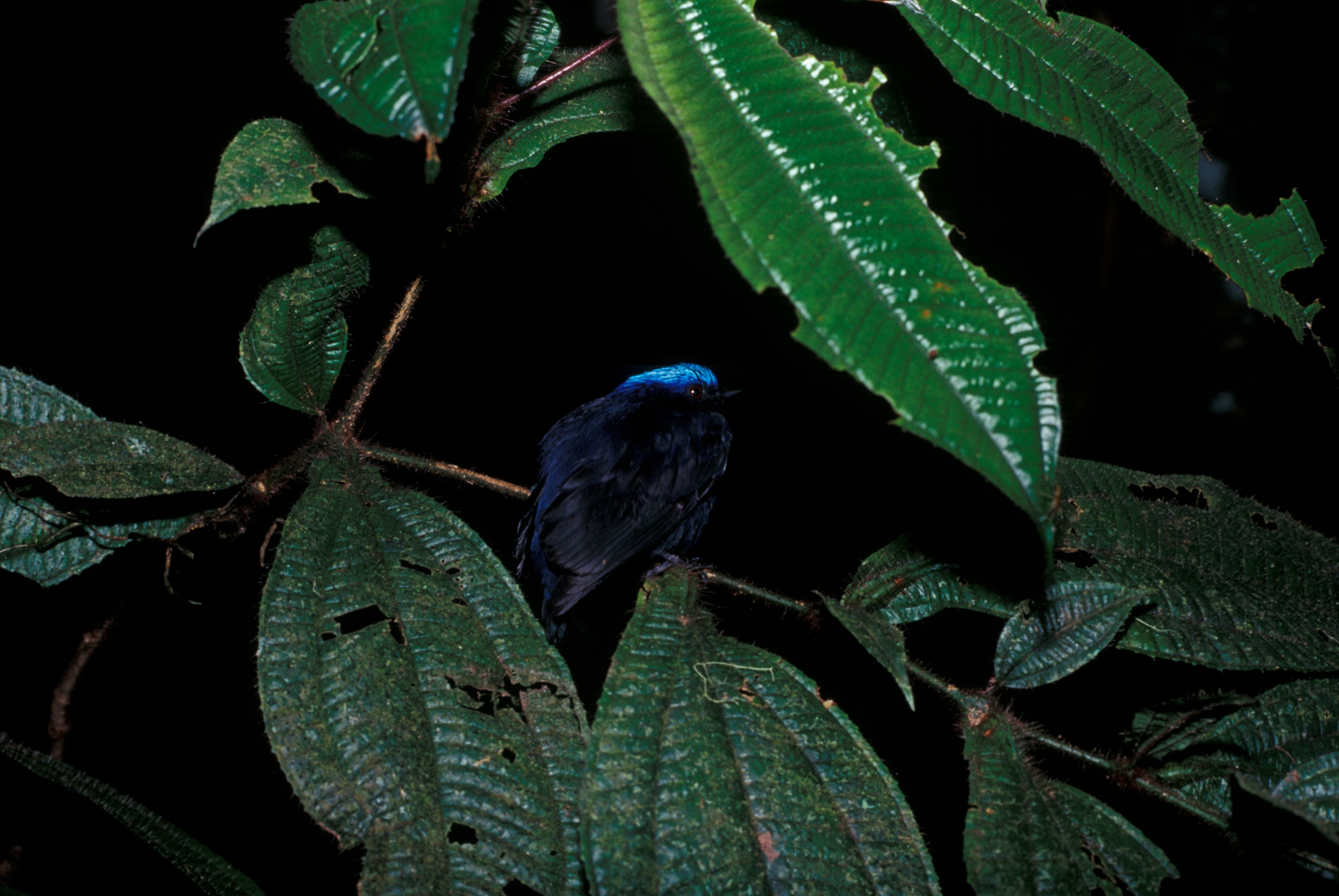
Uirapuru-de-chapéu-azul

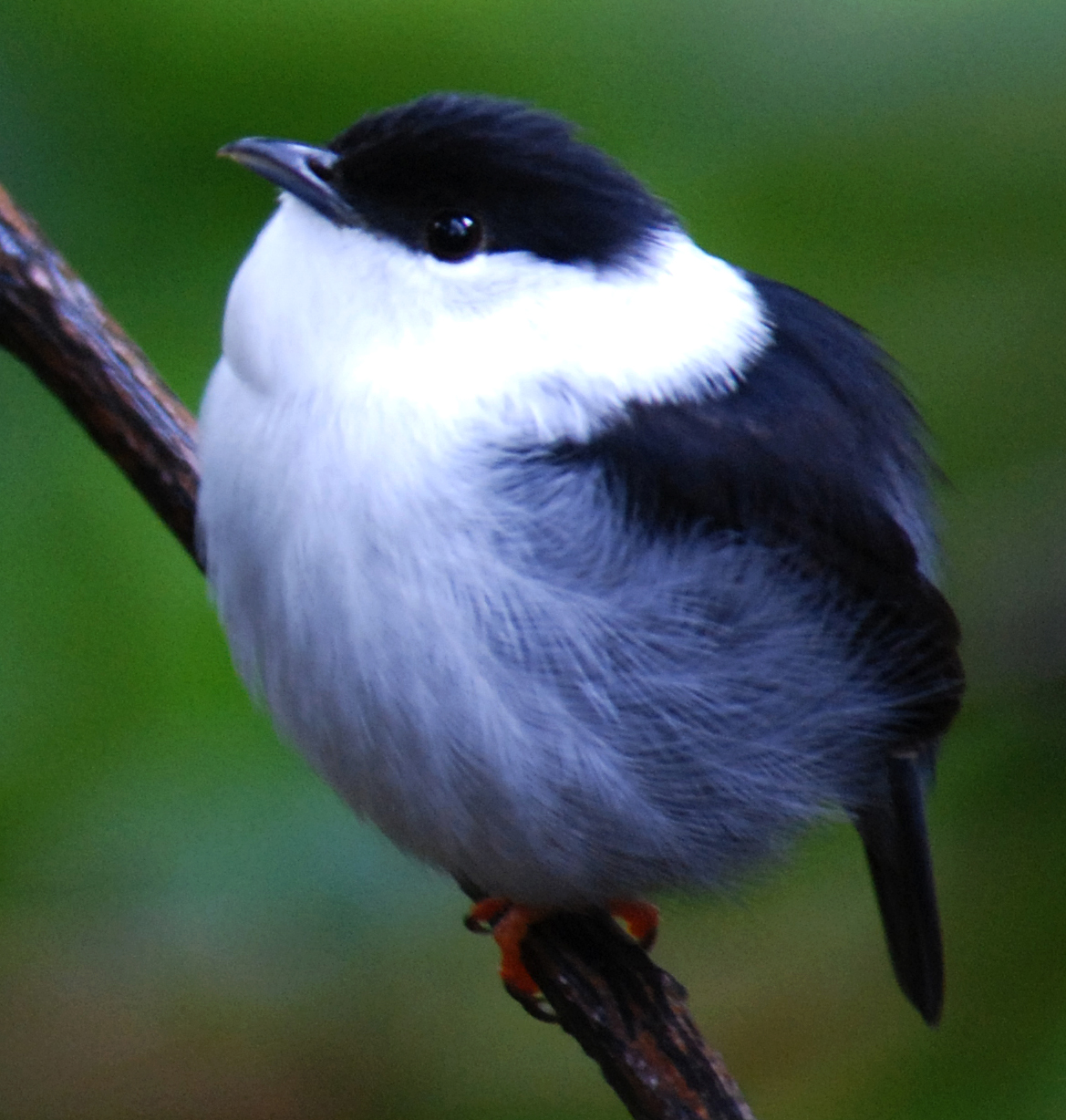
Rendeira

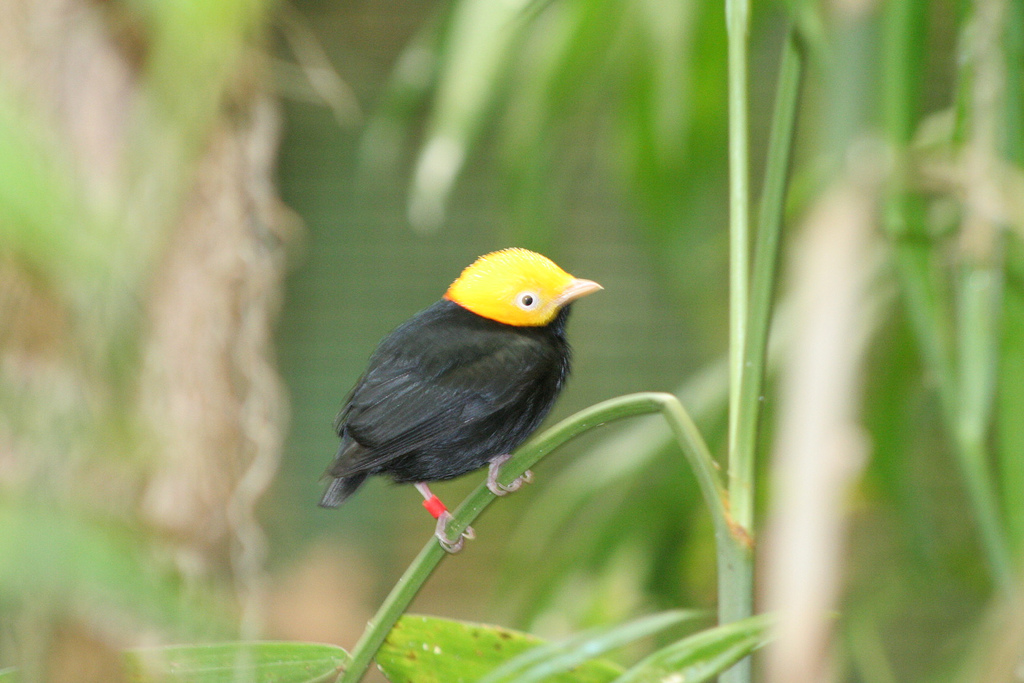
Cabeça-de-ouro

- Neopelma chrysocephalum (Pelzeln, 1868) - Fruxu-do-carrasco
- Neopelma aurifrons (Wied, 1831) - Fruxu-baiano E
- Neopelma chrysolophum Pinto, 1944 - Fruxu E
- Neopelma sulphureiventer (Hellmayr, 1903) - Fruxu-de-barriga-amarela
- Tyranneutes virescens (Pelzeln, 1868) - Uirapuruzinho-do-norte
- Tyranneutes stolzmanni (Hellmayr, 1906) - Uirapuruzinho

Subfamília Piprinae Rafinesque, 1815
- Pipra aureola (Linnaeus, 1758) - Uirapuru-vermelho
- Pipra filicauda Spix, 1825 - Rabo-de-arame
- Pipra fasciicauda Hellmayr, 1906 - Uirapuru-laranja
- Ceratopipra cornuta (Spix, 1825) - Dançador-de-crista
- Ceratopipra erythrocephala (Linnaeus, 1758) - Cabeça-de-ouro
- Ceratopipra rubrocapilla (Temminck, 1821) - Cabeça-encarnada
- Ceratopipra chloromeros (Tschudi, 1844) - Dançador-de-cauda-graduada
- Lepidothrix coronata (Spix, 1825) - Uirapuru-de-chapéu-azul
- Lepidothrix nattereri (Sclater, 1865) - Uirapuru-de-chapéu-branco E
- Lepidothrix vilasboasi (Sick, 1959) - Dançador-de-coroa-dourada E
- Lepidothrix iris (Schinz, 1851) - Cabeça-de-prata E
- Lepidothrix serena (Linnaeus, 1766) - Uirapuru-estrela
- Lepidothrix suavissima (Salvin & Godman, 1882) - Dançador-do-tepui
- Manacus manacus (Linnaeus, 1766) - Rendeira
- Heterocercus aurantiivertex Sclater & Salvin, 1880 - Dançarino-de-crista-laranja PO
- Heterocercus flavivertex Pelzeln, 1868 - Dançarino-de-crista-amarela
- Heterocercus linteatus (Strickland, 1850) - Coroa-de-fogo
- Machaeropterus regulus (Hahn, 1819) - Tangará-rajado E
- Machaeropterus striolatus (Bonaparte, 1838) - Tangará-riscado
- Machaeropterus pyrocephalus (Sclater, 1852) - Uirapuru-cigarra
- Dixiphia pipra (Linnaeus, 1758) - Cabeça-branca

Subfamília Ilicurinae Prum, 1992
- Xenopipo uniformis (Salvin & Godman, 1884) - Dançarino-oliváceo
- Xenopipo atronitens Cabanis, 1847 - Pretinho
- Ilicura militaris (Shaw & Nodder, 1809) - Tangarazinho E
- Corapipo gutturalis (Linnaeus, 1766) - Dançarino-de-garganta-branca
- Chiroxiphia pareola (Linnaeus, 1766) - Tangará-falso
- Chiroxiphia caudata (Shaw & Nodder, 1793) - Tangará
- Antilophia bokermanni (Coelho & Silva, 1998) - Soldadinho-do-araripe E
- Antilophia galeata (Lichtenstein, 1823) - Soldadinho

Família Oxyruncidae Ridgway, 1906
- Oxyruncus cristatus Swainson, 1821 - Araponga-do-horto

Família Onychorhynchidae Tello, Moyle, Marchese & Cracraft, 2009
- Onychorhynchus coronatus (Statius Müller, 1776) - Maria-leque
- Onychorhynchus swainsoni (Pelzeln, 1858) - Maria-leque-do-sudeste E
- Terenotriccus erythrurus (Cabanis, 1847) - Papa-moscas-uirapuru
- Myiobius barbatus (Gmelin, 1789) - Assanhadinho
- Myiobius atricaudus Lawrence, 1863 - Assadinho-de-cauda-preta

Família Tityridae Gray, 1840

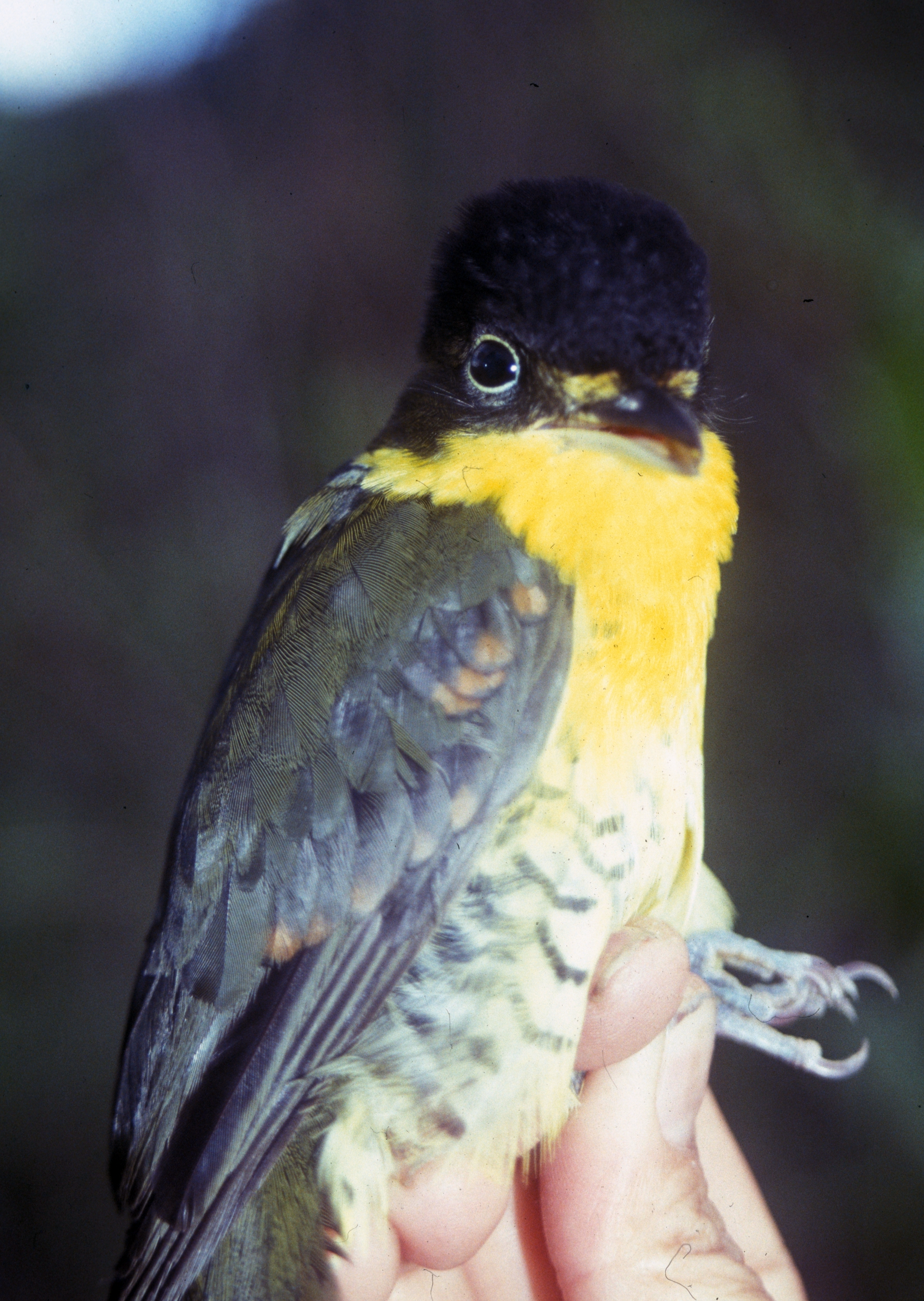
Chibante

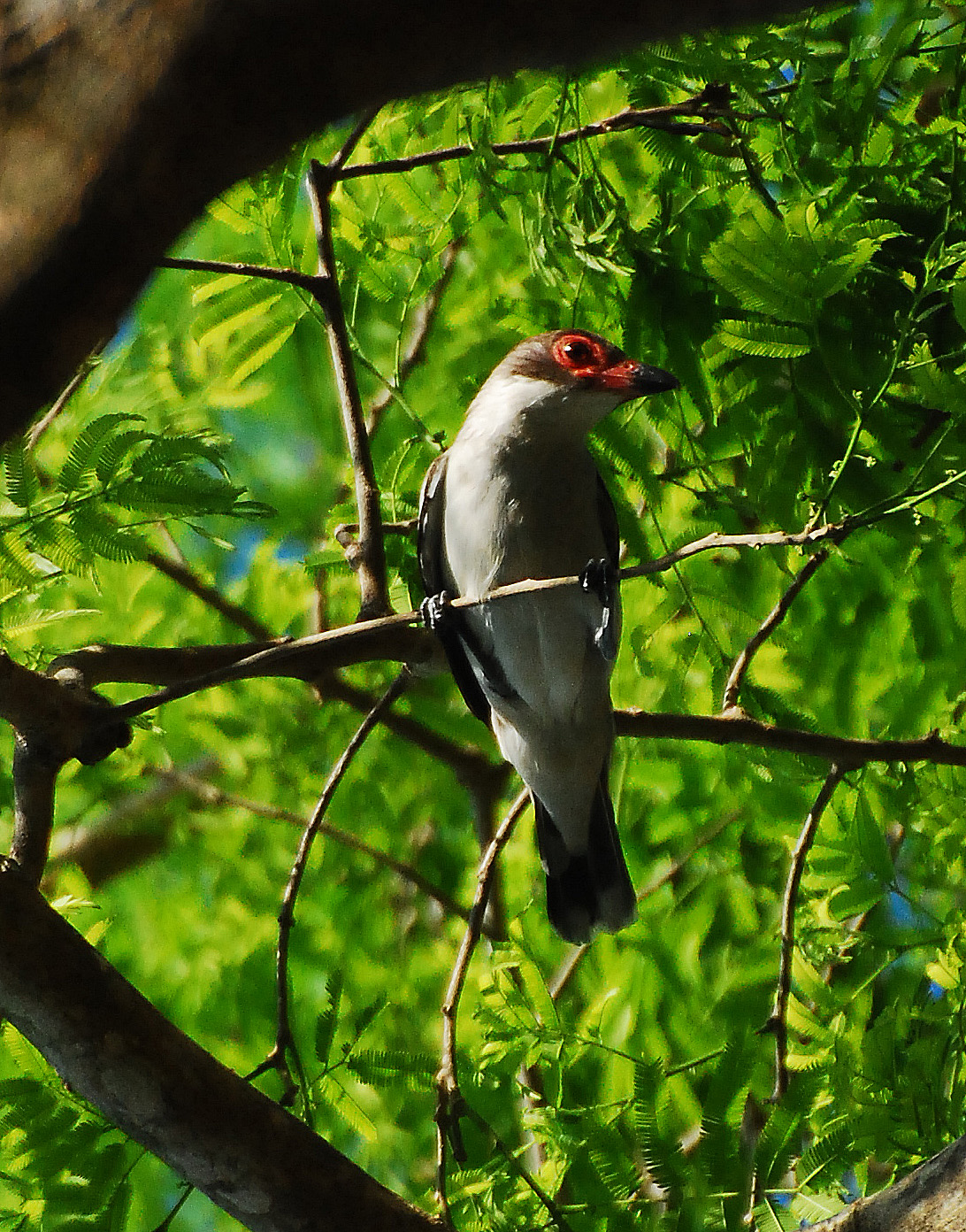
Anambé-branco-de-máscara-negra

Subfamília Schiffornithinae Sibley & Ahlquist, 1985
- Schiffornis major Des Murs, 1856 - Flautim-ruivo
- Schiffornis virescens (Lafresnaye, 1838) - Flautim
- Schiffornis turdina (Wied, 1831) - Flautim-marrom E
- Schiffornis olivacea (Ridgway, 1906) - Flautim-oliváceo
- Schiffornis amazonum (Sclater, 1860) - Flautim-da-amazônia
- Laniocera hypopyrra (Vieillot, 1817) - Chorona-cinza
- Laniisoma elegans (Thunberg, 1823) - Chibante E

Subfamília Tityrinae Gray, 1840
- Iodopleura isabellae Parzudaki, 1847 - Anambé-de-coroa
- Iodopleura fusca (Vieillot, 1817) - Anambé-fusco
- Iodopleura pipra (Lesson, 1831) - Anambezinho E
- Tityra inquisitor (Lichtenstein, 1823) - Anambé-branco-de-bochecha-parda
- Tityra cayana (Linnaeus, 1766) - Anambé-branco-de-rabo-preto
- Tityra semifasciata (Spix, 1825) - Anambé-branco-de-máscara-negra
- Pachyramphus viridis (Vieillot, 1816) - Caneleiro-verde
- Pachyramphus xanthogenys Salvadori & Festa, 1898 - Caneleiro-de-cara-amarela
- Pachyramphus rufus (Boddaert, 1783) - Caneleiro-cinzento
- Pachyramphus castaneus (Jardine & Selby, 1827) - Caneleiro
- Pachyramphus polychopterus (Vieillot, 1818) - Caneleiro-preto
- Pachyramphus marginatus (Lichtenstein, 1823) - Caneleiro-bordado
- Pachyramphus surinamus (Linnaeus, 1766) - Caneleiro-da-guiana
- Pachyramphus minor (Lesson, 1830) - Caneleiro-pequeno
- Pachyramphus validus (Lichtenstein, 1823) - Caneleiro-de-chapéu-preto
- Xenopsaris albinucha (Burmeister, 1869) - Tijerila

Família Cotingidae Bonaparte, 1849
Subfamília Pipreolinae Tello, Moyle, Marchese & Cracraft, 2009
- Pipreola whitelyi Salvin & Godman, 1884 - Anambé-de-whitely PO

Subfamília Cotinginae Bonaparte, 1849
- Phibalura flavirostris Vieillot, 1816 - Tesourinha-da-mata
- Carpornis cucullata (Swainson, 1821) - Corocochó E

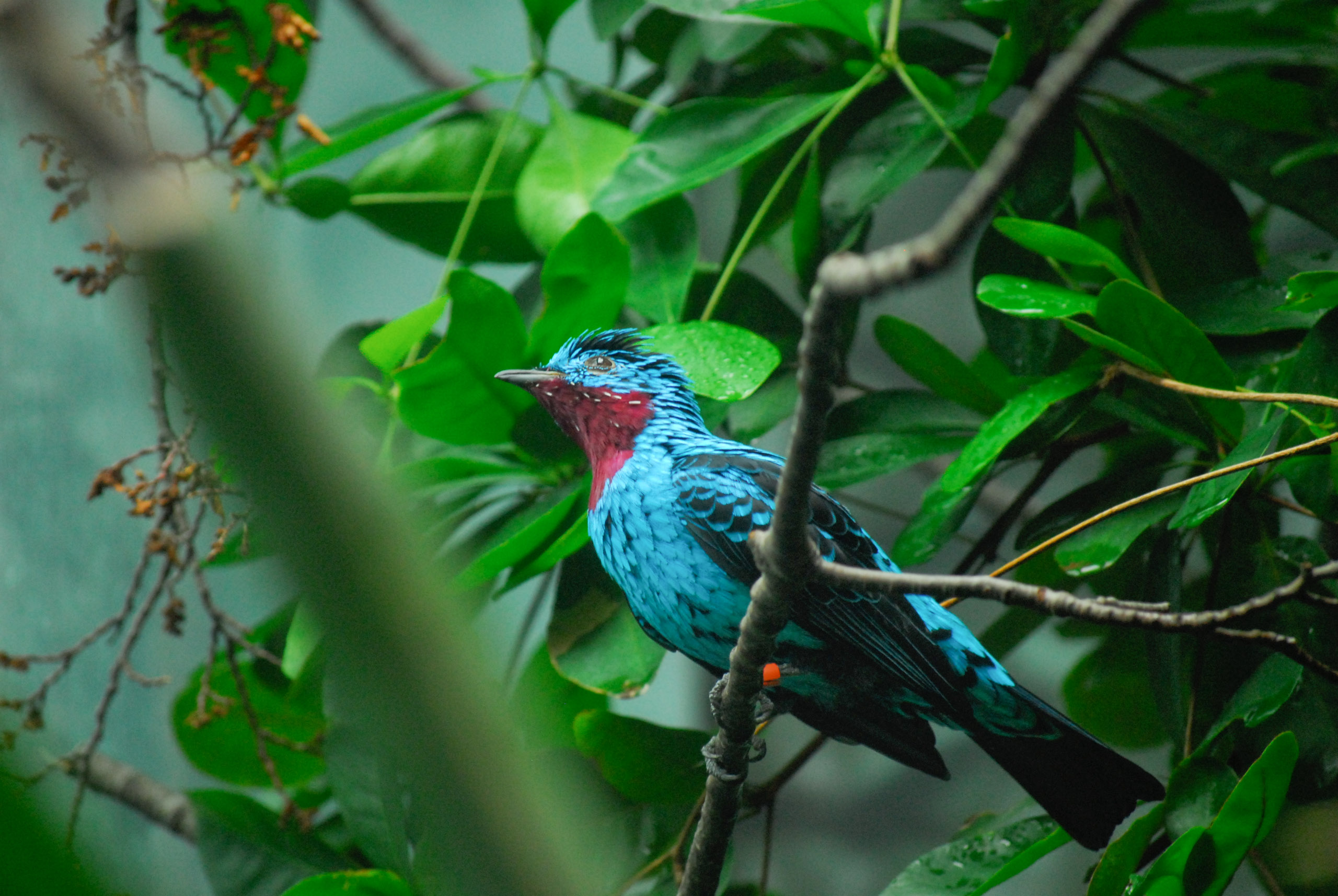
Anambé-azul

- Carpornis melanocephala (Wied, 1820) - Sabiá-pimenta E
- Cotinga maynana (Linnaeus, 1766) - Cotinga-azul
- Cotinga cotinga (Linnaeus, 1766) - Anambé-de-peito-roxo
- Cotinga maculata (Statius Müller, 1776) - Crejoá E
- Cotinga cayana (Linnaeus, 1766) - Anambé-azul
- Procnias albus (Hermann, 1783) - Araponga-da-amazônia
- Procnias averano (Hermann, 1783) - Araponga-do-nordeste
- Procnias nudicollis (Vieillot, 1817) - Araponga-comum
- Lipaugus ater Ferrusac, 1829 - Saudade E
- Lipaugus conditus Snow, 1980 - Saudade-de-asa-cinza E
- Lipaugus vociferans (Wied, 1820) - Cricrió
- Lipaugus lanioides (Lesson, 1844) - Tropeiro-da-serra E
- Lipaugus streptophorus (Salvin & Godman, 1884) - Cricrió-de-cinta-vermelha
- Conioptilon mcilhennyi (Lowery & O'Neill, 1966) - Anambé-de-cara-preta
- Porphyrolaema porphyrolaema (Deville & Sclater, 1852) - Cotinga-de-garganta-encarnada
- Xipholena punicea (Pallas, 1764) - Anambé-pompadora
- Xipholena lamellipennis (Lafresnaye, 1839) - Anambé-de-rabo-branco E
- Xipholena atropurpurea (Wied, 1820) - Anambé-de-asa-branca E
- Gymnoderus foetidus (Linnaeus, 1758) - Anambé-pombo
- Querula purpurata (Statius Müller, 1776) - Anambé-uma
- Haematoderus militaris (Shaw, 1792) - Anambé-militar
- Pyroderus scutatus (Shaw, 1792) - Pavó
- Perissocephalus tricolor (Statius Müller, 1776) - Maú
- Cephalopterus ornatus Geoffroy Saint-Hilaire, 1809 - Anambé-preto

Subfamília Rupicolinae Bonaparte, 1849
- Rupicola rupicola (Linnaeus, 1766) - Galo-da-serra
- Phoenicircus carnifex (Linnaeus, 1758) - Saurá
- Phoenicircus nigricollis Swainson, 1832 - Saurá-de-pescoço-preto

Subfamília Phytotominae Swainson, 1837
- Phytotoma rutila (Vieillot, 1818) - Corta-ramos VA

Família Pipritidae Ohlson, Irestedt, Ericson & Fjeldså, 2013
- Piprites chloris (Temminck, 1822) - Papinho-amarelo
- Piprites pileata (Temminck, 1822) - Caneleirinho-de-chapéu-preto

Família Platyrinchidae Bonaparte, 1854
- Calyptura cristata (Vieillot, 1818) - Tietê-de-coroa E
- Neopipo cinnamomea (Lawrence, 1869) - Enferrujadinho
- Platyrinchus saturatus Salvin & Godman, 1882 - Patinho-escuro
- Platyrinchus mystaceus Vieillot, 1818 - Patinho
- Platyrinchus coronatus Sclater, 1858 - Patinho-de-coroa-dourada
- Platyrinchus platyrhynchos (Gmelin, 1788) - Patinho-de-coroa-branca
- Platyrinchus leucoryphus Wied, 1831 - Patinho-gigante

Família Tachurididae Ohlson, Irestedt, Ericson & Fjeldså, 2013
- Tachuris rubrigastra (Vieillot, 1817) - Papa-piri

Família Rhynchocyclidae Berlepsch, 1907
Subfamília Incertae sedis
- Taeniotriccus andrei (Berlepsch & Hartert, 1902) - Maria-bonita
- Cnipodectes subbrunneus (Sclater, 1860) - Flautim-pardo
- Cnipodectes superrufus Lane, Servat, Valqui & Lambert, 2007 - Flautim-rufo

Subfamília Pipromorphinae Bonaparte, 1853
- Mionectes amazonus (Todd, 1921) - Abre-asa-do-acre
- Mionectes oleagineus (Lichtenstein, 1823) - Abre-asa-comum
- Mionectes macconnelli (Chubb, 1919) - Abre-asa-da-mata

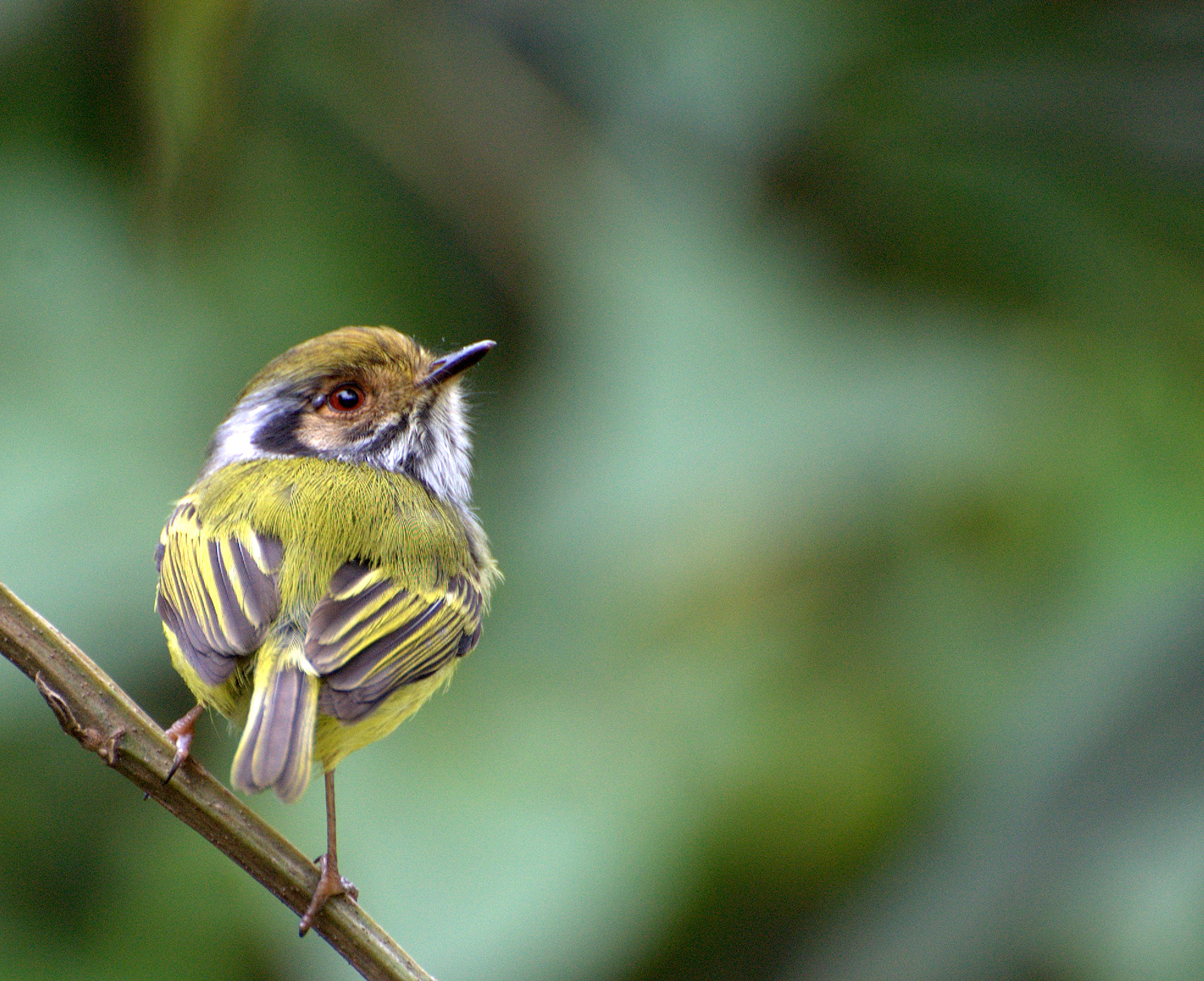
Miudinho

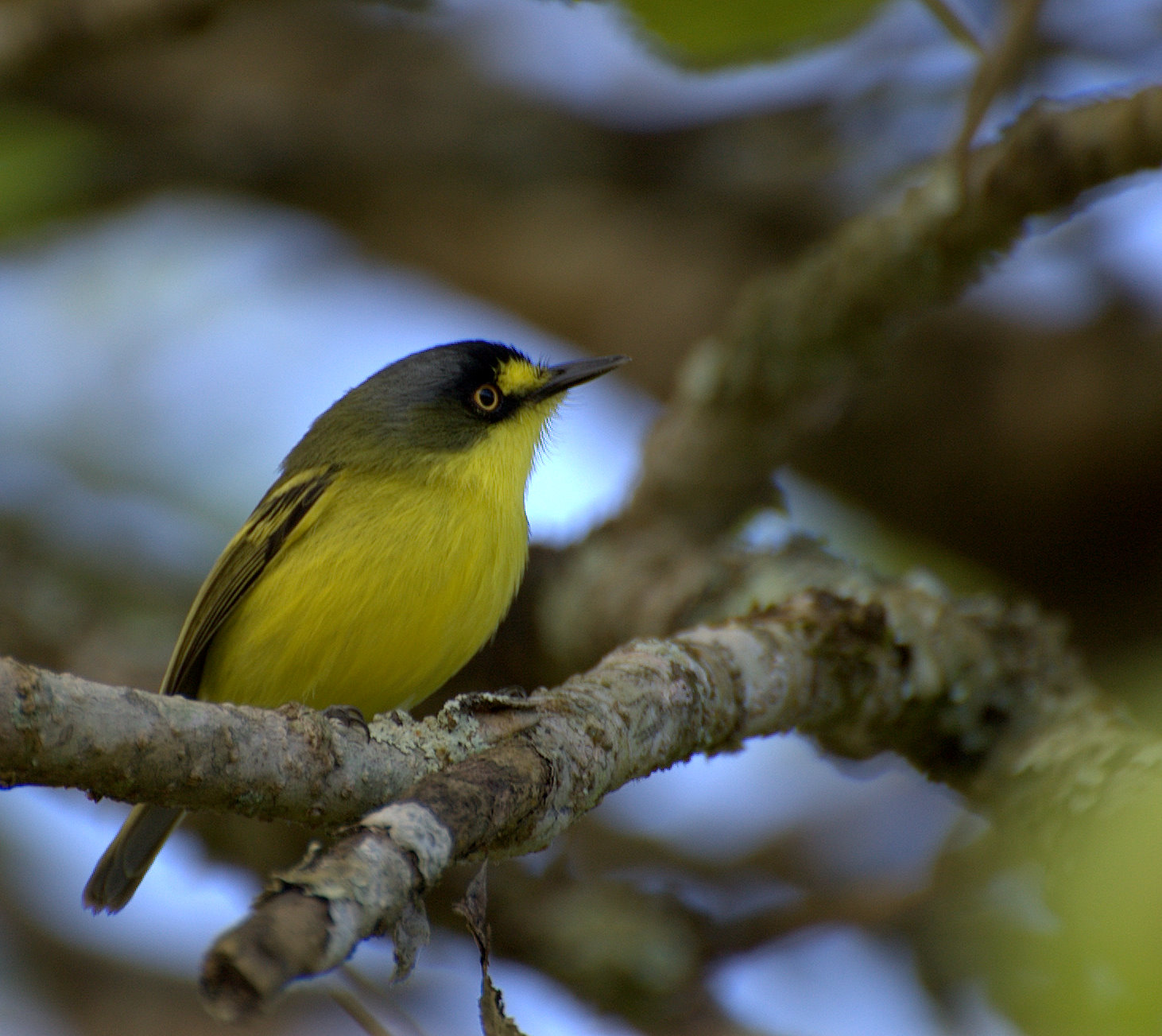
Teque-teque

- Mionectes rufiventris Cabanis, 1846 - Abre-asa-de-cabeça-cinza
- Leptopogon amaurocephalus Tschudi, 1846 - Cabeçudo
- Corythopis torquatus Tschudi, 1844 - Estalador-do-norte
- Corythopis delalandi (Lesson, 1830) - Estalador
- Phylloscartes chapmani Gilliard, 1940 - Barbudinho-do-tepui
- Phylloscartes eximius (Temminck, 1822) - Barbudinho
- Phylloscartes ventralis (Temminck, 1824) - Borboletinha-do-mato
- Phylloscartes ceciliae Teixeira, 1987 - Cara-pintada E
- Phylloscartes kronei Willis e Oniki, 1992 - Maria-da-restinga E
- Phylloscartes beckeri Gonzaga & Pacheco, 1995 - Borboletinha-baiana E
- Phylloscartes virescens Todd, 1925 - Borboletinha-guianense
- Phylloscartes nigrifrons (Salvin & Godman, 1884) - Maria-de-testa-preta
- Phylloscartes roquettei Snethlage, 1928 - Cara-dourada E
- Phylloscartes paulista Ihering & Ihering, 1907 - Não-pode-parar
- Phylloscartes oustaleti (Sclater, 1887) - Papa-moscas-de-olheiras E
- Phylloscartes difficilis (Ihering & Ihering, 1907) - Estalinho E
- Phylloscartes sylviolus (Cabanis & Heine, 1859) - Maria-pequena

Subfamília Rhynchocyclinae Berlepsch, 1907
- Rhynchocyclus olivaceus (Temminck, 1820) - Bico-chato-grande
- Tolmomyias sulphurescens (Spix, 1825) - Bico-chato-de-orelha-preta
- Tolmomyias assimilis (Pelzeln, 1868) - Bico-chato-da-copa
- Tolmomyias sucunduri Whitney, Schunck, Rêgo & Silveira, 2013 - Bico-chato-do-sucunduri E
- Tolmomyias poliocephalus (Taczanowski, 1884) - Bico-chato-de-cabeça-cinza
- Tolmomyias flaviventris (Wied, 1831) - Bico-chato-amarelo

Subfamília Todirostrinae Tello, Moyle, Marchese & Cracraft, 2009
- Todirostrum maculatum (Desmarest, 1806) - Ferreirinho-estriado
- Todirostrum poliocephalum (Wied, 1831) - Teque-teque E
- Todirostrum cinereum (Linnaeus, 1766) - Ferreirinho-relógio
- Todirostrum pictum Salvin, 1897 - Ferreirinho-pintado
- Todirostrum chrysocrotaphum Strickland, 1850 - Ferreirinho-de-sobrancelhas
- Poecilotriccus albifacies (Blake, 1959) - Ferreirinho-de-cara-branca
- Poecilotriccus capitalis (Sclater, 1857) - Maria-picaça
- Poecilotriccus senex (Pelzeln, 1868) - Maria-do-madeira E
- Poecilotriccus russatus (Salvin & Godman, 1884) - Ferreirinho-ferrugem
- Poecilotriccus plumbeiceps (Lafresnaye, 1846) - Tororó
- Poecilotriccus fumifrons (Hartlaub, 1853) - Ferreirinho-de-testa-parda
- Poecilotriccus latirostris (Pelzeln, 1868) - Ferreirinho-de-cara-parda
- Poecilotriccus sylvia (Desmarest, 1806) - Ferreirinho-da-capoeira
- Myiornis auricularis (Vieillot, 1818) - Miudinho
- Myiornis ecaudatus (d'Orbigny e Lafresnaye, 1837) - Caçula
- Hemitriccus cohnhafti Zimmer, Whittaker, Sardelli, Guilherme & Aleixo, 2013 - Maria-sebinha-do-acre E
- Hemitriccus minor (Snethlage, 1907) - Maria-sebinha
- Hemitriccus flammulatus Berlepsch, 1901 - Maria-de-peito-machetado
- Hemitriccus diops (Temminck, 1822) - Olho-falso
- Hemitriccus obsoletus (Miranda-Ribeiro, 1906) - Catraca
- Hemitriccus josephinae (Chubb, 1914) - Maria-bicudinha
- Hemitriccus zosterops (Pelzeln, 1868) - Maria-de-olho-branco
- Hemitriccus griseipectus (Snethlage, 1907) - Maria-de-barriga-branca
- Hemitriccus orbitatus (Wied, 1831) - Tiririzinho-do-mato
- Hemitriccus iohannis (Snethlage, 1907) - Maria-peruviana
- Hemitriccus striaticollis (Lafresnaye, 1853) - Sebinho-rajado-amarelo
- Hemitriccus nidipendulus (Wied, 1831) - Tachuri-campainha E
- Hemitriccus margaritaceiventer (d'Orbigny & Lafresnaye, 1837) - Sebinho-de-olho-de-ouro
- Hemitriccus inornatus (Pelzeln, 1868) - Maria-da-campina E
- Hemitriccus minimus (Todd, 1925) - Maria-mirim
- Hemitriccus mirandae (Snethlage, 1925) - Maria-do-nordeste E
- Hemitriccus kaempferi (Zimmer, 1953) - Maria-catarinense E
- Hemitriccus furcatus (Lafresnaye, 1846) - Papa-moscas-estrela E
- Atalotriccus pilaris (Cabanis, 1847) - Maria-de-olho-claro
- Lophotriccus vitiosus (Bangs & Penard, 1921) - Maria-fiteira
- Lophotriccus eulophotes Todd, 1925 - Maria-topetuda
- Lophotriccus galeatus (Boddaert, 1783) - Caga-sebinho-de-penacho

Família Tyrannidae Vigors, 1825
Subfamília Hirundineinae Tello, Moyle, Marchese & Cracraft, 2009
- Hirundinea ferruginea (Gmelin, 1788) - Gibão-de-couro

Subfamília Elaeniinae Cabanis & Heine, 1856

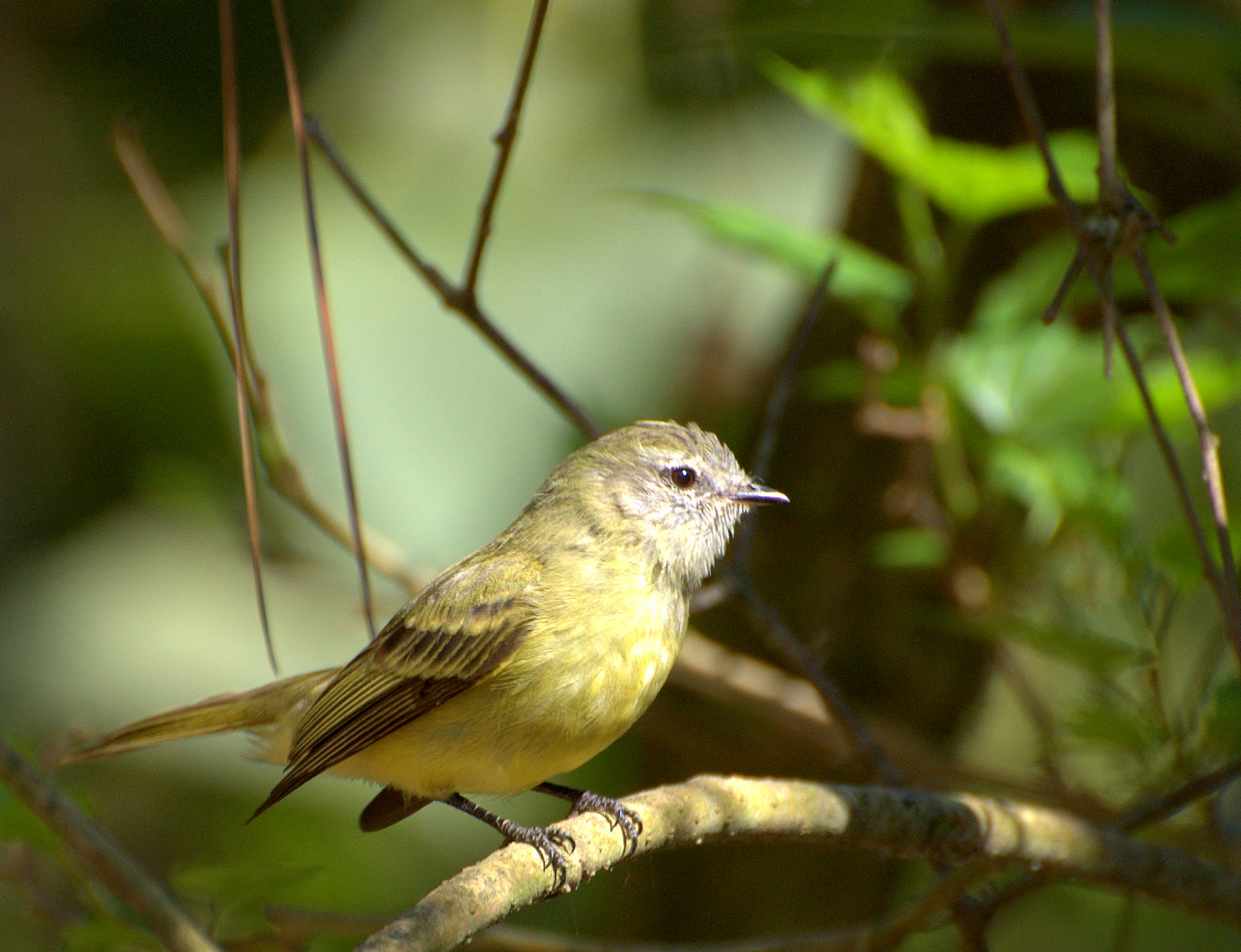
Piolhinho

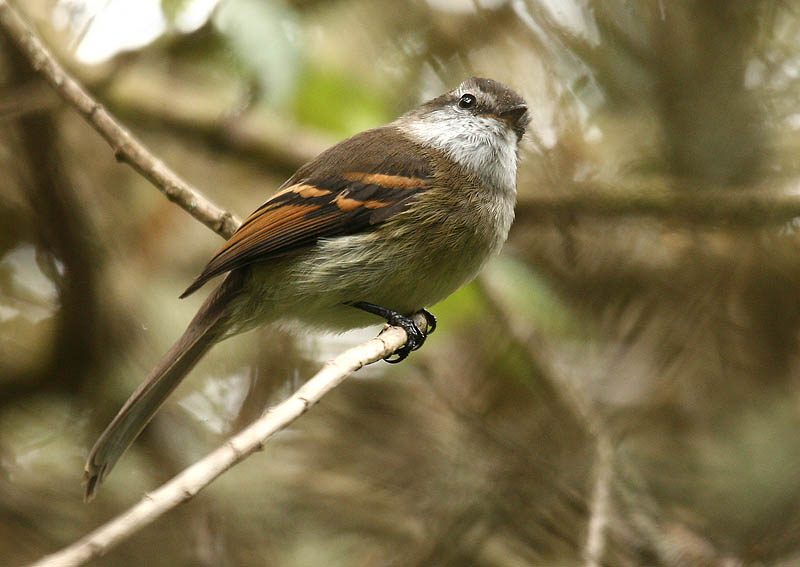
Alegrinho-de-garganta-branca

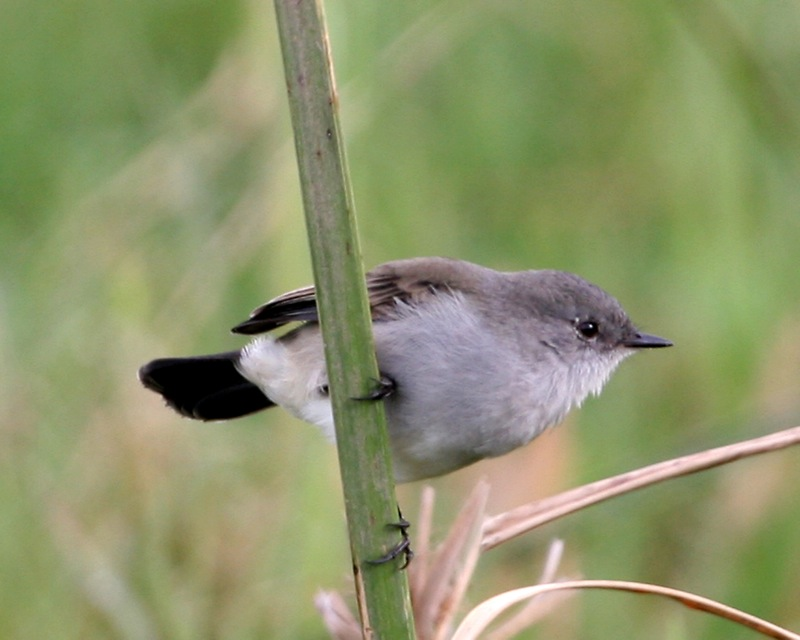
João-pobre

- Zimmerius chicomendes Whitney, Schunk, Rêgo & Silveira, 2013 - Poiaeiro-de-chico-mendes E
- Zimmerius acer (Salvin & Godman, 1883) - Poiaeiro-da-guiana
- Zimmerius gracilipes (Sclater & Salvin, 1868) - Poiaeiro-de-pata-fina
- Stigmatura napensis Chapman, 1926 - Papa-moscas-do-sertão
- Stigmatura budytoides (d'Orbigny & Lafresnaye, 1837) - Alegrinho-balança-rabo
- Inezia inornata (Salvadori, 1897) - Alegrinho-do-chaco V
- Inezia subflava (Sclater & Salvin, 1873) - Amarelinho
- Inezia caudata (Salvin, 1897) - Amarelinho-da-amazônia
- Euscarthmus meloryphus Wied, 1831 - Barulhento
- Euscarthmus rufomarginatus (Pelzeln, 1868) - Maria-corruíra
- Tyranniscus burmeisteri Cabanis & Heine, 1859 - Piolhinho-chiador
- Ornithion inerme Hartlaub, 1853 - Poiaeiro-de-sobrancelha
- Camptostoma obsoletum (Temminck, 1824) Risadinha
- Elaenia flavogaster (Thunberg, 1822) Guaracava-de-barriga-amarela
- Elaenia spectabilis Pelzeln, 1868 - Guaracava-grande
- Elaenia ridleyana Sharpe, 1888 - Cocoruta E
- Elaenia chilensis Hellmayr, 1927 - Guaracava-de-crista-branca V
- Elaenia parvirostris Pelzeln, 1868 - Guaracava-de-bico-curto
- Elaenia mesoleuca (Deppe, 1830) - Tuque
- Elaenia pelzelni Berlepsch, 1907 - Guaracava-do-rio
- Elaenia cristata Pelzeln, 1868 - Guaracava-de-topete-uniforme
- Elaenia chiriquensis Lawrence, 1865 - Chibum
- Elaenia ruficeps Pelzeln, 1868 - Guaracava-de-topete-vermelho
- Elaenia obscura (d'Orbigny & Lafresnaye, 1837) - Tucão
- Elaenia olivina Salvin & Goldman, 1884 - Guaracava-serrana
- Elaenia dayi Chapman, 1929 - Guaracava-dos-tepuis
- Suiriri suiriri (Vieillot, 1818) - Suiriri-cinzento
- Suiriri affinis Burmeister, 1856 - Suiriri-da-chapada
- Myiopagis gaimardii (d'Orbigny, 1839) - Maria-pechim
- Myiopagis caniceps (Swainson, 1835) - Guaracava-cinzenta
- Myiopagis flavivertex (Sclater, 1887) - Guaracava-de-penacho-amarelo
- Myiopagis viridicata (Vieillot, 1817) - Guaracava-de-crista-alaranjada
- Tyrannulus elatus (Latham, 1790) - Maria-te-viu
- Capsiempis flaveola (Lichtenstein, 1823) - Marianinha-amarela
- Phaeomyias murina (Spix, 1825) - Bagageiro
- Phyllomyias virescens (Temminck, 1824) - Piolhinho-verdoso
- Phyllomyias reiseri Hellmayr, 1905 - Piolhinho-do-grotão
- Phyllomyias fasciatus (Thunberg, 1822) - Piolhinho
- Phyllomyias griseiceps (Sclater & Salvin, 1871) - Piolhinho-de-cabeça-cinza
- Phyllomyias griseocapilla Sclater, 1862 - Piolhinho-serrano E
- Mecocerculus leucophrys (d'Orbigny & Lafresnaye, 1837) - Alegrinho-de-garganta-branca
- Culicivora caudacuta (Vieillot, 1818) - Papa-moscas-do-campo
- Polystictus pectoralis (Vieillot, 1817) - Papa-moscas-canela
- Polystictus superciliaris (Wied, 1831) – Papa-moscas-de-costas-cinzentas E
- Pseudocolopteryx sclateri (Oustalet, 1892) - Tricolino
- Pseudocolopteryx acutipennis (Sclater & Salvin, 1873) - Tricolino-oliváceo VA
- Pseudocolopteryx dinelliana Lillo, 1905 - Tricolino-pardo PO
- Pseudocolopteryx flaviventris (d'Orbigny & Lafresnaye) - Amarelinho-do-junco
- Sercophaga hypoleuca Sclater & Salvin, 1866 - Alegrinho-do-rio
- Serpophaga nigricans (Vieillot, 1817) - João-pobre
- Serpophaga subcristata (Vieillot, 1817) Alegrinho
- Serpophaga griseicapilla Straneck, 2007 - Alegrinho-trinador V
- Serpophaga munda Berlepsch, 1893 - Alegrinho-de-barriga-branca D

Subfamília Tyranninae Vigors, 1825
- Attila phoenicurus Pelzeln, 1868 - Capitão-castanho
- Attila cinnamomeus (Gmelin, 1789) - Tinguaçu-ferrugem

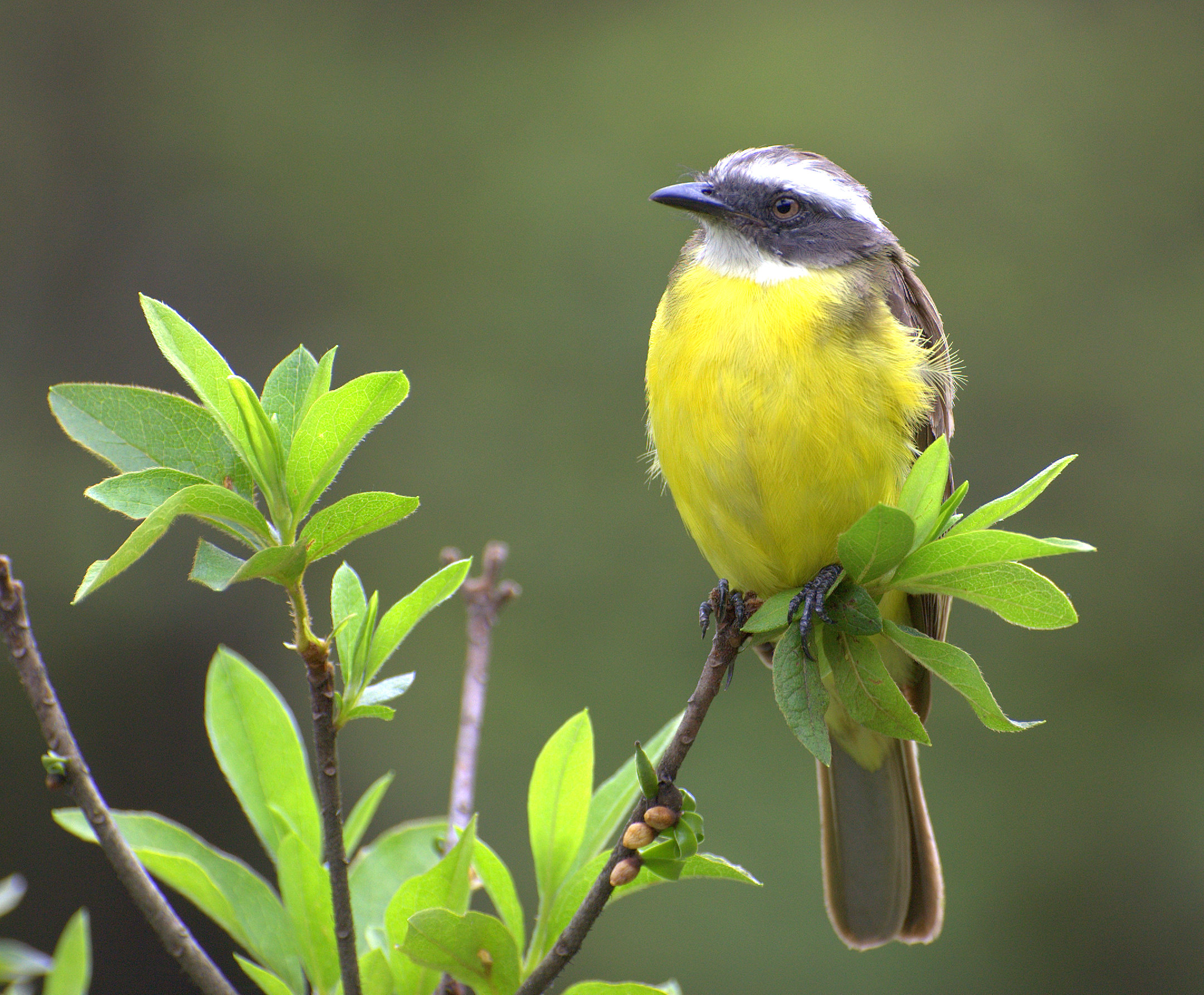
Bentevizinho-de-penacho-vermelho

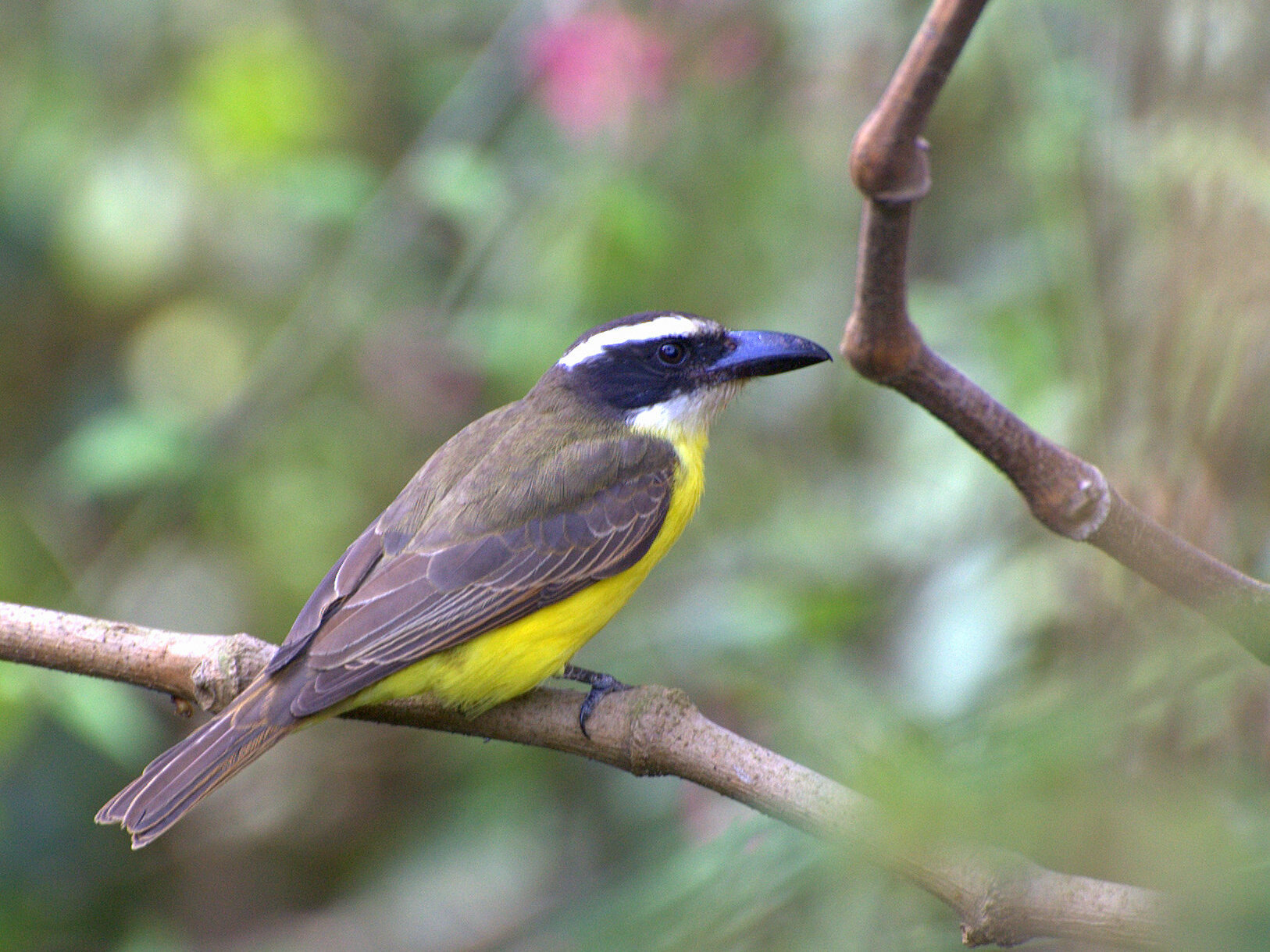
Neinei

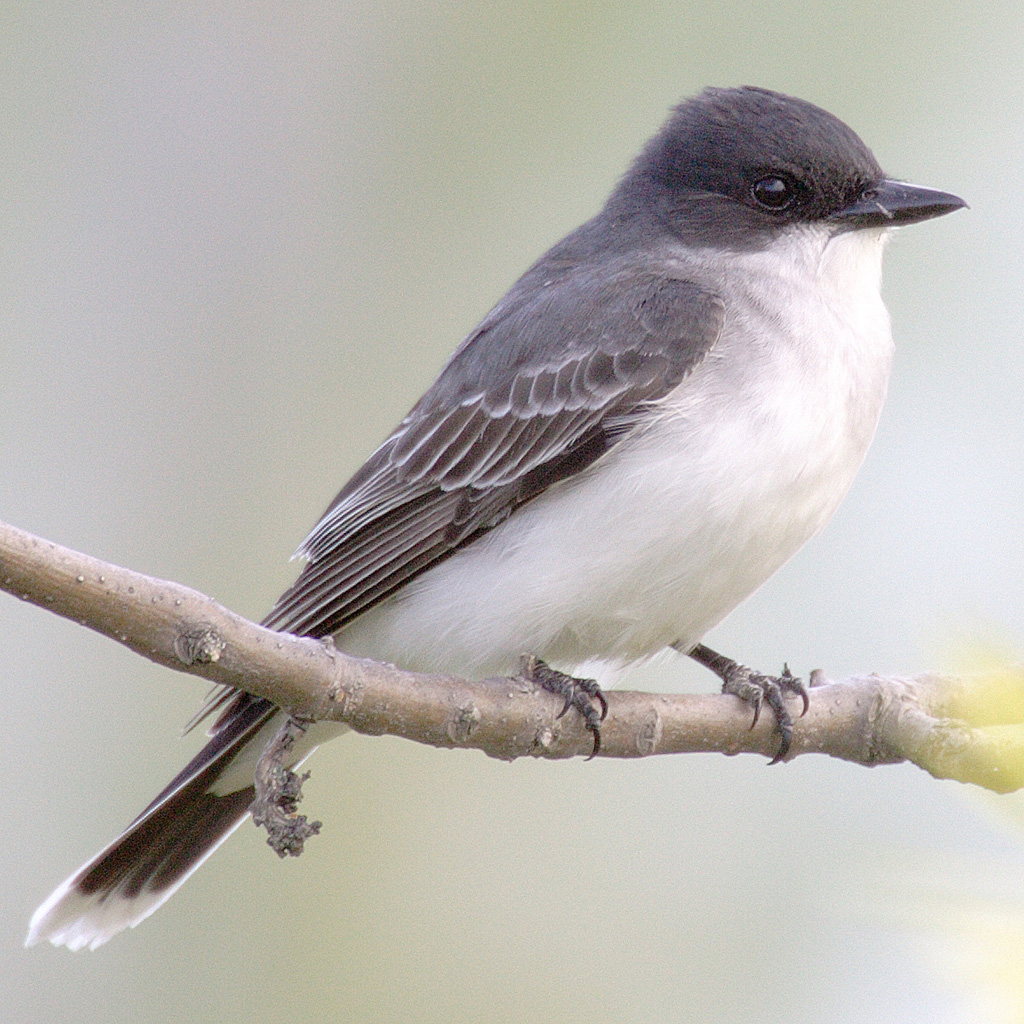
Suiriri-valente

- Attila citriniventris Sclater, 1859 - Tinguaçu-de-barriga-amarela
- Attila bolivianus Lafresnaye, 1848 - Bate-pára
- Attila rufus (Vieillot, 1819) - Capitão-de-saíra E
- Attila spadiceus (Gmelin, 1789) - Capitão-de-saíra-amarelo
- Legatus leucophaius (Vieillot, 1818) - Bem-te-vi-pirata
- Ramphotrigon megacephalum (Swainson, 1835) - Maria-cabeçuda
- Ramphotrigon ruficauda (Spix, 1825) - Bico-chato-de-rabo-vermelho
- Ramphotrigon fuscicauda Chapman, 1925 - Maria-de-cauca-escura
- Myiarchus tuberculifer (d'Orbigny & Lafresnaye, 1837) - Maria-cavaleira-pequena
- Myiarchus swainsoni (Cabanis & Heine, 1859) - Irré
- Myiarchus ferox (Gmelin, 1789) - Maria-cavaleira
- Myiarchus tyrannulus (Statius Müller, 1776) - Maria-cavaleira-de-rabo-enferrujado
- Sirystes sibilator (Vieillot, 1818) - Gritador
- Rhytipterna simplex (Lichtenstein, 1823) - Vissiá
- Rhytipterna immunda (Sclater & Salvin, 1873) - Vissiá-cantor
- Casiornis rufus (Vieillot, 1816) - Maria-ferrugem
- Casiornis fuscus (Sclater & Salvin, 1873) - Caneleiro-enxofre E
- Pitangus sulphuratus (Linnaeus, 1766) - Bem-te-vi
- Philohydor lictor (Lichtenstein, 1823) - Bentevizinho-do-brejo
- Machetornis rixosa (Vieillot, 1819) - Suiriri-cavaleiro
- Myiodynastes luteiventris (Sclater, 1859) - Bem-te-vi-de-barriga-sulfúrea
- Myiodynastes maculatus (Statius Müller, 1776) - Bem-te-vi-rajado
- Tyrannopsis sulphurea (Spix, 1825) - Suiriri-de-garganta-rajada
- Megarynchus pitangua (Linnaeus, 1766) - Neinei
- Myiozetetes cayanensis (Linnaeus, 1766) - Bentevizinho-de-asa-ferrugínea
- Myiozetetes similis (Spix, 1825) - Bentevizinho-de-penacho-vermelho
- Myiozetetes granadensis Lawrence, 1862 - Bem-te-vi-de-cabeça-cinza
- Myiozetetes luteiventris Sclater, 1858 - Bem-te-vi-de-barriga-sulfúrea VA
- Tyrannus albogularis Burmeister, 1856 - Suiriri-de-garganta-branca
- Tyrannus melancholicus Vieillot, 1819 - Suiriri
- Tyrannus savana Vieillot, 1808 - Tesourinha-do-campo
- Tyrannus tyrannus (Linnaeus, 1766) - Suiriri-valente V
- Tyrannus dominicensis (Gmelin, 1788) - Suiriri-cinza VA
- Griseotyrannus aurantioatrocristatus (d'Orbigny e Lafresnaye, 1837) - Peitica-de-chapéu-preto
- Empidonomus varius (Vieillot, 1818) - Peitica
- Conopias trivirgatus (Wied, 1831) - Bem-te-vi-pequeno
- Conopias parvus (Pelzeln, 1868) - Bem-te-vi-da-copa

Subfamília Fluvicolinae Swainson, 1832
- Colonia colonus (Vieillot, 1818) - Viuvinha
- Myiophobus roraimae (Salvin & Godman, 1883) - Felipe-do-tepui
- Myiophobus fasciatus (Statius Müller, 1776) - Filipe
- Sublegatus obscurior Todd, 1920 - Sertanejo-escuro
- Sublegatus modestus (Wied, 1831) - Guaracava-modesta
- Pyrocephalus rubinus (Boddaert, 1783) - Príncipe
- Fluvicola pica (Boddaert, 1783) - Lavadeira-do-norte

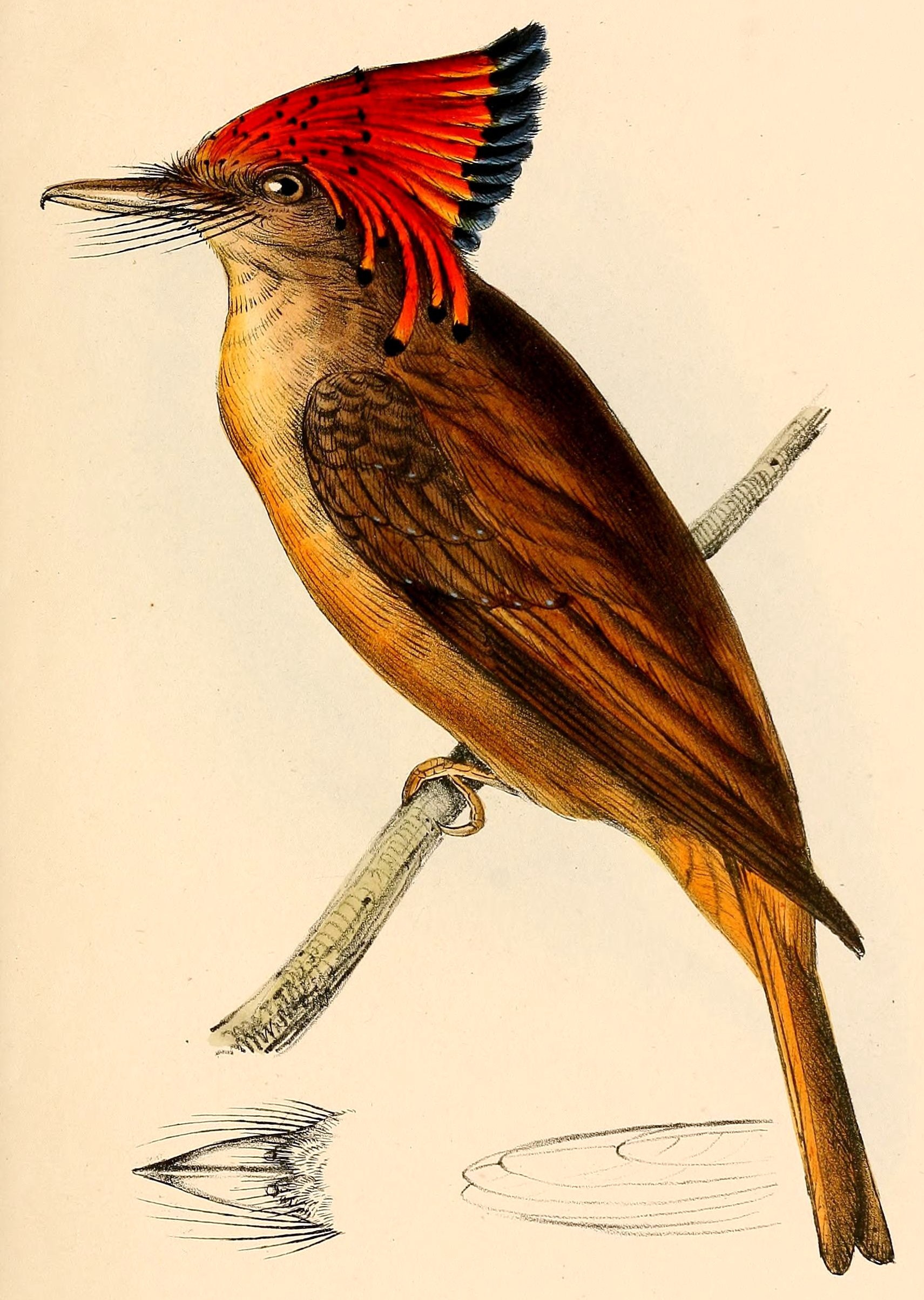
Maria-leque

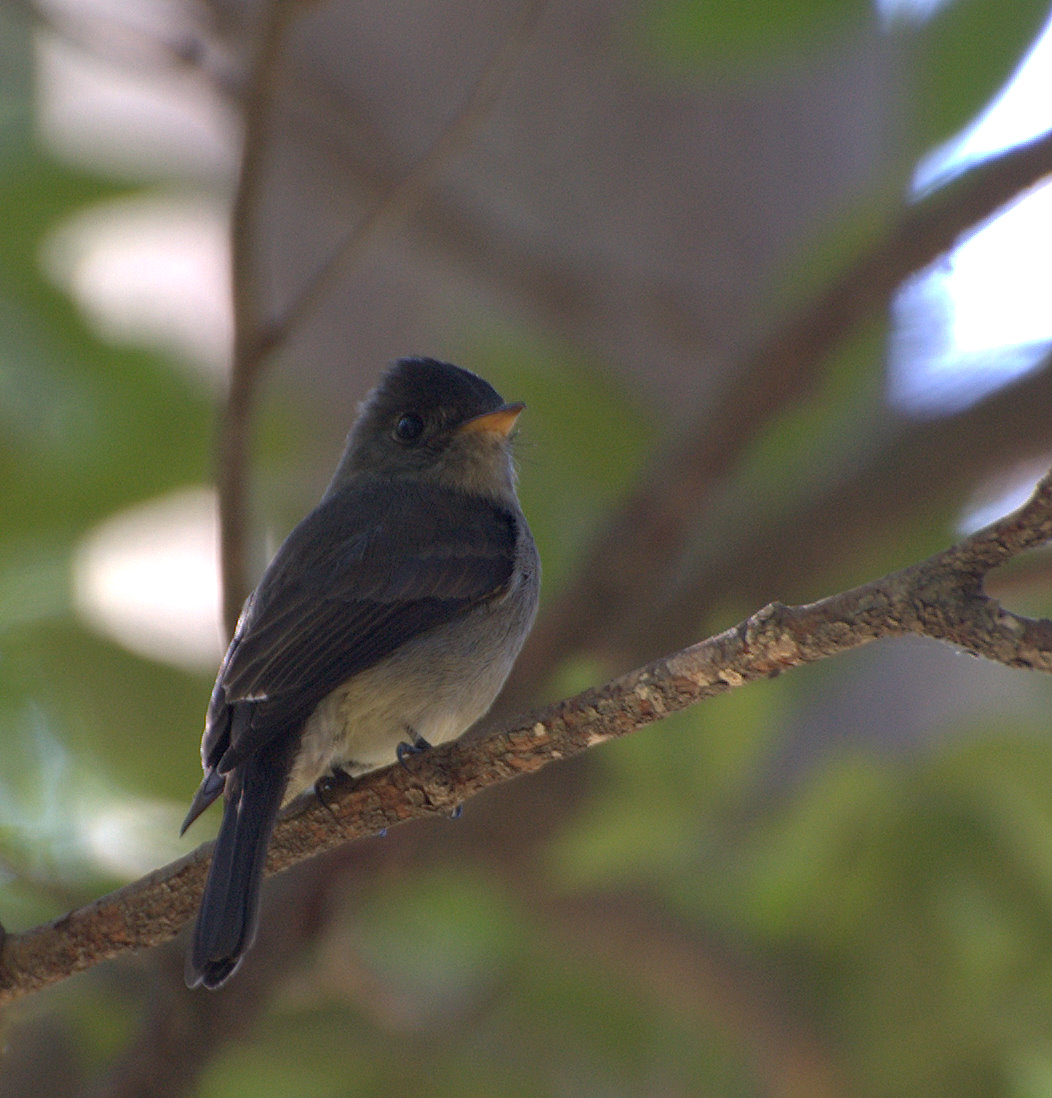
Papa-moscas-cinzento

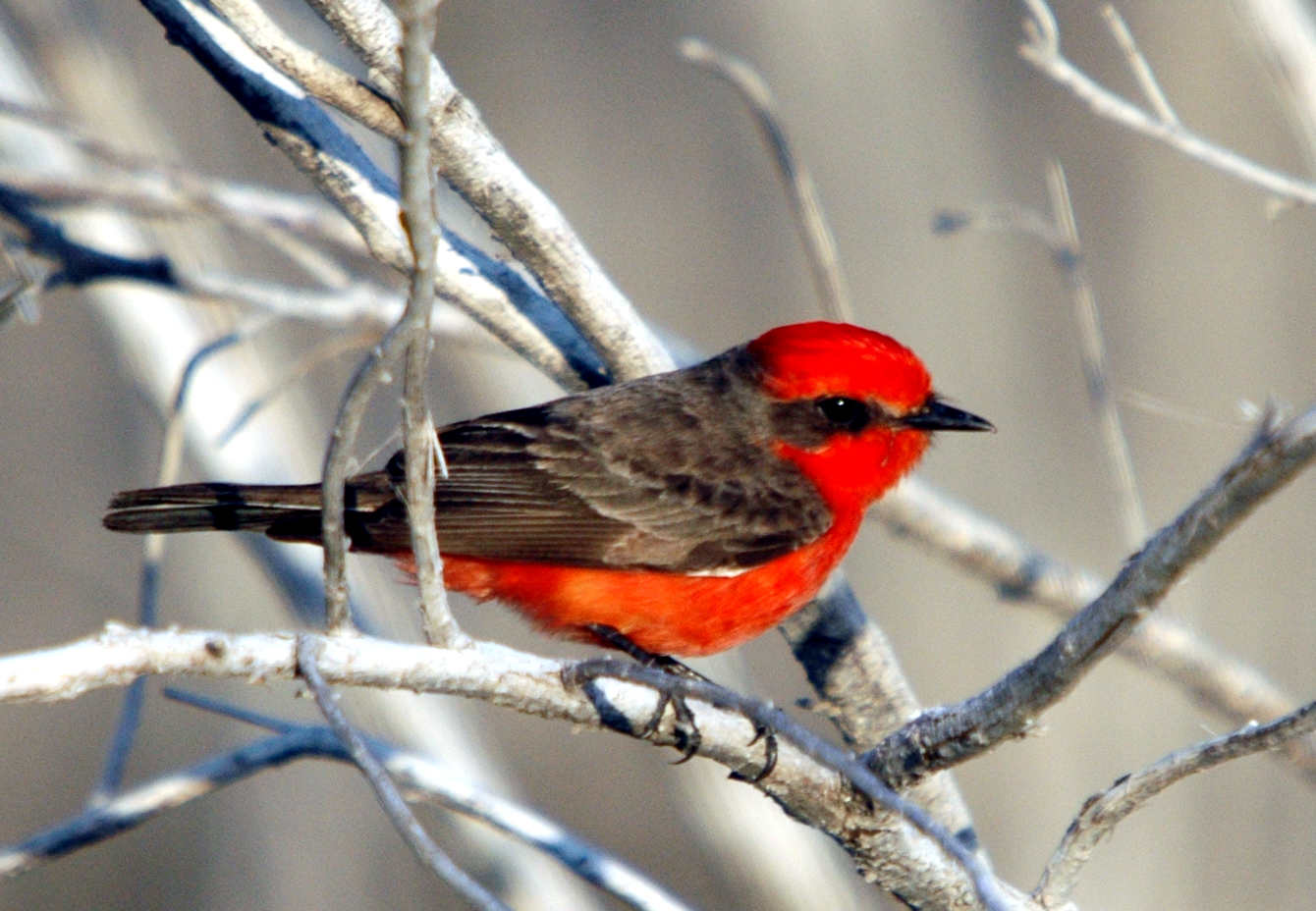
Príncipe

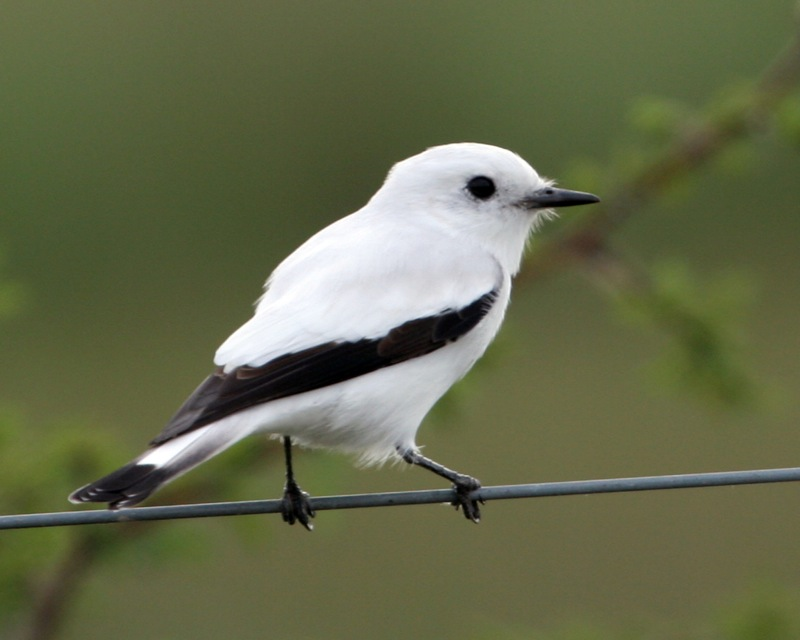
Noivinha

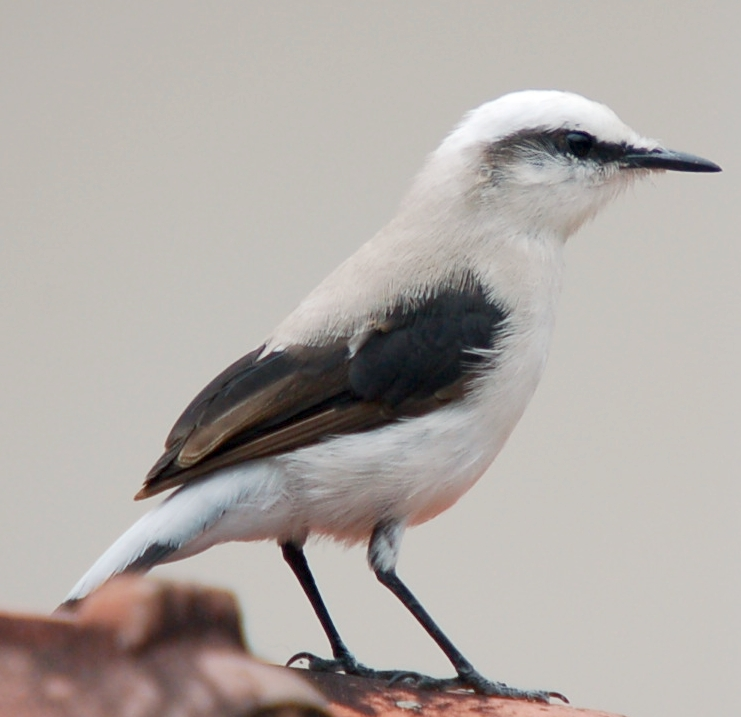
Lavadeira-mascarada

- Fluvicola albiventer (Spix, 1825) - Lavadeira-de-cara-branca
- Fluvicola nengeta (Linnaeus, 1766) - Lavadeira-mascarada
- Arundinicola leucocephala (Linnaeus, 1764) - Freirinha
- Gubernetes yetapa (Vieillot, 1818) - Tesoura-do-brejo
- Alectrurus tricolor (Vieillot, 1816) - Galito
- Alectrurus risora (Vieillot, 1824) - Tesoura-do-campo D
- Ochthornis littoralis (Pelzeln, 1868) - Maria-da-praia
- Cnemotriccus fuscatus (Wied, 1831) - Guaracavuçu
- Lathrotriccus euleri (Cabanis, 1868) - Enferrujado
- Empidonax alnorum Brewster, 1895 - Papa-moscas-de-alder V
- Contopus cooperi (Nuttall, 1831) - Piui-boreal V
- Contopus fumigatus (d'Orbigny & Lafresnaye, 1837) - Piui-de-topete
- Contopus virens (Linnaeus, 1766) - Piui-verdadeiro V
- Contopus cinereus (Spix, 1825) - Papa-moscas-cinzento
- Contopus albogularis (Berlioz, 1962) - Piui-queixado
- Contopus nigrescens (Sclater & Salvin, 1880) - Piui-preto
- Lessonia rufa (Gmelin, 1789) - Colegial V
- Knipolegus striaticeps (d'Orbigny & Lafresnaye, 1837) - Maria-preta-acinzentada VA
- Knipolegus hudsoni Sclater, 1872 - Maria-preta-do-sul VA
- Knipolegus poecilocercus (Pelzeln, 1868) - Pretinho-do-igapó
- Knipolegus cyanirostris (Vieillot, 1818) - Maria-preta-de-bico-azulado
- Knipolegus poecilurus (Sclater, 1862) - Maria-preta-de-cauda-ruiva
- Knipolegus orenocensis (Berlepsch, 1864) - Maria-preta-ribeirinha
- Knipolegus aterrimus (Kaup, 1853) - Maria-preta-bate-rabo
- Knipolegus franciscanus (Snethlage, 1928) - Maria-preta-do-nordeste E
- Knipolegus lophotes Boie, 1828 - Maria-preta-de-penacho
- Knipolegus nigerrimus (Vieillot, 1818) - Maria-preta-de-garganta-vermelha E
- Hymenops perspicillatus (Gmelin, 1789) - Viuvinha-de-óculos
- Satrapa icterophrys (Vieillot, 1818) - Suiriri-pequeno
- Muscisaxicola fluviatilis Sclater & Salvin, 1866 - Gaúcha-d'água
- Muscisaxicola maclovianus (Garnot, 1826) - Gaúcho-de-cara-suja VA
- Xolmis cinereus (Vieillot, 1816) - Primavera
- Xolmis coronatus (Vieillot, 1823) - Noivinha-coroada V
- Xolmis velatus (Lichtenstein, 1823) - Noivinha-branca
- Xolmis irupero (Viellot, 1823) - Noivinha
- Xolmis rubetra (Burmeister, 1860) - Noivinha-castanha VA
- Xolmis dominicanus (Viellot, 1823) - Noivinha-de-rabo-preto
- Agriornis murinus (d’Orbigny & Lafresnaye, 1837) - Gauchinho
- Neoxolmis rufiventris (Vieillot, 1823) - Gaúcho-chocolate VA
- Muscipipra vetula (Lichtenstein, 1823) - Tesoura-cinzenta

Família Vireonidae Swainson, 1837
- Cyclarhis gujanensis (Gmelin, 1789) - Pitiguari

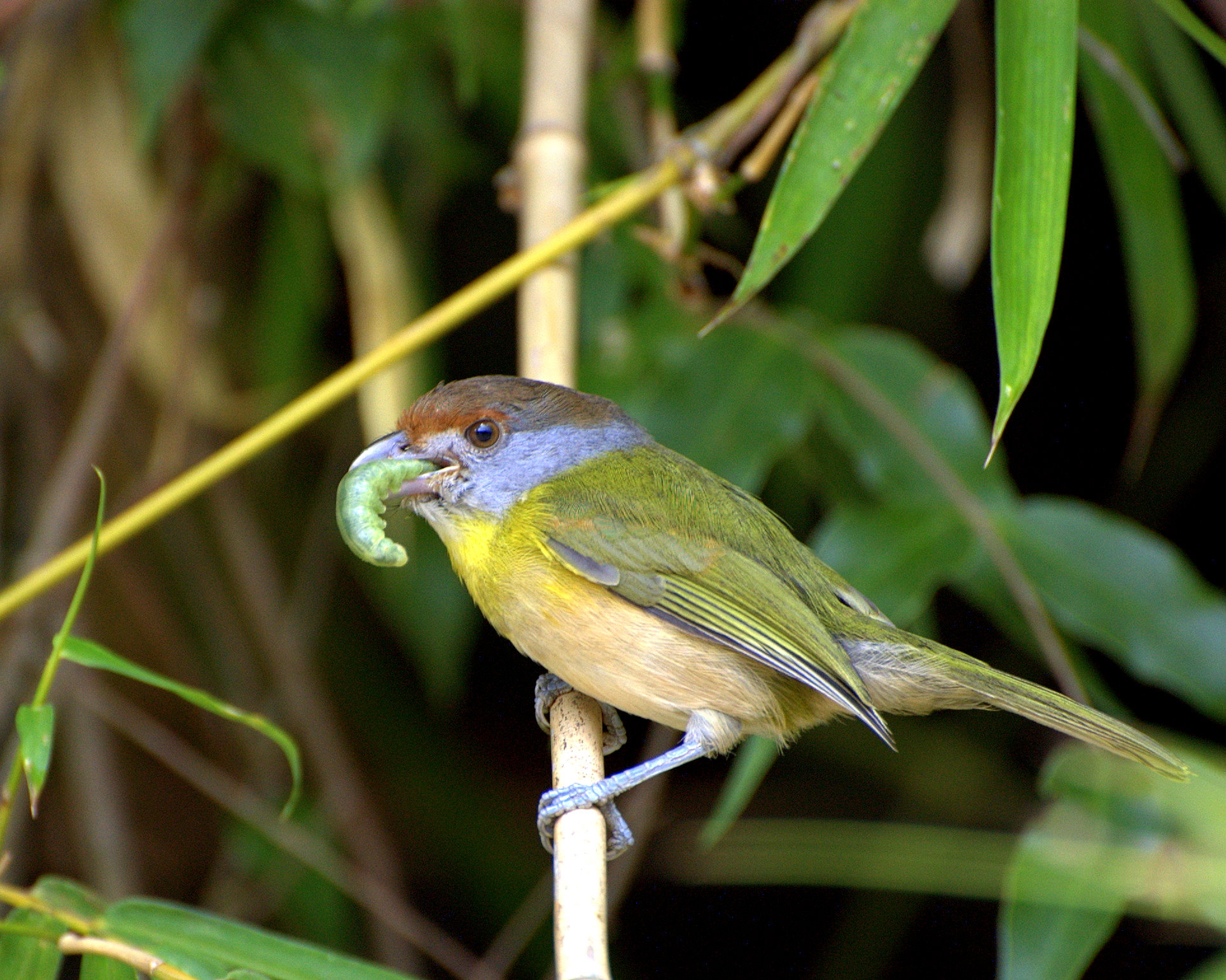
Pitiguari

- Vireolanius leucotis (Swainson, 1838) - Assobiador-do-castanhal
- Vireo olivaceus (Linnaeus, 1766) - Juruviara-boreal V
- Vireo chivi (Vieillot, 1817) - Juruviara
- Vireo gracilirostris Sharpe, 1890 - Juruviara-de-noronha E
- Vireo flavoviridis (Cassin, 1851) - Juruviara-verde-amarelada V
- Vireo altiloquus (Vieillot, 1808) - Juruviara-barbuda V
- Hylophilus poicilotis Temminck, 1822 - Verdinho-coroado
- Hylophilus amaurocephalus (Nordmann, 1835) - Vite-vite-de-olho-cinza E
- Hylophilus thoracicus Temminck, 1822 - Vite-vite
- Hylophilus semicinereus Sclater & Salvin, 1867 - Verdinho-da-várzea
- Hylophilus pectoralis Sclater, 1866 - Vite-vite-de-cabeça-cinza
- Hylophilus sclateri Salvin & Godman, 1883 - Vite-vite-do-tepui
- Hylophilus brunneiceps Sclater, 1866 - Vite-vite-de-cabeça-marrom
- Hylophilus hypoxanthus Pelzeln, 1868 - Vite-vite-de-barriga-amarela
- Hylophilus muscicapinus Sclater & Salvin, 1873 - Vite-vite-camurça
- Hylophilus ochraceiceps Sclater, 1859 - Vite-vite-uirapuru

Família Corvidae Leach, 1820
- Cyanocorax violaceus Du Bus, 1847 - Gralha-violácea
- Cyanocorax cyanomelas (Vieillot, 1818) - Gralha-do-pantanal
- Cyanocorax caeruleus (Vieillot, 1818) - Gralha-azul

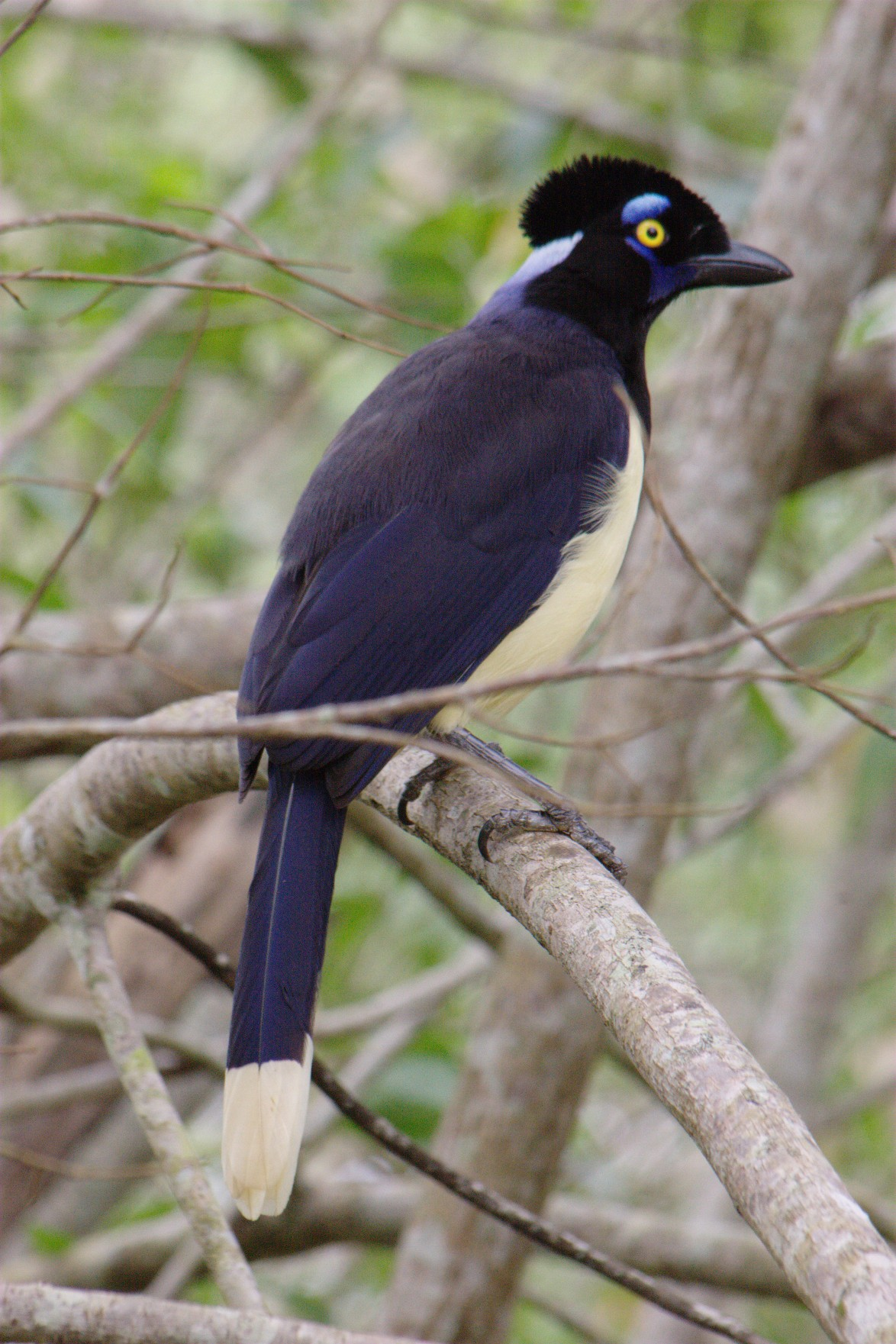
Gralha-picaça

- Cyanocorax cristatellus (Temminck, 1823) - Gralha-do-campo
- Cyanocorax cayanus (Linnaeus, 1766) - Gralha-da-guiana
- Cyanocorax heilprini Gentry, 1885 - Gralha-de-nuca-azul
- Cyanocorax hafferi Cohn-Haft, Junior, Fernandes & Ribas, 2013 - Cancão-da-campina E
- Cyanocorax chrysops (Vieillot, 1818) - Gralha-picaça
- Cyanocorax cyanopogon (Wied, 1821) - Gralha-cancã E

Família Hirundinidae Rafinesque, 1815

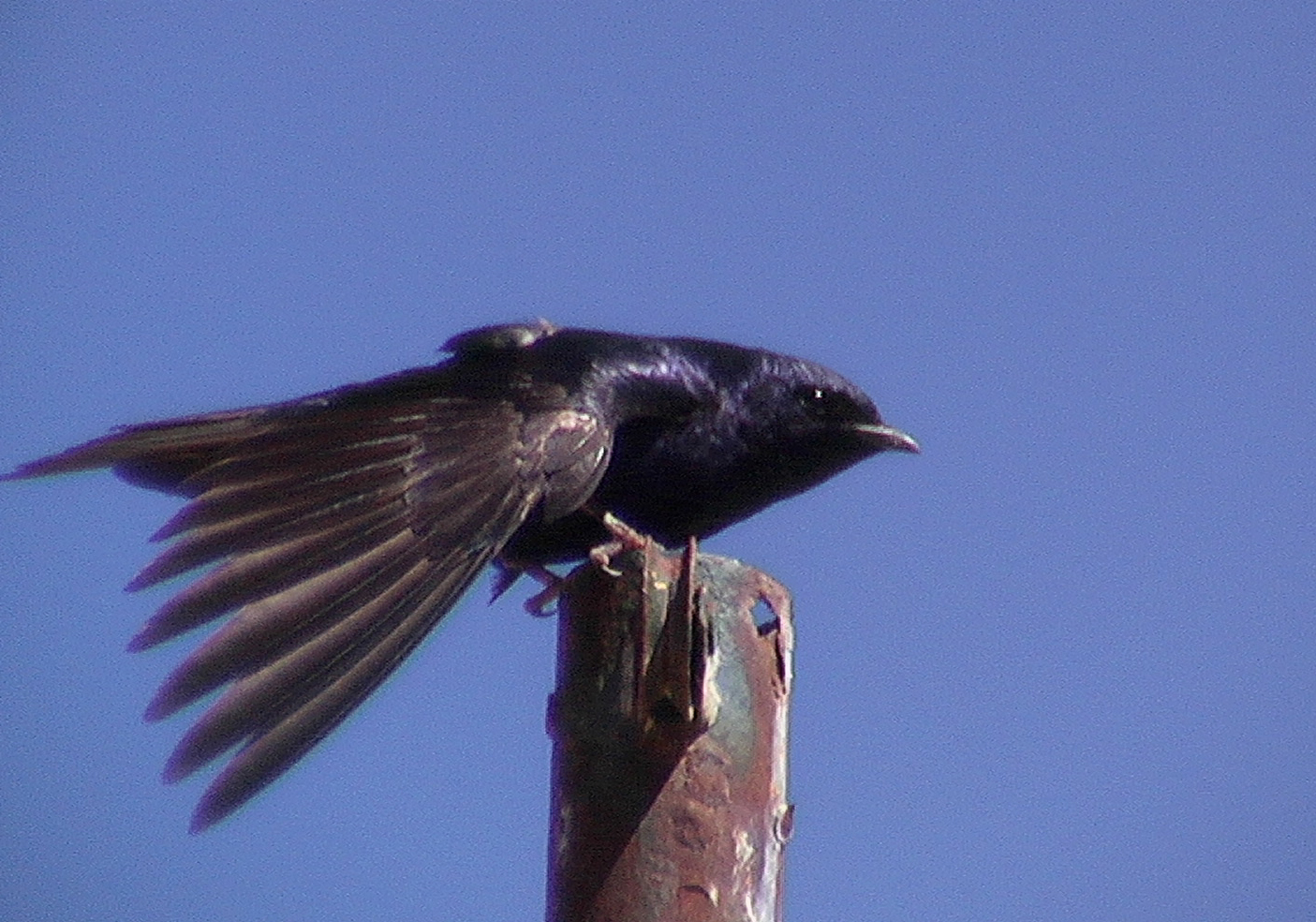
Andorinha-do-sul

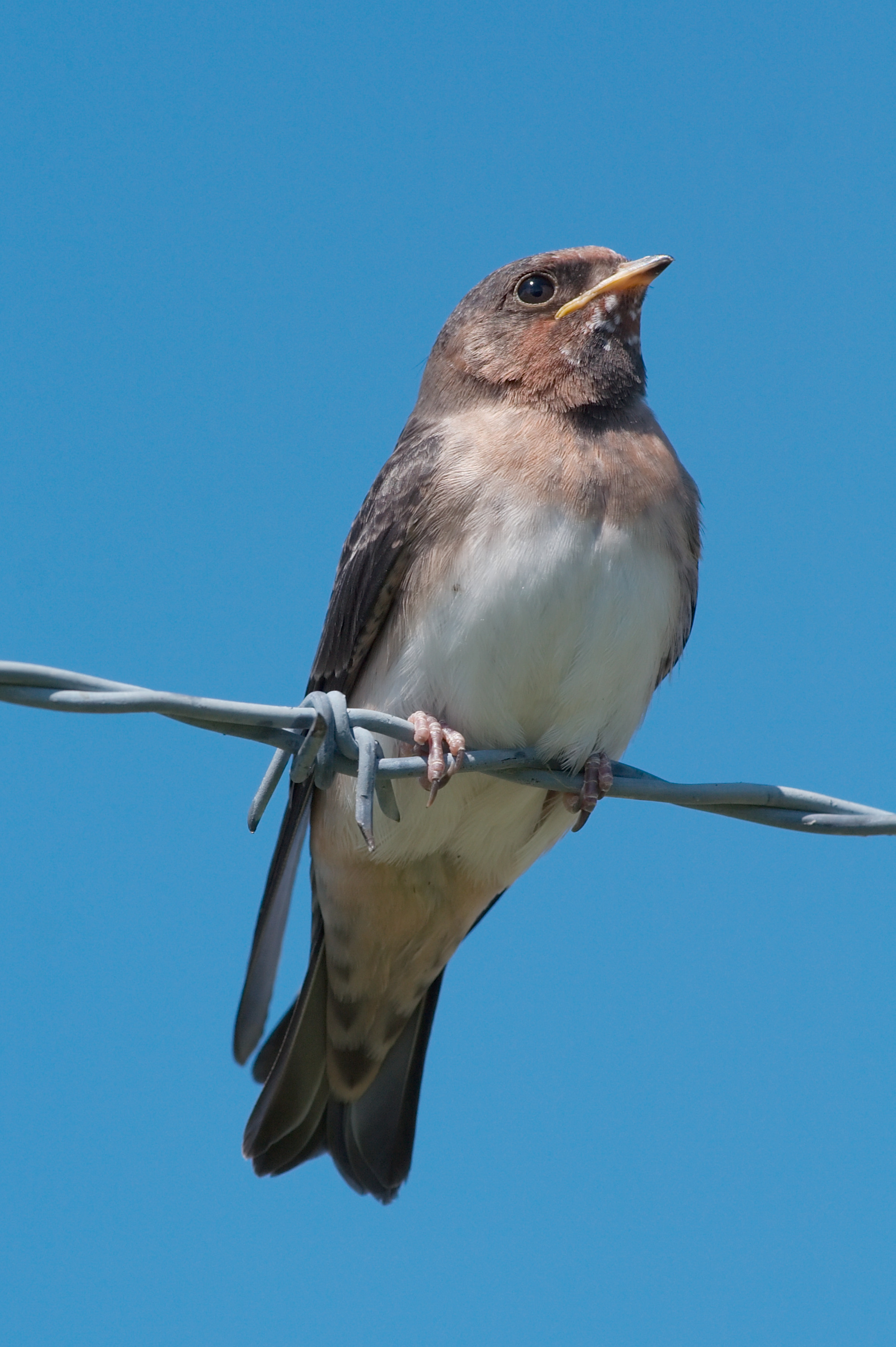
Andorinha-de-dorso-acanelado

- Pygochelidon cyanoleuca (Vieillot, 1817) - Andorinha-pequena-de-casa
- Pygochelidon melanoleuca (Wied, 1820) - Andorinha-de-coleira
- Alopochelidon fucata (Temminck, 1822) - Andorinha-morena
- Atticora fasciata (Gmelin, 1789) - Peitoril
- Atticora tibialis (Cassin, 1853) - Calcinha-branca
- Stelgidopteryx ruficollis (Vieillot, 1817) - Andorinha-serradora
- Progne tapera (Vieillot, 1817) - Andorinha-do-campo
- Progne subis (Linnaeus, 1758) - Andorinha-azul V
- Progne chalybea (Gmelin, 1789) - Andorinha-doméstica-grande
- Progne elegans Baird, 1865 - Andorinha-do-sul V
- Tachycineta albiventer (Boddaert, 1783) - Andorinha-do-rio
- Tachycineta leucorrhoa (Vieillot, 1817) - Andorinha-de-sobre-branco
- Tachycineta leucopyga (Meyen, 1834) - Andorinha-chilena V
- Riparia riparia (Linnaeus, 1758) - Andorinha-do-barranco V
- Hirundo rustica Linnaeus, 1758 - Andorinha-de-bando V
- Petrochelidon pyrrhonota (Vieillot, 1817) - Andorinha-de-dorso-acanelado V

Família Troglodytidae Swainson, 1831

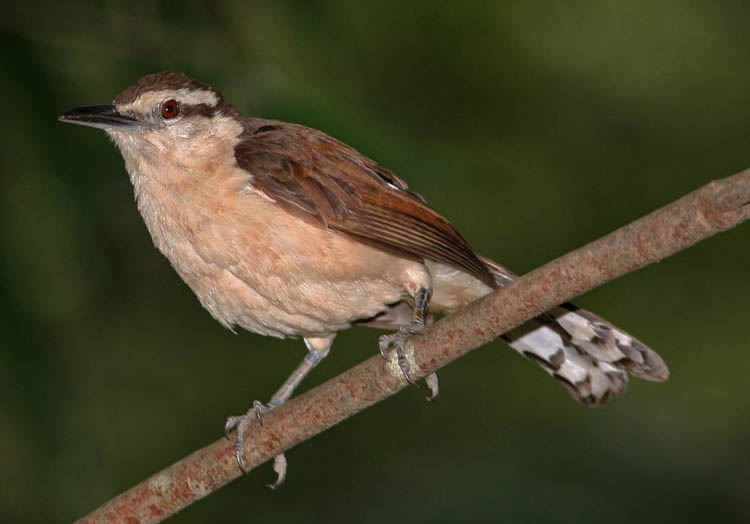
Garrincha-dos-lhanos

- Microcerculus marginatus (Sclater, 1855) - Uirapuru-veado
- Microcerculus ustulatus Salvin & Godman, 1883 - Flautista-do-tepui
- Microcerculus bambla (Boddaert, 1783) - Uirapuru-de-asa-branca
- Odontorchilus cinereus (Pelzeln, 1868) - Cambaxirra-cinzenta
- Troglodytes musculus Naumann, 1823 - Corruíra
- Troglodytes rufulus Cabanis, 1849 - Corruíra-do-tepui
- Cistothorus platensis (Latham, 1790) - Corruíra-do-campo
- Campylorhynchus griseus (Swainson, 1838) - Garrincha-dos-lhanos
- Campylorhynchus turdinus (Wied, 1831) - Catatau
- Pheugopedius genibarbis (Swainson, 1838) - Garrinchão-pai-avô
- Pheugopedius coraya (Gmelin, 1789) - Garrinchão-coraia
- Cantorchilus leucotis (Lafresnaye, 1845) - Garrinchão-de-barriga-vermelha
- Cantorchilus guarayanus (d'Orbigny & Lafresnaye, 1837) - Garrincha-do-oeste
- Cantorchilus longirostris (Vieillot, 1819) - Garrinchão-de-bico-grande E
- Cantorchilus griseus (Todd, 1925) - Garrincha-cinza E
- Henicorhina leucosticta (Cabanis, 1847) - Uirapuru-de-peito-branco
- Cyphorhinus arada (Hermann, 1783) - Uirapuru-verdadeiro

Família Donacobidae Aleixo & Pacheco, 2006
- Donacobius atricapilla (Linnaeus, 1766) - Japacanim

Família Polioptilidae Baird, 1858
- Microbates collaris (Pelzeln, 1868) - Bico-assovelado-de-coleira
- Ramphocaenus melanurus Vieillot, 1819 - Bico-assovelado
- Polioptila plumbea (Gmelin, 1788) - Balança-rabo-de-chapéu-preto
- Polioptila lactea Sharpe, 1885 - Balança-rabo-leitoso
- Polioptila guianensis Todd, 1920 - Balança-rabo-da-copa
- Polioptila paraensis Todd, 1937 - Balança-rabo-paraense E
- Polioptila attenboroughi Whittaker, Aleixo, Whitney, Smith & Klicka, 2013 - Balança-rabo-do-inambari E
- Polioptila facilis Zimmer, 1942 - Balança-rado-do-rio-negro
- Polioptila dumicola (Vieillot, 1817) Balança-rabo-de-máscara

Família Turdidae Rafinesque, 1815

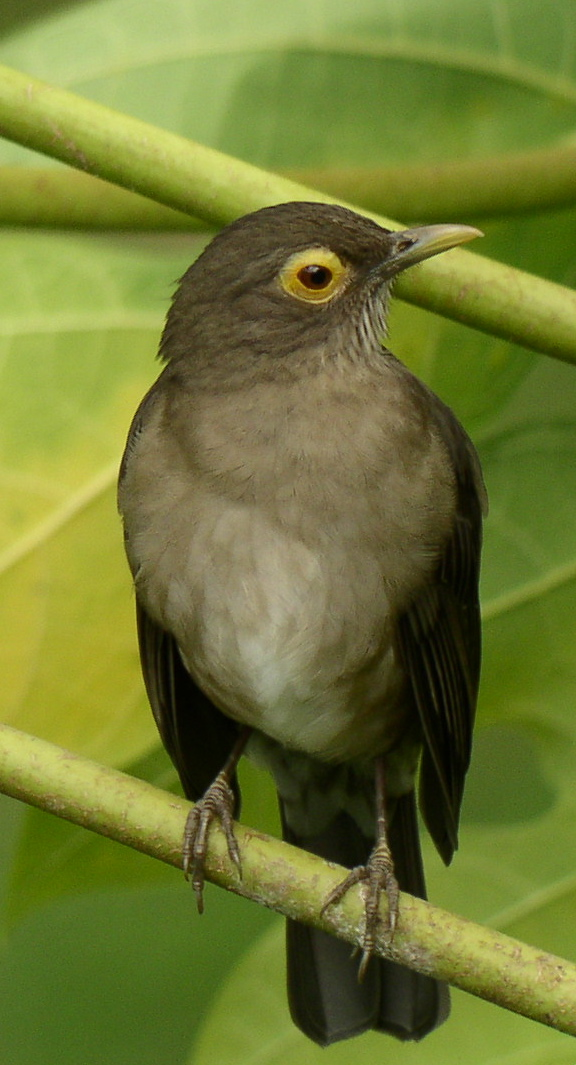
Caraxué

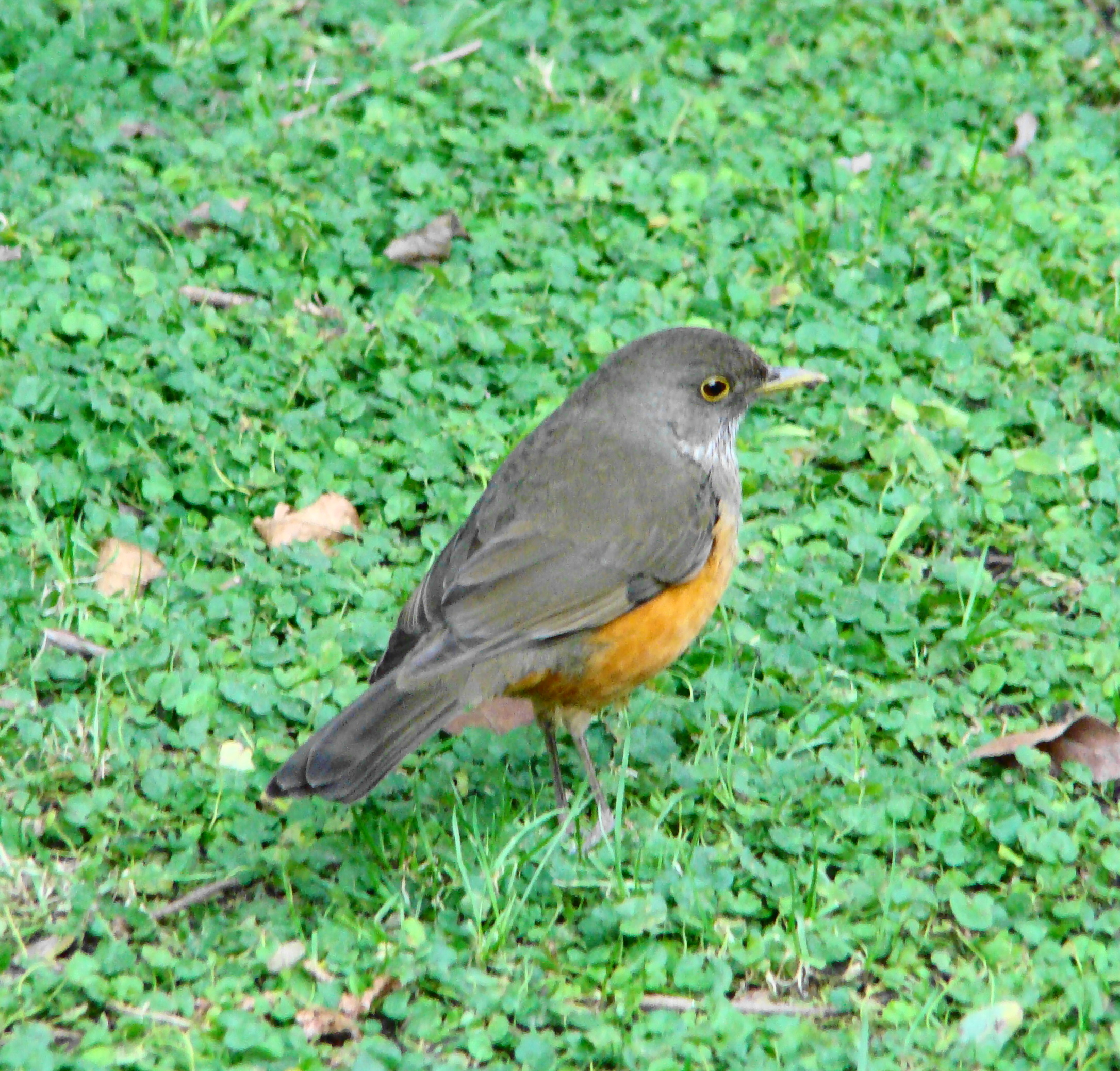
Sabiá-laranjeira

- Catharus fuscescens (Stephens, 1817) - Sabiá-norte-americano V
- Catharus minimus (Lafresnaye, 1848) - Tordo-de-faces-cinzentas V
- Catharus swainsoni (Tschudi, 1845) - Sabiá-de-óculos V
- Cichlopsis leucogenys Cabanis, 1851 - Sabiá-castanho
- Turdus iliacus Linnaeus, 1766 - Sabiá-ruivo VA
- Turdus leucops (Taczanowski, 1877) - Sabiá-preto
- Turdus flavipes (Vieillot, 1818) - Sabiá-una
- Turdus rufiventris Vieillot, 1818 - Sabiá-laranjeira
- Turdus nudigenis Lafresnaye, 1848 - Caraxué
- Turdus sanchezorum O’Neill, Lane & Naka, 2011 - Sabiá-da-várzea
- Turdus leucomelas Vieillot, 1818 - Sabiá-barranco
- Turdus hauxwelli Lawrence, 1869 - Sabiá-bicolor
- Turdus fumigatus Lichtenstein, 1823 - Sabiá-da-mata
- Turdus lawrencii Coues, 1880 - Caraxué-de-bico-amarelo
- Turdus ignobilis Sclater, 1858 - Caraxué-de-bico-preto
- Turdus amaurochalinus Cabanis, 1850 - Sabiá-poca
- Turdus olivater (Lafresnaye, 1848) - Sabiá-de-cabeça-preta
- Turdus subalaris (Seebohm, 1887) - Sabiá-ferreiro
- Turdus albicollis Vieillot, 1818 - Sabiá-coleira

Família Mimidae Bonaparte, 1853
- Mimus gilvus (Vieillot, 1807) - Sabiá-da-praia
- Mimus saturninus (Lichtenstein, 1823) - Sabiá-do-campo

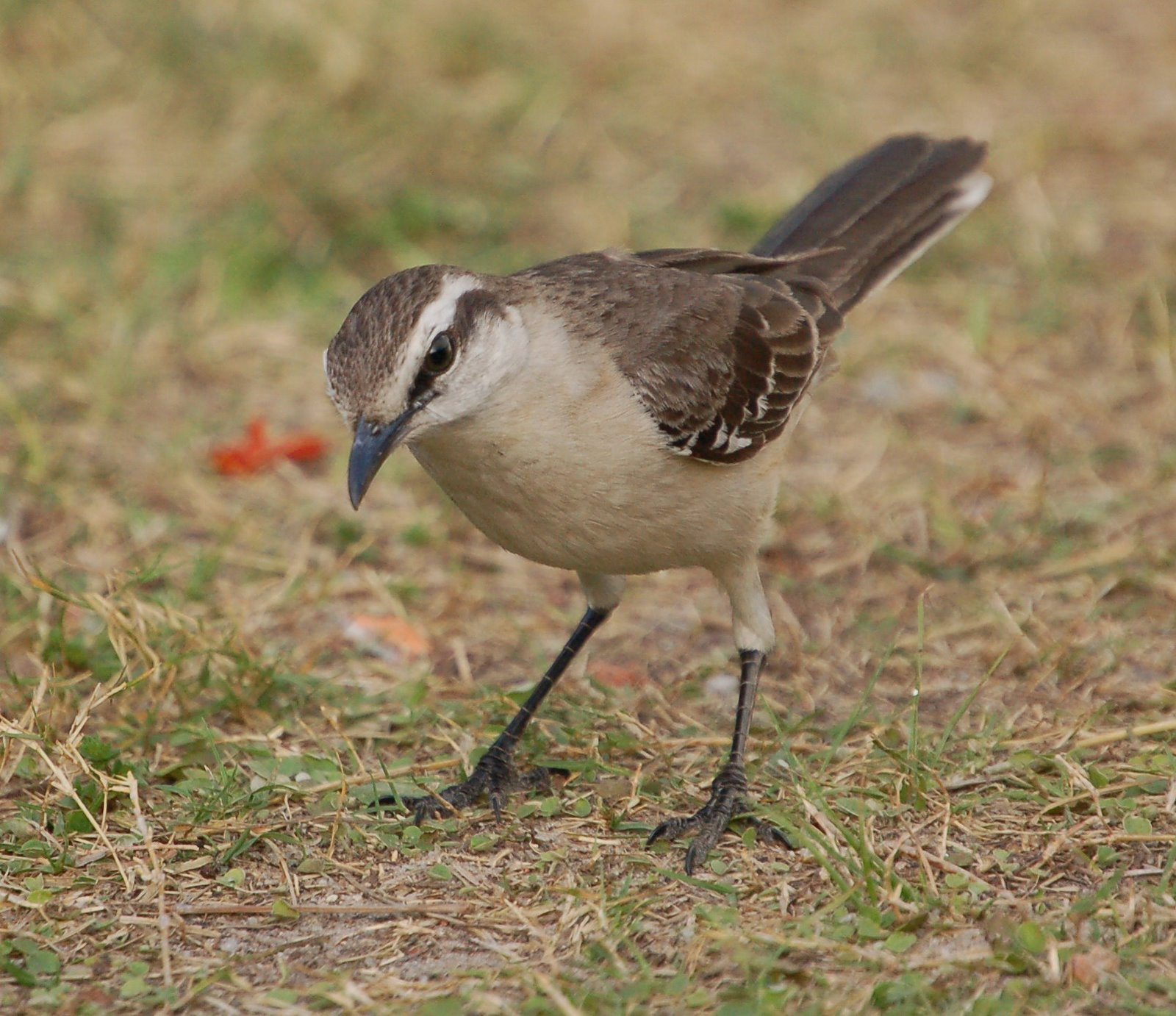
Sabiá-do-campo

- Mimus triurus (Vieillot, 1818) - Calhandra-de-três-rabos V

Família Motacillidae Horsfield, 1821
- Anthus lutescens Pucheran, 1855 - Caminheiro-zumbidor
- Anthus furcatus d'Orbigny & Lafresnaye, 1837 - Caminheiro-de-unha-curta
- Anthus correndera Vieillot, 1818 - Caminheiro-de-espora
- Anthus nattereri Sclater, 1878 - Caminheiro-grande
- Anthus hellmayri Hartert, 1909 - Caminheiro-de-barriga-acanelada

Família Passerellidae Cabanis & Heine, 1850
- Zonotrichia capensis (Statius Müler, 1776) - Tico-tico
- Ammodramus humeralis (Bosc, 1792) - Tico-tico-do-campo
- Ammodramus aurifrons (Spix, 1825) - Cigarrinha-do-campo
- Arremonops conirostris (Bonaparte, 1850) - Tico-tico-cantor
- Arremon taciturnus (Hermann, 1783) - Tico-tico-de-bico-preto
- Arremon semitorquatus Swainson, 1838 - Tico-tico-do-mato E
- Arremon franciscanus Raposo, 1997 - Tico-tico-do-são-francisco E
- Arremon flavirostris Swainson, 1838 - Tico-tico-de-bico-amarelo
- Atlapetes personatus (Cabanis, 1848) - Tico-tico-do-tepui

Família Parulidae Wetmore, Friedman, Licoln, Miller, Peters, van Rossem, Van Tyne & Zimmer, 1947

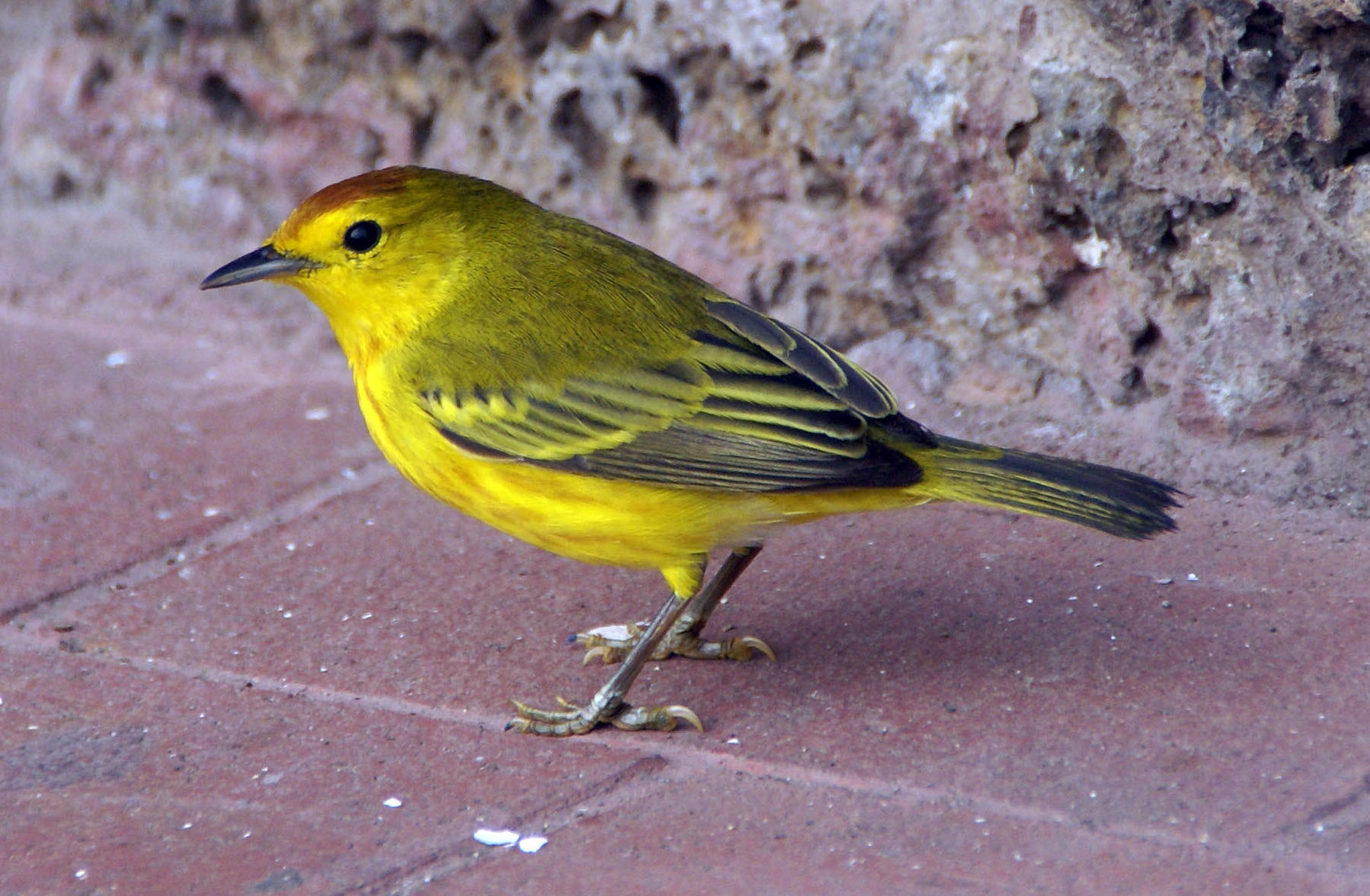
Mariquita-amarela

- Protonotaria citrea (Boddaert, 1783) - Mariquita-protonotária PO
- Parkesia noveboracensis (Gmelin, 1789) - Mariquita-boreal VA
- Setophaga pitiayumi (Vieillot, 1817) - Mariquita
- Setophaga petechia (Linnaeus, 1766) - Mariquita-amarela V
- Setophaga striata (Forster, 1772) - Mariquita-de-perna-clara V
- Setophaga fusca (Statius Müller, 1776) - Mariquita-papo-de-fogo V
- Setophaga cerulea (Wilson, 1810) - Mariquita-azul PO
- Setophaga virens (Gmelin, 1789) - Mariquita-de-garganta-preta PO
- Setophaga ruticilla (Linnaeus, 1758) - Mariquita-de-rabo-vermelho VA
- Geothlypis agilis (Wilson, 1812) - Mariquita-de-connecticut VA
- Geothlypis aequinoctialis (Gmelin, 1789) - Pia-cobra
- Cardellina canadensis (Linnaeus, 1766) - Mariquita-do-canadá PO
- Myioborus miniatus (Swainson, 1827) - Mariquita-cinza
- Myioborus castaneocapillus (Cabanis, 1849) - Mariquita-de-cabeça-parda
- Basileuterus culicivorus (Deppe, 1830) - Pula-pula
- Myiothlypis bivittata (d'Orbigny & Lafresnaye, 1837) - Pula-pula-de-duas-fitas
- Myiothlypis flaveola (Baird, 1865) - Canário-do-mato
- Myiothlypis leucoblepharus (Vieillot, 1817) - Pula-pula-assobiador
- Myiothlypis leucophrys (Pelzeln, 1868) - Pula-pula-de-sobrancelha E
- Myiothlypis fulvicauda (Spix, 1825) - Pula-pula-de-cauda-avermelhada
- Myiothlypis mesoleuca (Sclater, 1866) - Pula-pula-da-guiana
- Myiothlypis rivularis (Wied, 1821) - Pula-pula-ribeirinho

Família Icteridae Vigors, 1825

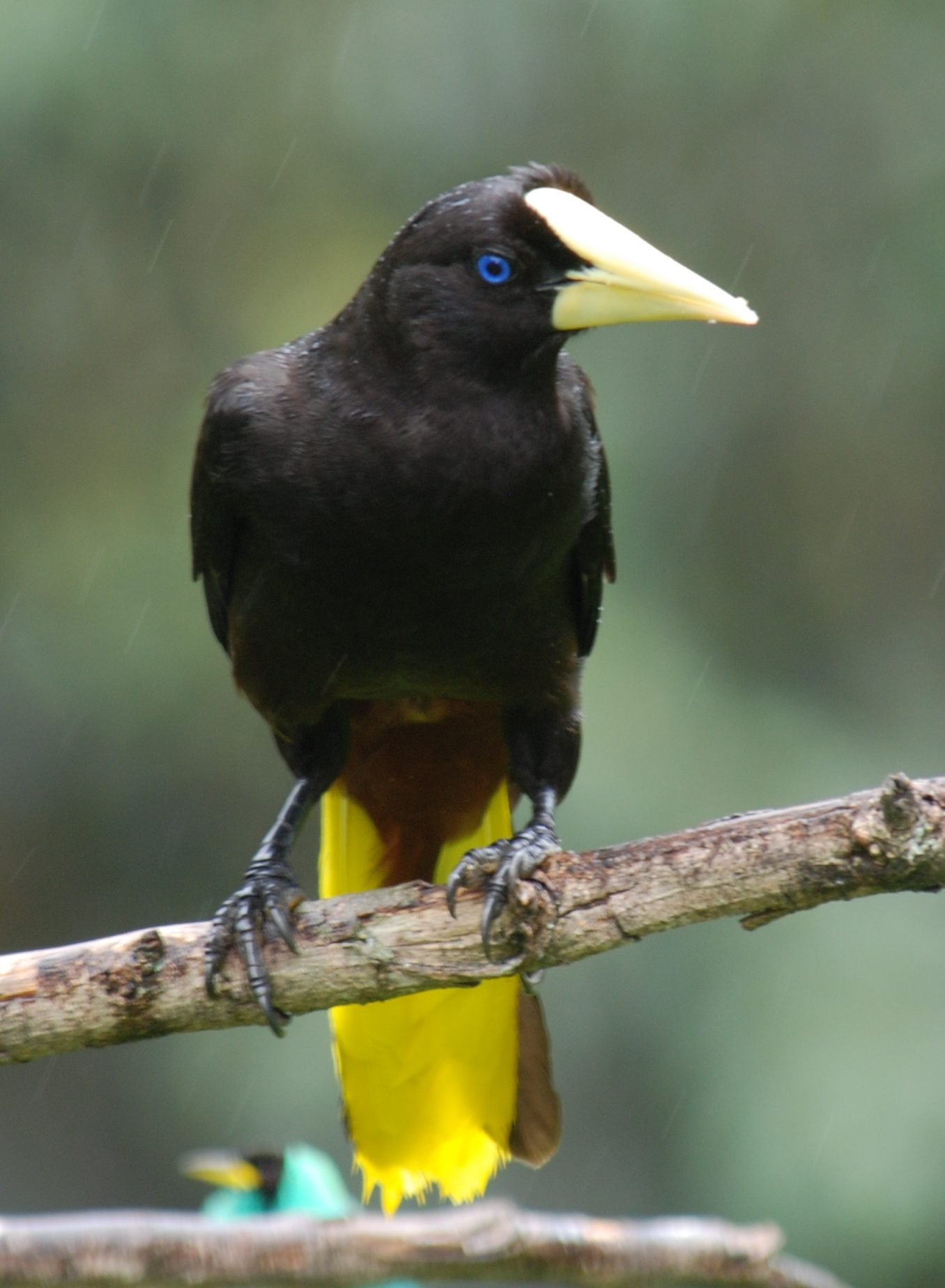
Japu

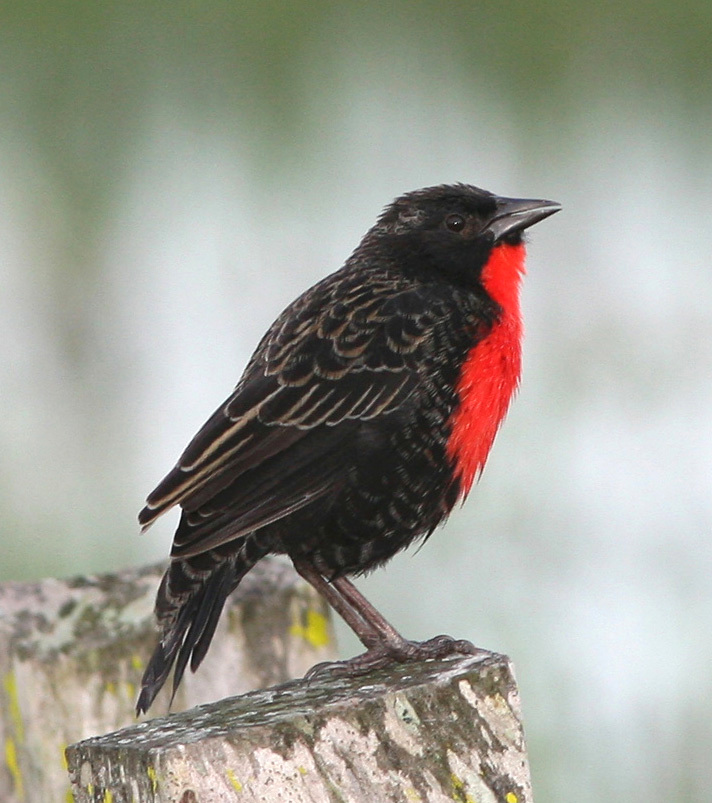
Polícia-inglesa-do-norte

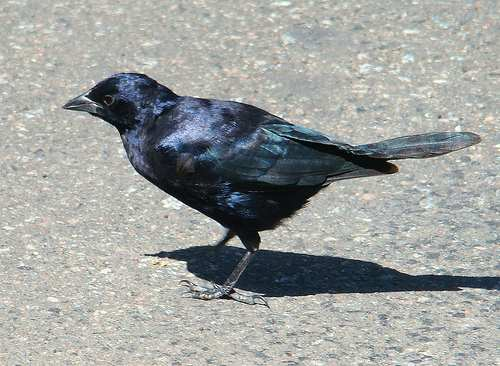
Vira-bosta

- Psarocolius angustifrons (Spix, 1824) - Japu-pardo
- Psarocolius viridis (Statius Müller, 1776) - Japu-verde
- Psarocolius decumanus (Pallas, 1769) - Japu
- Psarocolius bifasciatus (Spix, 1824) - Japuaçu
- Procacicus solitarius (Vieillot, 1816) - Iraúna-de-bico-branco
- Cacicus chrysopterus (Vigors, 1825) - Tecelão
- Cacicus haemorrhous (Linnaeus, 1766) - Guaxe
- Cacicus latirostris (Swainson, 1838) - Japu-de-rabo-verde
- Cacicus koepckeae Lowery & O’Neill, 1965 - Tecelão-do-acre PO
- Cacicus cela (Linnaeus, 1758) - Xexéu
- Clypicterus oseryi (Deville, 1849) - Japu-de-capacete
- Icterus cayanensis (Linnaeus, 1766) - Inhapim
- Icterus pyrrhopterus (Vieillot, 1819) - Encontro
- Icterus chrysocephalus (Linnaeus, 1766) - Rouxinol-do-rio-negro
- Icterus nigrogularis (Hahn, 1819) - João-pinto-amarelo
- Icterus jamacaii (Gmelin, 1788) - Corrupião E
- Icterus croconotus (Wagler, 1829) - João-pinto
- Macroagelaius imthurni (Sclater, 1881) - Iraúna-da-guiana
- Gymnomystax mexicanus (Linnaeus, 1766) - Iratauá-grande
- Lampropsar tanagrinus (Spix, 1824) - Iraúna-velada
- Gnorimopsar chopi (Vieillot, 1819) - Graúna
- Curaeus forbesi (Sclater, 1886) - Anumará E
- Amblyramphus holosericeus (Scopoli, 1786) - Cardeal-do-banhado
- Agelasticus cyanopus (Vieillot, 1819) - Carretão
- Agelasticus thilius (Molina, 1782) - Sargento
- Chrysomus ruficapillus (Vieillot, 1819) - Garibaldi
- Chrysomus icterocephalus (Linnaeus, 1766) - Iratauá-pequeno
- Xanthopsar flavus (Gmelin, 1788) - Veste-amarela
- Pseudoleistes guirahuro (Vieillot, 1819) - Chopim-do-brejo
- Pseudoleistes virescens (Vieillot, 1819) - Dragão
- Agelaioides badius (Vieillot, 1819) - Asa-de-telha
- Agelaioides fringillarius (Spix 1824) - Asa-de-telha-pálido E
- Molothrus rufoaxillaris (Cassin, 1866) - Vira-bosta-picumã
- Molothrus oryzivorus (Gmelin, 1788) - Iraúna-grande
- Molothrus bonariensis (Gmelin, 1789) - Vira-bosta
- Quiscalus lugubris (Swainson, 1838) - Iraúna-do-norte
- Sturnella militaris (Linnaeus, 1758) - Polícia-inglesa-do-norte
- Sturnella superciliaris (Bonaparte, 1850) - Polícia-inglesa-do-sul
- Sturnella defilippii (Bonaparte, 1850) - Peito-vermelho-grande D
- Sturnella magna (Linnaeus, 1758) - Pedro-ceroulo
- Dolichonyx oryzivorus (Linnaeus, 1758) - Triste-pia V

Família Mitrospingidae Barker, Burns, Klicka, Lanyon & Lovette, 2013
- Lamprospiza melanoleuca (Vieillot, 1817) - Pipira-de-bico-vermelho
- Mitrospingus oleagineus (Salvin, 1886) - Pipira-olivácea
- Orthogonys chloricterus (Vieillot, 1819) - Catirumbava E

Família Thraupidae Cabanis, 1847
- Coereba flaveola (Linnaeus, 1758) - Cambacica

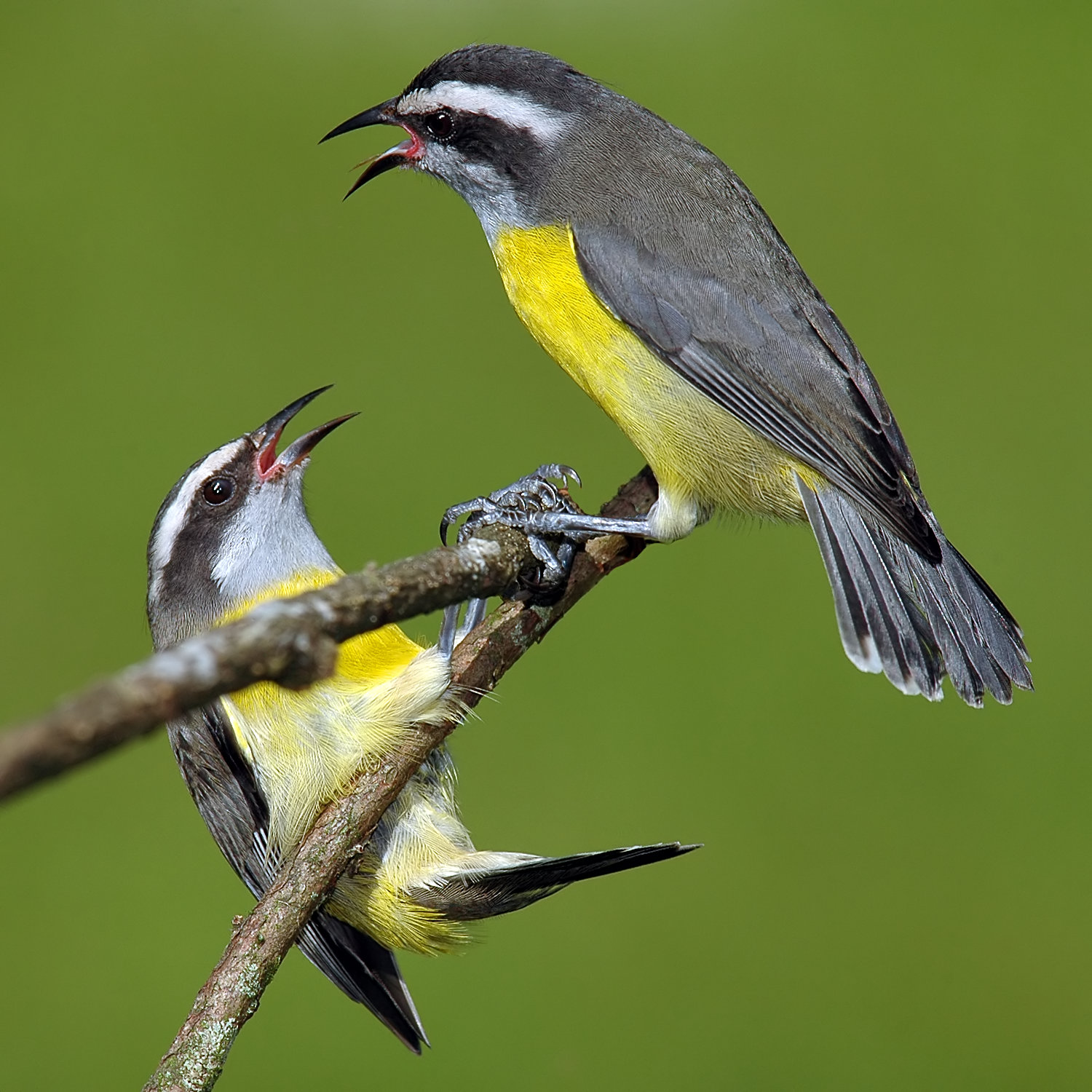
Cambacica

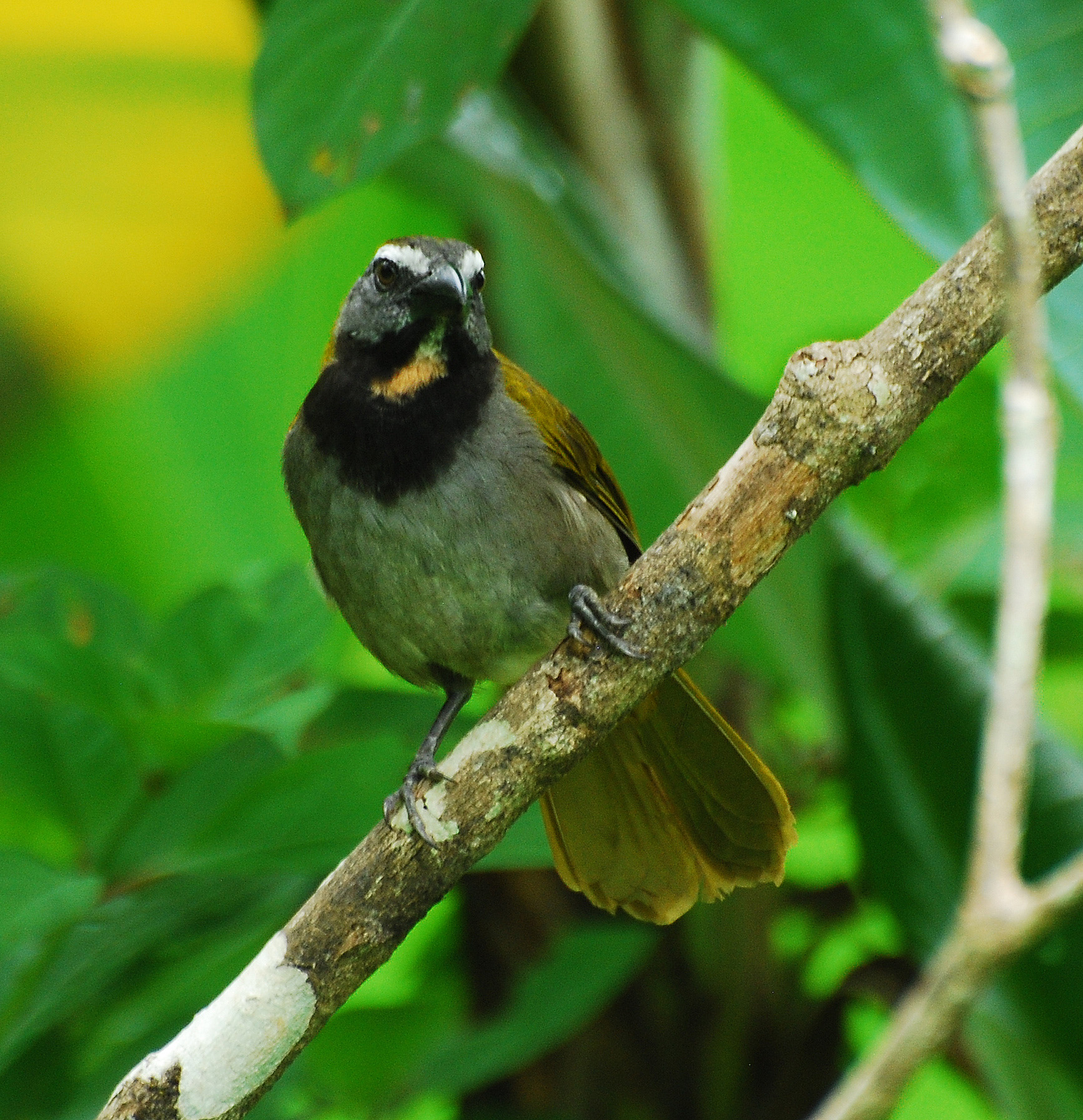
Tempera-viola

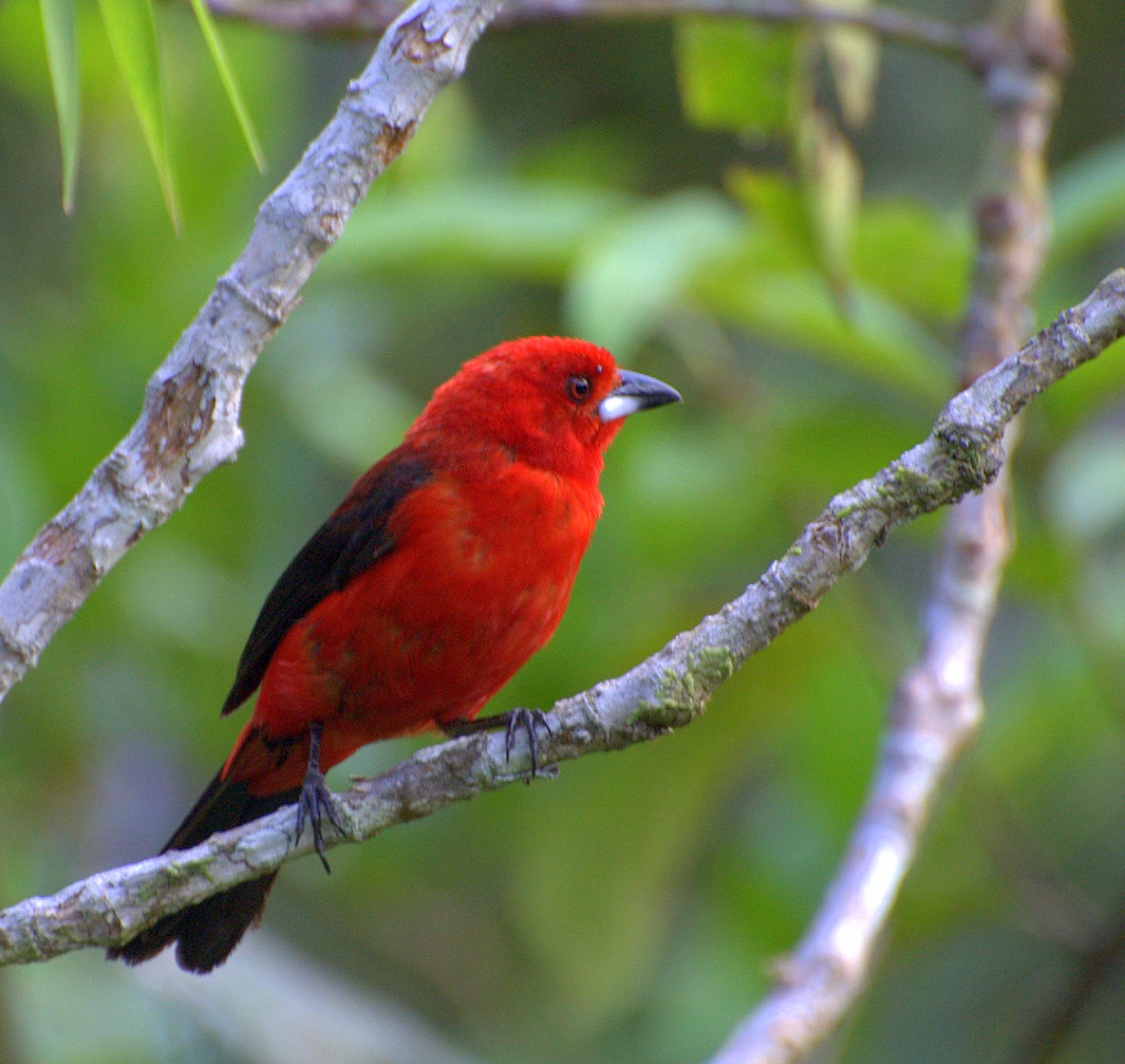
Tiê-sangue

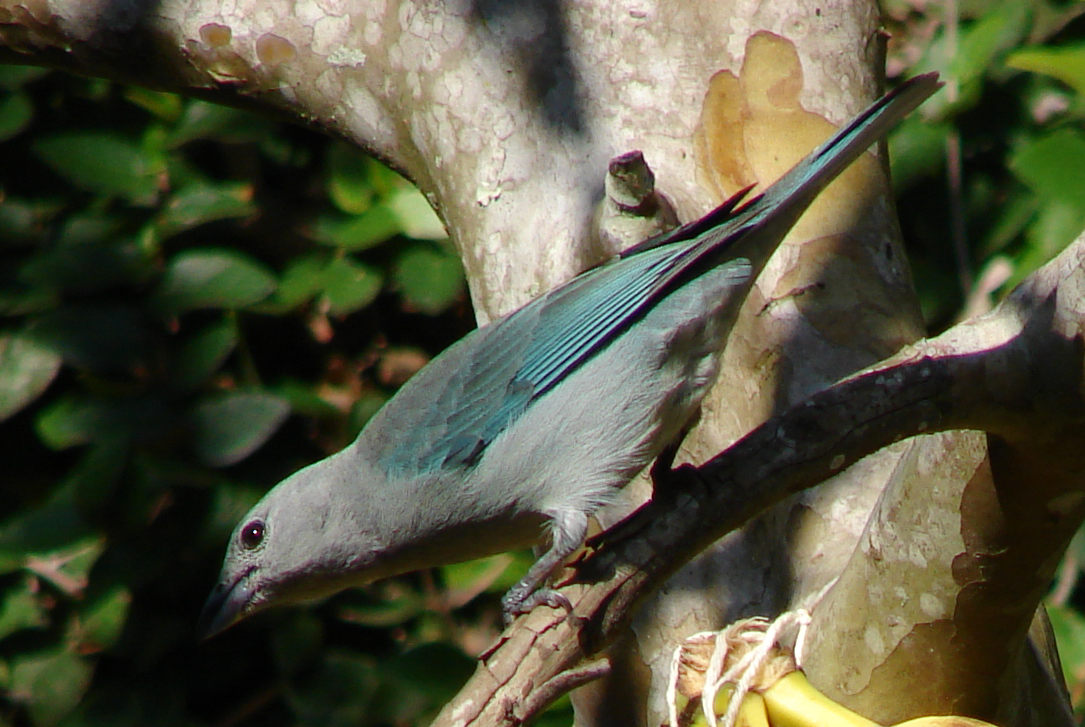
Sanhaçu-cinzento

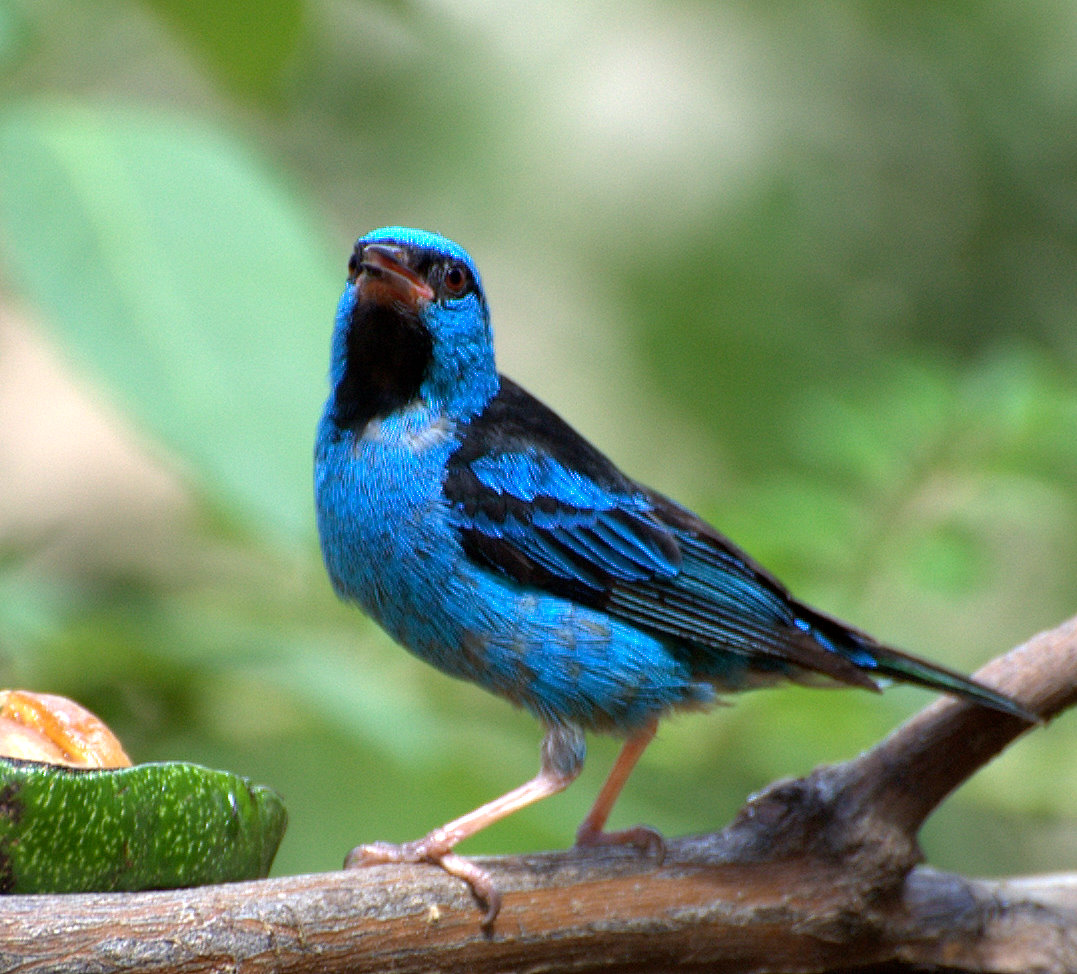
Saí-azul

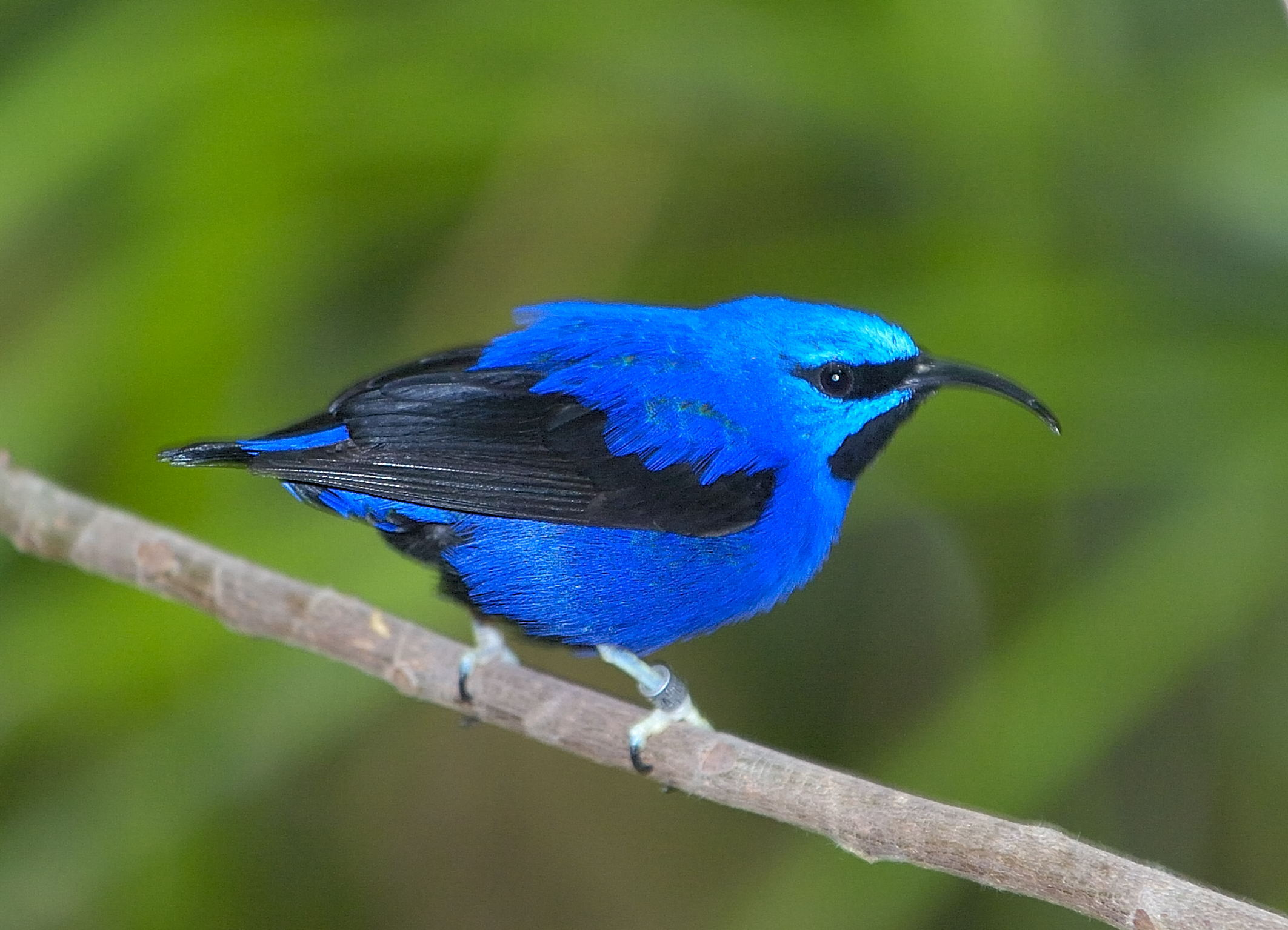
Saí-de-perna-amarela

- Saltatricula atricollis Vieillot, 1817 - Batuqueiro
- Saltatricula multicolor (Burmeister, 1860) - Batuqueiro-chaquenho
- Saltator grossus (Linnaeus, 1766) - Bico-encarnado
- Saltator fuliginosus (Daudin, 1800) - Bico-de-pimenta
- Saltator maximus (Statius Müller, 1776) - Tempera-viola
- Saltator azarae d’Orbigny, 1839 - Sabiá-gongá-da-amazônia
- Saltator coerulescens Vieillot, 1817 - Sabiá-gongá
- Saltator similis d'Orbigny & Lafresnaye, 1837 - Trinca-ferro-verdadeiro
- Saltator maxillosus Cabanis, 1851 - Bico-grosso
- Saltator aurantiirostris Vieillot, 1817 - Bico-duro
- Parkerthraustes humeralis (Lawrence, 1867) - Furriel-de-encontro
- Orchesticus abeillei (Lesson, 1839) - Sanhaçu-pardo E
- Conothraupis speculigera (Gould, 1855) - Tiê-preto-e-branco V
- Conothraupis mesoleuca (Berlioz, 1939) - Tiê-bicudo E
- Compsothraupis loricata (Lichtenstein, 1819) - Tiê-caburé E
- Nemosia pileata (Boddaert, 1783) - Saíra-de-chapéu-preto
- Nemosia rourei (Cabanis, 1870) - Saíra-apunhalada E
- Thlypopsis sordida (d'Orbigny & Lafresnaye, 1837) - Saí-canário
- Pyrrhocoma ruficeps (Strickland, 1844) - Cabecinha-castanha
- Cypsnagra hirundinacea (Lesson, 1831) - Bandoleta
- Tachyphonus phoenicius (Swainson, 1838) - Tem-tem-de-dragona-vermelha
- Tachyphonus rufus (Boddaert, 1783) - Pipira-preta
- Tachyphonus coronatus (Vieillot, 1822) - Tiê-preto
- Ramphocelus nigrogularis (Spix, 1825) - Pipira-de-máscara
- Ramphocelus bresilius (Linnaeus, 1766) - Tiê-sangue E
- Ramphocelus carbo (Pallas, 1764) - Pipira-vermelha
- Lanio luctuosus (d'Orbigny & Lafresnaye, 1837) - Tem-tem-de-dragona-branca
- Lanio cristatus (Linnaeus, 1766) - Tiê-galo
- Lanio nattereri (Pelzeln, 1870) - Pipira-de-natterer E
- Lanio rufiventer (Spix, 1825) - Tem-tem-de-crista-amarela
- Lanio versicolor (d'Orbigny & Lafresnaye, 1837) - Pipira-de-asa-branca
- Lanio fulvus (Boddaert, 1783) - Pipira-parda
- Lanio surinamus (Linnaeus, 1766) - Tem-tem-de-topete-ferrugíneo
- Coryphospingus pileatus (Wied, 1821) - Tico-tico-rei-cinza
- Coryphospingus cucullatus (Statius Müller, 1776) - Tico-tico-rei
- Eucometis penicillata (Spix, 1825) - Pipira-da-taoca
- Trichothraupis melanops (Vieillot, 1818) - Tiê-de-topete
- Tangara gyrola (Linnaeus, 1758) - Saíra-de-cabeça-castanha
- Tangara schrankii (Spix, 1825) - Saíra-ouro
- Tangara mexicana (Linnaeus, 1766) - Saíra-de-bando
- Tangara brasiliensis (Linnaeus, 1766) - Cambada-de-chaves E
- Tangara chilensis (Vigors, 1832) - Sete-cores-da-amazônia
- Tangara velia (Linnaeus, 1758) - Saíra-diamante
- Tangara cyanomelas (Wied, 1830) - Saíra-pérola E
- Tangara callophrys (Cabanis, 1849) - Saíra-opala
- Tangara seledon (Statius Müller, 1776) - Saíra-sete-cores
- Tangara fastuosa (Lesson, 1831) - Pintor-verdadeiro E
- Tangara cyanocephala (Statius Müller, 1776) - Saíra-militar
- Tangara cyanoventris (Vieillot, 1819) - Saíra-douradinha E
- Tangara desmaresti (Vieillot, 1819) - Saíra-lagarta E
- Tangara varia (Statius Müller, 1776) - Saíra-carijó
- Tangara punctata (Linnaeus, 1766) - Saíra-negaça
- Tangara guttata (Cabanis, 1850) - Saíra-pintada
- Tangara xanthogastra (Sclater, 1851) - Saíra-de-barriga-amarela
- Thraupis episcopus (Linnaeus, 1766) - Sanhaçu-da-amazônia
- Thraupis sayaca (Linnaeus, 1766) - Sanhaçu-cinzento
- Thraupis cyanoptera (Vieillot, 1817) - Sanhaçu-de-encontro-azul E
- Thraupis palmarum (Wied, 1821) - Sanhaçu-do-coqueiro
- Thraupis ornata (Sparrman, 1789) - Sanhaçu-de-encontro-amarelo E
- Tangara nigrocincta (Bonaparte, 1838) - Saíra-mascarada
- Tangara cyanicollis (d'Orbigny & Lafresnaye, 1837) - Saíra-de-cabeça-azul
- Tangara argentea Lafresnaye, 1843 - Saíra-de-cabeça-preta
- Tangara peruviana (Desmarest, 1806) - Saíra-sapucaia E
- Tangara preciosa (Cabanis, 1850) - Saíra-preciosa
- Tangara cayana (Linnaeus, 1766) - Saíra-amarela
- Stephanophorus diadematus (Temminck, 1823) - Sanhaçu-frade
- Diuca diuca (Molina, 1782) – Diuca VA
- Neothraupis fasciata (Lichtenstein, 1823) - Cigarra-do-campo
- Cissopis leverianus (Gmelin, 1788) - Tietinga
- Schistochlamys melanopis (Latham, 1790) - Sanhaçu-de-coleira
- Schistochlamys ruficapillus (Vieillot, 1817) - Bico-de-veludo
- Paroaria coronata (Miller, 1776) - Cardeal
- Paroaria dominicana (Linnaeus, 1758) - Cardeal-do-nordeste E
- Paroaria baeri Hellmayr, 1907 - Cardeal-do-araguaia E
- Paroaria xinguensis Sick, 1950 - Cardeal-do-xingu E
- Paroaria gularis (Linnaeus, 1766) - Cardeal-da-amazônia
- Paroaria cervicalis Sclater, 1862 - Cardeal-da-bolívia
- Paroaria capitata (d'Orbigny & Lafresnaye, 1837) - Cavalaria
- Pipraeidea melanonota (Vieillot, 1819) - Saíra-viúva
- Pipraeidea bonariensis (Gmelin, 1789) - Sanhaçu-papa-laranja
- Cyanicterus cyanicterus (Vieillot, 1819) - Pipira-azul
- Tersina viridis (Illiger, 1811) - Saí-andorinha
- Dacnis albiventris (Sclater, 1852) - Saí-de-barriga-branca
- Dacnis lineata (Gmelin, 1789) - Saí-de-máscara-preta
- Dacnis flaviventer d'Orbigny & Lafresnaye, 1837 - Saí-amarela
- Dacnis nigripes Pelzeln, 1856 - Saí-de-pernas-pretas E
- Dacnis cayana (Linnaeus, 1766) - Saí-azul
- Cyanerpes nitidus (Hartlaub, 1847) - Saí-de-bico-curto
- Cyanerpes caeruleus (Linnaeus, 1758) - Saí-de-perna-amarela
- Cyanerpes cyaneus (Linnaeus, 1766) - Saíra-beija-flor
- Chlorophanes spiza (Linnaeus, 1758) - Saí-verde
- Hemithraupis guira (Linnaeus, 1766) - Saíra-de-papo-preto
- Hemithraupis ruficapilla (Vieillot, 1818) - Saíra-ferrugem E
- Hemithraupis flavicollis (Vieillot, 1818) - Saíra-galega
- Conirostrum speciosum (Temminck, 1824) - Figuinha-de-rabo-castanho
- Conirostrum bicolor (Vieillot, 1809) - Figuinha-do-mangue
- Conirostrum margaritae (Holt, 1931) - Figuinha-amazônica
- Diglossa duidae Chapman, 1929 - Fura-flor-escamado
- Diglossa major Cabanis, 1849 - Fura-flor-escamado

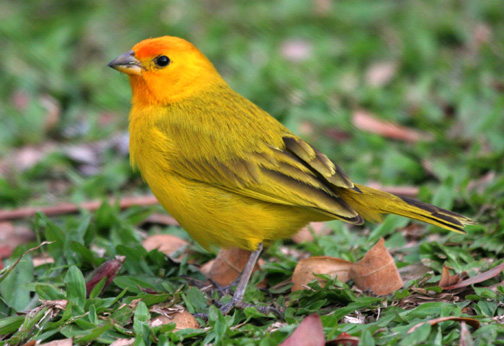
Canário-da-terra-verdadeiro

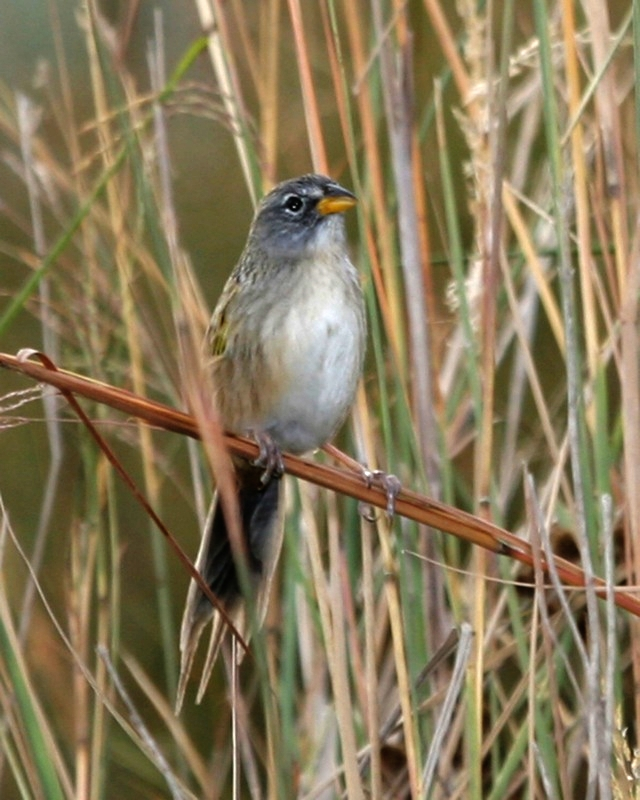
Canário-do-brejo

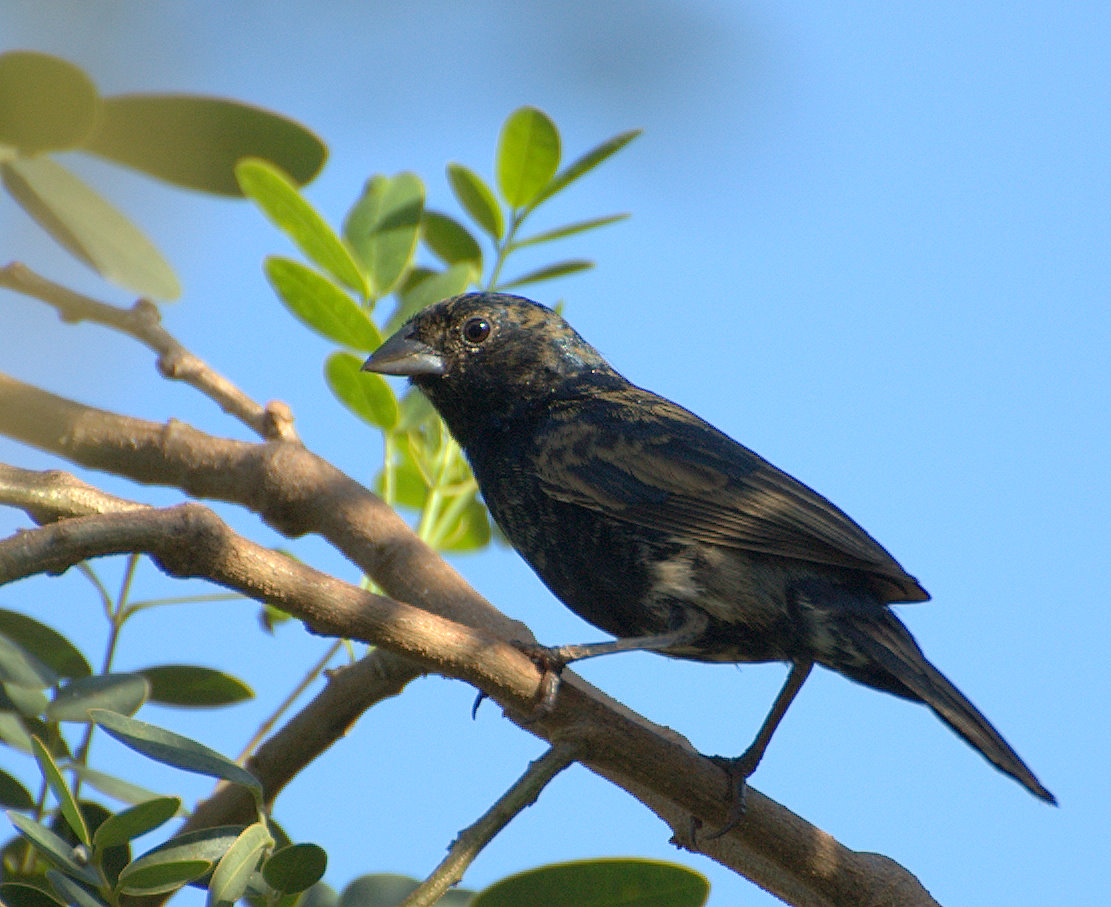
Tiziu

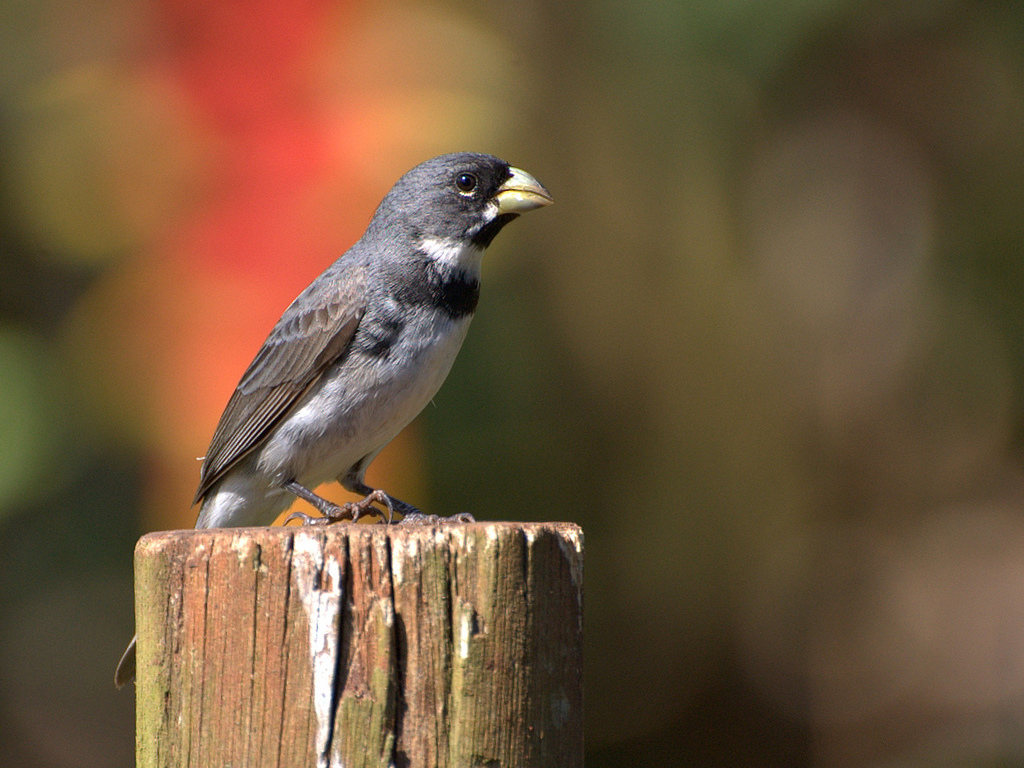
Coleirinho

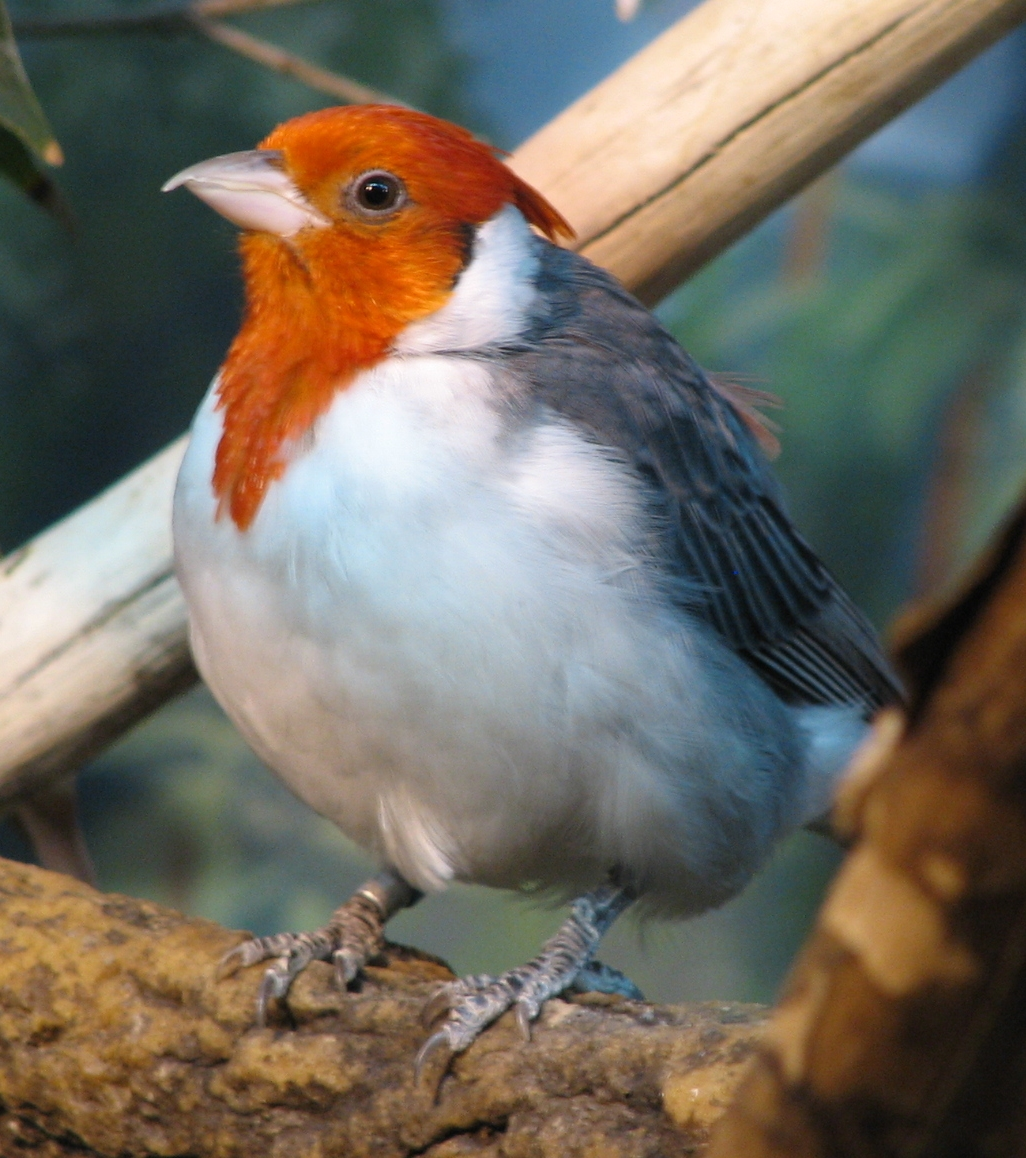
Cardeal

- Porphyrospiza caerulescens (Wied, 1830) - Campainha-azul
- Phrygilus fruticeti (Kittlitz, 1833) - Canário-andino-negro VA
- Haplospiza unicolor (Cabanis, 1851) Cigarra-bambu
- Donacospiza albifrons (Vieillot, 1817) - Tico-tico-do-banhado
- Poospiza thoracica (Nordmann, 1835) - Peito-pinhão E
- Poospiza nigrorufa (d'Orbigny & Lafresnaye, 1837) - Quem-te-vestiu
- Poospiza lateralis (Nordmann, 1835) - Quete E
- Poospiza cabanisi Bonaparte, 1850 - Tico-tico-da-taquara
- Poospiza melanoleuca (d'Orbigny & Lafresnaye, 1837) - Capacetinho
- Poospiza cinerea Bonaparte, 1850 - Capacetinho-do-oco-do-pau E

- Sicalis citrina Pelzeln, 1870 - Canário-rasteiro
- Sicalis columbiana Cabanis, 1851 - Canário-do-amazonas

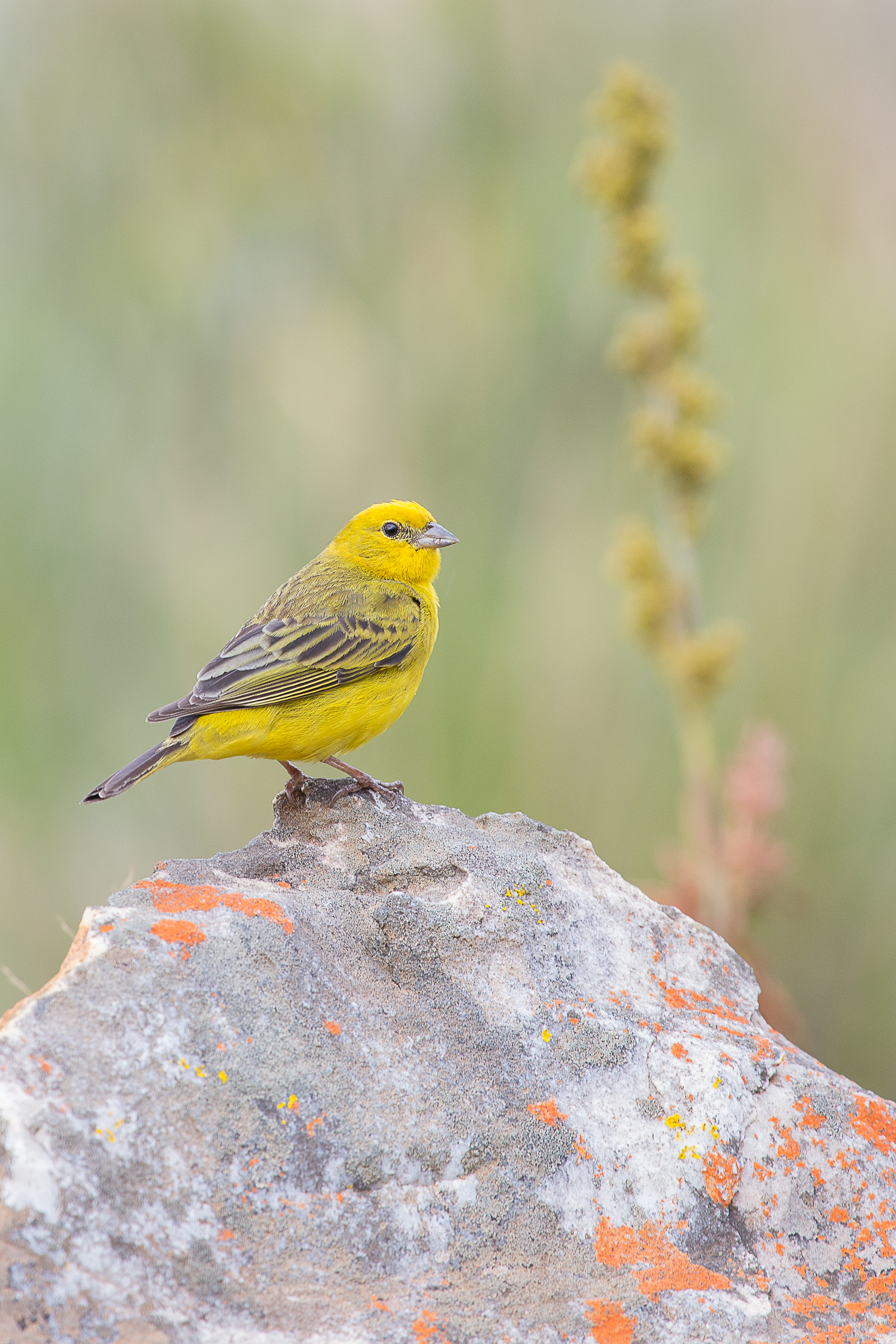
Canário-rasteiro

- Sicalis flaveola (Linnaeus, 1766) - Canário-da-terra-verdadeiro
- Sicalis luteola (Sparrman, 1789) - Tipio
- Emberizoides herbicola (Vieillot, 1817) - Canário-do-campo
- Emberizoides ypiranganus Ihering & Ihering, 1907 - Canário-do-brejo
- Embernagra platensis (Gmelin, 1789) - Sabiá-do-banhado
- Embernagra longicauda Strickland, 1844 - Rabo-mole-da-serra E
- Volatinia jacarina (Linnaeus, 1766) - Tiziu
- Sporophila frontalis (Verreaux, 1869) - Pixoxó
- Sporophila falcirostris (Temminck, 1820) - Cigarra-verdadeira
- Sporophila schistacea (Lawrence, 1862) - Cigarrinha-do-norte
- Sporophila intermedia Cabanis, 1851 - Papa-capim-cinza
- Sporophila plumbea (Wied, 1830) - Patativa
- Sporophila beltoni Repenning & Fontana 2013 - Patativa-tropeira E
- Sporophila americana (Gmelin, 1789) - Coleiro-do-norte
- Sporophila murallae Chapman, 1915 - Papa-capim-de-caquetá
- Sporophila collaris (Boddaert, 1783) - Coleiro-do-brejo
- Sporophila bouvronides (Lesson, 1831) - Estrela-do-norte V
- Sporophila lineola (Linnaeus, 1758) - Bigodinho
- Sporophila luctuosa (Lafresnaye, 1843) - Papa-capim-preto-e-branco V
- Sporophila nigricollis (Vieillot, 1823) - Baiano
- Sporophila ardesiaca (Dubois, 1894) - Papa-capim-de-costas-cinzas E
- Sporophila melanops (Pelzeln, 1870) - Papa-capim-do-bananal E
- Sporophila caerulescens (Vieillot, 1823) - Coleirinho
- Sporophila albogularis (Spix, 1825) - Golinho E
- Sporophila leucoptera (Vieillot, 1817) - Chorão
- Sporophila nigrorufa (d'Orbigny & Lafresnaye, 1837) - Caboclinho-do-sertão
- Sporophila bouvreuil (Statius Müller, 1776) - Caboclinho
- Sporophila pileata (Sclater, 1864) - Caboclinho-branco
- Sporophila minuta (Linnaeus, 1758) - Caboclinho-lindo
- Sporophila hypoxantha Cabanis, 1851 - Caboclinho-de-barriga-vermelha
- Sporophila ruficollis Cabanis, 1851 - Caboclinho-de-papo-escuro V
- Sporophila palustris (Barrows, 1883) - Caboclinho-de-papo-branco
- Sporophila castaneiventris Cabanis, 1849 - Caboclinho-de-peito-castanho
- Sporophila hypochroma Todd, 1915 - Caboclinho-de-sobre-ferrugem V
- Sporophila cinnamomea (Lafresnaye, 1839) - Caboclinho-de-chapéu-cinzento
- Sporophila melanogaster (Pelzeln, 1870) - Caboclinho-de-barriga-preta E
- Sporophila angolensis (Linnaeus, 1766) - Curió
- Sporophila crassirostris (Gmelin, 1789) - Bicudinho
- Sporophila maximiliani (Cabanis, 1851) - Bicudo
- Dolospingus fringilloides (Pelzeln, 1870) - Papa-capim-de-coleira
- Catamenia homochroa Sclater, 1859 - Patativa-da-amazônia
- Tiaris obscurus (d'Orbigny & Lafresnaye, 1837) - Cigarra-parda V
- Tiaris fuliginosus (Wied, 1830) - Cigarra-do-coqueiro
- Charitospiza eucosma Oberholser, 1905 - Mineirinho
- Coryphaspiza melanotis (Temminck, 1822) - Tico-tico-de-máscara-negra
- Gubernatrix cristata (Vieillot, 1817) - Cardeal-amarelo

Família Cardinalidae Ridgway, 1901
- Piranga flava (Vieillot, 1822) - Sanhaço-de-fogo
- Piranga lutea (Lesson, 1834) - Sanhaço-montano
- Piranga rubra (Linnaeus, 1758) - Sanhaço-vermelho
- Piranga olivacea (Gmelin, 1789) - Sanhaço-escarlate V

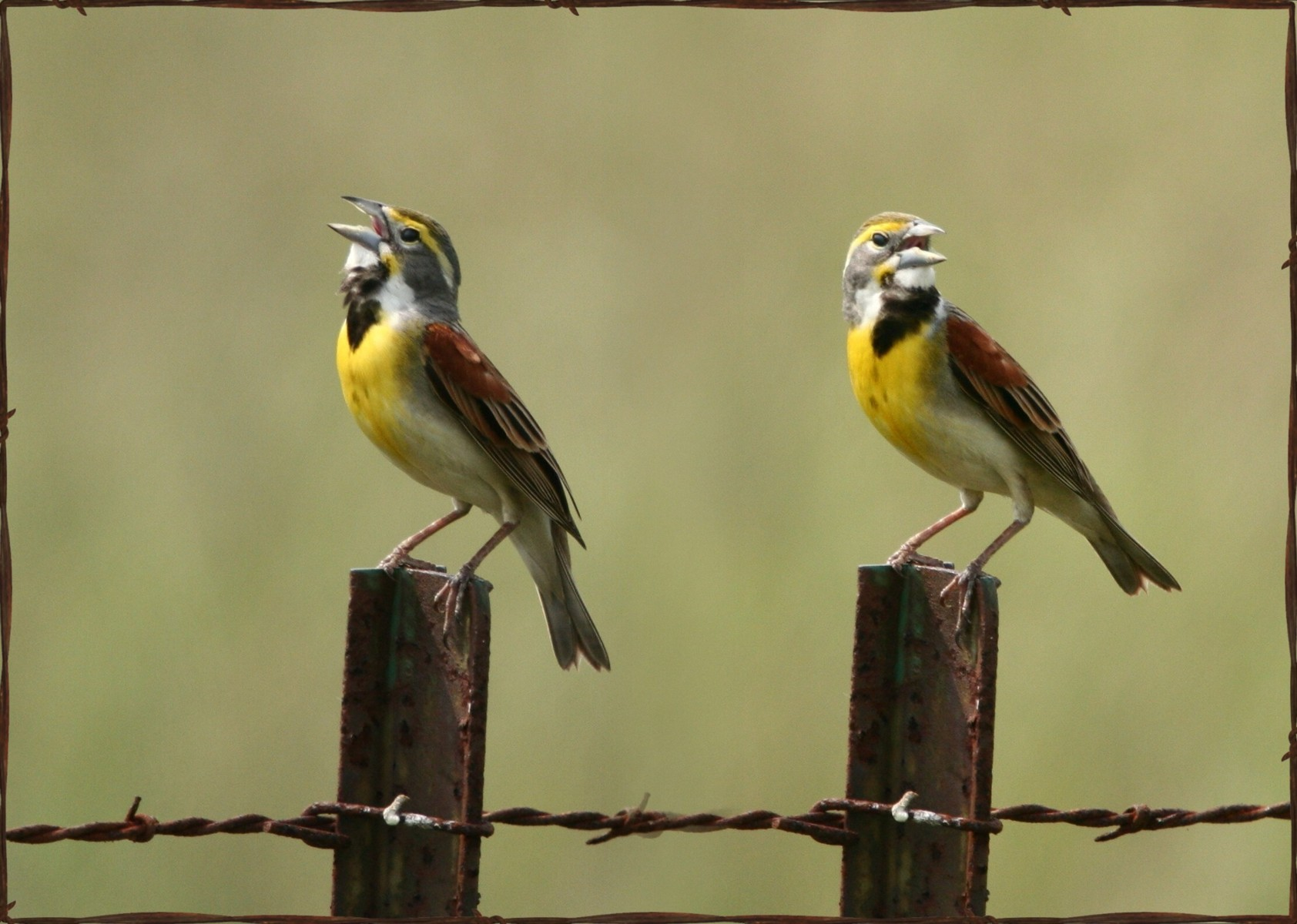
Papa-capim-americano

- Piranga leucoptera Trudeau, 1839 - Sanhaço-de-asa-branca V
- Habia rubica (Vieillot, 1817) - Tiê-de-bando
- Pheucticus aureoventris (d'Orbigny & Lafresnaye, 1837) - Rei-do-bosque VA
- Granatellus pelzelni Sclater, 1865 - Polícia-do-mato
- Caryothraustes canadensis (Linnaeus, 1766) - Furriel
- Periporphyrus erythromelas (Gmelin, 1789) - Bicudo-encarnado
- Amaurospiza moesta (Hartlaub, 1853) - Negrinho-do-mato
- Cyanoloxia rothschildii (Bartlett, 1890) - Azulão-da-amazônia
- Cyanoloxia brissonii (Lichtenstein, 1823) - Azulão
- Cyanoloxia glaucocaerulea (d'Orbigny & Lafresnaye, 1837) - Azulinho
- Spiza americana (Gmelin, 1789) - Papa-capim-americano VA

Família Fringillidae Leach, 1820
- Chloris chloris (Linnaeus, 1758) - Verdelhão PO
- Carduelis carduelis (Linnaeus, 1758) - Pintassilgo-europeu I

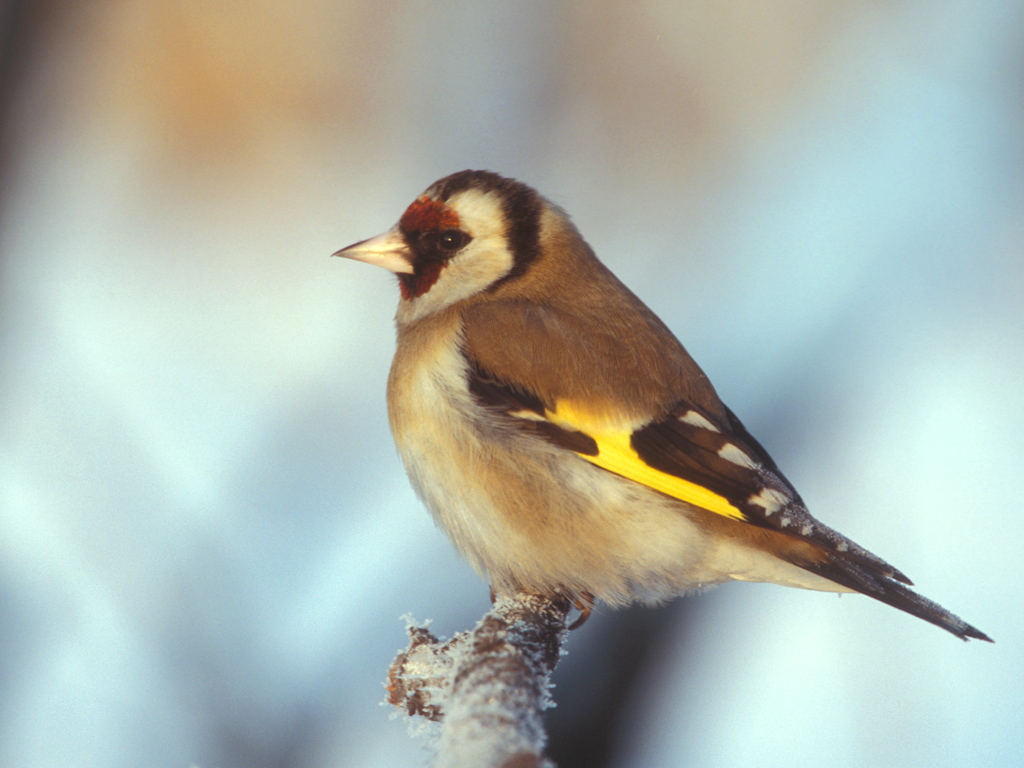
Pintassilgo-europeu

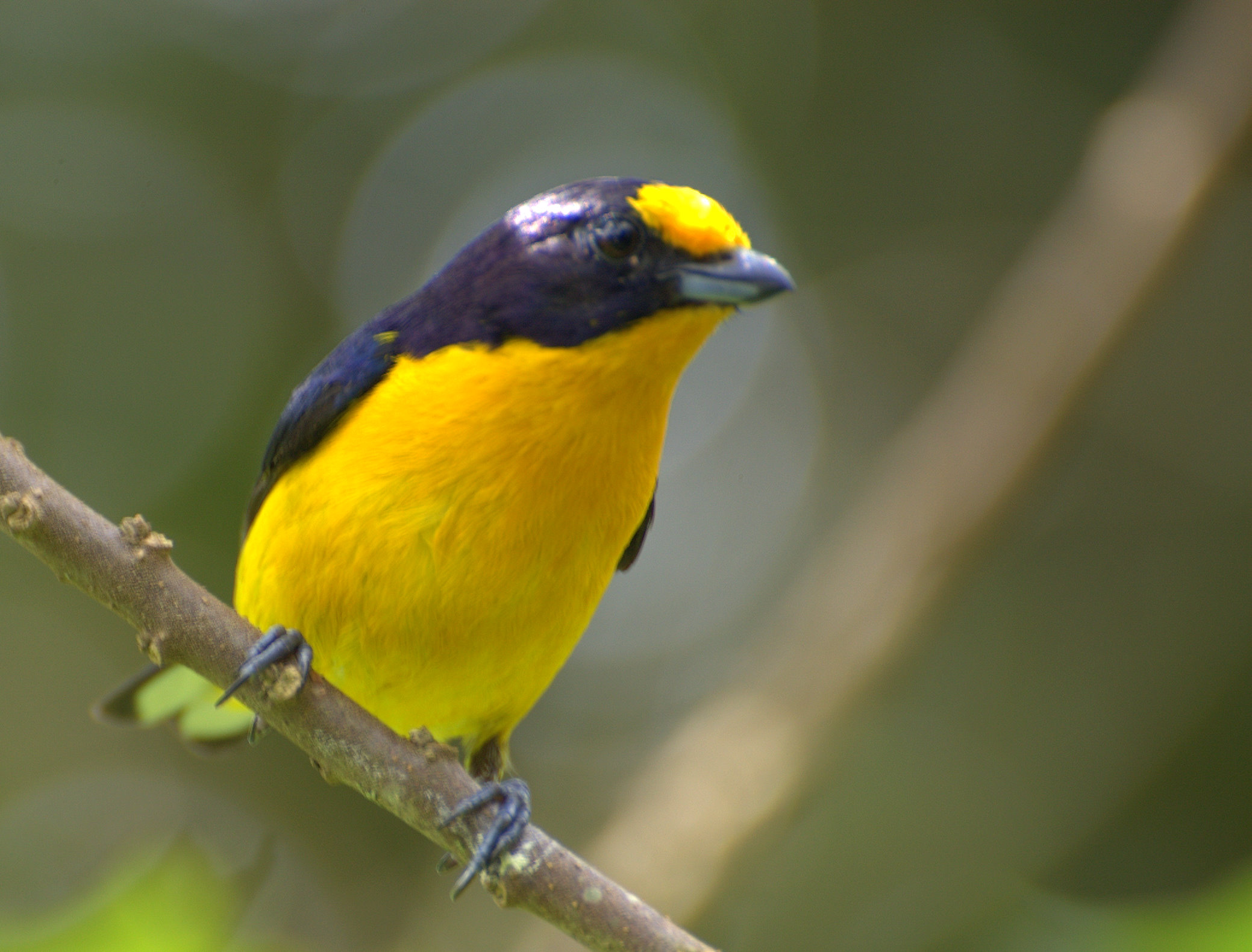
Gaturamo-verdadeiro

- Sporagra yarrellii (Audubon, 1839) - Pintassilgo-do-nordeste
- Sporagra magellanica (Vieillot, 1805) - Pintassilgo
- Euphonia plumbea Du Bus, 1855 - Gaturamo-anão
- Euphonia chlorotica (Linnaeus, 1766) - Fim-fim
- Euphonia finschi Sclater & Salvin, 1877 - Gaturamo-capim
- Euphonia violacea (Linnaeus, 1758) - Gaturamo-verdadeiro
- Euphonia laniirostris d'Orbigny & Lafresnaye, 1837 - Gaturamo-de-bico-grosso
- Euphonia chalybea (Mikan, 1825) - Cais-cais
- Euphonia cyanocephala (Vieillot, 1818) - Gaturamo-rei
- Euphonia chrysopasta Sclater & Salvin, 1869 - Gaturamo-verde
- Euphonia minuta Cabanis, 1849 - Gaturamo-de-barriga-branca

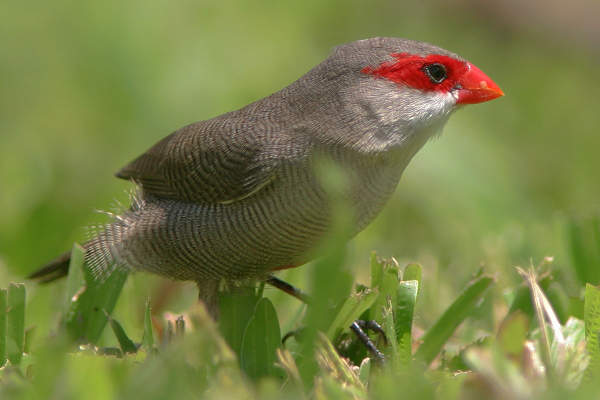
Bico-de-lacre

- Euphonia xanthogaster Sundevall, 1834 - Fim-fim-grande
- Euphonia rufiventris (Vieillot, 1819) - Gaturamo-do-norte
- Euphonia cayennensis (Gmelin, 1789) - Gaturamo-preto
- Euphonia pectoralis (Latham, 1801) - Ferro-velho
- Chlorophonia cyanea (Thunberg, 1822) - Gaturamo-bandeira

Família Estrildidae Bonaparte, 1850
- Estrilda astrild (Linnaeus, 1758) - Bico-de-lacre I

Família Passeridae Rafinesque, 1815
- Passer domesticus (Linnaeus, 1758) - Pardal I